# Musée des Beaux-Arts de Lyon
Pour les articles homonymes, voir Musée des beaux-arts.
Le musée des Beaux-Arts de Lyon est un musée municipal situé sur la place des Terreaux à Lyon (France) dans l'abbaye de Saint-Pierre-les-Nonnains, plus connu sous le nom de palais Saint-Pierre.
Voulu dès le XVIIIe siècle par les élites lyonnaises, il est formalisé pendant la Révolution française, fondé officiellement en 1801 et ouvert en 1803. Durant le XIXe siècle, il partage ses locaux avec l'École des beaux-arts de Lyon et ses collections contiennent de nombreuses pièces archéologiques ou historiques. Deux particularités donnent une orientation particulière au musée à cette époque : un salon des fleurs, destiné aux dessinateurs de l'industrie soyeuse locale et des salles vouées à l'accrochage de tableaux de peintres lyonnais. Cette priorité donnée à l'acquisition d'œuvres d'artistes locaux n'empêche pas le musée de s'enrichir d'œuvres prestigieuses, telle La Lapidation de saint Étienne, premier tableau connu de Rembrandt.
Sous la Troisième République, l'agrandissement du musée et une politique d'acquisition d'œuvres contemporaines plus ambitieuse donnent à la collection une vocation encyclopédique. Sous les auspices d'Édouard Aynard, le musée lyonnais est également un des premiers à oser se tourner vers les avant-gardes de l'époque, avec notamment Nave Nave Mahana de Paul Gauguin.
Durant le XXe siècle, cette politique se poursuit avec plus ou moins de difficultés. Avec René Jullian, le musée commence à organiser des expositions ambitieuses d'art moderne, qu'il poursuivra plus ou moins intensément en fonction des directeurs. Le musée s'agrandit et se spécialise à la fois par la cession d'une partie de ses collections au musée Gadagne et au Musée gallo-romain de Fourvière, et par la récupération des locaux après le départ de l'école des Beaux-Arts et de l'Académie de Lyon. À la fin du XXe siècle, le musée connaît une transformation importante avec le transfert des collections d'art contemporain au Musée d'Art contemporain et une rénovation très importante des salles. La directrice actuelle est Sylvie Ramond.
Le musée présente au public environ 700 peintures, choisies parmi une collection de 2 000 œuvres, dans 35 salles selon un ordre chronologique qui ne propose pas un découpage des écoles européennes de peinture. Les sections les plus riches sont la peinture vénitienne de la Renaissance, la peinture du XVIIe siècle, la peinture française du XIXe siècle et la peinture de la première moitié du XXe siècle. Le département des sculptures dispose de 1 300 pièces exposées en trois endroits : au premier étage pour les œuvres anciennes, dans la chapelle pour les récentes et quelques-unes dans le jardin.
Le public peut également admirer une grande collection d'objets de l'Antiquité, avec des pièces égyptiennes, du Proche-Orient ancien, de la Grèce et de l'art étrusque. Il dispose d'une riche collection d'objets d'art, essentiellement du Moyen Âge, mais aussi d'objets islamiques, asiatiques, Art nouveau et Art déco. Le médaillier du musée des Beaux-Arts de Lyon possède une riche collection, tout comme le cabinet d'arts graphiques, avec des dessins et gravures de toutes époques.

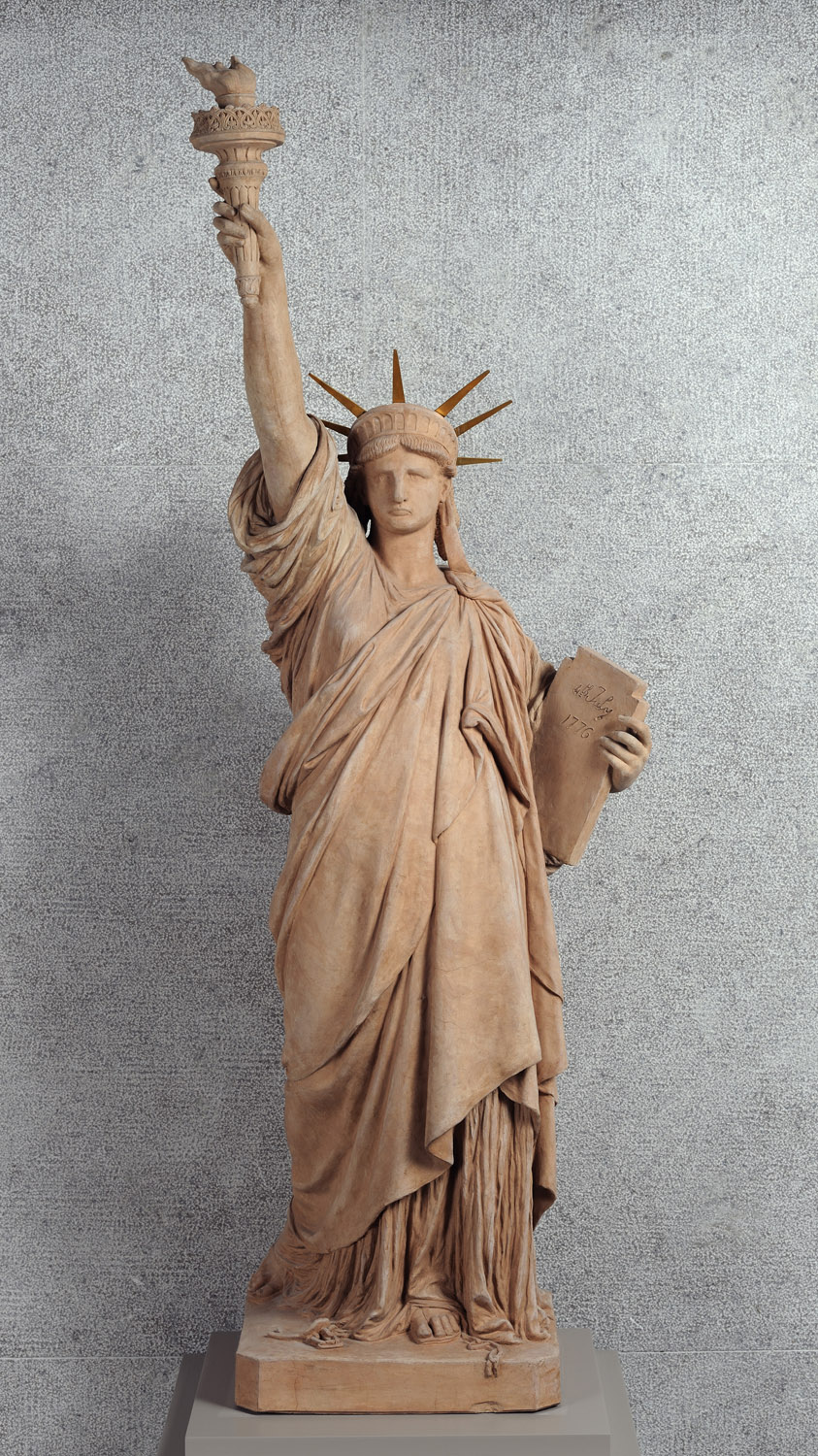
La Liberté éclairant le monde, 1875. Bartholdi. Réduction, terre cuite et bronze doré. H. 125,5 cm. Sur la plinthe : Union franco-américaine. Don de l'artiste en 1890. Construction à New York : 1886, H. 46,05 m de haut, sans le socle, 93 m socle compris.

## Histoire

### La Révolution et la création du musée

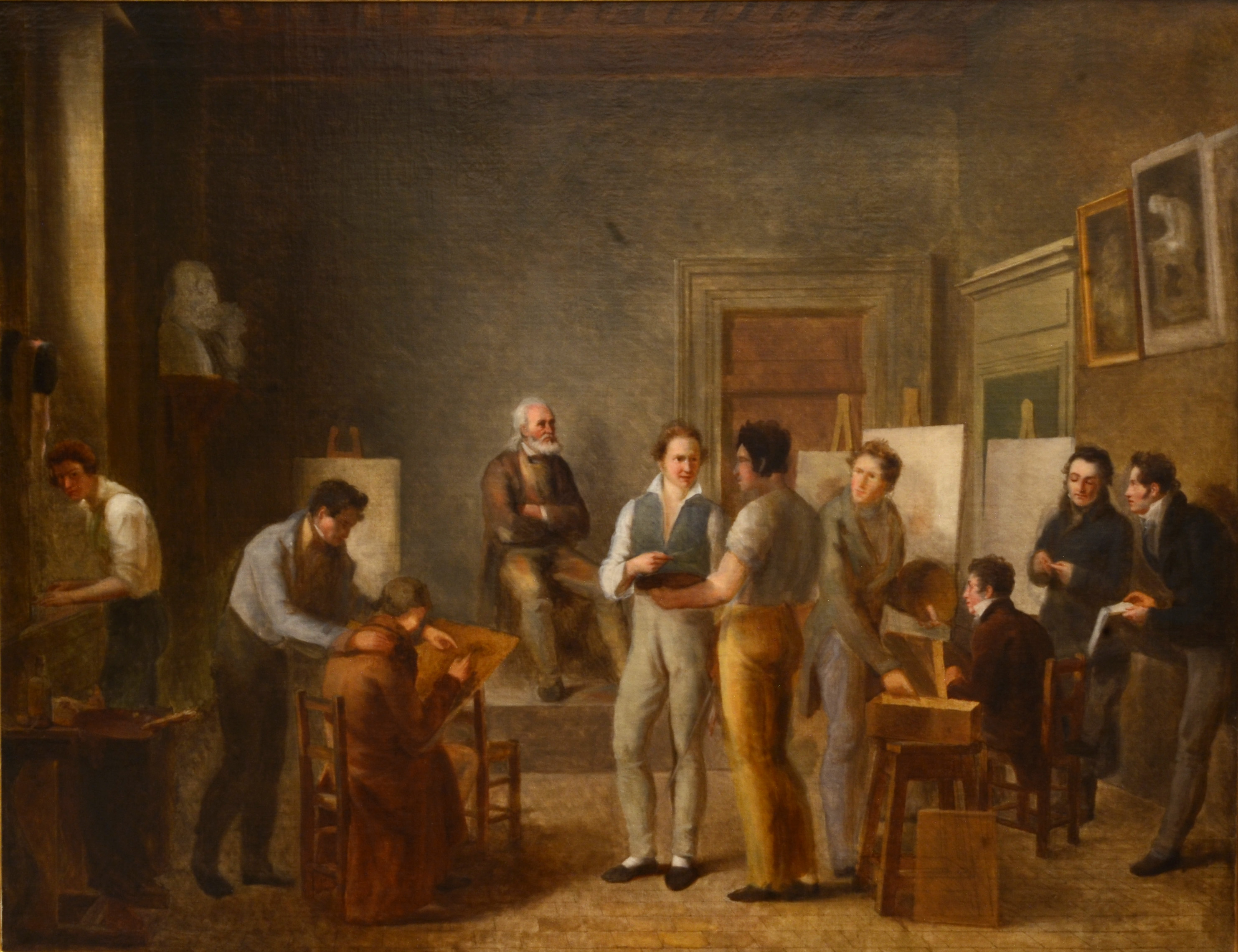
Jean-Marie Jacomin, La Classe de peinture à l’école de dessin de Lyon (vers 1817), musée des Beaux-Arts de Lyon.

À Lyon, comme dans toute la France, les révolutionnaires entendent rassembler en un même lieu les œuvres d’art saisies ou confisquées au clergé et à la noblesse pour les montrer au public, afin d’éduquer le peuple et d’« encourager les arts ». Les saisies révolutionnaires locales sont réunies et un premier état des lieux est constitué en 1792 par le peintre Philippe-Auguste Hennequin et le père Joseph Janin qui fournissent au directoire de district une première liste d'œuvres conservées, dont 300 tableaux. Plusieurs personnes s'associent à cette volonté générale de créer un lieu inspirant les artistes tel celui qui en devient le premier conservateur François Artaud et ses amis les peintres Pierre Révoil et Fleury Richard, qui ont à l'esprit comme modèle le musée des monuments français d'Alexandre Lenoir et le Musée du Louvre.
L’idée germe dans l’esprit des autorités de la ville de créer un muséum dans l'ancienne abbaye des Dames de Saint-Pierre. Cette volonté officielle est motivée avant tout par le besoin de relancer l’industrie soyeuse à Lyon, basée sur l’art du dessin, et qui a subi un brutal coup d'arrêt à cause des ravages du siège qu'a subi la ville en 1793. C’est pourquoi le député du Rhône au Conseil des Cinq-Cents, Étienne Mayeuvre de Champvieux, fait la demande au gouvernement d’envoyer à Lyon « quelques tableaux des trois écoles » dont « quelques Van Huysum pour l’étude de la fleur, étude essentielle pour Lyon ». Il faut en effet que les dessinateurs des fabriques de soieries puissent se former « par la vue des chefs-d’œuvre de l’art ». L’État témoigne de sa bonne volonté en envoyant, les mois qui suivent, six tableaux de fleurs et d’animaux. La décision de fonder ce muséum dans l'abbaye Saint-Pierre est actée par un arrêté du 16 mai 1795. La décision des autorités nationales tarde et le projet est relancé à plusieurs reprises, dont en 1799 par Étienne Mayeuvre de Champvieux, député au Conseil des Cinq-Cents.
Mais c’est le décret consulaire du 1er septembre 1801, le fameux arrêté Chaptal, qui va accomplir le dessein des révolutionnaires lyonnais : des musées sont créés dans quinze villes de province, et celui de Lyon figure en tête de liste. Le musée lyonnais est par ailleurs celui qui obtient la plus importante dotation de l'État.
Un second décret du 13 avril 1802 acte son installation dans le palais Saint-Pierre, aux côtés d'une école de dessin et de la chambre de commerce, sous le nom de Conservatoire des arts. En effet, la municipalité a destiné le palais à accueillir des institutions d’utilité publique dans le domaine de l’instruction et du commerce. À cette époque, l'École des Beaux-Arts a une destination utilitariste avec une classe de la fleur pour former des dessinateurs pour l'industrie soyeuse de la ville.

### Les débuts du musée

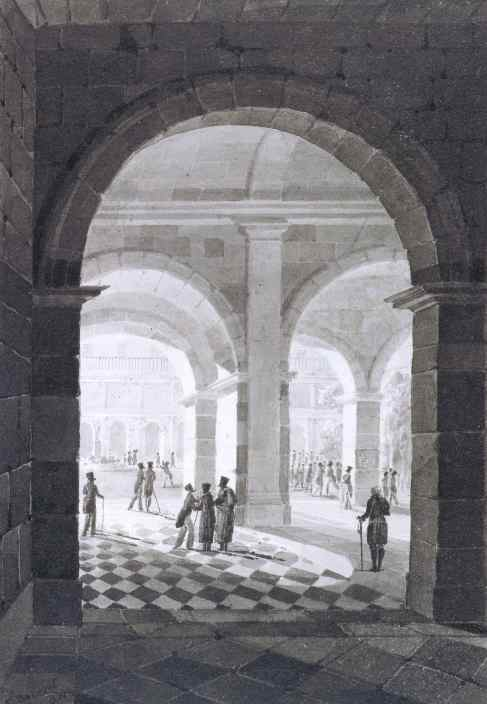
Ferdinand Bourjot, L'Entrée du cloître du palais Saint-Pierre de Lyon (vers 1820), plume et lavis d'encre de Chine sur papier,, Musée des Beaux-Arts de Lyon.

Une première salle est ouverte au public le 23 novembre 1803, au premier étage de l'aile sud, dans l'ancien chauffoir de l'abbaye. Elle accueille les visiteurs le mercredi, de dix heures à treize heures. Plusieurs envois de l'État, en 1803, 1805 et 1811, sont déterminants pour la constitution des collections du musée des Beaux-Arts : près de 110 tableaux arrivent à Lyon. On y trouve des œuvres majeures, notamment de la main du Pérugin, de Véronèse, Le Tintoret, Guerchin, Rubens, Jordaens, Champaigne et Jouvenet. Dès lors, le musée de Lyon se hisse au premier rang des musées de province. La plupart de ces œuvres proviennent des saisies révolutionnaires ainsi que des pillages d'œuvres d'art de Napoléon Ier et ses armées en Italie et en Europe du Nord. Au sein du musée on aménage le musée de peintures qu'inaugure le comte d'Artois le 20 septembre 1814 et le cabinet des Antiques. Après la chute du Premier Empire, seuls huit des tableaux saisis à l’étranger sont restitués.
Le premier véritable conservateur du nouveau musée est François Artaud (1767-1838), nommé en 1806, et qui reste à sa tête jusqu’en 1830, année où il démissionne, refusant de prêter serment à la monarchie de Juillet,. Peu avant 1815, il crée le Salon des Fleurs du musée, qui présente notamment des œuvres de Jan van Dael et Jan van Huysum. Archéologue, Artaud est également à l’origine de la collection d'antiques de l'institution : sous les arcades du cloître, il rassemble des inscriptions lapidaires, des bronzes et des mosaïques qui illustrent le prestige et l'importance de Lyon à l'époque romaine, quand celle qui se nommait Lugdunum était la capitale des Gaules. On y trouve notamment deux pièces de première importance : la table claudienne et la mosaïque des Jeux du cirque, aujourd’hui conservées au musée gallo-romain de Fourvière. Mais la collection antique dépasse rapidement le seul cadre gallo-romain : Artaud collectionne dans son cabinet des objets égyptiens que Champollion vient d'ailleurs étudier à plusieurs reprises. Huit stèles égyptiennes entrent notamment au musée en 1824 grâce à un don de Bernardino Drovetti, consul de France à Alexandrie. Artaud est également à l’origine de l’acquisition de l’un des chefs-d’œuvre du musée, la Korê athénienne, achetée entre 1808 et 1810. Sous l'autorité d'Artaud, l'institution prend une véritable dimension muséale avec un accrochage cohérent et d'édition d'un catalogue en 1808, sortant du cadre étroit de lieu de formation des dessinateurs industriels locaux.

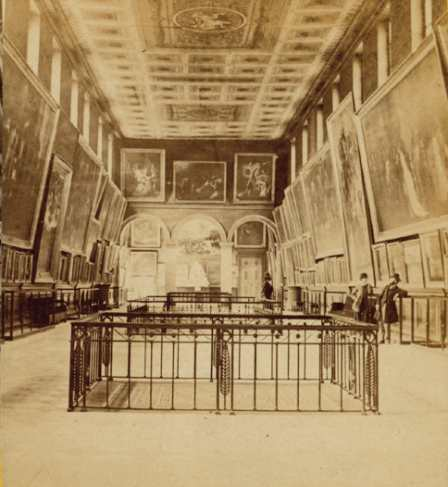
Vue d'une salle de la collection de peintures du Musée des Beaux-Arts avant 1870, photographie d'époque.

Bientôt, la collection de peintures s'élargit aux artistes lyonnais contemporains qui, grâce à l'École des Beaux-Arts de la ville, s'appliquent désormais à d'autres genres que la seule peinture de fleurs. En effet, les artistes de l'École de Lyon sont acclamés par la critique et le public parisien au salon de 1819, ce qui consacre Lyon non plus seulement comme ville industrielle mais aussi comme ville d'artistes. Le musée n'a donc plus une raison d'être purement utilitaire et le salon des fleurs disparaît finalement vers 1840. À partir des années 1820, les crédits d'acquisition vont d'ailleurs être quasiment uniquement consacrés à la création d'une « galerie des Artistes lyonnais » qui, lors de son ouverture le 16 février 1851, possède déjà pas moins de 87 tableaux et 18 dessins, alors que la faveur du public pour les peintres lyonnais s'est déjà essoufflée depuis longtemps.
Entretemps, à partir de 1834, le musée, qui n'a cessé de s'enrichir depuis son ouverture, est restructuré afin de devenir un écrin pour les collections qu'il abrite. L'architecte René Dardel (1796-1871) est chargé de créer des espaces nouveaux ainsi que des décors raffinés. Aujourd'hui, on peut avoir une idée de l'œuvre de Dardel dans la salle du médaillier (qui était la « salle des marbres modernes » à l'époque de sa conception), dont le somptueux décor est le seul exemple de la restructuration des années 1830 encore en place au musée.
Pour ce qui est d’élargir la collection de peinture moderne au-delà de l'horizon lyonnais, le musée s’en remet, jusque dans les années 1880, aux dépôts et envois de l'État. Ainsi, Lyon reçoit des peintures et des sculptures d'artistes français importants comme Eugène Delacroix (Dernières paroles de l’empereur Marc Aurèle), Antoine-Louis Barye (le Tigre), Antoine Étex (Caïn et sa race maudits de Dieu) ou James Pradier (Odalisque). L'État envoie néanmoins des œuvres d’artistes lyonnais reconnus comme Pierre Puvis de Chavannes (L'Automne) ou Hippolyte Flandrin (Dante et Virgile).
Si elle ne bénéficie plus des envois de l'État, la collection de peinture ancienne s'enrichit tout de même de quelques œuvres importantes grâce à des achats heureux comme La Lapidation de saint Étienne, première œuvre connue de Rembrandt, ou encore deux Hyacinthe Rigaud qui font ainsi leur entrée au musée.

### L'âge d'or du musée (1878-1920)

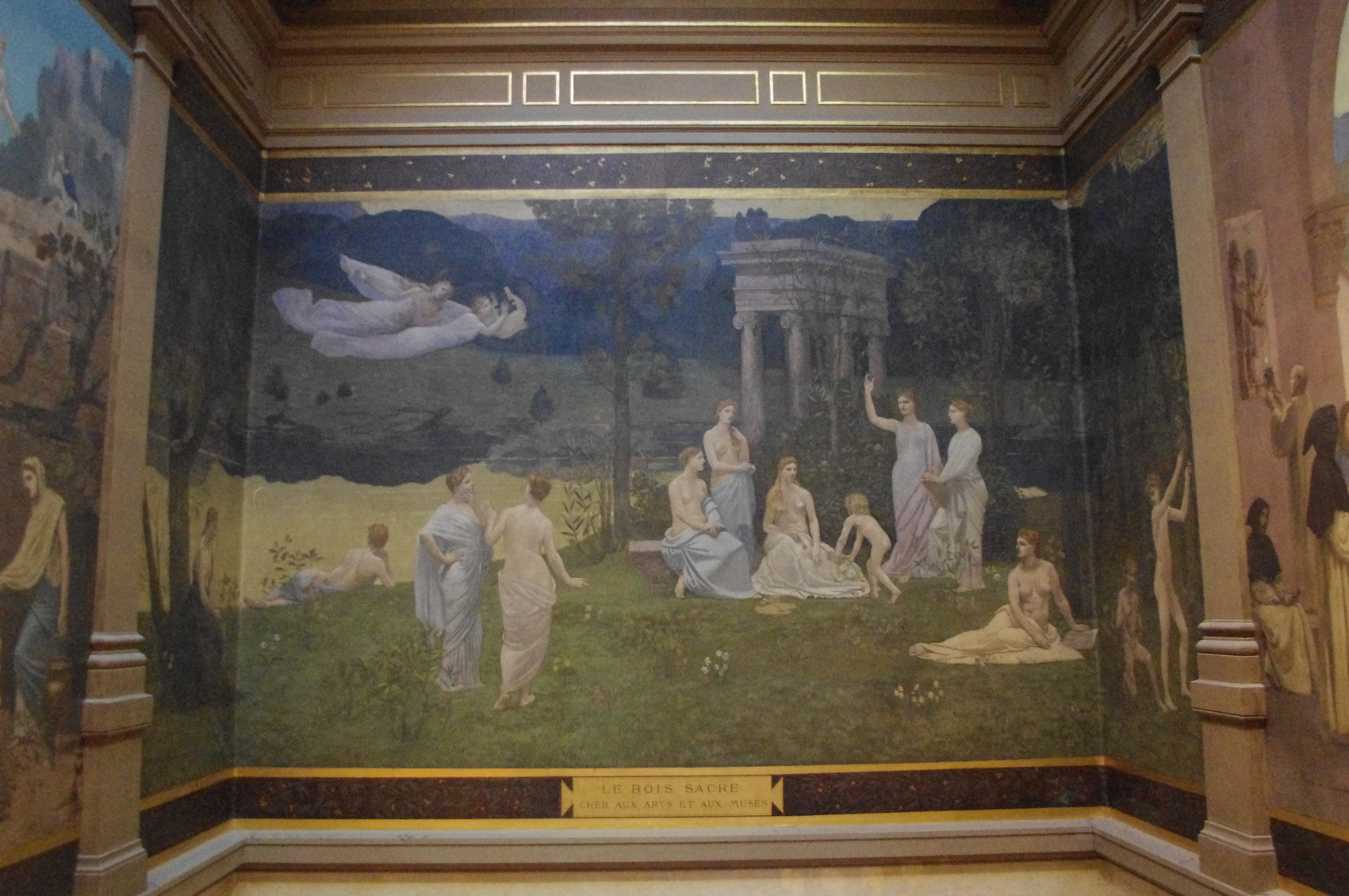
Pierre Puvis de Chavannes, Le Bois sacré cher aux Arts et aux Muses, escalier dit Puvis de Chavannes.

À la fin du Second Empire, le musée connaît une période de relative stagnation, due notamment au manque de place pour la conservation et l'exposition des œuvres ainsi qu'à l'essoufflement de la politique d'acquisition, qui se concentrait alors, pour ce qui est de la peinture tout du moins, essentiellement sur les artistes lyonnais. Un élan nouveau est donné par la municipalité à partir de 1878. C’est à cette date, en effet, que sont décidés des travaux de rénovation et d’agrandissement du musée, sous la direction de l’architecte de la ville Abraham Hirsch. Il construit une aile nouvelle ainsi que le monumental escalier, inauguré en 1884, aujourd'hui connu sous le nom d'escalier Puvis de Chavannes car le peintre lyonnais y installe son œuvre Le Bois sacré cher aux Arts et aux Muses.
Celui-ci dessert deux nouvelles grandes galeries d'exposition, l'une pour les maîtres anciens, l'autre pour les maîtres modernes. Le fonctionnement de l'institution est également modifié : désormais, le musée s’organise autour d’un conseil d’administration composé d’amateurs, d’artistes et d’érudits et présidé pendant près de vingt ans par Édouard Aynard (1837-1913), banquier, homme politique et collectionneur lyonnais. Ce conseil, même s'il se voit privé d’une partie de ses pouvoirs, jugés trop étendus par la municipalité dès 1897, pour ne devenir qu’une commission consultative vouée aux acquisitions, donne néanmoins une impulsion nouvelle à l’enrichissement des collections, impulsion qui va se prolonger jusqu’à la Première Guerre mondiale. Aynard et ses conseillers ont su combler intelligemment les lacunes du musée en imposant des objectifs ambitieux et en acquérant des œuvres de grande qualité. Cette politique était servie par plusieurs donations, non sous forme de dons d'œuvres d’art, peu nombreux, mais de fondations financières importantes. En effet, plus que par les dons qu’ont pu connaître d'autres musées français comme Nantes (grâce aux frères Cacault), Lille (grâce à Wicar) ou Montpellier (grâce à Fabre), le musée de Lyon, c'est son originalité, s'est surtout constitué et enrichi grâce aux achats. Et même si des legs ont permis de faire entrer des ensembles importants au musée (comme celui de Jacques-Amédée Lambert pour l'archéologie et les objets d'art), ils sont sans commune mesure avec les prestigieux exemples nantais, lillois et montpelliérains, pour ne citer qu'eux.

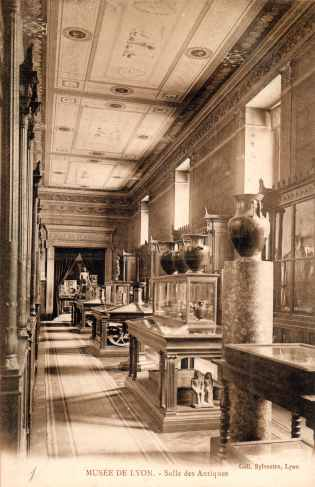
Galerie des antiques, aménagée en 1839. Carte postale, vers 1906.

Cet aspect de la constitution des collections est à l'origine du caractère encyclopédique du musée, un cas pratiquement unique en province, Aynard et ses successeurs s'efforçant de compléter le plus judicieusement possible les collections par leurs achats. Ceux-ci sont nombreux : en vingt ans à partir de 1880, des acquisitions réalisées en Italie (à Rome, Florence et Venise) et à Paris permettent de constituer une collection de sculptures de la Renaissance forte de 35 pièces environ dont le Saint Jean-Baptiste de Mino da Fiesole. À la même époque, grâce à l'action de Jean-Baptiste Giraud (1844-1910), qui participe à toutes les grandes ventes parisiennes, est rassemblée la plus grande partie de la collection d'art islamique. C’est lui qui crée et organise véritablement le département des objets d'art du musée. Le département des antiquités s'enrichit, lui, de quelques-uns de ses plus beaux vases et bronzes, grecs ou étrusques. Mais les acquisitions les plus spectaculaires sont réalisées dans le domaine de la peinture moderne. Le musée des Beaux-Arts, avec l’achat en 1901 de la Guitariste de Renoir à la galerie Durand-Ruel, est le premier musée hors de Paris à avoir l'audace de constituer un ensemble de peintures impressionnistes. On y trouve notamment Le Café-concert aux ambassadeurs d'Edgar Degas et le Nave Nave Mahana de Paul Gauguin, première peinture de l'artiste à entrer dans un musée français, en 1913.

### De l'après-guerre aux années 1950
Cet effort d’enrichissement des collections est poursuivi sur les mêmes bases après la Première Guerre mondiale mais avec des moyens réduits, à cause de la dévaluation des fondations financières. Ainsi Henri Focillon, directeur du musée de 1913 à 1924, parvient à acquérir pendant la guerre le très bel ensemble de céramiques d’Extrême-Orient réuni par Raphaël Collin. Et c’est grâce à son successeur, Léon Rosenthal (à la tête de l’institution de 1924 à 1932), qu’est ouverte dès 1926 une salle consacrée aux arts décoratifs modernes. Néanmoins, sous ces deux directorats, l’esprit audacieux qui s'était manifesté au début du siècle à travers l’acquisition de peintures modernes s’estompe : aucune œuvre cubiste ou abstraite ne fait son entrée au musée durant les années 1920 et 1930. On préfère aux œuvres des représentants de ces mouvements novateurs des peintures de Pierre Bonnard, Édouard Vuillard ou Léonard Foujita.
Dans les années 1950, au lendemain de la Seconde Guerre mondiale, René Jullian, directeur du musée de 1933 à 1963, va tenter de combler ces lacunes au prix de grandes difficultés alors que les autorités municipales lui sont hostiles. Il parvient tout de même à des résultats importants : il est le premier à faire entrer un tableau de Jean Dubuffet dans un musée français (avec son Paysage blond, acquis en 1952) et il est à l’origine de plusieurs dons : Pablo Picasso en 1953, Georges Braque et Albert Gleizes en 1954 notamment. À cette époque, le musée s’étend à nouveau dans le palais Saint-Pierre, dont il finit par être le seul occupant, en récupérant d’abord les locaux de l’École des Beaux-Arts puis ceux de l’Académie de Lyon (en 1970), parties s’installer ailleurs.

### La nécessité d'un redéploiement (1960-1980)
En 1969 surviennent deux événements qui vont susciter de profonds changements dans l’organisation du musée et l’obliger à un redéploiement radical de ses collections, comme cela avait été fait près d’un siècle plus tôt. En effet, cette année-là, le musée des Beaux-Arts se voit amputé d’une bonne partie des œuvres du département des antiquités, les objets gallo-romains étant transférés vers un nouveau musée situé à Fourvière. Ce départ est cependant compensé par l’arrivée au palais de la grande majorité des collections égyptologiques provenant des fouilles effectuées en 1909-1910 à Coptos par Adolphe Reinach et jusque-là conservées au Musée Guimet de Lyon. Dès lors, ces bouleversements nécessitaient de repenser l’organisation du département des antiquités, mais aucun projet d’envergure ne fut entrepris. De plus, quelques années plus tard, le musée se décidait à donner toute son ampleur à la place de l’art moderne et contemporain dans ses collections en créant, en 1984, une section d’art contemporain dans l’aile dite du Nouveau Saint-Pierre, section qui devient vite autonome et développe rapidement ses collections. Dans les années 1980, le manque de place dans les salles (qui oblige à entasser des œuvres importantes dans des réserves déjà encombrées), la vétusté et la faible étendue des structures d’accueil du public ainsi que le délabrement de certaines parties du bâtiment rendent une nouvelle fois nécessaire une rénovation complète et une extension du musée.

### La rénovation et l'extension du musée

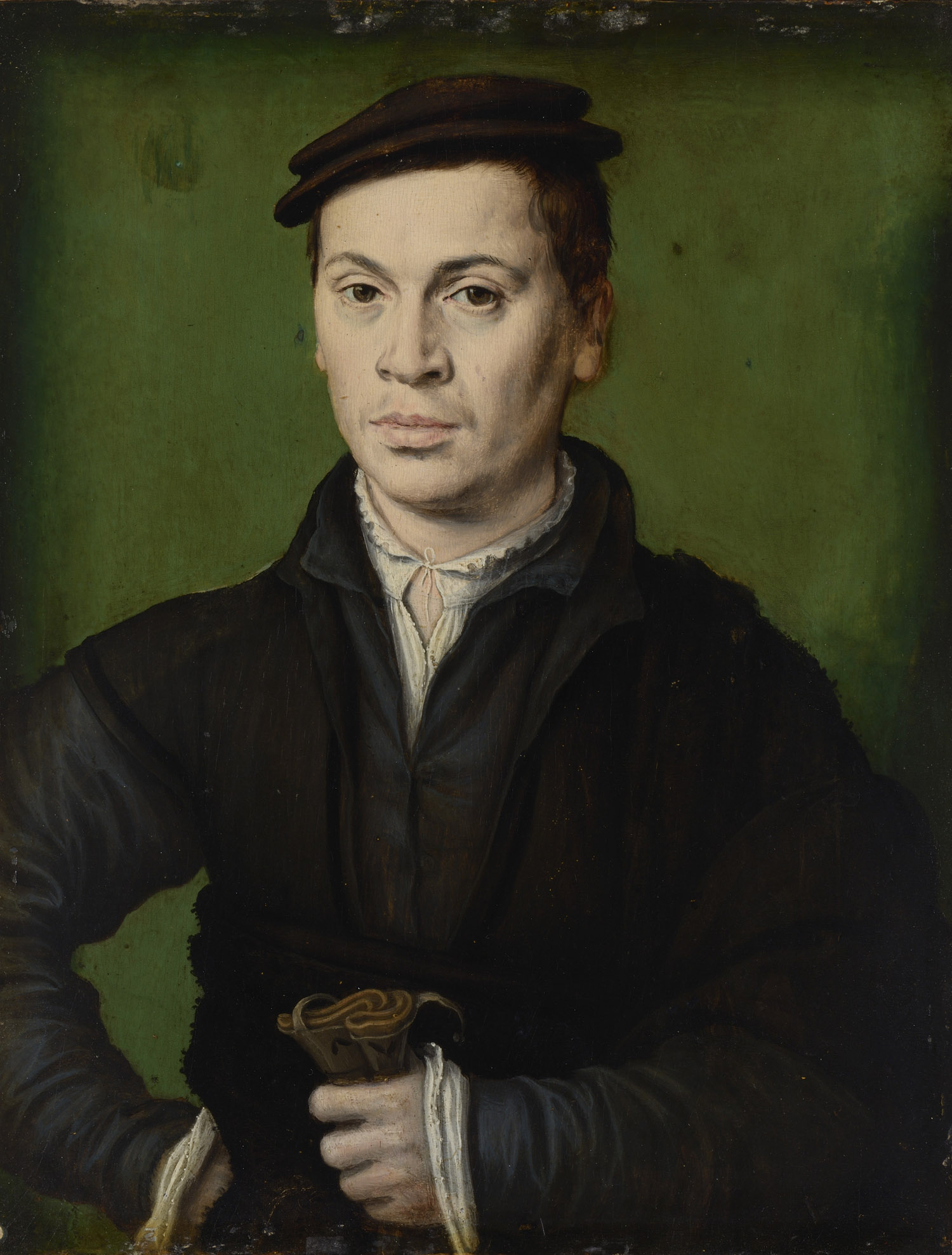
Corneille de Lyon, Homme au béret noir tenant une paire de gants (vers 1530).

En 1989, dans le cadre des Grands Travaux entrepris par le ministère de la Culture, l'État et la ville de Lyon se mettent d’accord sur un projet qui va durer près de dix ans. Les travaux sont confiés aux architectes Jean-Philippe Dubois et Jean-Michel Wilmotte. 4 500 m2 d’espaces sont gagnés sur l’aile du nouveau Saint-Pierre, ce qui oblige à reloger le Musée d’art contemporain, qui part vers un nouveau bâtiment plus spacieux situé quai Achille-Lignon. Des espaces d’expositions temporaires y sont créés. Les sculptures du XIXe siècle sont déplacées dans la chapelle, les peintures (dont celles de l’École lyonnaise, autrefois exposées à part) sont regroupées au deuxième étage du palais où elles bénéficient d’un éclairage zénithal tandis qu’au premier étage sont installés les départements des Antiquités, des Objets d’art et le Cabinet d’arts graphiques. Enfin, des espaces d’accueil du public, dont une salle de conférence, sont créés au rez-de-chaussée et au premier étage de l’aile sud.
En 1998, à la fin des travaux, qui ont été réalisés en cinq tranches pour éviter une fermeture totale au public, le musée se déploie sur 14 800 m2 entièrement rénovés et présente ses collections au travers de 70 salles d’exposition permanente. Cette renaissance du musée est heureusement accompagnée par le legs le plus important qu’il ait jamais connu depuis sa création : celui de la lyonnaise Jacqueline Delubac (1907-1997). Épouse de Sacha Guitry, cette célèbre comédienne avait réuni au cours de sa vie une importante collection d’art moderne et avait également hérité de Myran Eknayan, son second mari, d’un ensemble majeur de peintures impressionnistes. Grâce à elle, à l’occasion de la réouverture complète du musée, ce sont des œuvres de Braque, Rouault, Léger, Picasso, Miró, Dubuffet, Bacon ainsi que de Manet, Degas, Renoir, Monet, Corot, Bonnard ou encore Vuillard, qui ont rejoint les collections.
En 2009, à la suite de l'acquisition de La Fuite en Égypte de Poussin (en 2008), dont le musée ne possédait jusqu'ici aucune œuvre, est fondé le Club du musée Saint-Pierre, fonds de dotation au bénéfice du musée réunissant de grandes entreprises implantées à Lyon. Première en France, cette structure de mécénat a permis au Musée des Beaux-Arts de réaliser plusieurs acquisitions importantes depuis 2009 pour continuer à enrichir ses collections, malgré le contexte de restrictions budgétaires dû à la crise économique : sont ainsi entrés au musée trois œuvres de Pierre Soulages en 2011, deux tableaux de Jean-Honoré Fragonard et un tableau de Jean-Auguste-Dominique Ingres en 2013, une œuvre de Corneille de Lyon en 2015 et à nouveau un Poussin, avec l'acquisition de La Mort de Chioné (peint à Lyon en 1622) en 2016.
Le 26 septembre 2012, le musée lance pour la première fois une souscription auprès du public pour finaliser l'acquisition du tableau d'Ingres, L'Arétin et l'envoyé de Charles Quint.
En 2015, le musée renouvelle l'opération de souscription publique et acquiert le tableau de Corneille de Lyon grâce au Cercle Poussin, à la Fondation Bullukian et à plus de 1 300 donateurs.
Dans le classement 2017 des musées de métropole établi par Le Journal des arts, lequel combine de nombreux critères qualitatifs relatifs aux établissements considérés, le musée arrive en première position, suivi de très près par le Musée des Beaux-Arts de Rouen.

## Le bâtiment
Le palais Saint-Pierre dans son ensemble (hors parties classées) fait l’objet d’une inscription au titre des monuments historiques depuis le 28 mai 1927. Ses façades et toitures sont classées au titre des monuments historiques depuis le 8 août 1938.

La façade du musée de la place des Terreaux en novembre 2015.

### Jardin

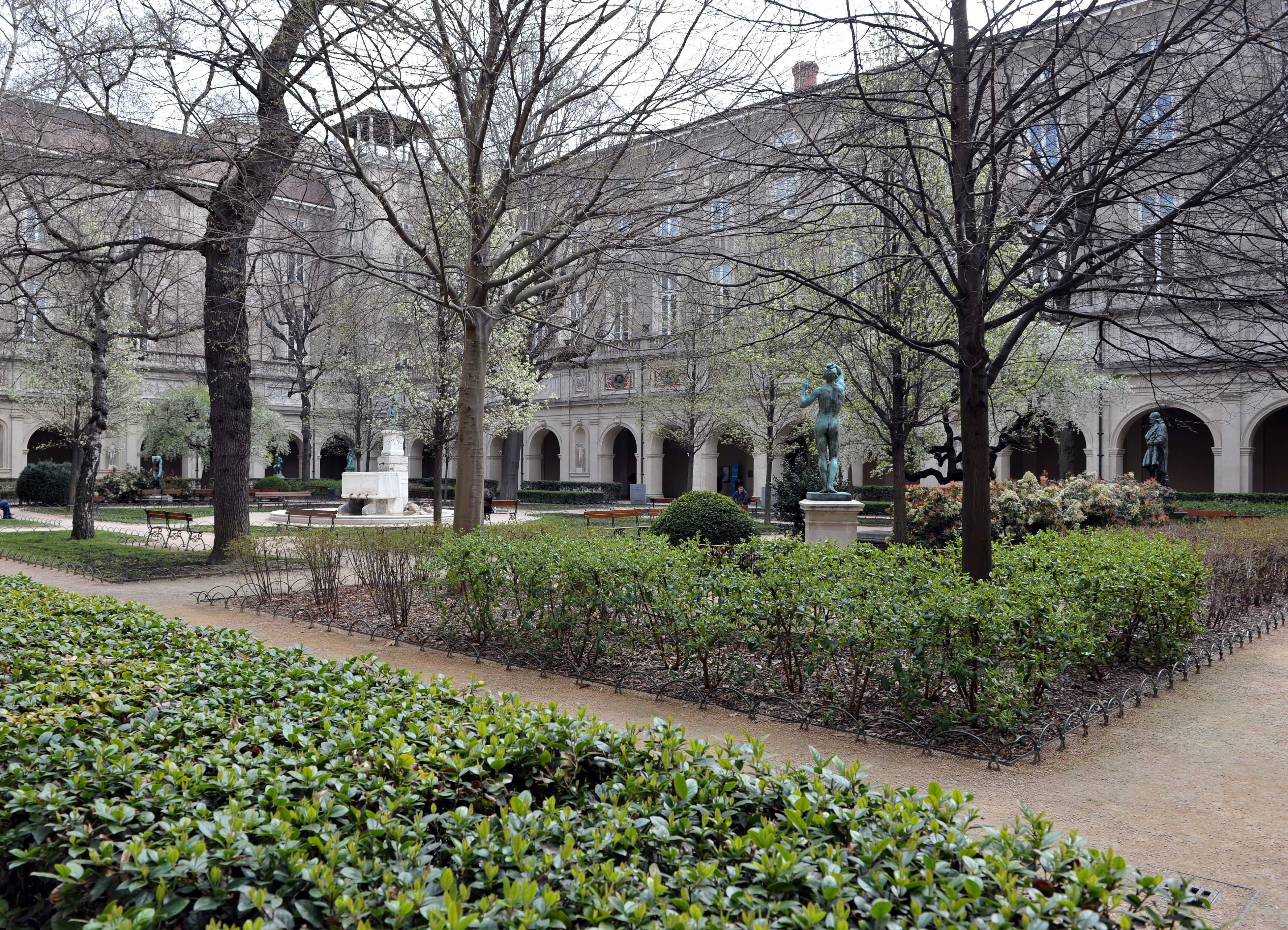
Vue d'un angle du jardin au printemps.

Ce jardin municipal prend place au cœur de l’ancien cloître de l’abbaye bénédictine. Situé en plein centre-ville, sur la presqu’île, il est particulièrement aimé des Lyonnais pour son calme et son atmosphère reposante. Son architecture a largement été modifiée au XIXe siècle. C'est de cette époque que datent les peintures murales sous les arcades, qui reproduisent notamment le nom de Lyonnais célèbres, ainsi que les médaillons ornant les frontons. La fontaine du bassin circulaire au centre du jardin se compose d'un sarcophage antique surmonté d'une statue d'Apollon, dieu des arts. Plusieurs statues d'artistes du XIXe siècle appartenant aux collections du musée ont par ailleurs été installées dans le jardin. Elles sont détaillées plus bas dans cet article. Font notamment partie de cet ensemble des œuvres d'Auguste Rodin et Léon-Alexandre Delhomme.

### Réfectoire baroque

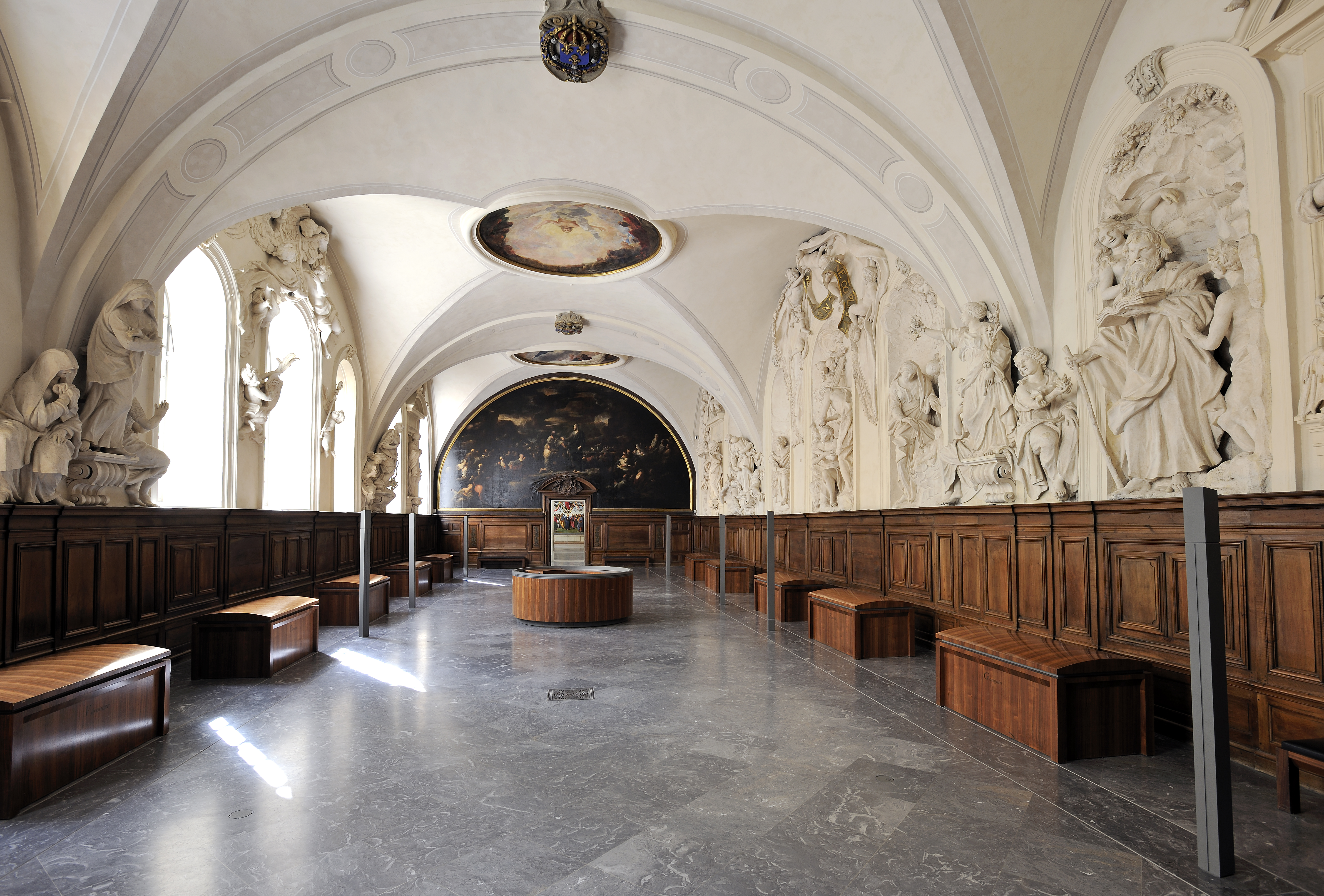
Vue du réfectoire, côté Multiplication des pains.

Le réfectoire baroque, réalisé au XVIIe siècle sous la direction de Thomas Blanchet et rénové depuis, sert aujourd’hui à l’accueil des groupes. Par l'exubérance de son décor, il est l'un des principaux témoignages de l'art baroque à Lyon et du faste de l'abbaye royale des Dames de Saint-Pierre au XVIIe siècle. Fait étonnant, il a survécu aux destructions révolutionnaires du décor intérieur du musée, alors que sa décoration était entièrement à thème religieux. Le réfectoire est orné de deux peintures monumentales se faisant face de chaque côté de la pièce. Le thème de ces peintures est lié au repas, en fonction de la destination originelle du lieu. Il s’agit de la Multiplication des pains et de La Cène de Louis Cretey. Trois autres peintures de Cretey décorent les oculi du plafond. Le reste du décor, constitué de sculptures, a été réalisé par Nicolas Bidaut et Simon Guillaume. Enfin, Marc Chabry a réalisé les armoiries visibles à plusieurs endroits de la salle, notamment au plafond, dont celles des sœurs de Chaulnes.
Le musée a présenté une exposition sur Louis Cretey du 22 octobre 2010 au 24 janvier 2011. La restauration du réfectoire s'est déroulée d'avril à juin 2010.

Les œuvres principales du réfectoire
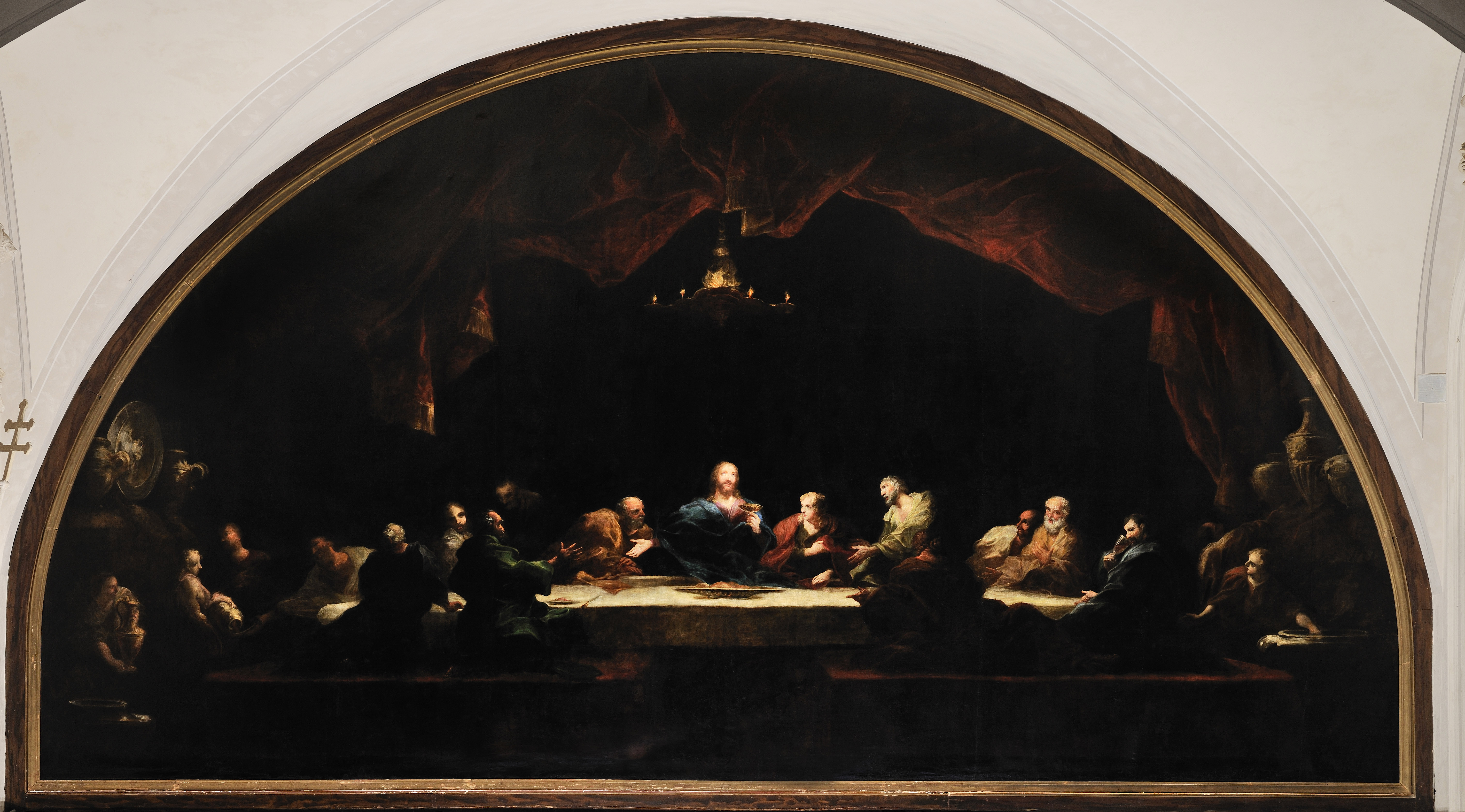
Louis Cretey, La Cène.
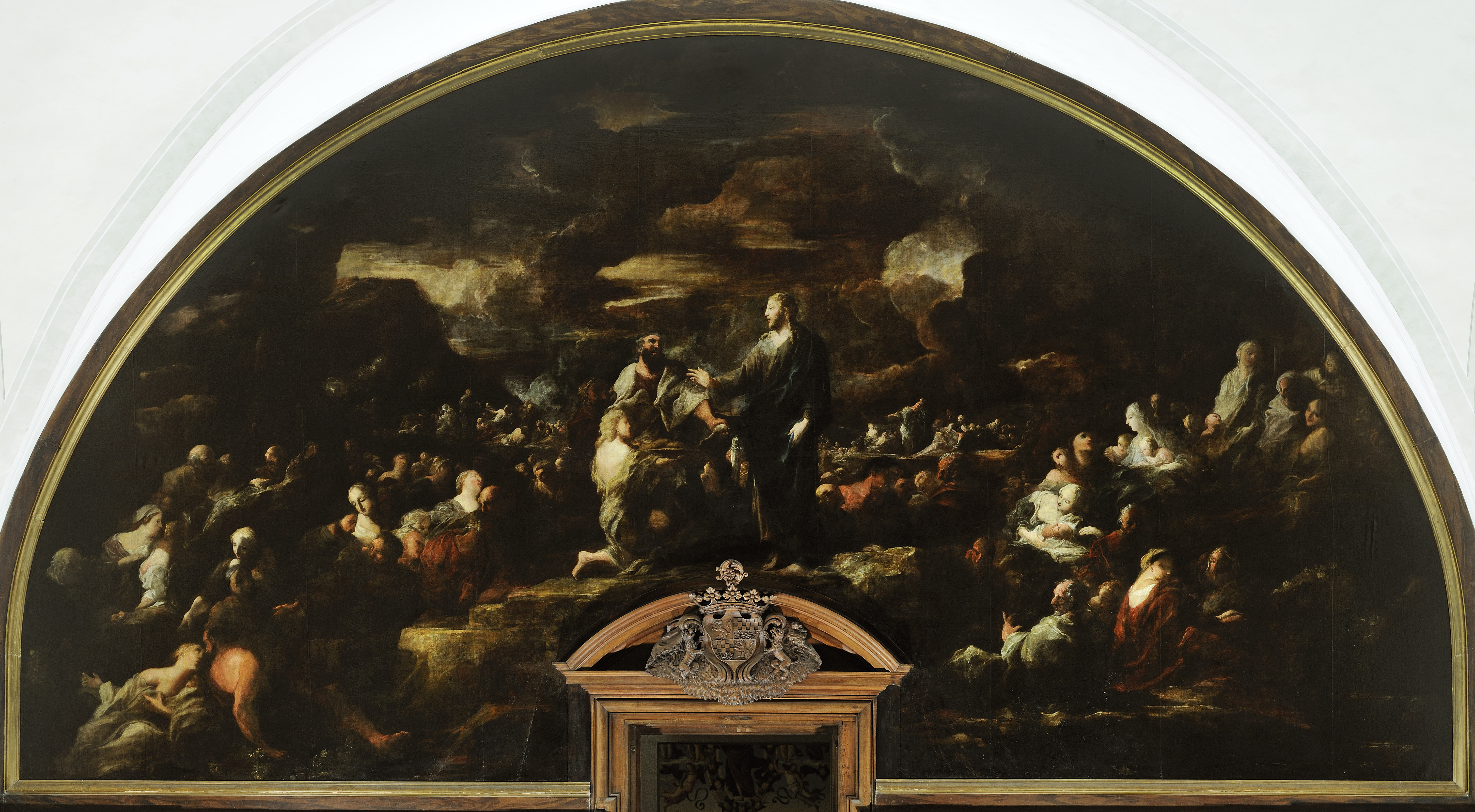
Louis Cretey, La Multiplication des pains.
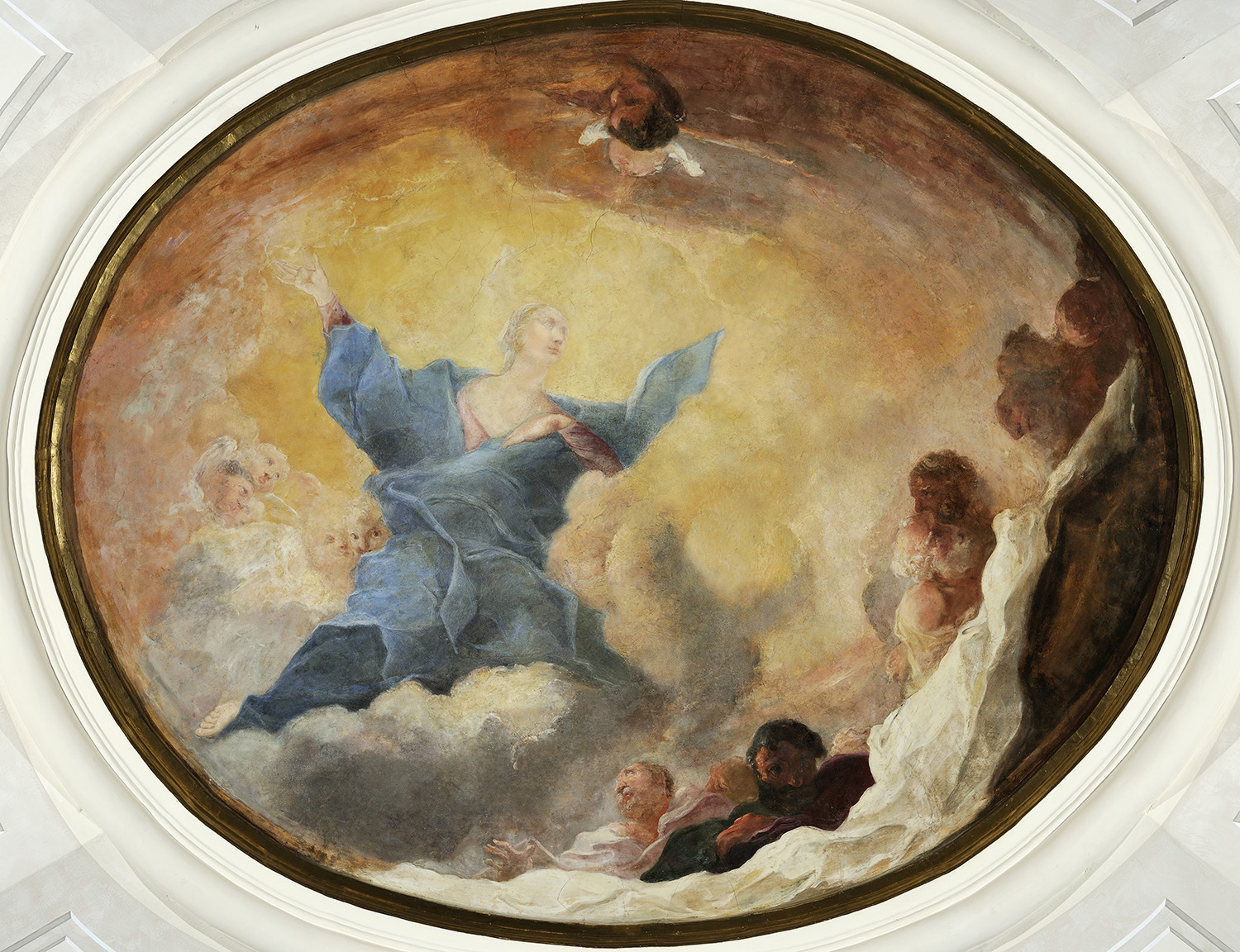
Louis Cretey, L'Assomption de la vierge.
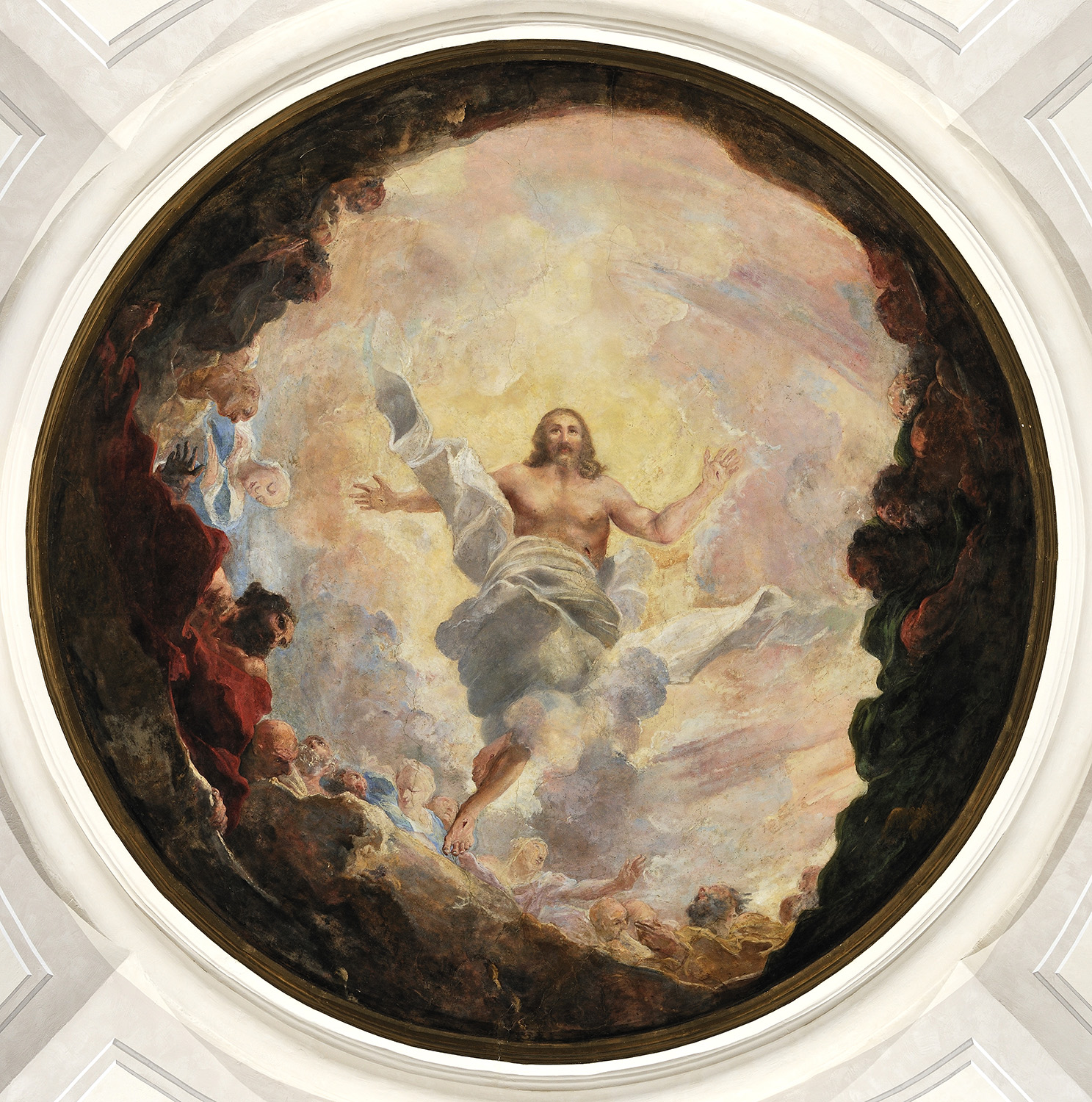
Louis Cretey, L'Ascension du Christ.
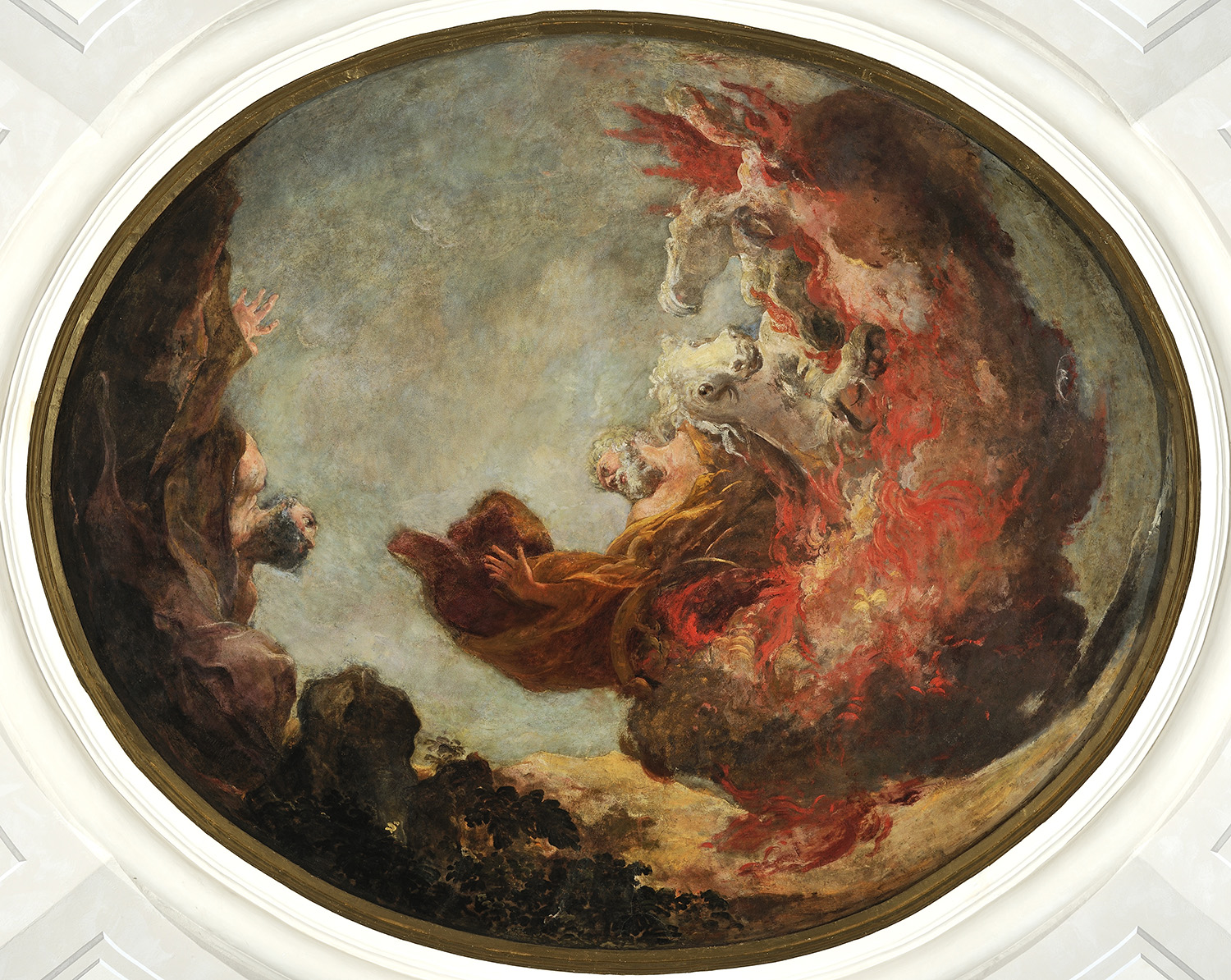
Louis Cretey, Le Prophète.

### Salle de la lanterne
La salle de la lanterne est située au-dessus de la coupole du grand escalier Thomas Blanchet. La construction de l'escalier et de la balustrade remonte aux alentours de 1680. Au centre se trouve un cylindre de maçonnerie qui comporte un enrochement à sa base et donne sur une lanterne néo-classique avec rinceaux de stuc, probablement construite autour de 1813-1814 par l'architecte Gay.

## Les collections

### Peintures

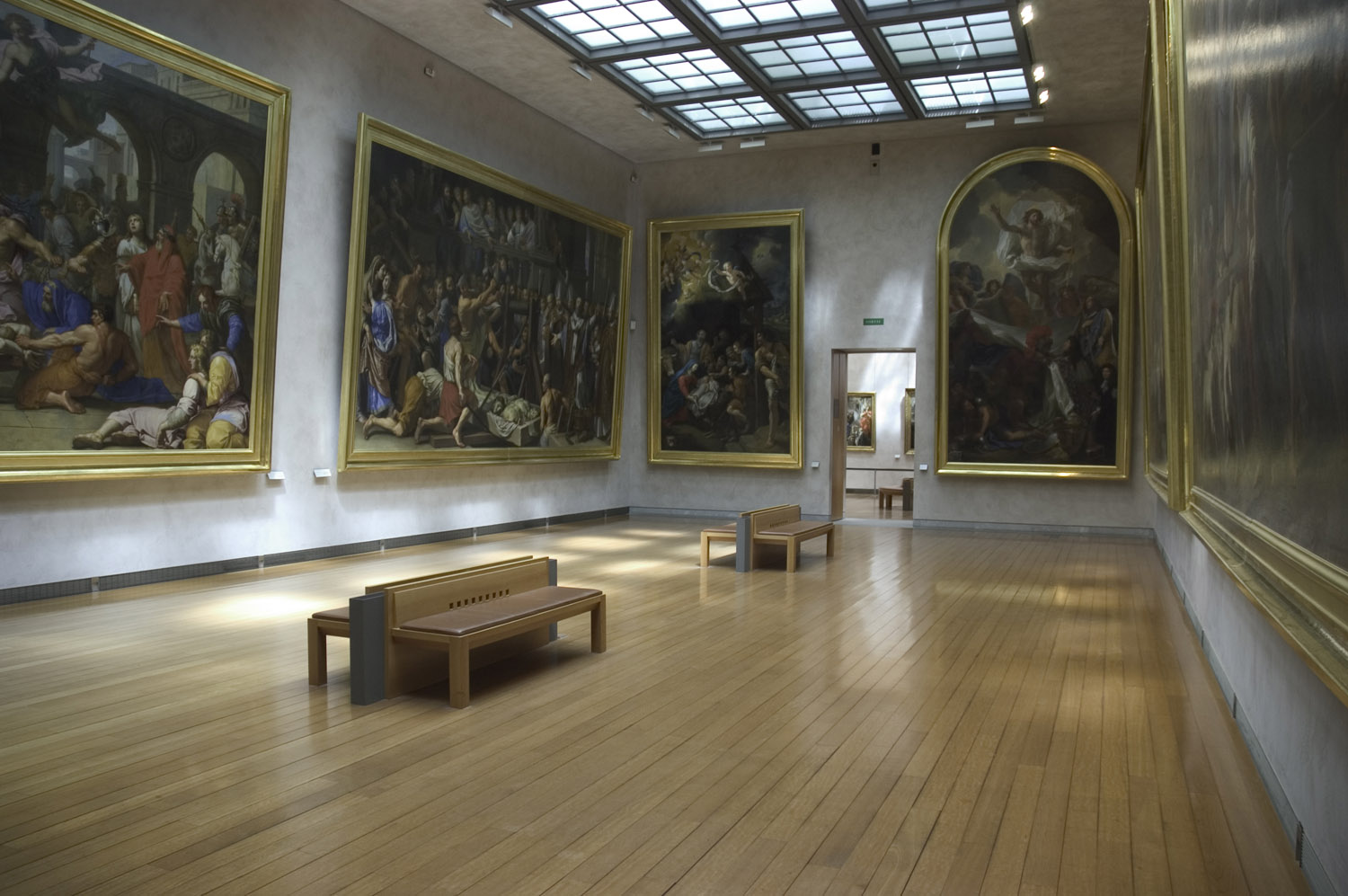
Une salle du département des peintures.

Le département des peintures propose un panorama de la peinture européenne du XIVe siècle jusqu'à la deuxième moitié du XXe siècle. Il détient au total 2 000 peintures dont 700 sont exposées au public, le reste étant conservé dans les réserves. Les œuvres sont réparties chronologiquement et par grandes écoles dans trente-cinq salles situées au deuxième étage du bâtiment afin de bénéficier d'un éclairage zénithal naturel.
Les œuvres postérieures aux années 1980 sont conservées et exposées au musée d'Art contemporain.
Les différentes écoles européennes de peinture, même si elles ne sont pas mêlées au sein d'une même salle (sauf pour les primitifs autres que ceux italiens), ne disposent pas chacune d'un parcours spécifique, comme c'est le cas, par exemple, au musée du Louvre. Ainsi, le parcours chronologique que propose le département permet au visiteur d'avoir une approche globale de l'évolution de la peinture occidentale depuis ses débuts jusqu'aux années 1980.
La collection possède plusieurs points forts : elle présente ainsi de riches ensembles, notamment pour la peinture vénitienne de la Renaissance, la peinture du XVIIe siècle tant en France qu'en Italie ou dans les Flandres et aux Pays-Bas. Cependant ce sont la peinture française du XIXe siècle et la peinture de la première moitié du XXe siècle qui forment les ensembles les plus riches et les plus complets des collections, notamment grâce au legs Jacqueline Delubac de 1997 qui a fait entrer au musée plusieurs œuvres majeures. D'une manière générale, le département des peintures présente :

#### École française

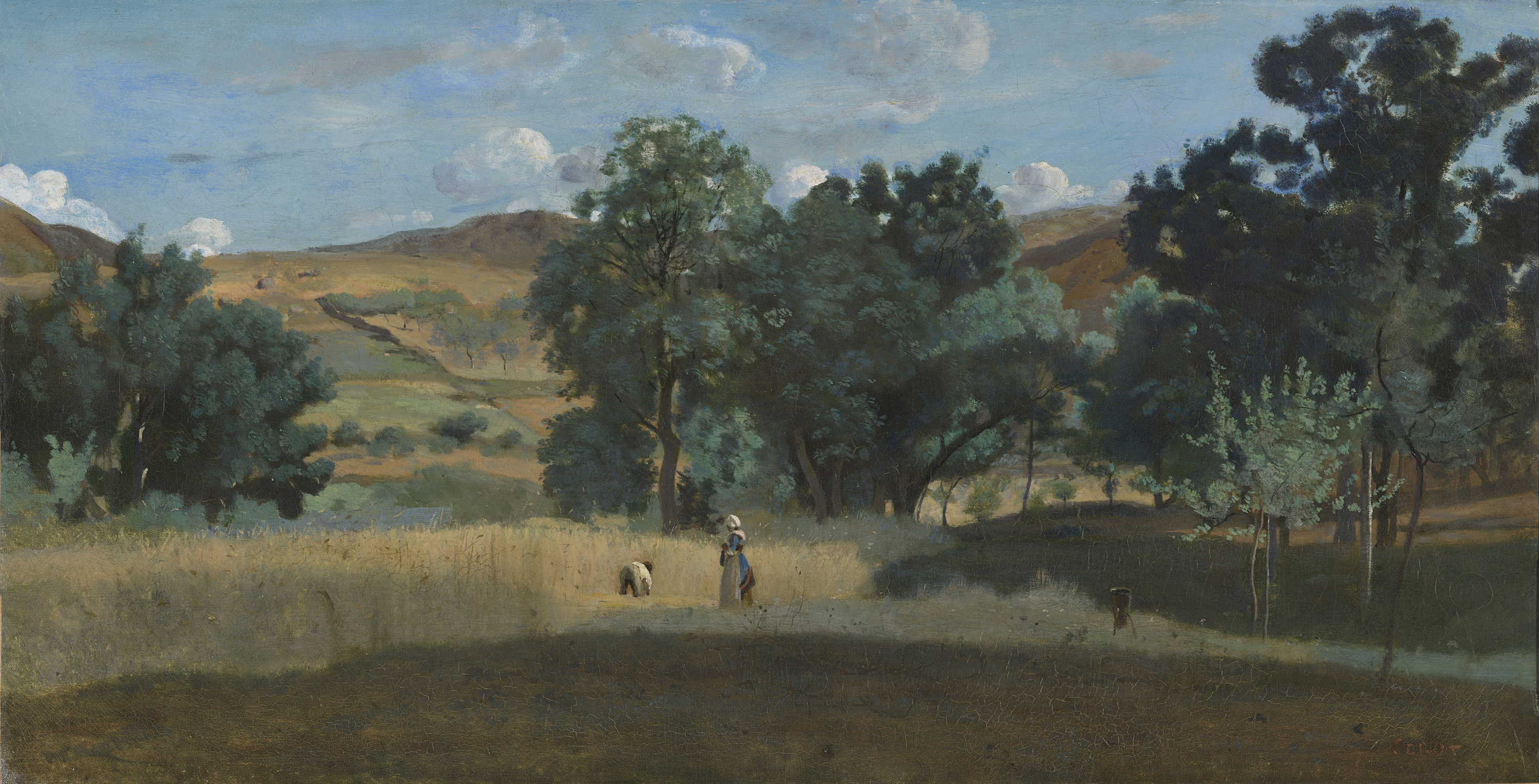
Jean-Baptiste Camille Corot, Champ de blé dans le Morvan (1842).

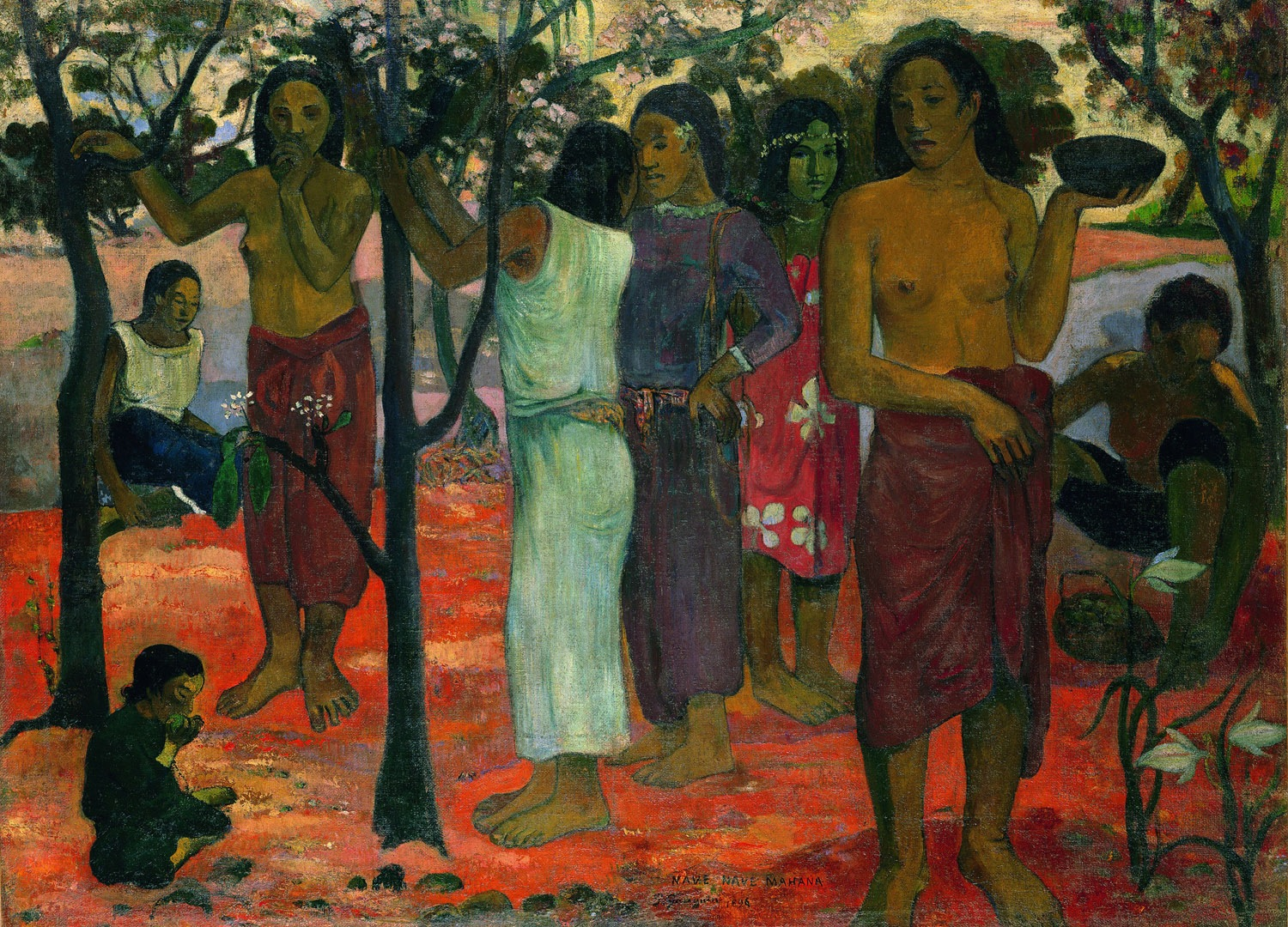
Paul Gauguin, Nave Nave Mahana (1896).

La peinture française ancienne figure en bonne place dans les collections, le point fort étant le XVIIe siècle. On trouve également quelques primitifs et des œuvres du XVIIIe siècle. Parmi les artistes représentés, on remarque notamment Simon Vouet, avec un bel ensemble de tableaux dont son Autoportrait, Nicolas Poussin (La Fuite en Égypte, acquise en 2008, et La Mort de Chioné, tableau de jeunesse de l'artiste acquis en 2016), Philippe de Champaigne (La Cène notamment), les Lyonnais Jacques Stella, Thomas Blanchet et Louis Cretey, mais aussi Eustache Le Sueur, Charles Le Brun, Jean Jouvenet, Hyacinthe Rigaud, François Boucher (La Lumière du monde, 1750, rare sujet religieux de Boucher, peint pour décorer l'autel de la chapelle privée de Madame de Pompadour au château de Bellevue), Jean-Honoré Fragonard (deux paysages, L'Abreuvoir et Le Rocher, vers 1765, acquis en 2013) Jean-Baptiste Greuze, Hubert Robert ou encore Claude Joseph Vernet.
La peinture française du XIXe siècle est très bien représentée, tous les courants majeurs du siècle, du néoclassicisme au postimpressionnisme étant illustrés par des œuvres d'artistes majeurs, une place particulière étant réservée à l'école de Lyon. Le parcours comprend ainsi des œuvres d'Ingres (dont L'Arétin et l'envoyé de Charles Quint, peint en 1848, acquis en 2012), Géricault (La Monomane de l'envie), Delacroix, Courbet, Corot, un bel ensemble de peintures de Daumier, plusieurs Manet, d'autres de Boudin, Morisot, Monet, Sisley, Pissarro, Degas (Danseuses sur la scène, vers 1889), Gauguin (Nave Nave Mahana, 1896, la première toile de Gauguin acquise par un musée français), Van Gogh, Cézanne (Baigneurs), Renoir et des symbolistes comme Moreau, Fantin-Latour et Redon, etc. L'école de Lyon, intégrée au sein du parcours, est naturellement très bien représentée avec des œuvres d'Antoine Berjon, Pierre Révoil, Hippolyte Flandrin, Paul Chenavard (avec la monumentale Palingénésie sociale notamment), Louis Janmot (une salle entière est consacrée à son cycle du Poème de l'âme), Victor Orsel, Pierre Puvis de Chavannes (qui a peint le décor de l'escalier du XIXe siècle du musée) et Alexandre Séon entre autres.

#### École italienne

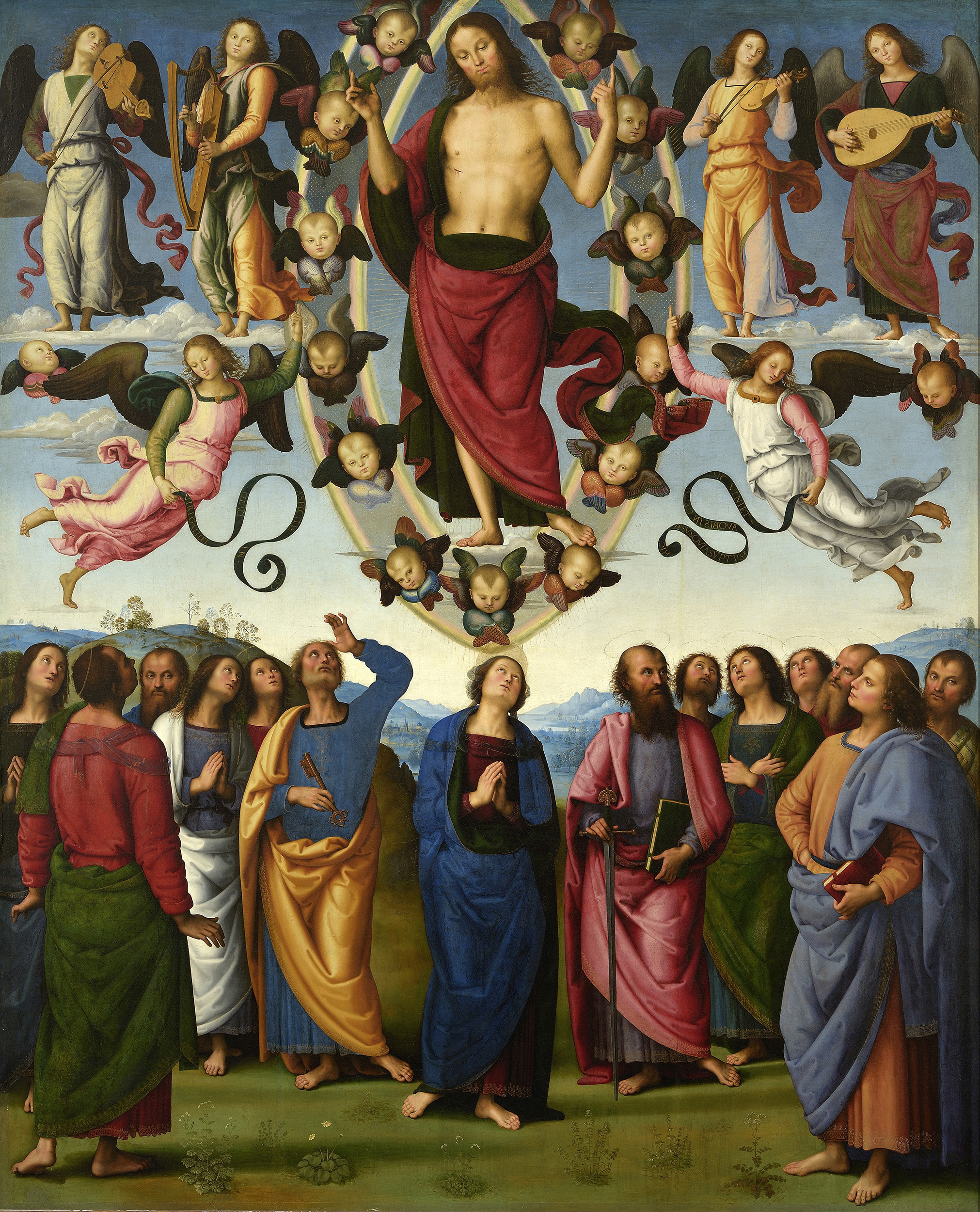
Le Pérugin, L'Ascension du Christ en présence de la Vierge et des apôtres (1495-1500).

La peinture italienne ancienne forme un ensemble cohérent, du Trecento (XIVe siècle) jusqu'au XVIIIe siècle en passant par la Renaissance et le Seicento (XVIIe siècle), avec notamment, pour la Renaissance, Le Pérugin (dont le monumental retable de L'Ascension du Christ, peint entre 1496 et 1500, accueille les visiteurs dans la première salle du musée), Lorenzo Costa (La Nativité), Le Corrège, Véronèse (deux œuvres dont Bethsabée au bain), Le Tintoret (deux œuvres dont Danaé) et Federico Barocci. Le XVIIe siècle est également riche d'œuvres importantes, avec Guido Reni, Pierre de Cortone (César remet Cléopâtre sur le trône d'Égypte), Le Dominiquin, Le Guerchin (La Circoncision), Salvator Rosa, Luca Giordano ou encore Alessandro Magnasco. Le XVIIIe siècle italien est moins bien représenté mais le musée présente néanmoins des toiles de Canaletto, Giovanni Paolo Panini, Francesco Guardi et Giandomenico Tiepolo.

#### École espagnole
La peinture espagnole ancienne forme un ensemble très réduit mais qui comprend quelques belles œuvres, sur une période allant du Moyen Âge au Siècle d’or, du XVIe au XVIIe siècle.
Le XVe siècle, est représenté avec le polyptyque de Miquel Alcanyís, peintre actif à Valence entre 1421 et 1442, une huile sur bois, Scènes de la vie de Saint-Michel. Acquis par le musée en 1917, les deux volets latéraux sont aujourd’hui conservés au musée. Ces tableaux fonctionnent en dichotomie, ils peuvent se lire indépendamment l’un de l’autre mais peuvent aussi se compléter, l’usage d’un second titre nous confirme cette tendance. En effet il est aussi nommé Scènes de la légende de Saint-Michel. Ce peintre fut le plus actif représentant du gothique international en Espagne. C’est un mouvement européen de la fin du XIVe, qui porte une attention particulière sur l’élégance et les couleurs brillantes ainsi que les descriptions minutieuses dans une volonté réaliste. Pendant longtemps on ne s’est pas accordé sur la paternité de cette œuvre, que l’on a pu attribuer aux « primitifs italiens » faute de connaissance sur les « primitifs espagnols ». Ce n’est qu’en 1952 que l’on s’est arrêté sur Miguel Alcañiz après la découverte d’une note du commanditaire.
On peut aussi admirer deux tableaux du maitre espagnol de Santa Clara de Palencia (es), arrivés au musée en 1862. Ce sont deux huiles sur bois, de la fin du XVe, qui proviennent du couvent Santa Clara de Palencia : La mort de la vierge et Le couronnement de la vierge (1500-1507 ?). Ici encore l’attribution a été difficile. Tantôt les spécialistes se sont accordés sur la provenance flamande de l’œuvre, puis française, pour finalement l’accorder à un artiste originaire de la région de la Rioja. Les doutes entre les spécialistes ont pu se vérifier. En effet cet artiste appartenait à l’école Hispano-Flamande de Castille, souvent actif sur les terres de Palencia et Burgos.
Les œuvres notables sont notamment du XVIIe siècle, siècle d’or espagnol, avec des tableaux d'Antonio de Pereda, L’immaculée Conception (vers 1634) envoyés au musée par l’État en 1811. Chose remarquable qui plus est, il s’agit très certainement de la première Immaculée Conception de l’artiste qui en fera une dizaine au total. Cette œuvre de jeunesse est précieuse, car on y voit toute la technique et le talent de l’artiste, cette reconnaissance aboutira sur l’entrée de l’artiste à la cour du Roi Philippe IV.
Le XVIIIe siècle nous livre aussi quelques très belles œuvres, avec notamment celles de Jusepe de Ribera, présent avec quatre œuvres dont la plus remarquable est Le repentir de Saint-Pierre acquise en 1873. C’est une œuvre qui s’insère dans l’idéal de la Contre-Réforme avec un sujet, la pénitence, qui est devenue un véritable Leitmotiv à la fin du XVIe. Une seconde œuvre de l’artiste Pereda, Le martyre de Saint-Barthélemy (1626-1632), nous montre l’influence du Caravage sur sa peinture. En effet cette première époque est dite « Caravagesque » et se caractérise par un profond dramatisme dû à l’utilisation des couleurs sombres et des forts contrastes lumineux. Le musée détient également une œuvre du Greco, qui représente le début du XVIIe avec une œuvre maniériste, l’Espolio (vers 1578) léguée par le peintre Alfred de Poisat au musée en 1884. Cette collection est complétée par une œuvre de Francisco de Zurbarán, Saint François d'Assise (vers 1645), arrivée dans les collections en 1807 en provenance du couvent Sainte-Élisabeth de Lyon. Francisco de Zurbaràn est contemporain et ami de Velàzquez. Il se distingue dans la peinture religieuse, son art révélant une grande force visuelle et un profond mysticisme. Le XVIIe se clôt sur La conversion de Saint-Paul (vers 1660) par Juan de Valdés Leal, acquis récemment en 1987,. Enfin, on peut également suivre la peinture espagnole au XIXe siècle avec des œuvres comme La Présentation du nouveau-né, d'Eugenio Lucas Velázquez (vers 1854) entrée au musée en 1907, et Une Cour de toril (1866) du Madrilène Mariano Fortuny i Marsal, acquise en 1922.

École espagnole
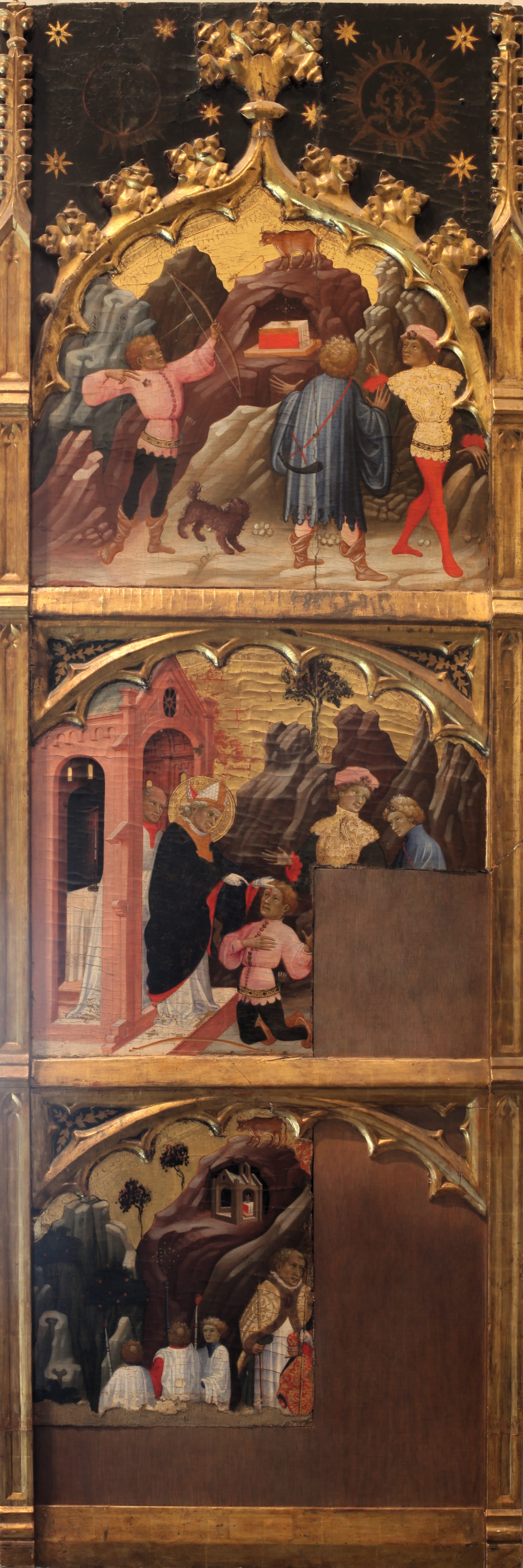
Miquel Alcanyís, Scènes de la vie de Saint-Michel (vers 1421).
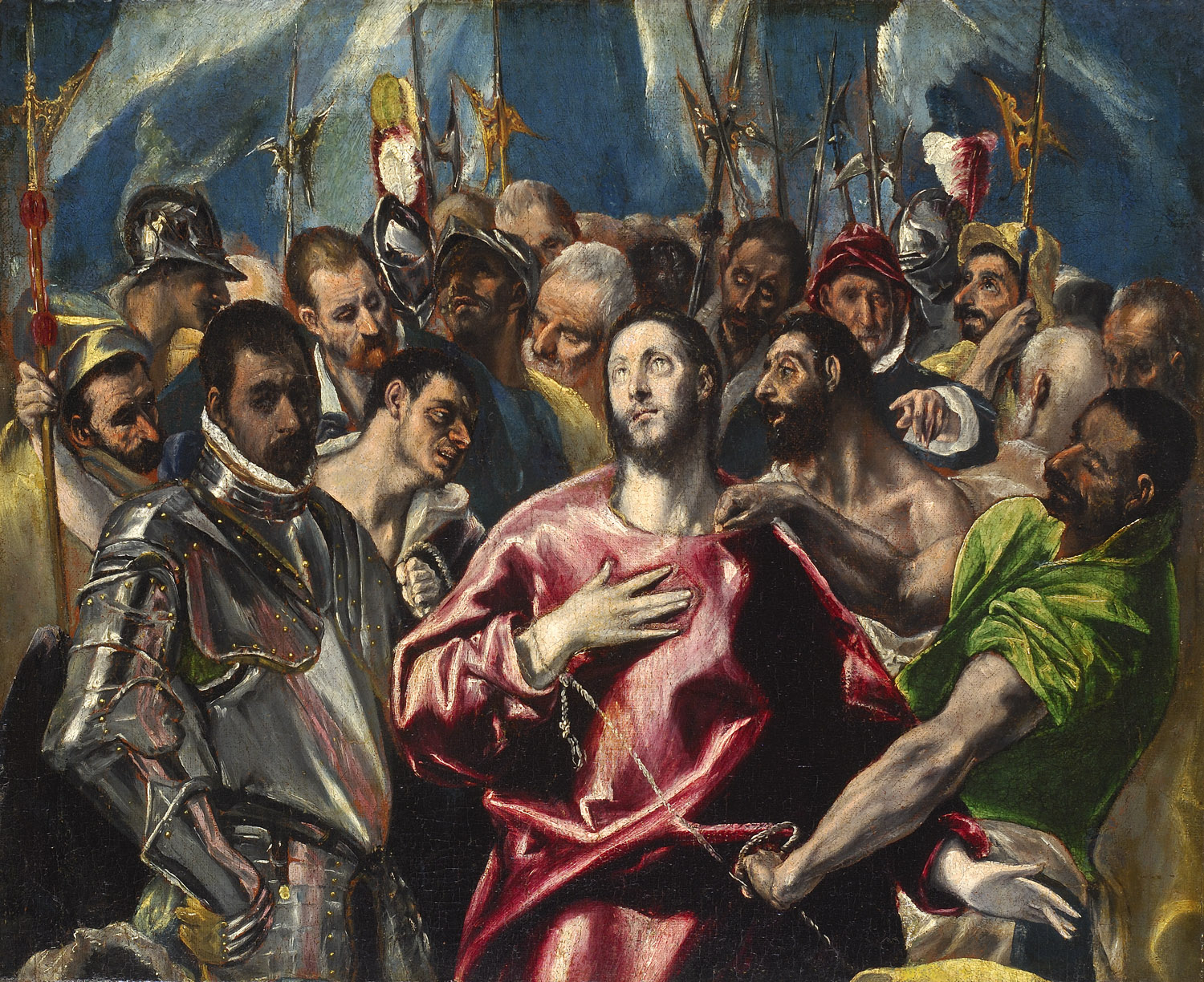
Le Greco, Le Partage de la tunique du Christ (entre 1581 et 1586).
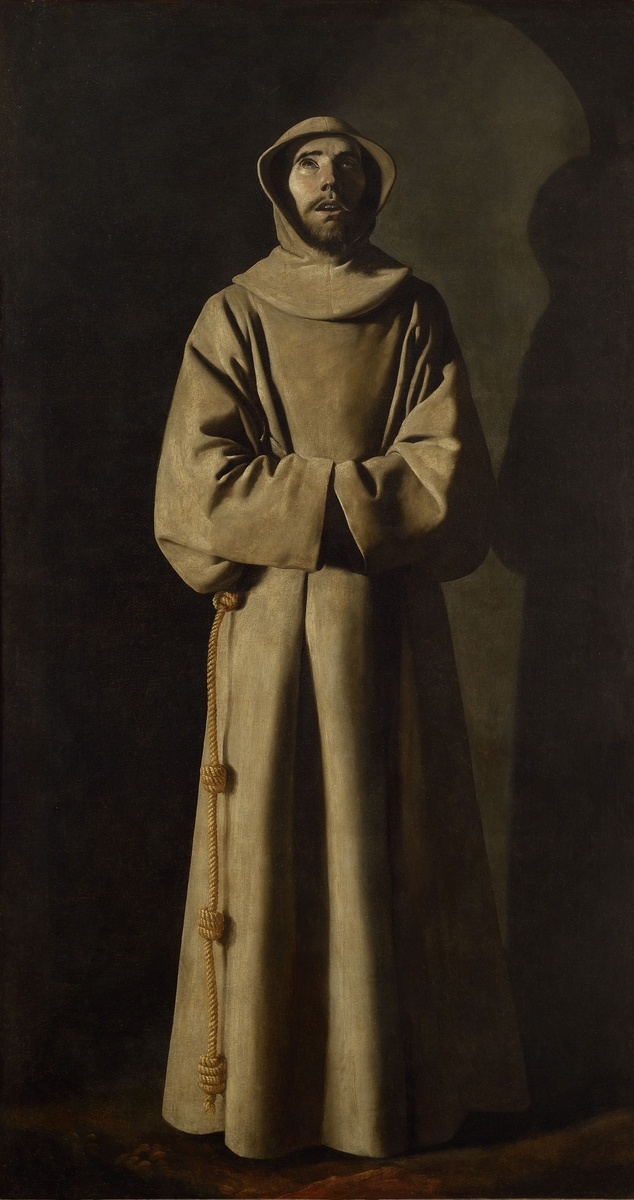
Francisco de Zurbarán, Saint François d'Assise (vers 1645).

#### Écoles du nord

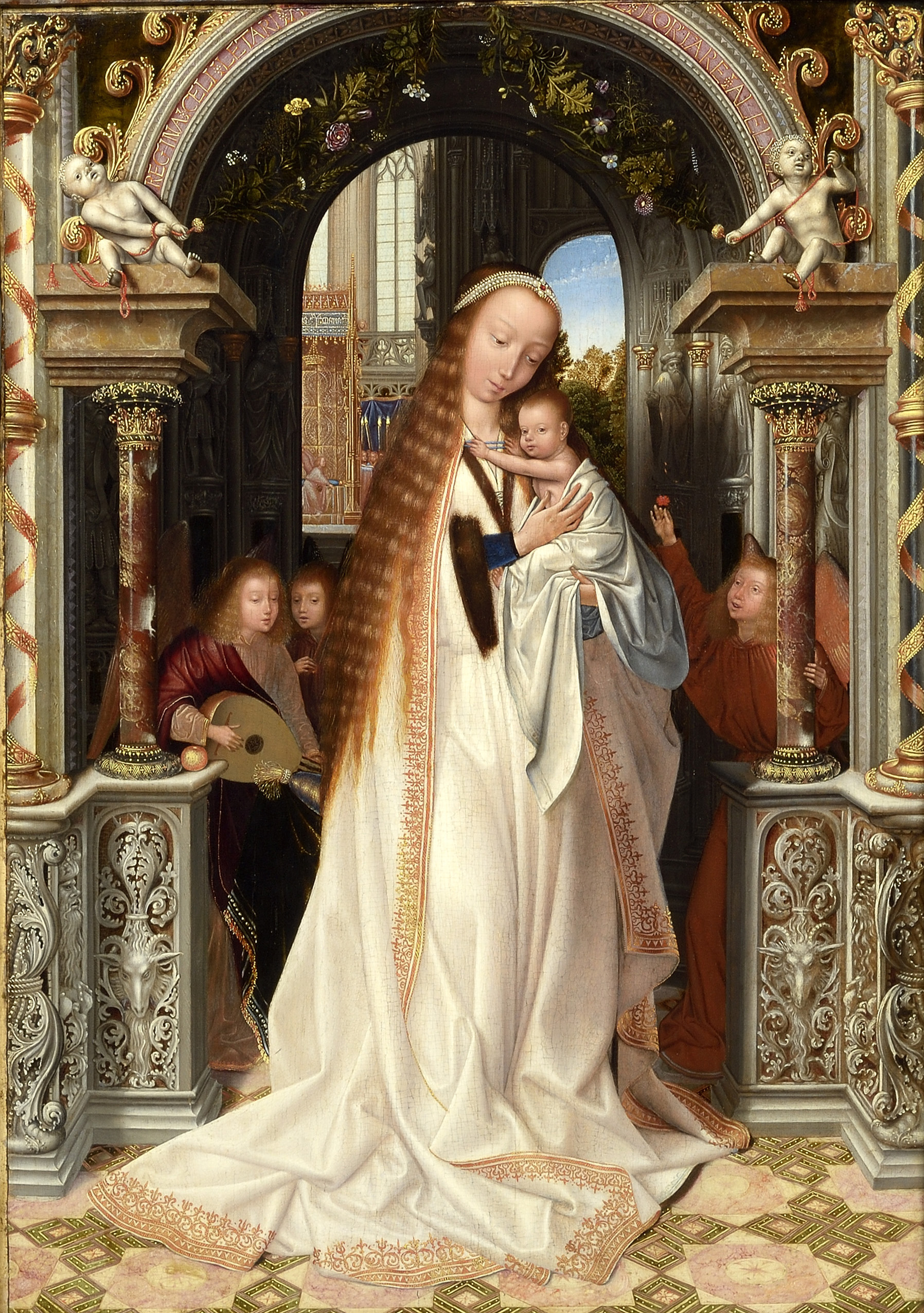
Quentin Metsys, La Vierge à l'Enfant entourée d'anges (vers 1509).

Depuis le XVIe siècle et jusqu’à la fin de l’époque moderne, Lyon est une halte privilégiée sur le chemin de l’Italie pour les artistes nordiques qui veulent faire leur « Tour d’Italie ». Ainsi, la ville a vu passer et séjourner dans ses murs un bon nombre d’artistes hollandais, flamands ou allemands. La peinture des écoles allemandes, flamandes et hollandaises du XVe  au  XVIIIe siècle est présente avec, entre autres, pour les primitifs et l'art de la Renaissance, Lucas Cranach l'Ancien, Gérard David, Joos van Cleve, Quentin Metsys (Vierge à l'enfant entourée d'anges, vers 1509) et Corneille de Lyon, portraitiste natif de La Haye mais principalement actif à Lyon au milieu du XVIe siècle (dont l'Homme au béret noir tenant une paire de gants a été acquis par le musée en 2015, comblant une lacune importante dans les collections lyonnaises). Pour le XVIe siècle, nous avons une prédominance de Flamands, qui ont fait souche, donnant ainsi des dynasties de peintres lyonnais comme les Corneille « de La Haye », les Vandermère ou les Stellaert, francisé en Stella. Pour le siècle suivant ce sont davantage les Hollandais qui sont présents.

##### Peinture allemande
La présence de la peinture allemande n’est pas négligeable pour un musée français, en dehors du Louvre. Cette section présente encore le mérite d’exposer un ensemble intéressant de l’école rhénane ainsi que quelques grands noms. Les artistes allemands présents dans les collections imitèrent pour beaucoup l’école hollandaise, italienne et française ; d’autres ont suivi les règles éclectiques des académies ; et quelques-uns, surtout des peintres de genre et d’animaux, soucieux d’un sentiment de réalisme très prononcé, s’attachèrent à l’imitation rigoureuse de la nature. Les travaux de ces derniers portent l’empreinte la plus fidèle du génie allemand. La collection du musée aborde l’école allemande du XVe  au  XVIIIe siècle. Le XVe siècle est représenté par une série de tableaux anonymes, comme Le baiser de Juda (vers 1460), Le Christ couronné d’épines (vers 1460), La mort de la vierge (seconde moitié du XVe). Puis pour le XVIe, on peut y voir une œuvre de Lucas Cranach l’Ancien, Portrait d’une noble dame saxonne (1534) acquise en 1892. Le portrait est une technique appréciée du Nord de l’Europe, les artistes Allemands comme Bartholomaeus Bruyn le Vieux, Portrait d’homme (vers 1535), ou plus récemment Anton Raphael Mengs, Portrait du cardinal Alberico Archinto (vers 1757) illustrent au Musée des Beaux-Arts une excellence de l’art Allemand.

##### Peinture flamande

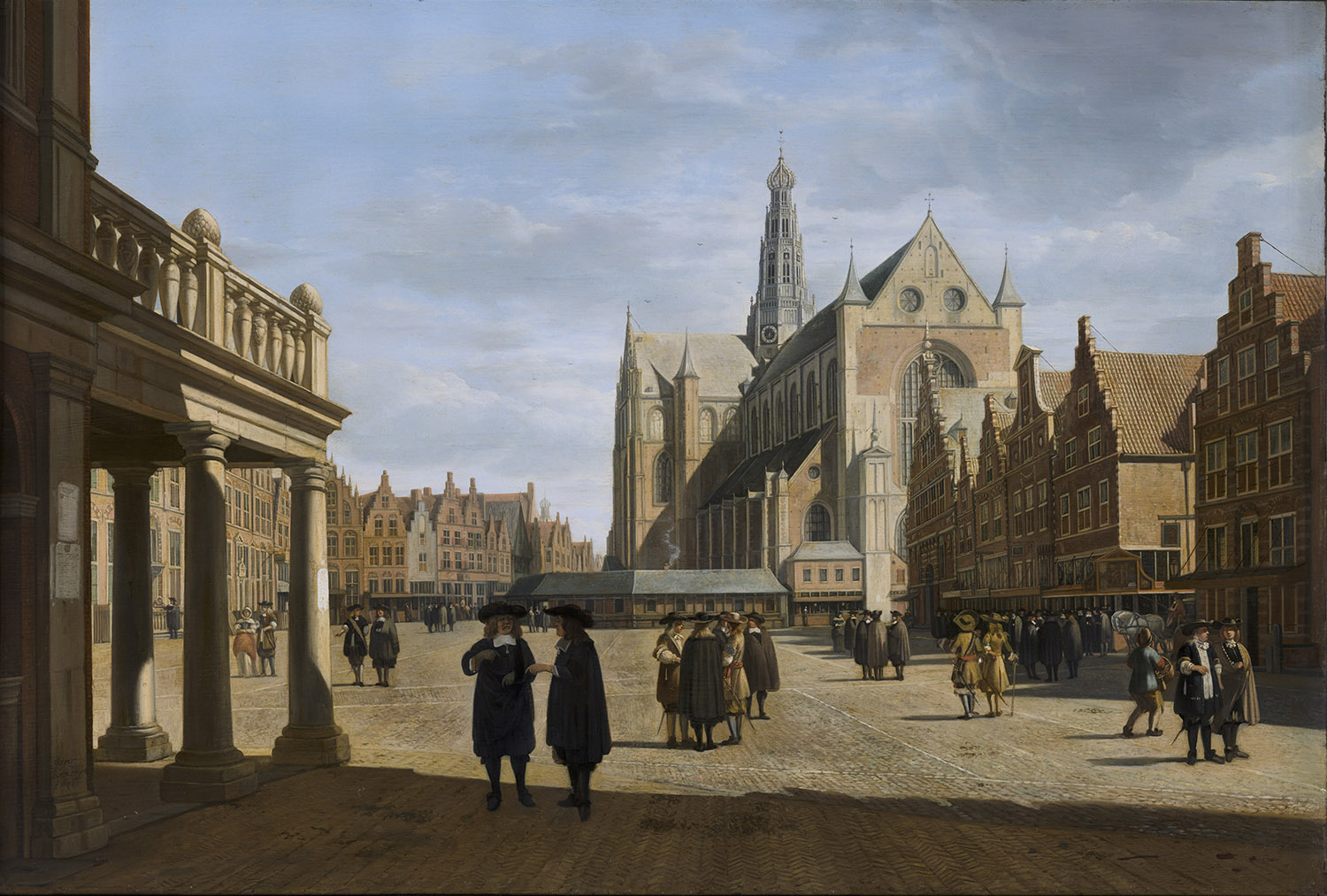
Gerrit Berckheyde, Le Grand marché à Haarlem, (1673).

Lucas Cranach l'Ancien, Portrait d'une noble dame saxonne (1534).

La peinture du XVIIe siècle, siècle d'or de la peinture flamande et hollandaise, figure en bonne place et brille d’un éclat tout particulier au musée avec de grandes compositions issues essentiellement du registre de la peinture d’histoire. On peut y voir des œuvres de Jan Brueghel l'Ancien, il s’agit entre autres d’un ensemble de quatre tableaux illustrant le thème des Éléments, peints entre 1610 et 1625 et entrés dans les collections en 1911 à la suite d’un envoi d’État. Le premier tableau peint par Rembrandt, La Lapidation de saint Étienne (vers 1625). Rubens est également présent avec deux œuvres de grand format dont L'Adoration des mages (vers 1617-1618) arrivé au musée en 1905 et Saint Dominique et Saint François préservant le monde de la colère du Christ (vers 1618-1620) reçu de la part de l’État en 1811. Le musée détient aussi une production d’Anton Van Dyck, Deux têtes d’étude (vers 1621) elle présente une œuvre de jeunesse de l’artiste avant son voyage en Italie. Le musée l’acquit lors du don d’État de 1811 pour les musées de province. Le XVIIe est très bien représenté par Jacob Jordaens, avec plusieurs œuvres dont Mercure et Argus (vers 1620) obtenu par Lyon en 1843 et L’adoration des bergers (vers 1644) présent lui aussi grâce à un envoi d’État en 1811. On retrouve aussi une œuvre de grand format de Frans Snyders, Table de cuisine avec gibier, poissons et légumes (vers 1630) envoyé par l’État au musée en 1811. Cette œuvre est très représentative du goût des artistes du nord de l’Europe pour la peinture naturaliste, et le souci des détails anatomiques. L’artiste Gerrit Adriaensz Berckheyde nous livre une formidable vue de Haarlem, Le grand marché à Haarlem vers l’Église saint-Bavon, où la perspective, les couleurs et le naturel de la scène sont parfaitement exécutés ; le musée l’achète en 1890. La richesse des collections fait aussi connaître des artistes un peu moins renommés que ceux évoqués précédemment. Ainsi on trouve deux toiles de David Teniers le Jeune, Corps de garde avec la délivrance de saint Pierre (vers 1630) acquis en 1820 et Joueurs de trictrac légué au musée en 1926.

##### La peinture hollandaise
Les peintures hollandaises du musée forme un ensemble varié et plutôt complet de la production artistique hollandaise du XVIIe jusqu’au XIXe siècle. Elle est présente sous tous ses aspects : la peinture de genre, la nature morte, le portrait, le paysage . Parmi les artistes phares, on peut citer la présence d’un Van Gogh, Femme au Châle vert mousse (vers 1885) acquis en 1937, et d’un authentique Rembrandt, La lapidation de saint Étienne (1625) , acquis dans une vente publique en 1844 . D’autres œuvres majeures de l’école hollandaise sont soit inspirées de Rembrandt soit issues de l’école de Rembrandt et sont aussi à admirer (Tête d’un jeune homme à béret (1636), Abraham et Isaac). Le musée détient dans ses collections un paysage de Jacob Van Ruisdael, Paysage avec cascade (1660) ainsi que plusieurs autres œuvres qui s’en sont inspirées, nous révélant ainsi une peinture de genre très appréciée des maîtres hollandais. Une œuvre de Jan Van Noordt, Portrait de Garçon en pied (1665), illustre bien la tendance du Nord pour le portrait, l’œuvre est achetée par le musée en 1897. Le XVIIe siècle voit se développer une demande de portraits qui manifeste nettement le rang, le prestige et l’opulence du client. Le garçon inconnu de Lyon se meut avec la plus grande aisance dans ses vêtements surchargés digne d’un édile ou d’un régent. Les envois de l’État qui se sont succédé de 1803 à 1811 ont beaucoup concerné des œuvres nordiques car il y avait une volonté de doter de modèles les dessinateurs des manufactures lyonnaises de soieries. C’est ainsi que l’on a privilégié l’envoi d’œuvres de grands coloristes hollandais, et de peintures de fleurs. Le musée a donc une collection importante de tableaux de fleurs, comme ceux de Cornelis Van Spaendonck, Vase de Roses (1806), Vase de fleurs et bouquet (1827), mais aussi de Jan Weenix, Bouquet déposé sur un banc de pierre (1694) et enfin Jacob van Walscapelle, Bouquet de fleurs et de fruits suspendu dans une niche (vers 1660). Également présent parmi les Hollandais, les œuvres de Gerard Terborch, Portrait d’homme (vers 1665) acquis en 1877 et Dame lisant une lettre devant un messager (vers 1660) acquis en 1820. Jan Van Goyen ou encore Salomon Van Ruisdael.

#### Peinture duXXesiècle
La peinture du XXe siècle est très bien représentée, notamment grâce aux nombreuses œuvres majeures entrées au musée avec l'importante donation Jacqueline Delubac. On retrouve des œuvres illustrant la plupart des grands courants picturaux du siècle, avec des tableaux d'artistes comme Édouard Vuillard, Pierre Bonnard (Fleurs sur une cheminée au Cannet), Georges Rouault, Maurice Denis, Henri Matisse (Katia à la chemise jaune, sa dernière huile sur toile de 1951), André Derain, Maurice de Vlaminck, Raoul Dufy, Albert Marquet, Kees van Dongen, Georges Braque (Violon, œuvre cubiste de 1911), Pablo Picasso (plusieurs tableaux dont Femme assise sur la plage, 1937), Fernand Léger, Alexej von Jawlensky, Joan Miró (Figure, 1934), Giorgio De Chirico, Max Ernst, Maurice Utrillo, Modigliani (Nu assis, 1917), Marc Chagall, Nicolas de Staël, Francis Bacon (deux peintures dont Étude pour une corrida no 2, 1969), Pierre Soulages (trois peintures dont Peinture 202 × 143 cm, 22 novembre 1967), Jean Dubuffet (Paysage blond, 1952), etc.
L'école de Paris du milieu du XXe siècle est, par ailleurs, bien représentée (Jean Bertholle, Jean Le Moal, Alfred Manessier, Gustave Singier, Georges Romathier, Michel Moskovtchenko, Guillemette Morand, etc.).

#### Quelques peintures du musée

Quelques peintures du musée des Beaux-Arts de Lyon
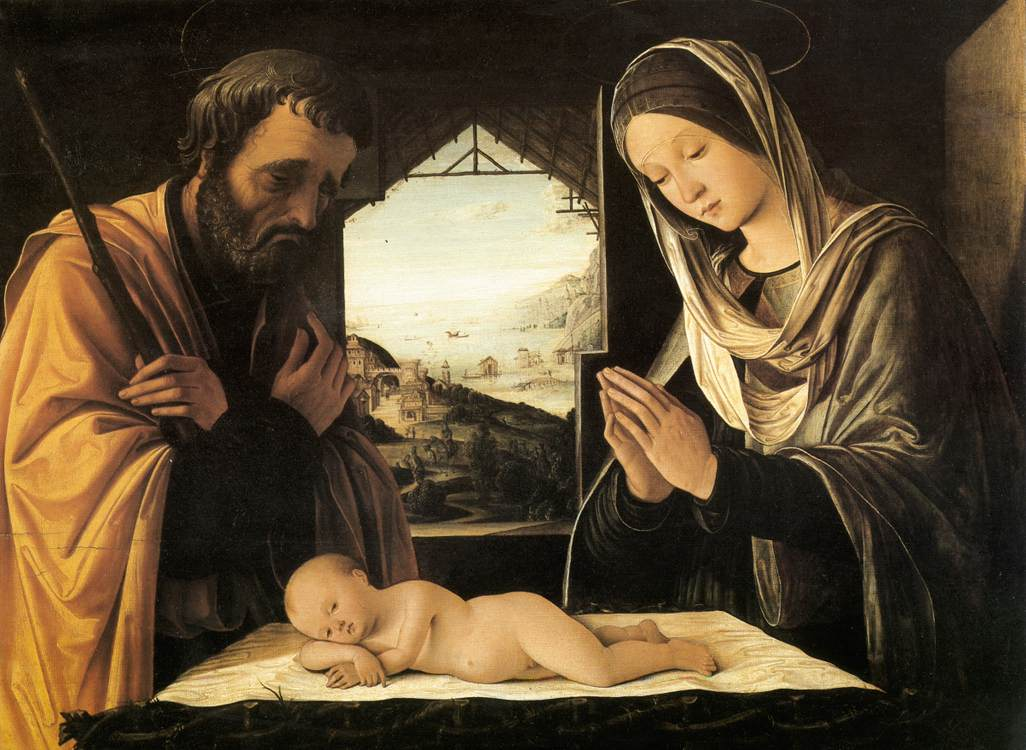
Lorenzo Costa, La Nativité (vers 1490).
Quentin Metsys, Vierge à l'Enfant entourée d'anges (vers 1509).
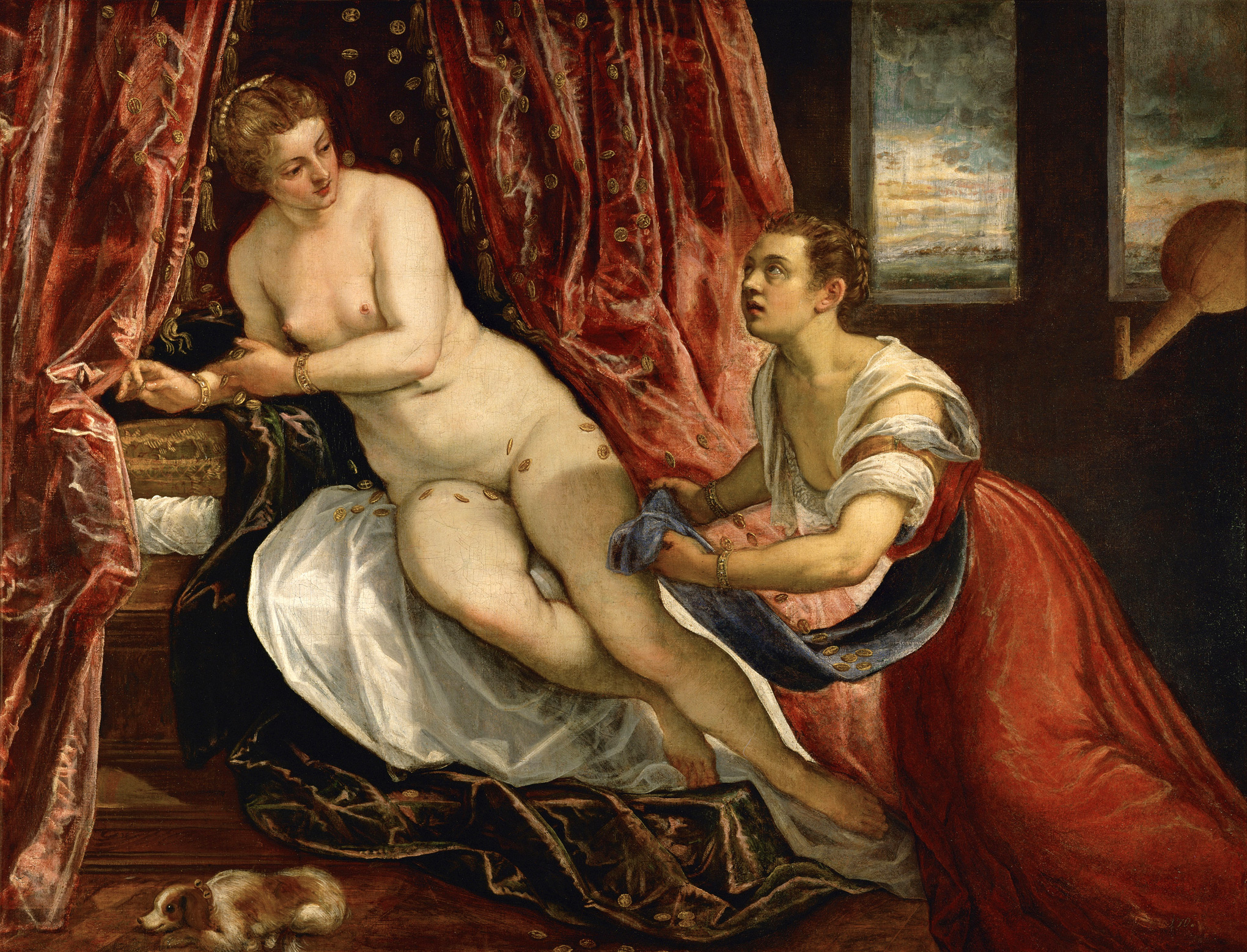
Le Tintoret, Danaé (vers 1570).
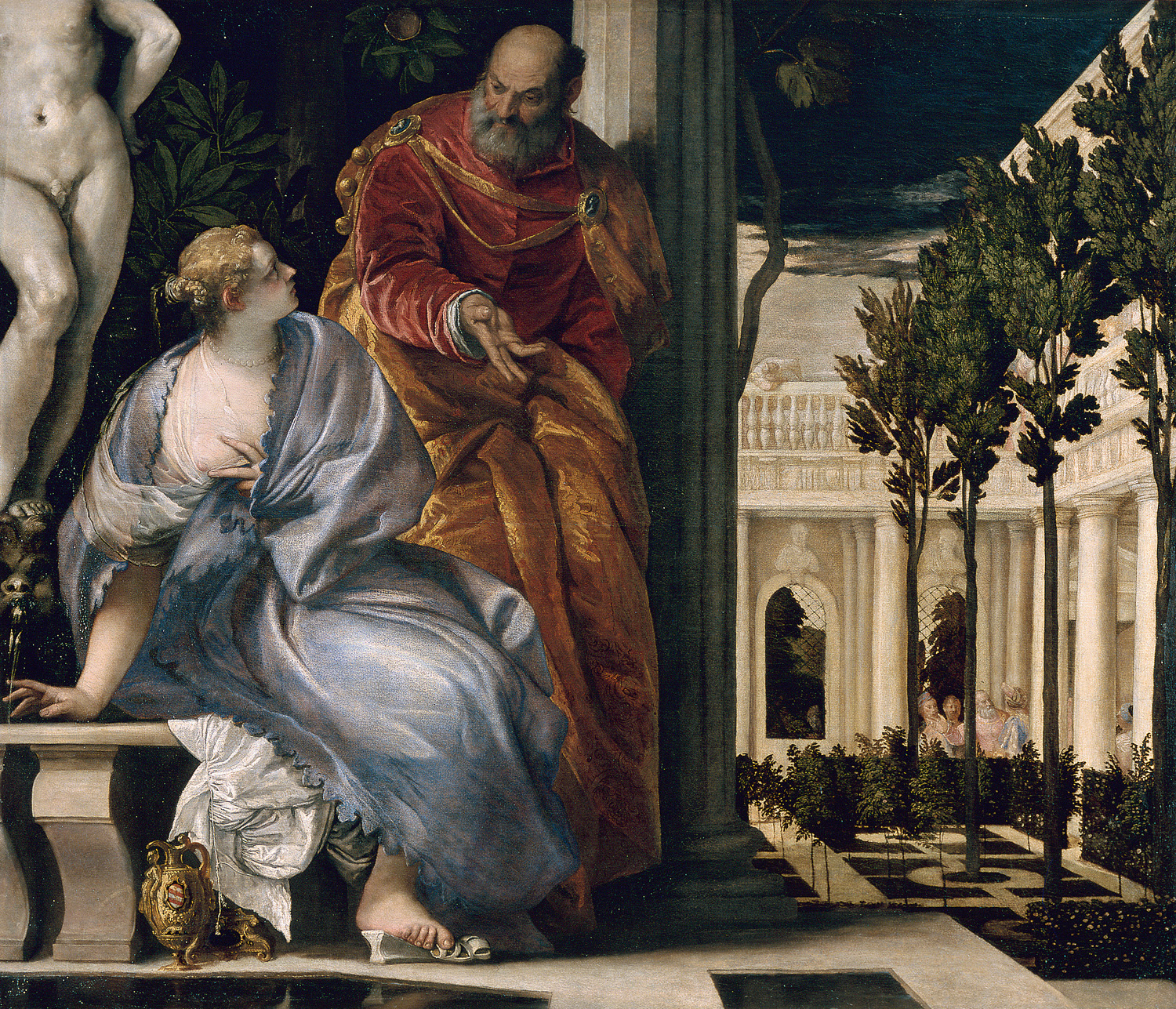
Véronèse, Bethsabée au bain (vers 1575).
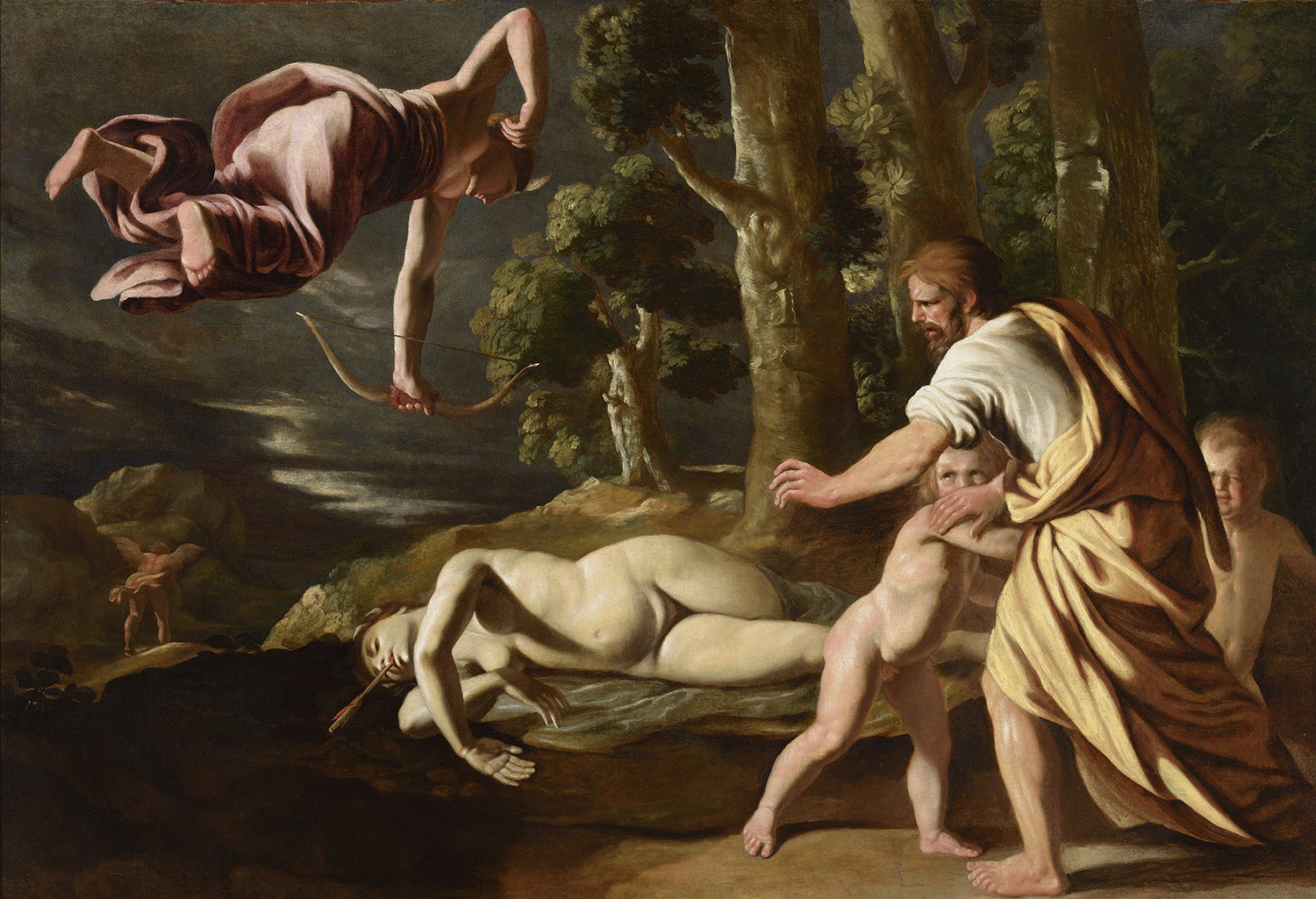
Nicolas Poussin, La Mort de Chioné (vers 1622-1623).
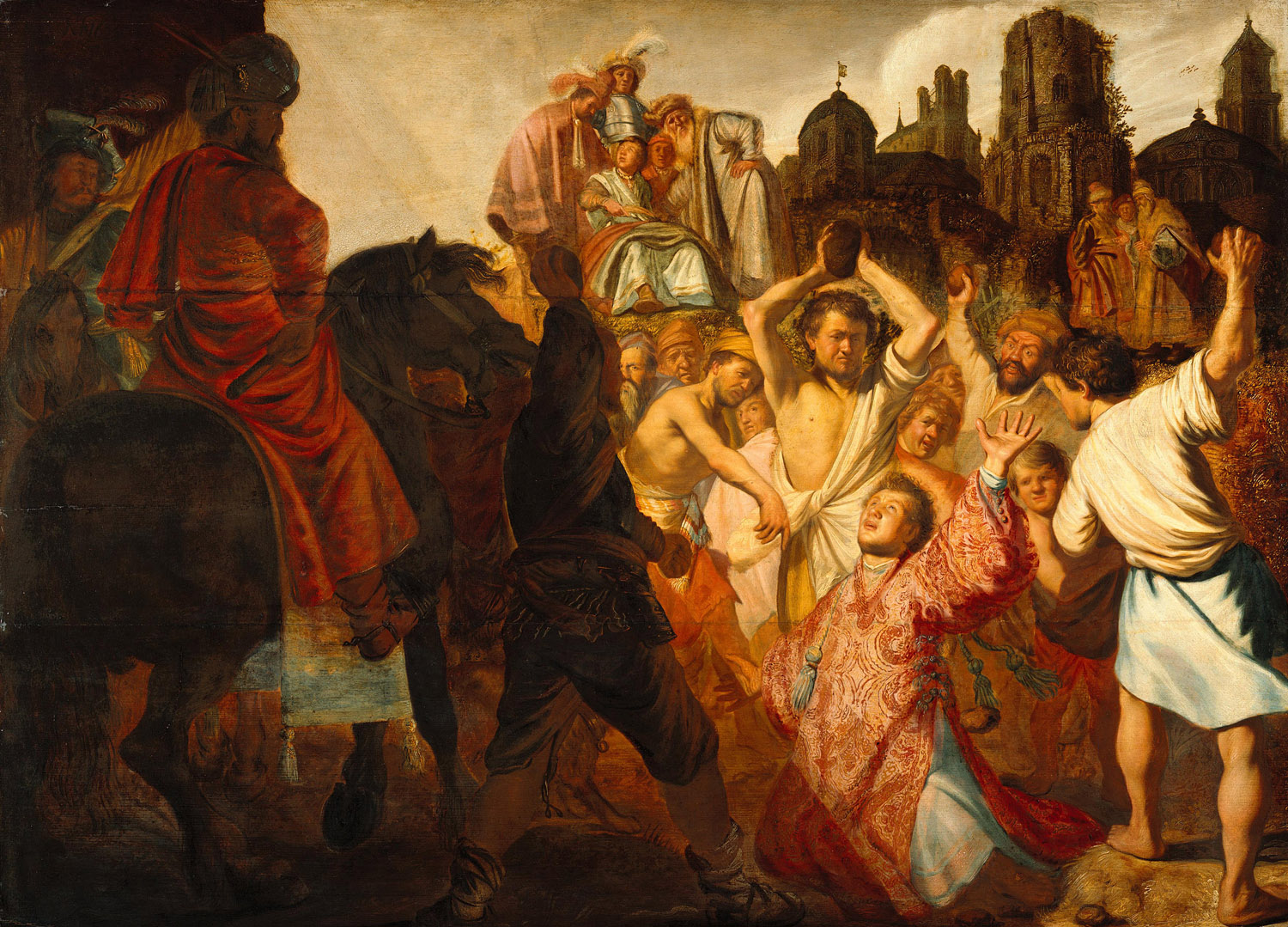
Rembrandt, La Lapidation de saint Étienne (1625).
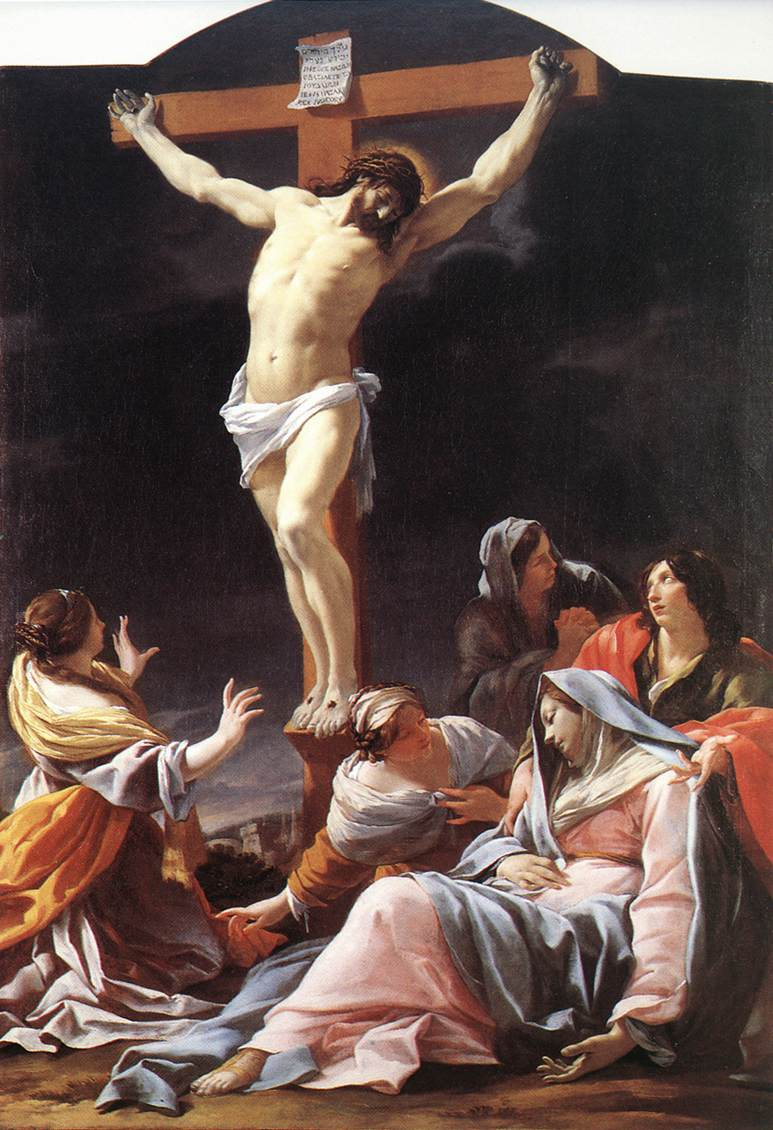
Simon Vouet, La Crucifixion (vers 1636-1637).
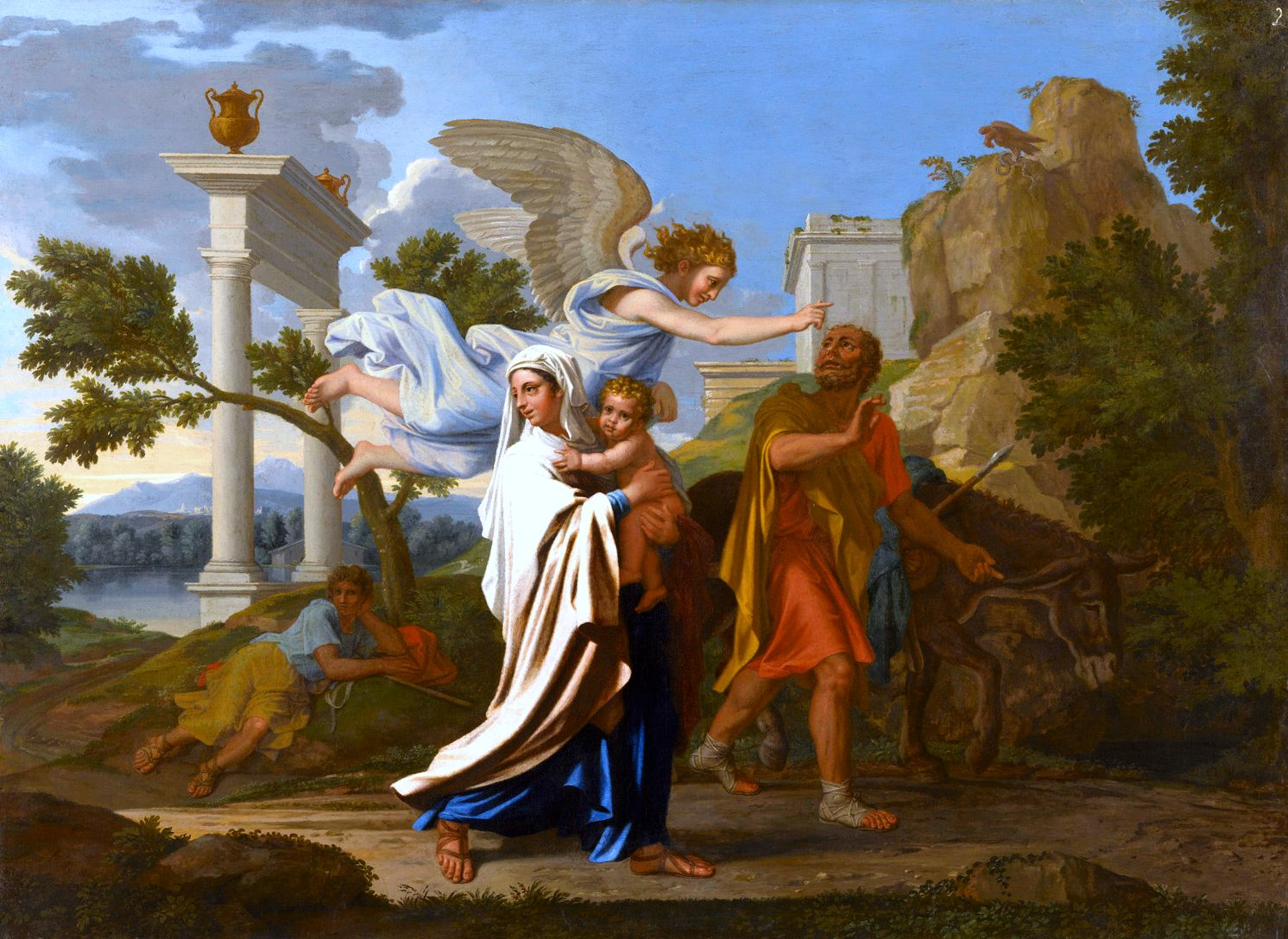
Nicolas Poussin, La Fuite en Égypte (1657).
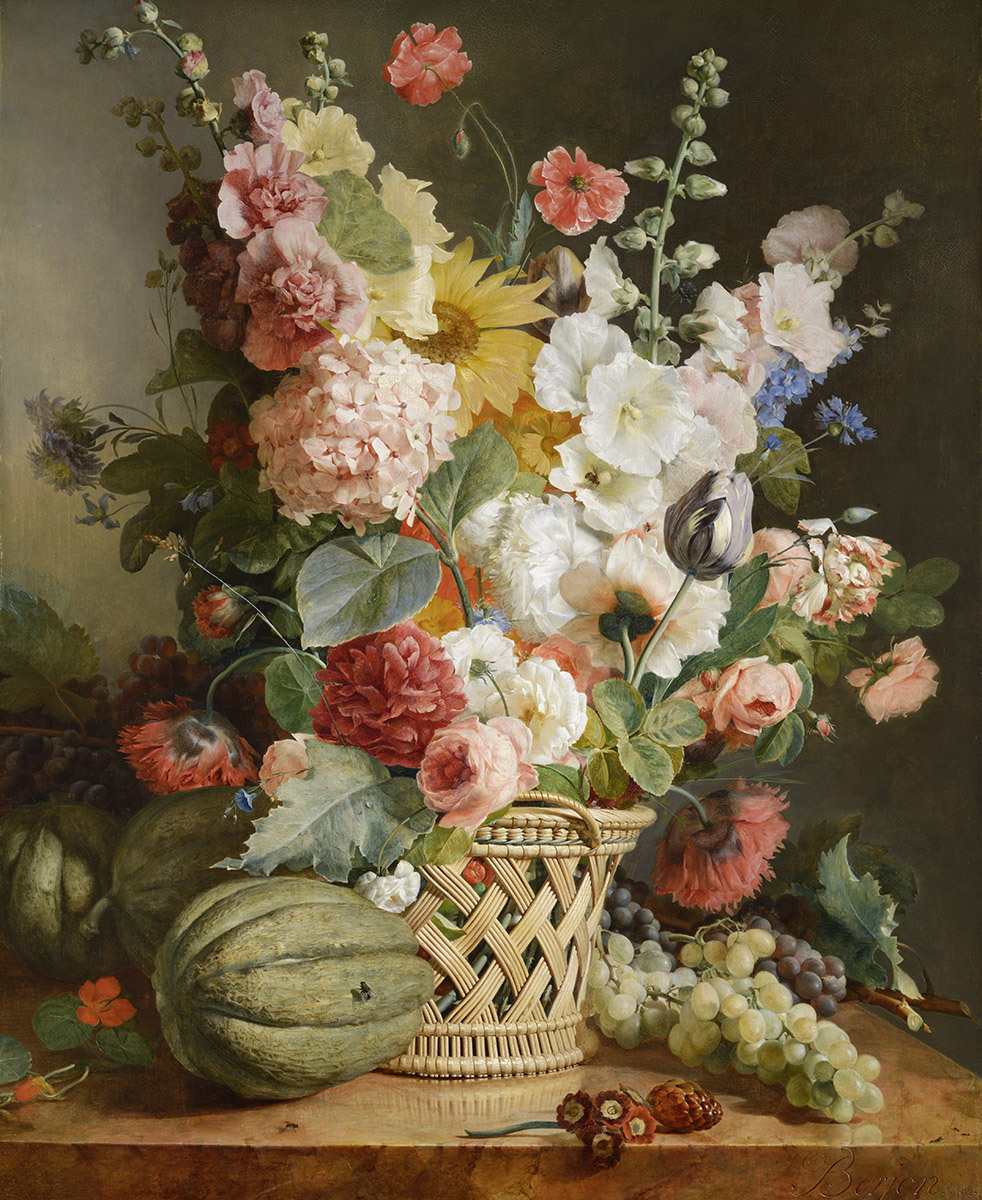
Antoine Berjon, Fruits et fleurs dans une corbeille d'osier (1810)
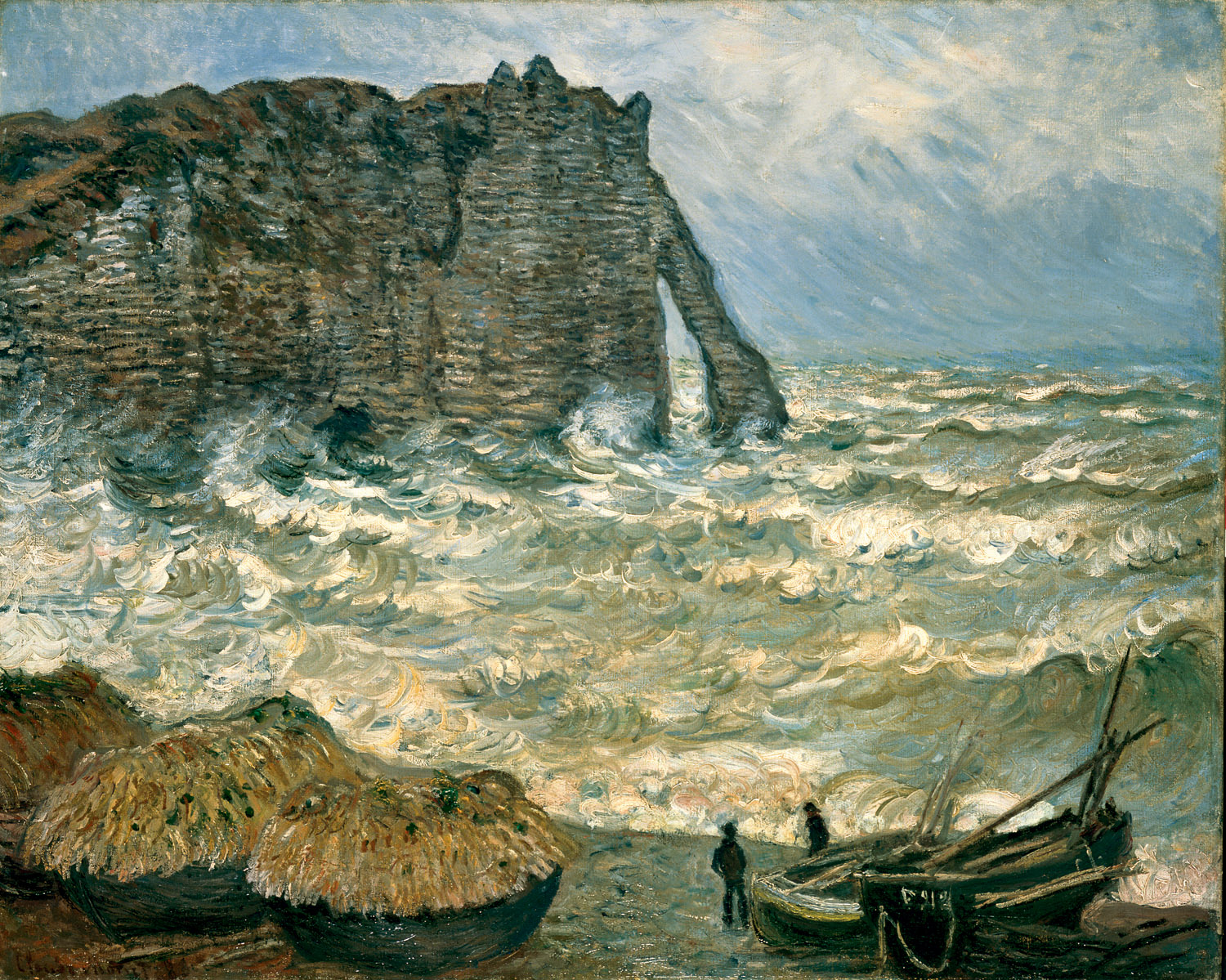
Claude Monet, Mer agitée à Étretat (1883).
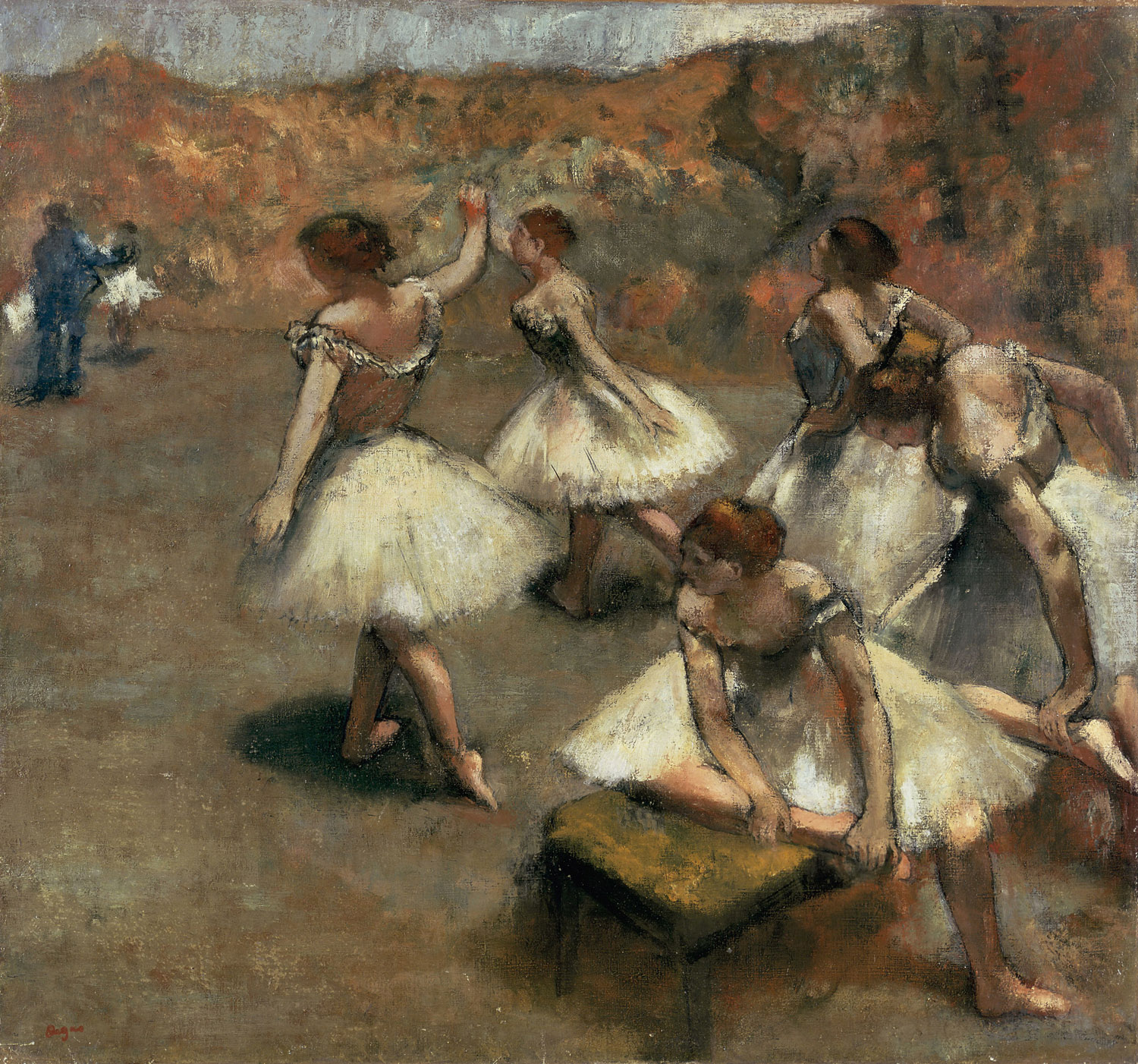
Edgar Degas, Danseuses sur scène (vers 1889).
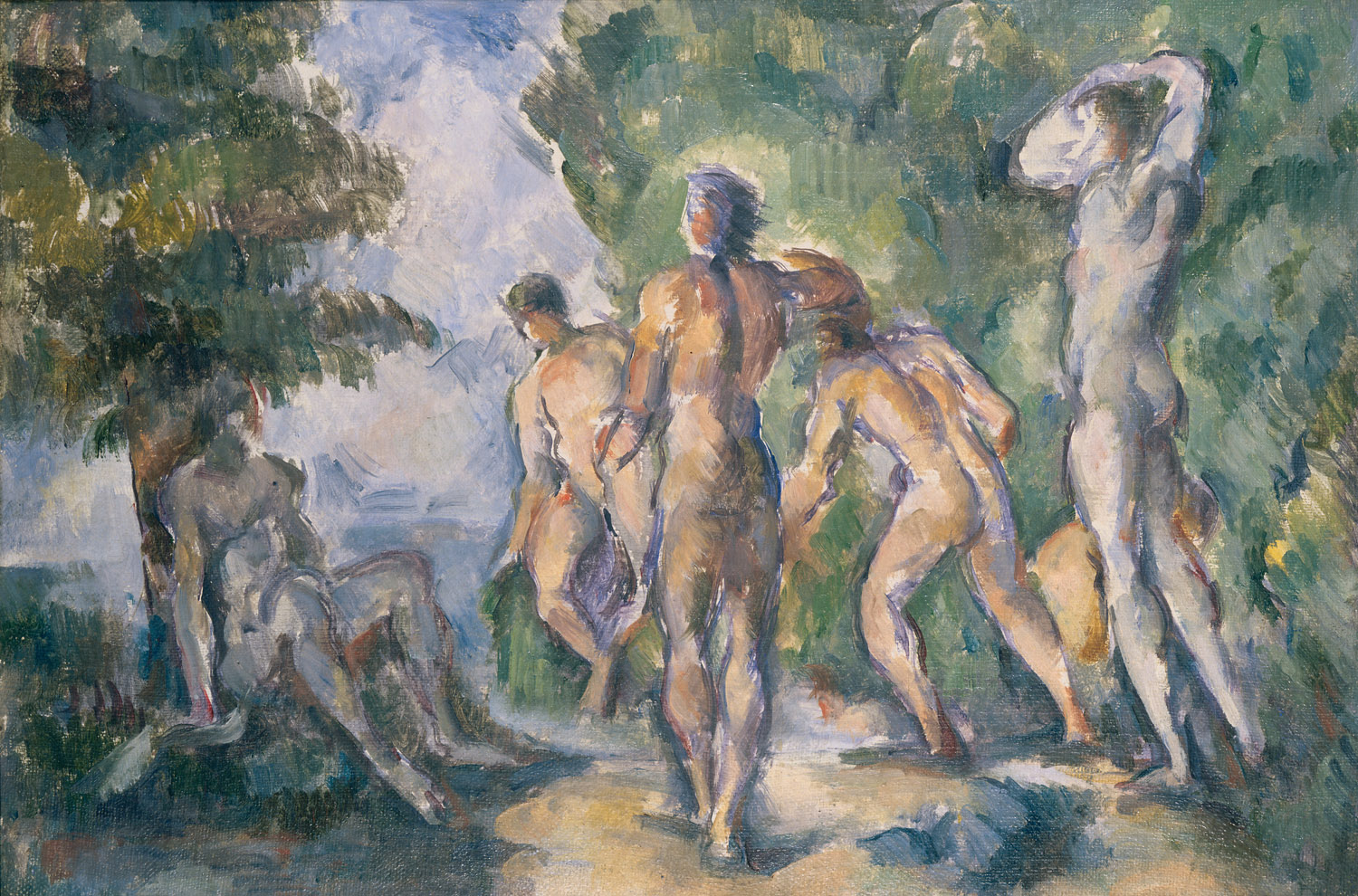
Paul Cézanne, Baigneurs (vers 1892)
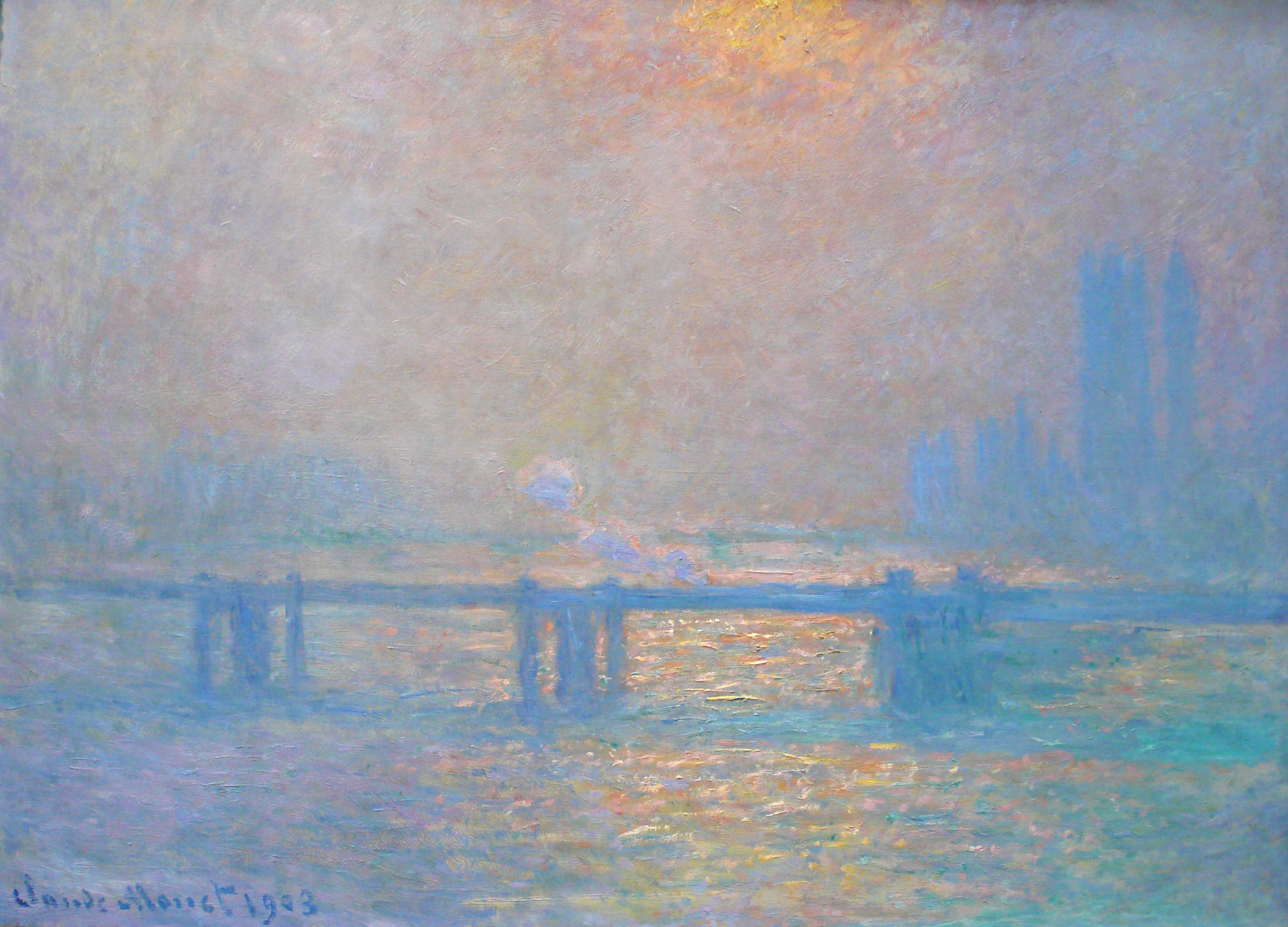
Claude Monet, Charing Cross Bridge, la Tamise (1903).
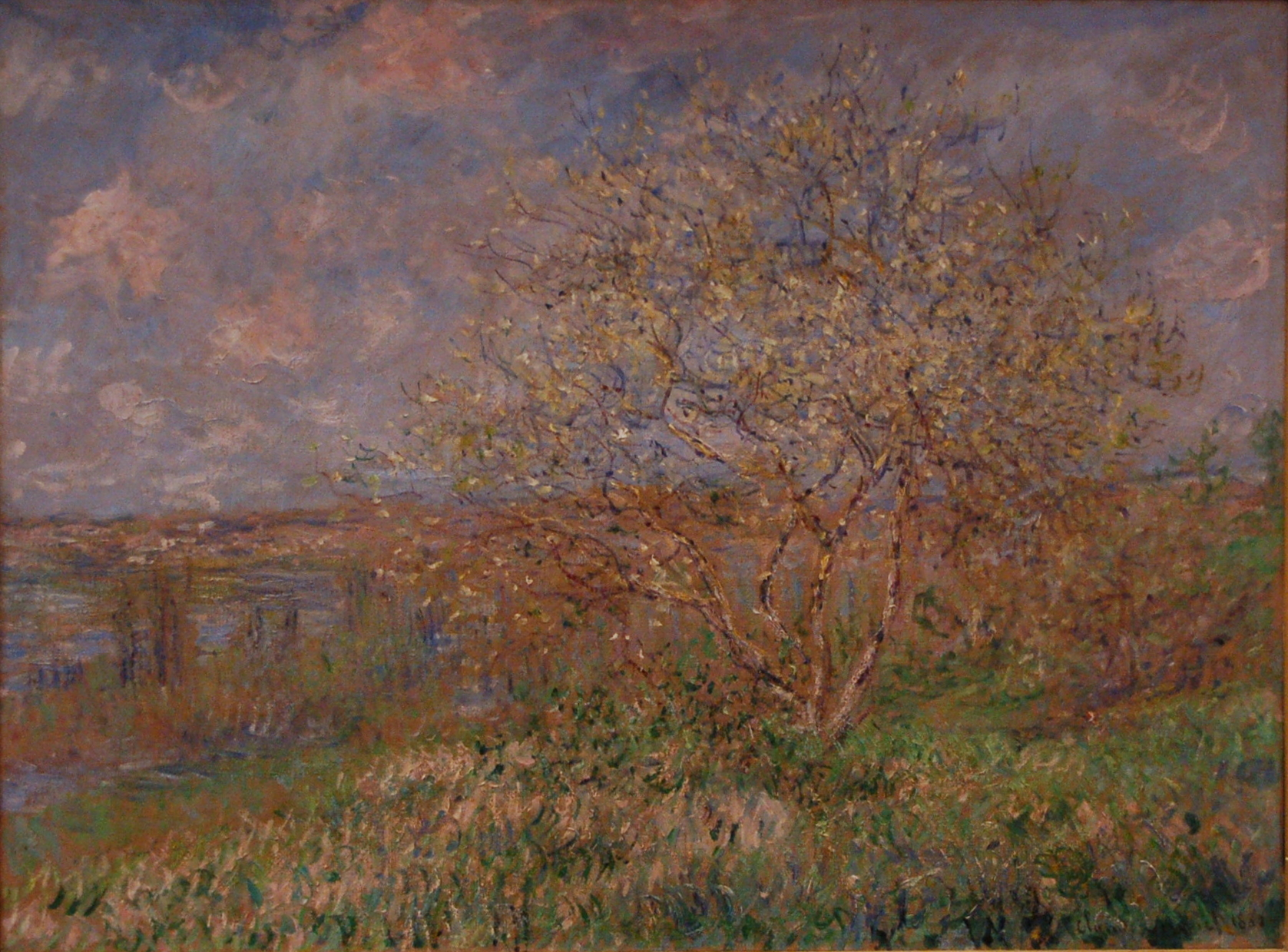
Claude Monet, Le Printemps (1882)

### Sculptures

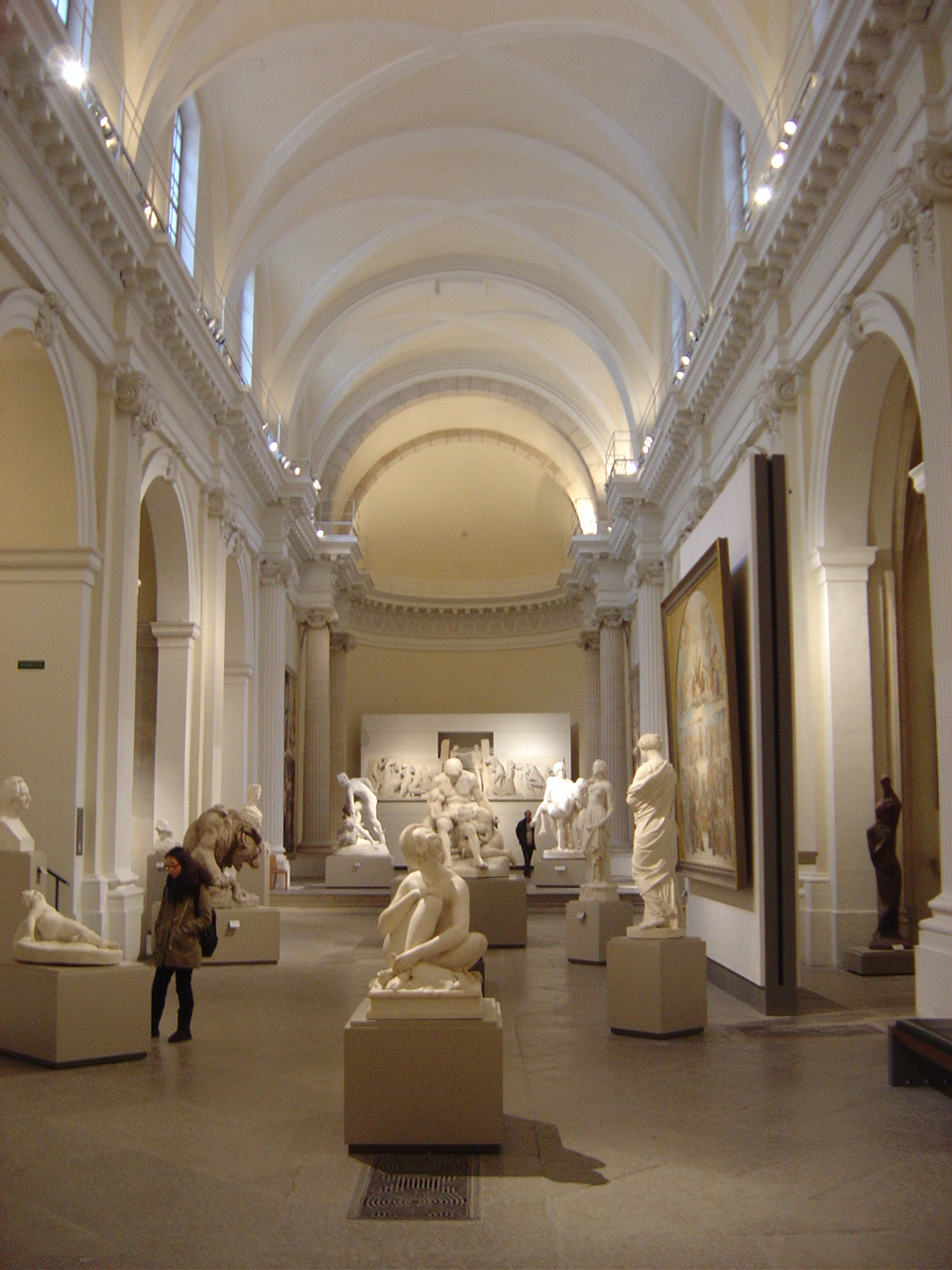
Sculptures du XIXe siècle dans la chapelle

Le département des sculptures conserve 1 300 sculptures réalisées selon différentes techniques (pierre, marbre, bronze, plâtre, bois...) et couvrant une période chronologique allant du Moyen Âge au XXe siècle. On y note deux points forts : le Moyen Âge et la Renaissance d'une part et le XIXe siècle et le début du XXe siècle de l'autre.
Les salles du département sont séparées dans le musée : au premier étage, se trouvent les sculptures anciennes tandis que les œuvres plus récentes sont exposées dans la chapelle. Enfin, des bronzes et quelques marbres du XIXe siècle sont également visibles dans le jardin.

#### Constitution des collections de sculptures
Jusqu'au Second Empire, la collection s'est principalement étoffée par les envois de l'État ainsi que par l'achat d'œuvres de sculpteurs lyonnais tels que Joseph Chinard ou Jean-Joseph Carriès. Une salle des marbres modernes est ouverte en 1839 et présente notamment les portraits de lyonnais célèbres. C'est à partir des années 1880 que, grâce à l'action d'Édouard Aynard, président du conseil d’administration du musée à la fin du XIXe siècle, et de Jean-Baptiste Giraud, le musée s'enrichit de sculptures anciennes du Moyen Âge et de la Renaissance. C'est, par exemple, à cette époque que sont acquis le Jongleur roman du Berry et le groupe siennois de l'Annonciation, deux pièces phares de la collection. Cette politique d'achat ambitieuse se poursuit jusqu'à la Seconde Guerre mondiale. Les achats effectués au XXe siècle en matière de sculpture moderne sont, quant à eux, caractérisés par un certain éclectisme, sans qu'il y ait de préférence marquée pour un courant particulier ou certains artistes. Cette orientation a été renforcée à partir des années 1980, avec la reprise d'une politique d'acquisitions plus volontaire, les collections s'enrichissant également des œuvres entrées au musée grâce au legs Jacqueline Delubac.

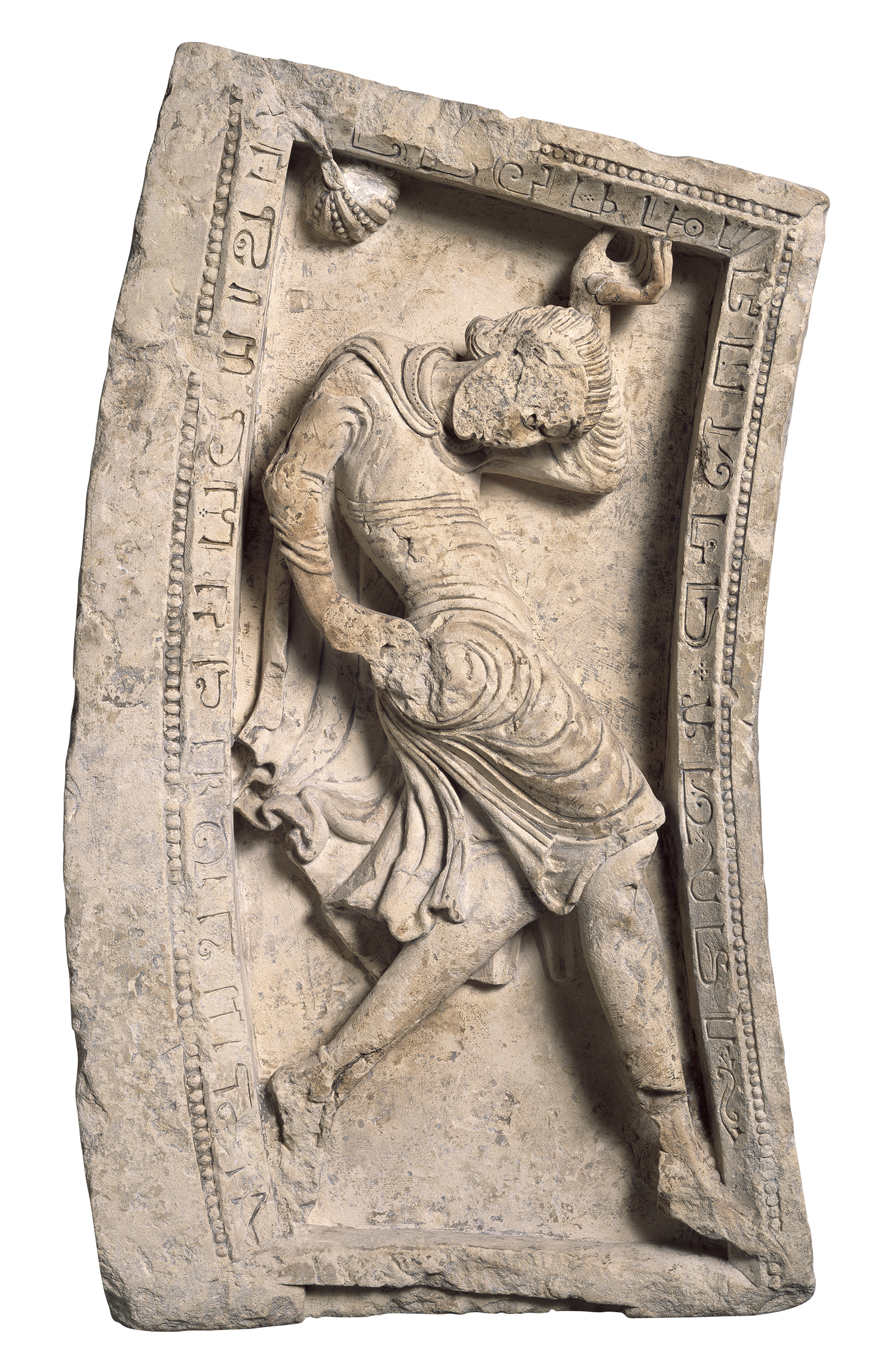
Jongleur. Bourges, calcaire H. 60 cm. 3e quart du XIIe siècle
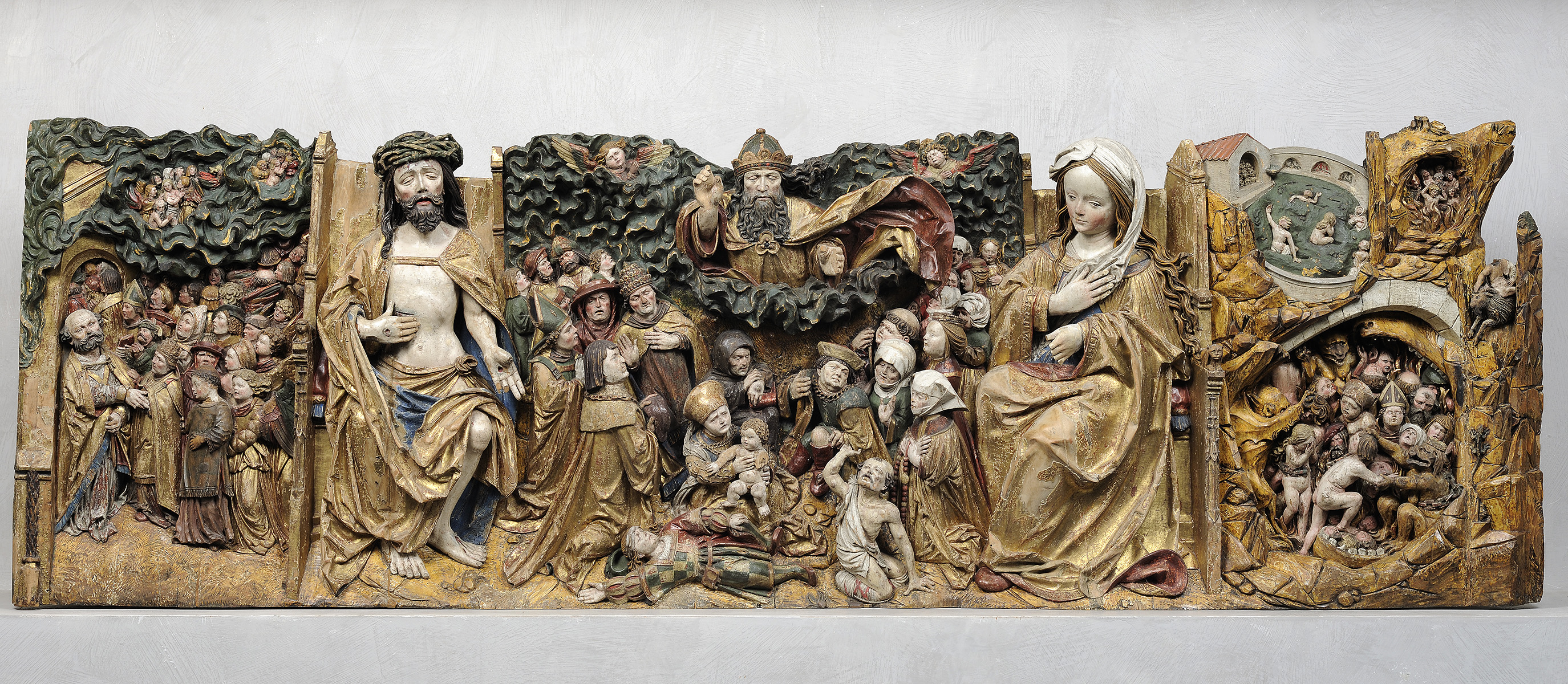
Souabe (Biberach) vers 1520. « Jugement dernier » (détail gauche). Iconographie qui associe le thème du jugement dernier à une image votive de la peste. L. 1,72 m
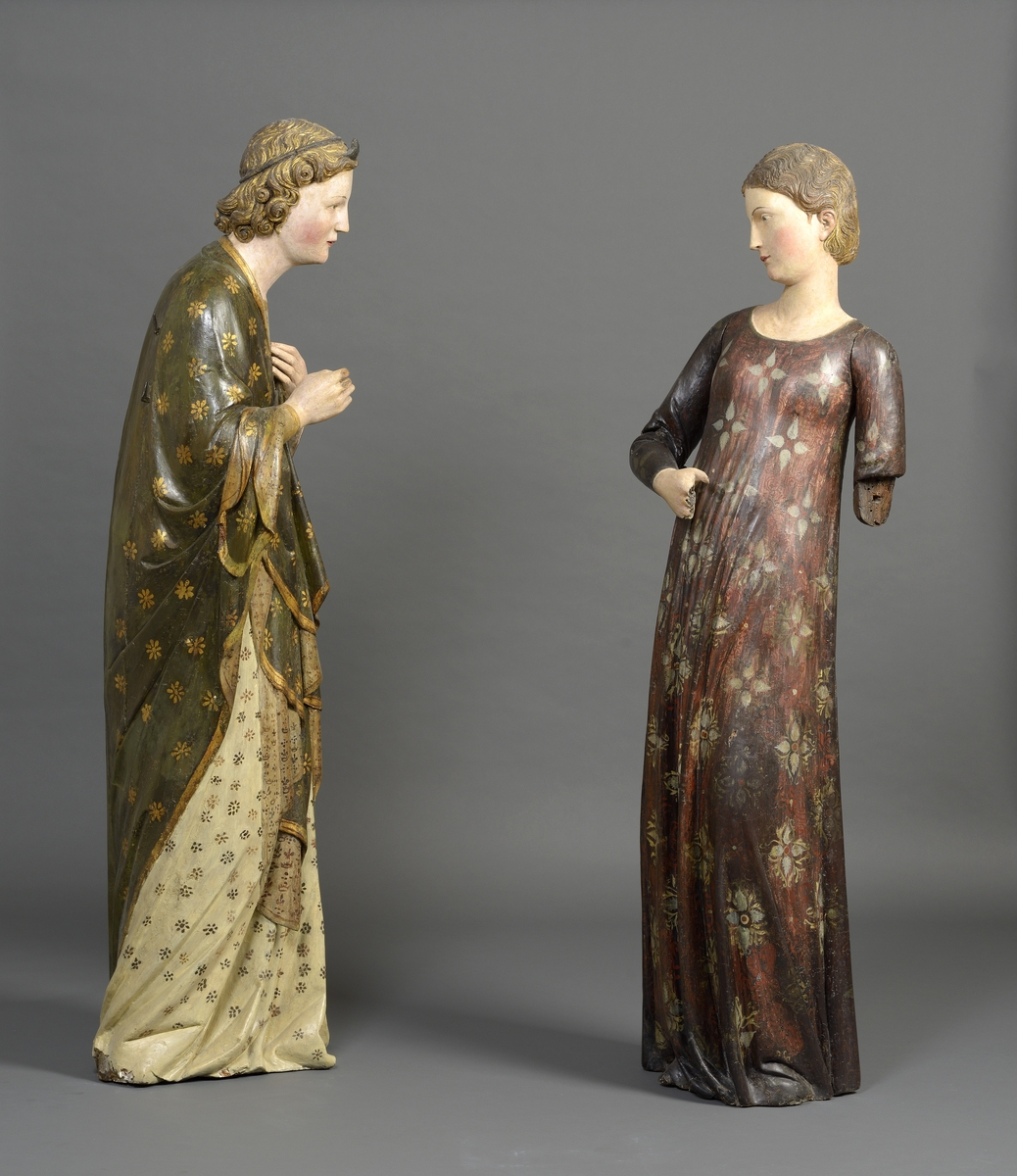
Ange et Vierge de l'Annonciation, Milieu du XIVe siècle, Italie, Toscane, bois et noyer polychrome. H 175 cm
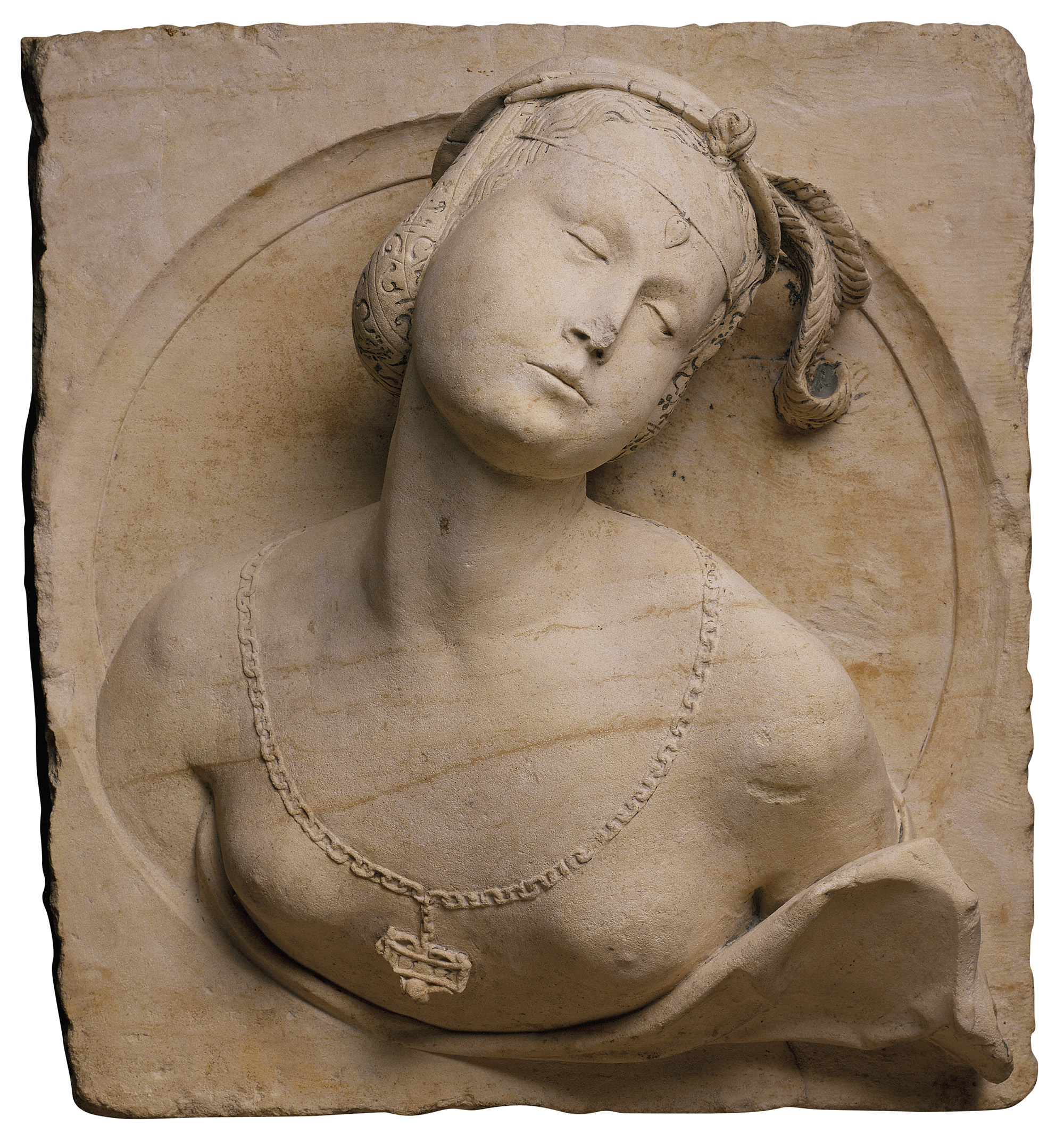
Anonyme, Buste de femme en médaillon. 1532. Calcaire, H. 60 cm.

#### Sculptures, duXIIeauXVIIIesiècle
Le musée possède un ensemble de sculptures médiévales importants, comprenant toutes les écoles régionales, et quelques étrangères. Le parcours de sculpture ancienne débute avec des œuvres romanes dont le Jongleur réalisé dans le Berry à la fin du XIIe siècle. L'Ange et la Vierge de l'Annonciation, œuvres toscanes grandeur nature et polychromes datant du milieu du XIVe siècle, sont un autre chef-d'œuvre de la section de sculpture médiévale, qui renferme également de belles œuvres flamandes. L'art de la Renaissance est représenté par des œuvres de qualité comme le Saint Jean-Baptiste (vers 1475-1478) de Mino da Fiesole et l'étonnant Buste de femme en médaillon (1532) d'un anonyme sculpteur français. On compte également de nombreuses sculptures d'école italienne des XVe et XVIe siècles (école de Verrocchio, de Della Robbia, de Donatello, de Michel-Ange...). Les XVIIe et XVIIIe siècles sont moins riches que la période précédente, mais l'on note tout de même des œuvres de sculpteurs français célèbres tels qu'Antoine Coysevox, Guillaume Coustou ou Augustin Pajou (Neptune, marbre de 1767).

#### DuXIXeauXXesiècle
Pour le XIXe siècle, on retrouve Antonio Canova, plusieurs œuvres du Lyonnais Joseph Chinard, dont son Persée et Andromède (terre cuite, 1791), David d'Angers, Louis-Ernest Barrias (Les premières funérailles, plâtre), Antoine Étex (Caïn et sa race maudits de Dieu, marbre, 1832-1839), James Pradier, Jean-Baptiste Carpeaux, Auguste Bartholdi, Jean Carriès, Joseph-Hugues Fabisch, Medardo Rosso, François Pompon ou encore Auguste Renoir. Une place particulière doit être faite à Auguste Rodin, dont le musée possède le plus grand ensemble d'œuvres en province. Ce fonds, comportant marbres, bronzes et plâtres, a été constitué directement auprès du sculpteur, qui entretenait des relations amicales avec plusieurs amateurs lyonnais. Parmi les marbres, on remarque notamment La Tentation de saint Antoine.
Les bronzes et les marbres exposés dans le jardin complètent la section consacrée au XIXe siècle : ce sont deux sculptures d'Auguste Rodin, L'Âge d'airain (1876) et L'Ombre (1902), bronze fondu en un unique exemplaire dans cet état, une sculpture de Francisque Duret, Chactas en méditation sur la tombe d'Atala (1836), Giotto enfant dessinant une tête de bélier (1842) de Jean-François Legendre-Héral, Le Joueur de flûte (1861) de Jean-André Delorme, Faune ivre (1863) de Léon Cugnot, Démocrite méditant sur le siège de l'âme (1868) de Léon-Alexandre Delhomme, Carpeaux au travail (1909) d'Antoine Bourdelle et Jeune athlète (1909) de Jean-Baptiste Larrivé. Trois groupes en marbre s'adjoignent à cet ensemble : Castalie (1883) d'Eugène Guillaume, Gilliatt et la pieuvre (1890) d'Émile Carlier et Agar (1897) de François Sicard.
Enfin, la sculpture du XXe siècle est illustrée par des œuvres de Jeanne Bardey (Torse de femme), Antoine Bourdelle (Héraklès tue les oiseaux du lac Stymphale, bronze, 1909), Aristide Maillol, Ossip Zadkine, Amedeo Modigliani, Pablo Picasso, Henri Laurens, Arman…

Quelques sculptures du musée des Beaux-Arts de Lyon
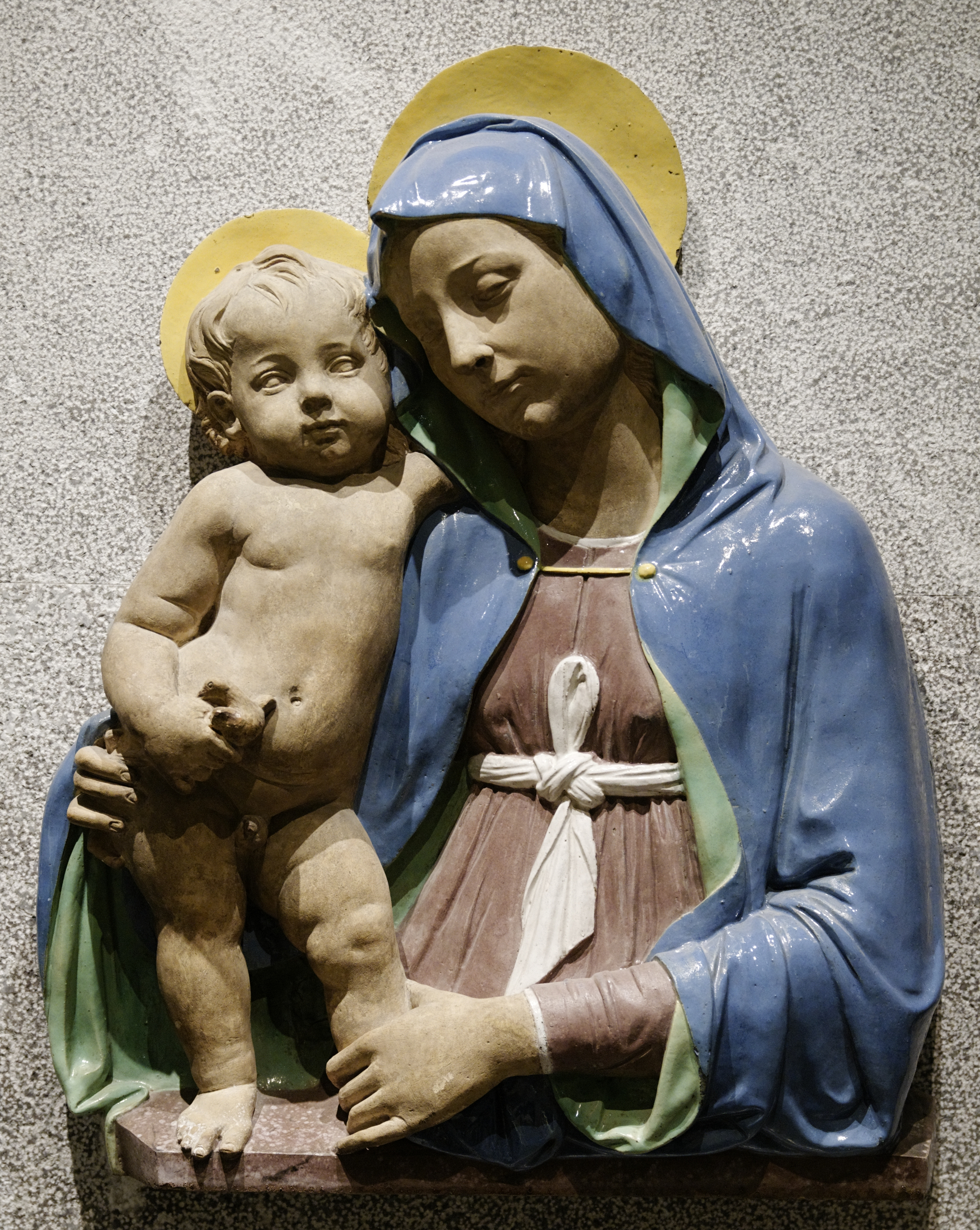
Atelier d'Andrea della Robbia, Vierge à l'Enfant (vers 1500), terre cuite émaillée.
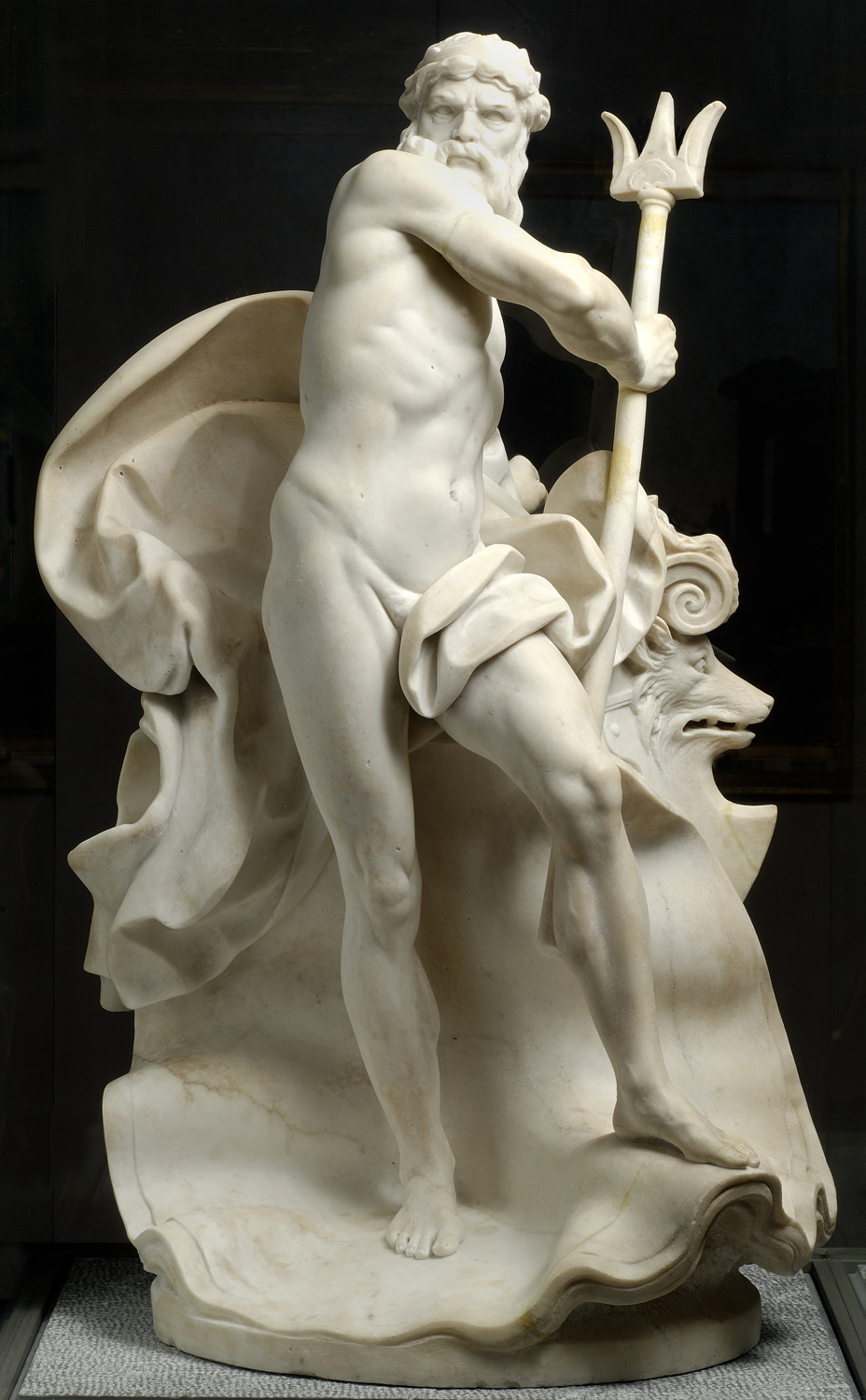
Augustin Pajou, Neptune (1767).
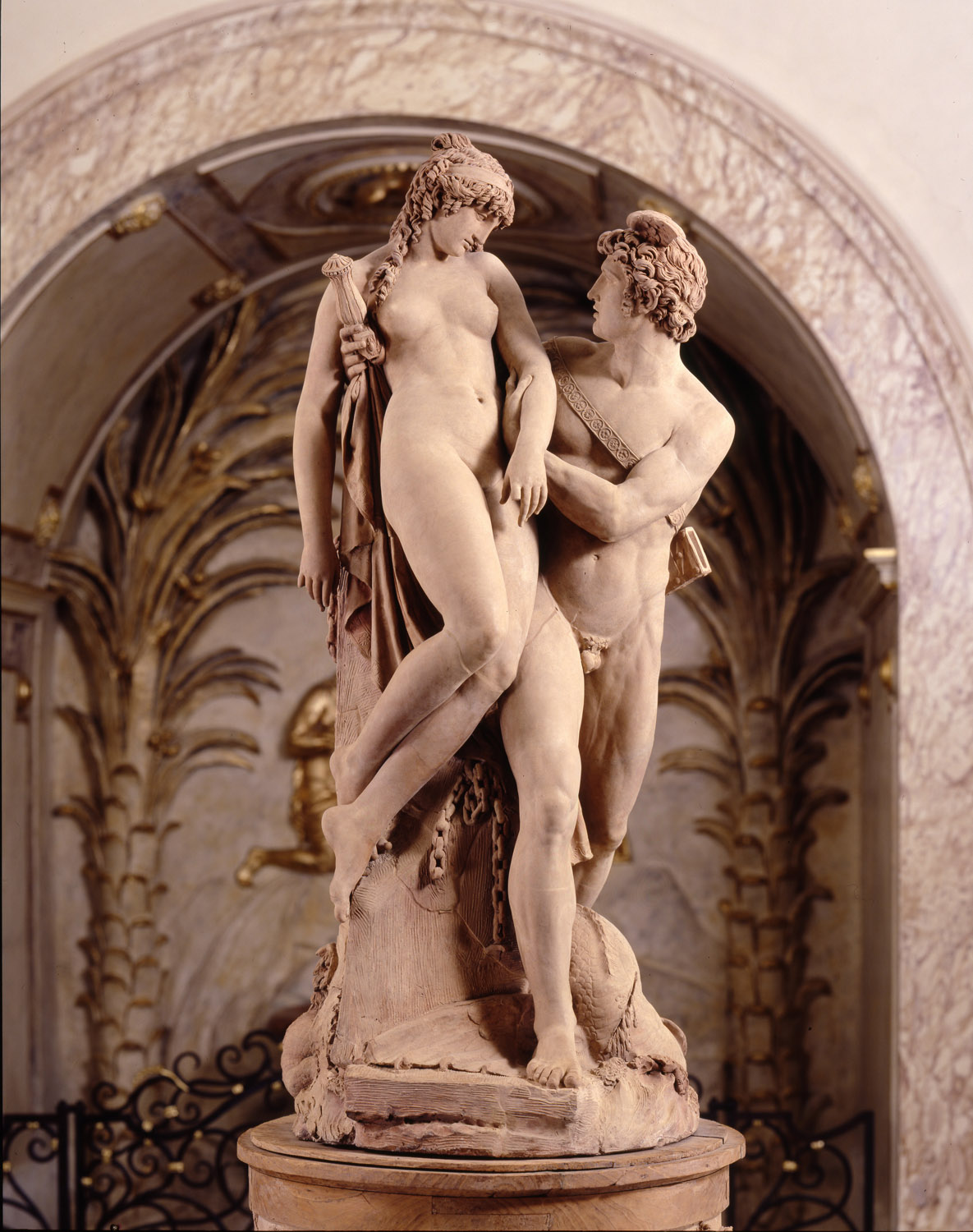
Joseph Chinard, Persée et Andromède (1791).
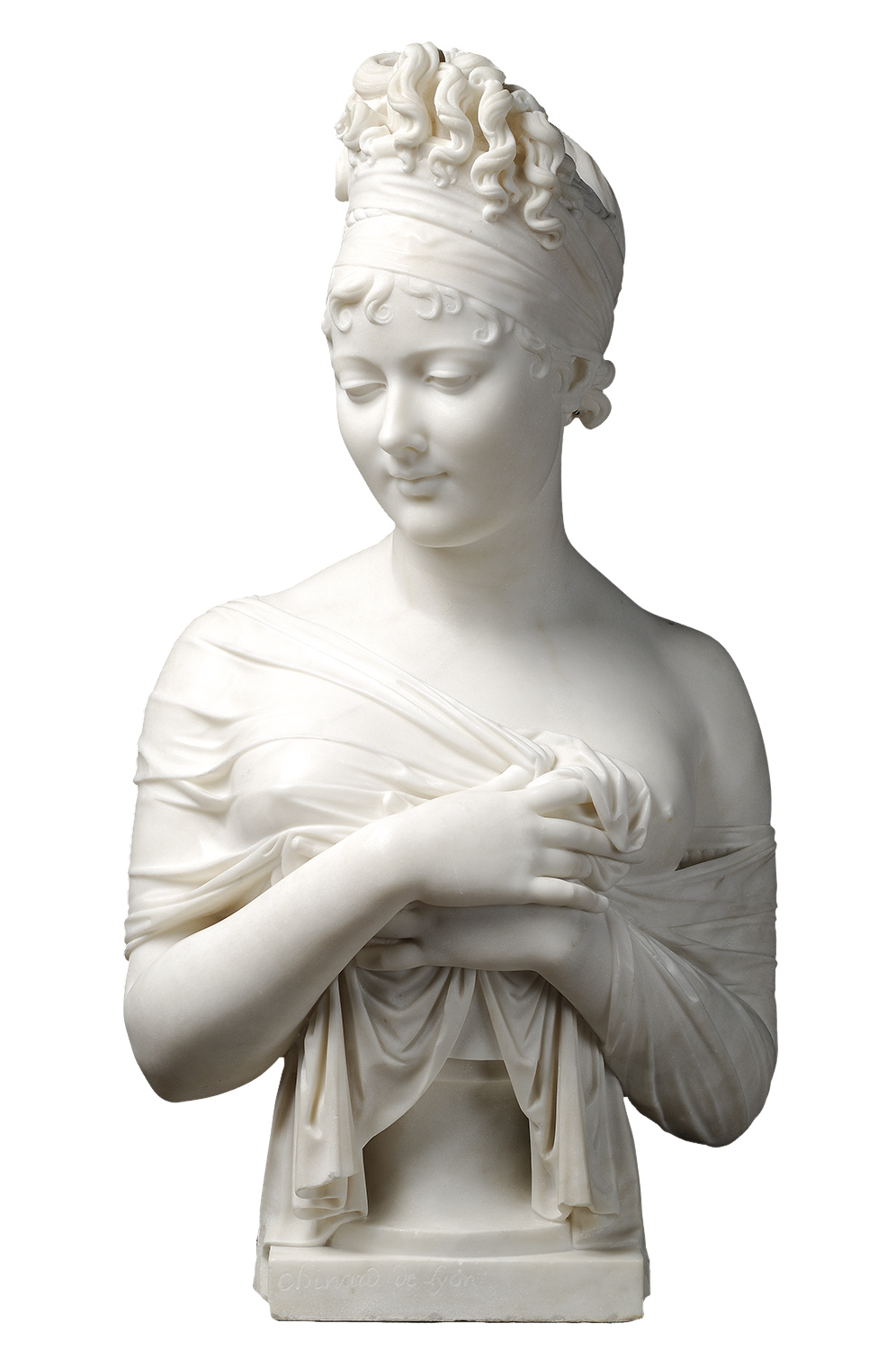
Joseph Chinard, Juliette Récamier (1805-1806).
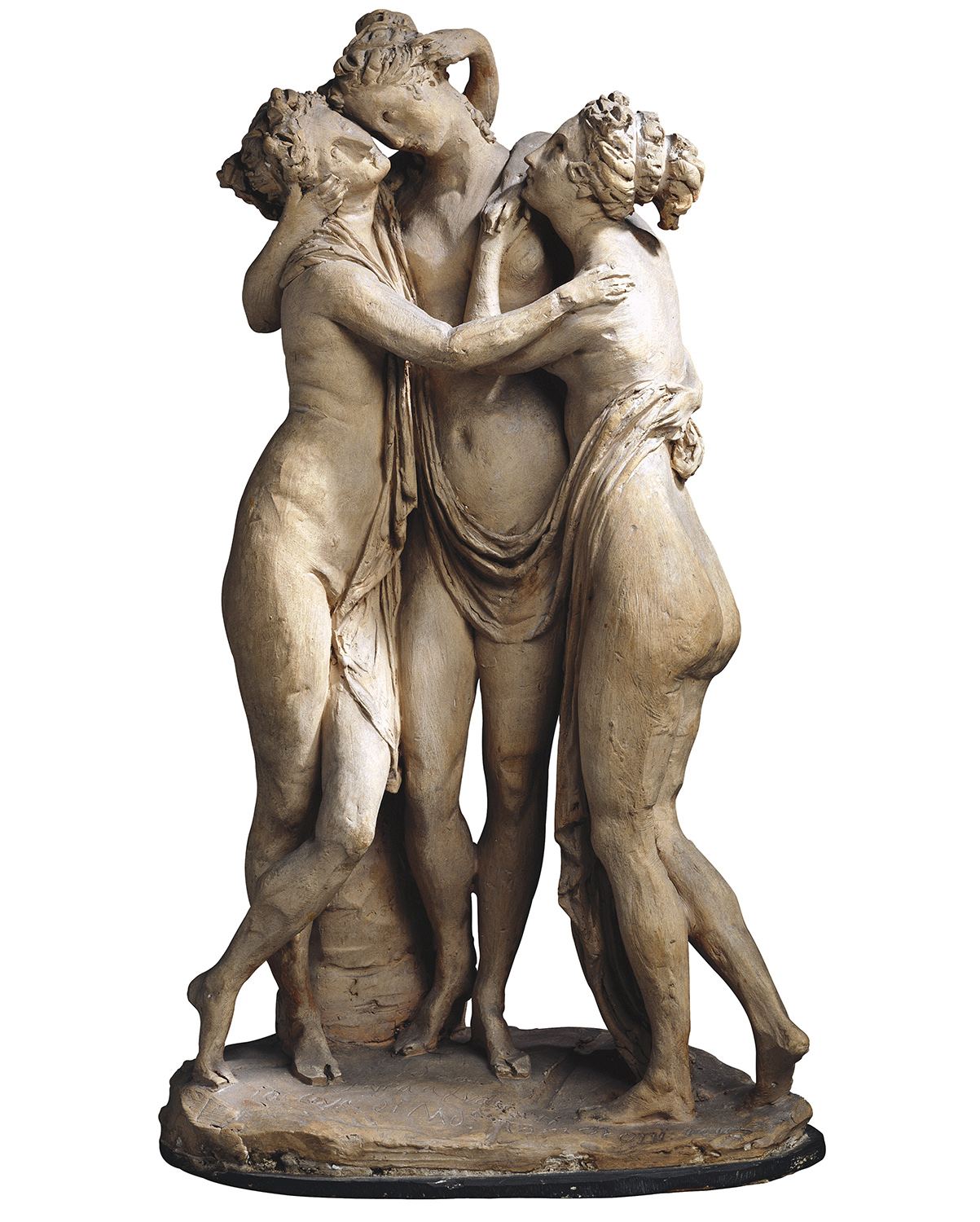
Antonio Canova, Les Trois Grâces (1810), esquisse en terre-cuite.
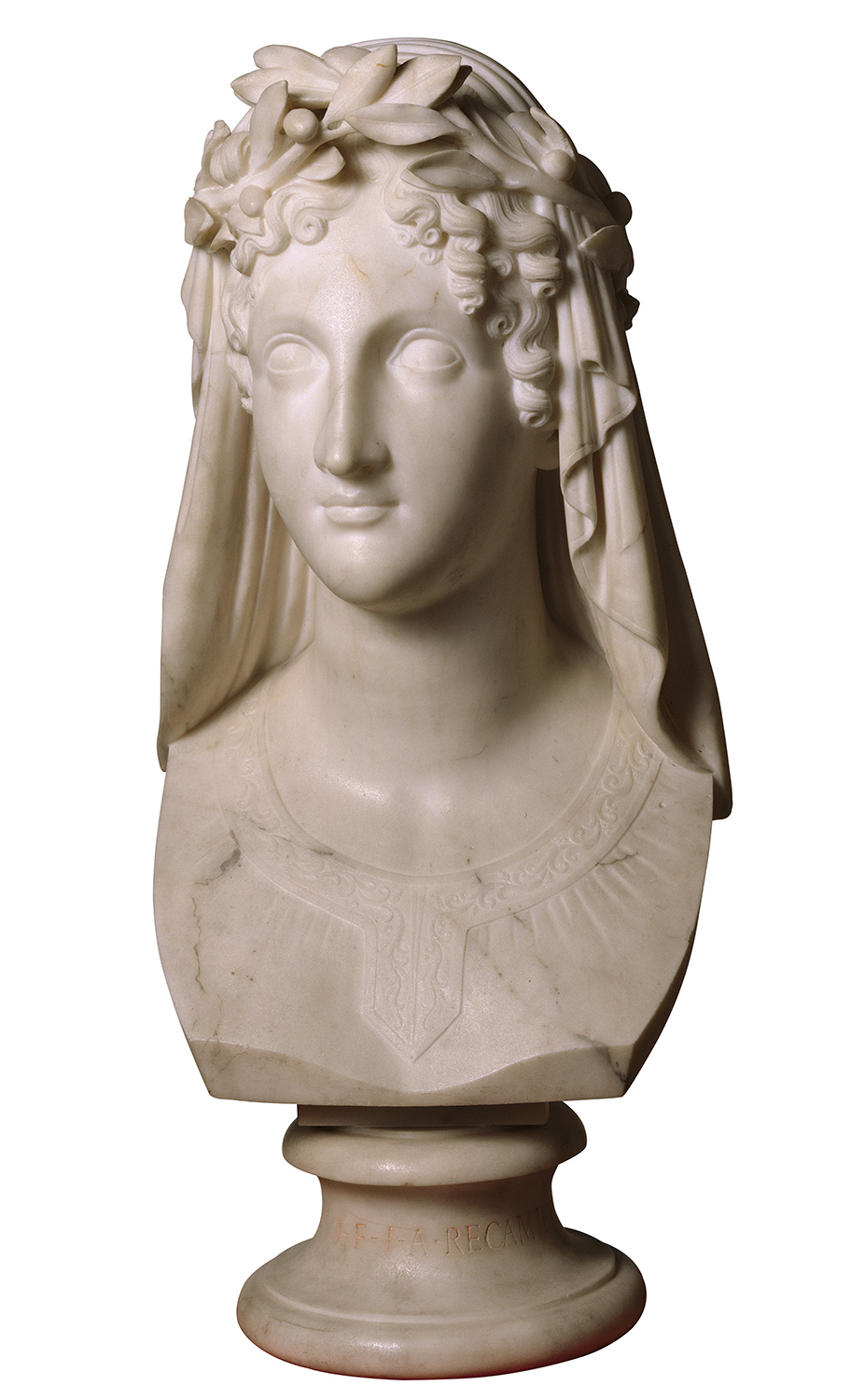
Antonio Canova, Juliette Récamier en Béatrice (1818-1822).
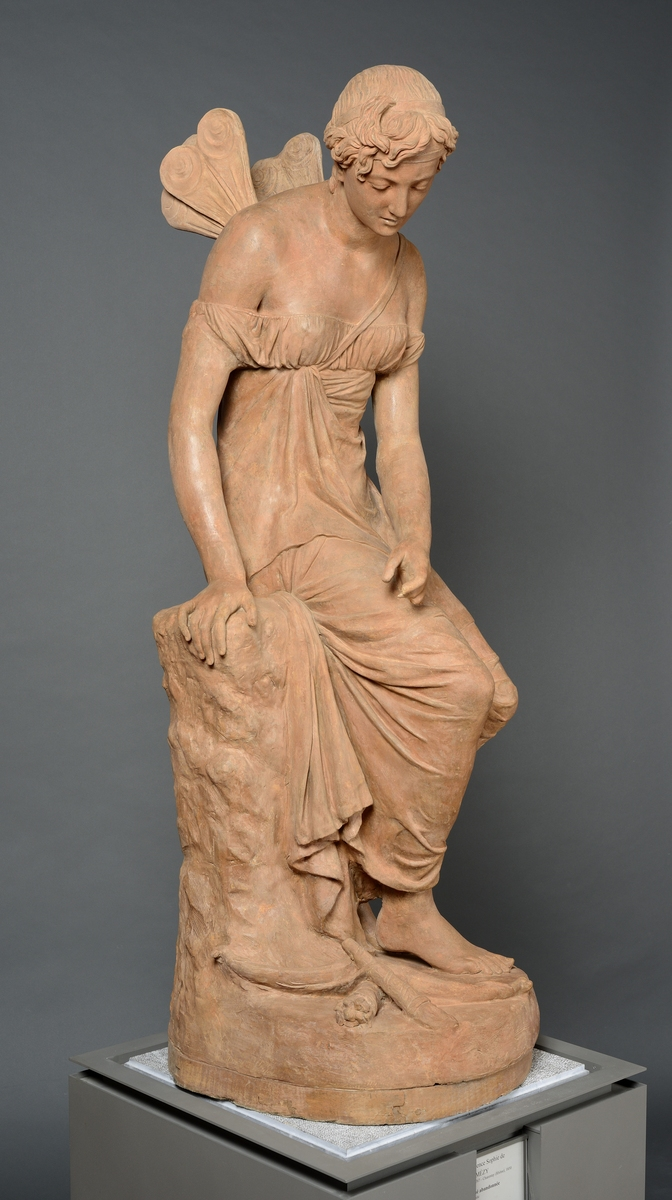
Clémence Sophie de Sermézy, Psyché abandonnée (avant 1823).
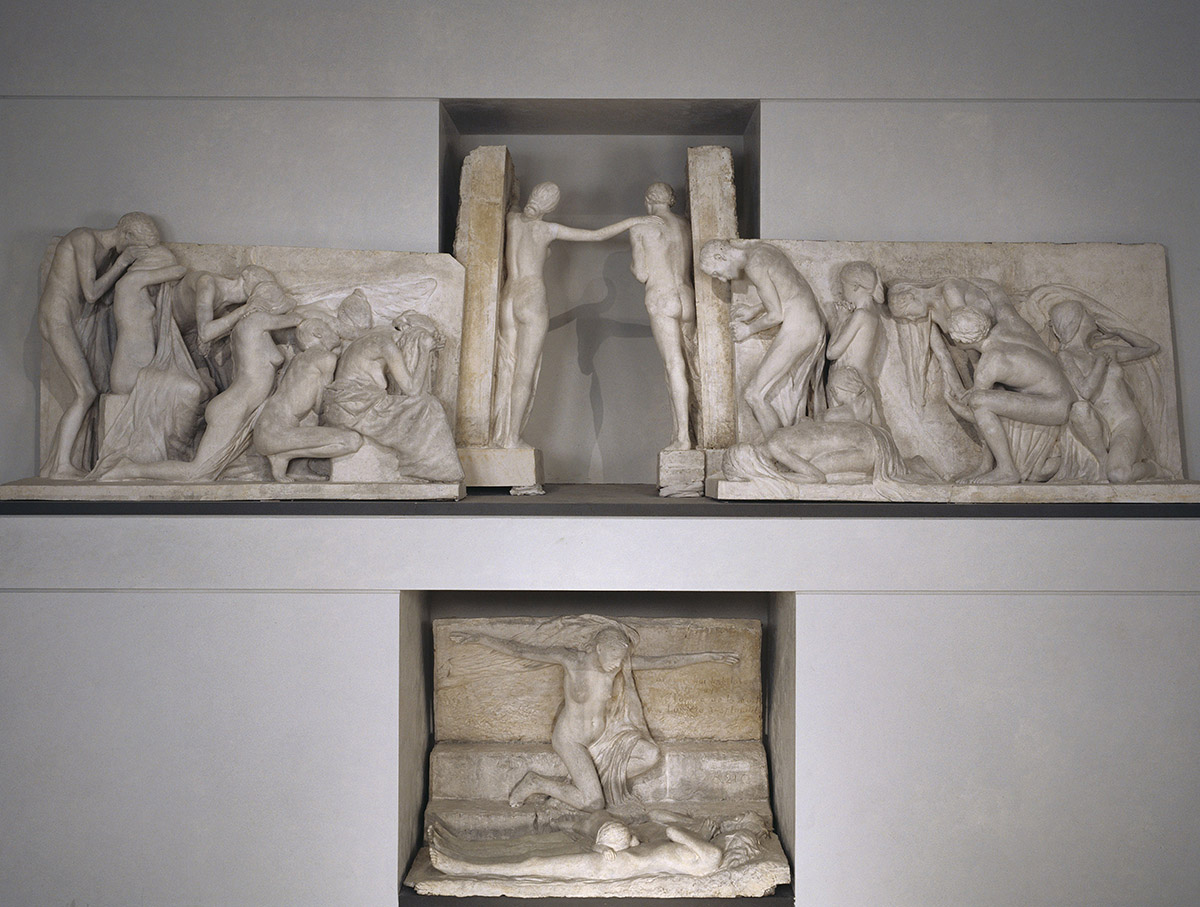
Albert Bartholomé, Monument aux Morts (entre 1895 et 1899), modèle en plâtre pour le cimetière du Père-Lachaise.
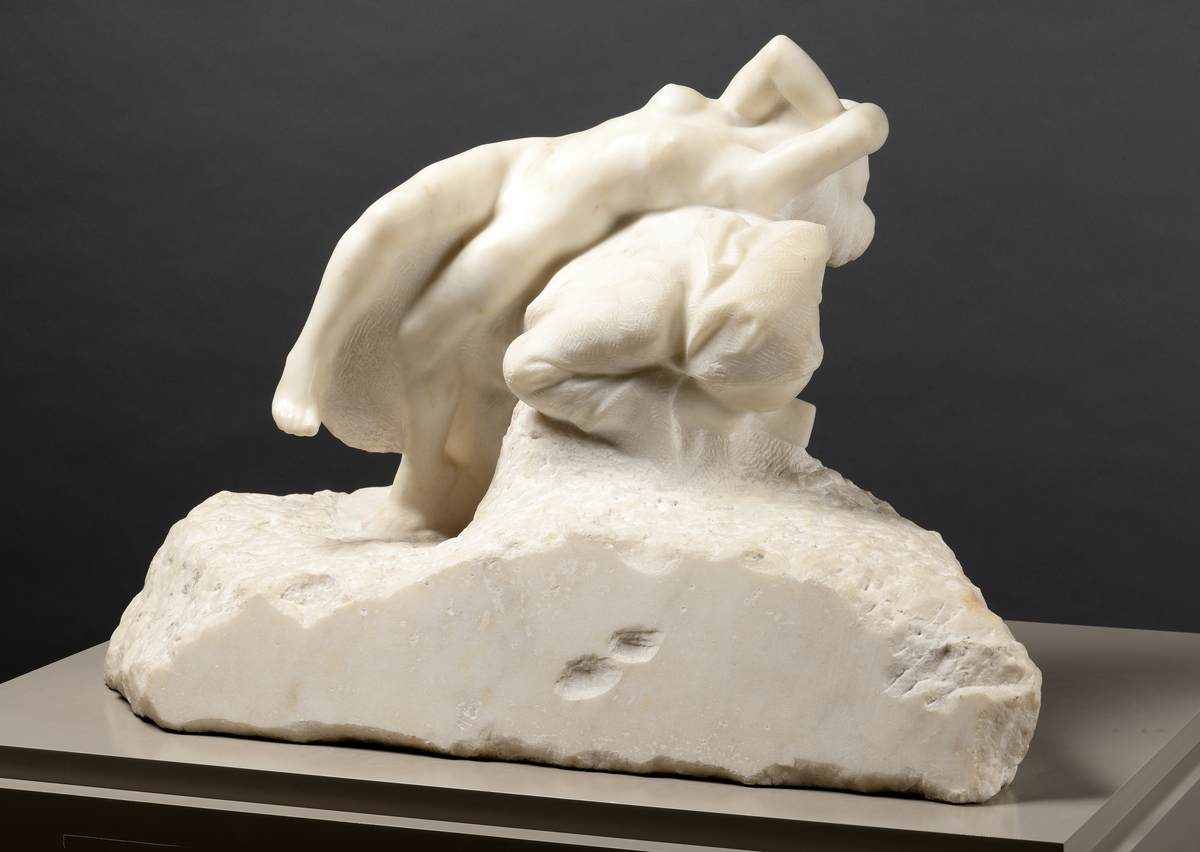
Auguste Rodin, La Tentation de Saint Antoine (1903), marbre.
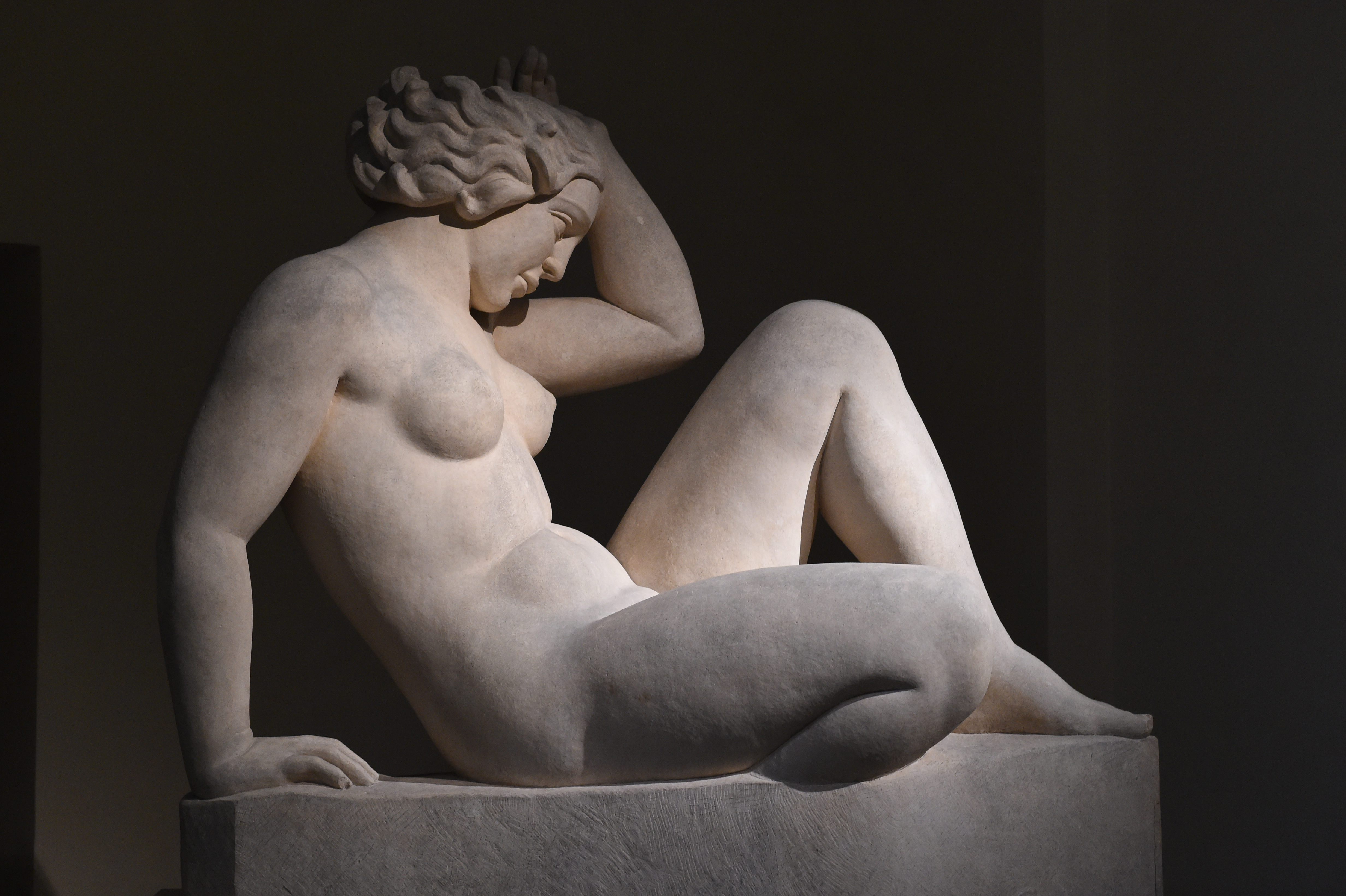
Aristide Maillol, La Montagne (1937).

### Antiquités

#### L’Égypte
L’art de l'Égypte antique constitue le thème principal du département des Antiquités. Sur les treize salles que compte le département, l'Égypte en occupe neuf. Cette place s’explique par l’importance historique de l’égyptologie à Lyon, animée par des hommes tels que Victor Loret, dont la famille a fait don au musée en 1954 de plus d'un millier d'objets. Dès 1895, le Musée du Louvre fournit près de quatre cents objets (vases à onguent, figurines funéraires, etc.) pour constituer le fonds du département ; d'autres objets (vases canopes, éléments de parure, ainsi que des tissus de la nécropole d'Antinoé) complètent ce dépôt quelques années plus tard, augmenté, en 1936, d'objets provenant du village des artisans de Pharaon à Deir el-Médineh.
Les presque deux mille six cents pièces de la collection égyptienne conservées au Musée des Beaux-Arts de Lyon, présentés dans neuf salles, sont exposées suivant un parcours à la fois thématique et chronologique.
Les points forts de la collection sont la vitrine des sarcophages (avec notamment le cercueil d'Isetenkheb, datant de la XXVIe dynastie, VIIe – VIe siècles av. J.-C.) et des monuments datant du IIIe siècle av. J.-C., les portes de Ptolémée III et Ptolémée IV du temple de Médamoud, ramenées par le Lyonnais Alexandre Varille en 1939 et offertes au musée par l'Institut français d'archéologie orientale. À côté de ces chefs-d'œuvre et d'autres pièces exceptionnelles, de nombreux objets donnent un aperçu de la vie quotidienne en Égypte antique.

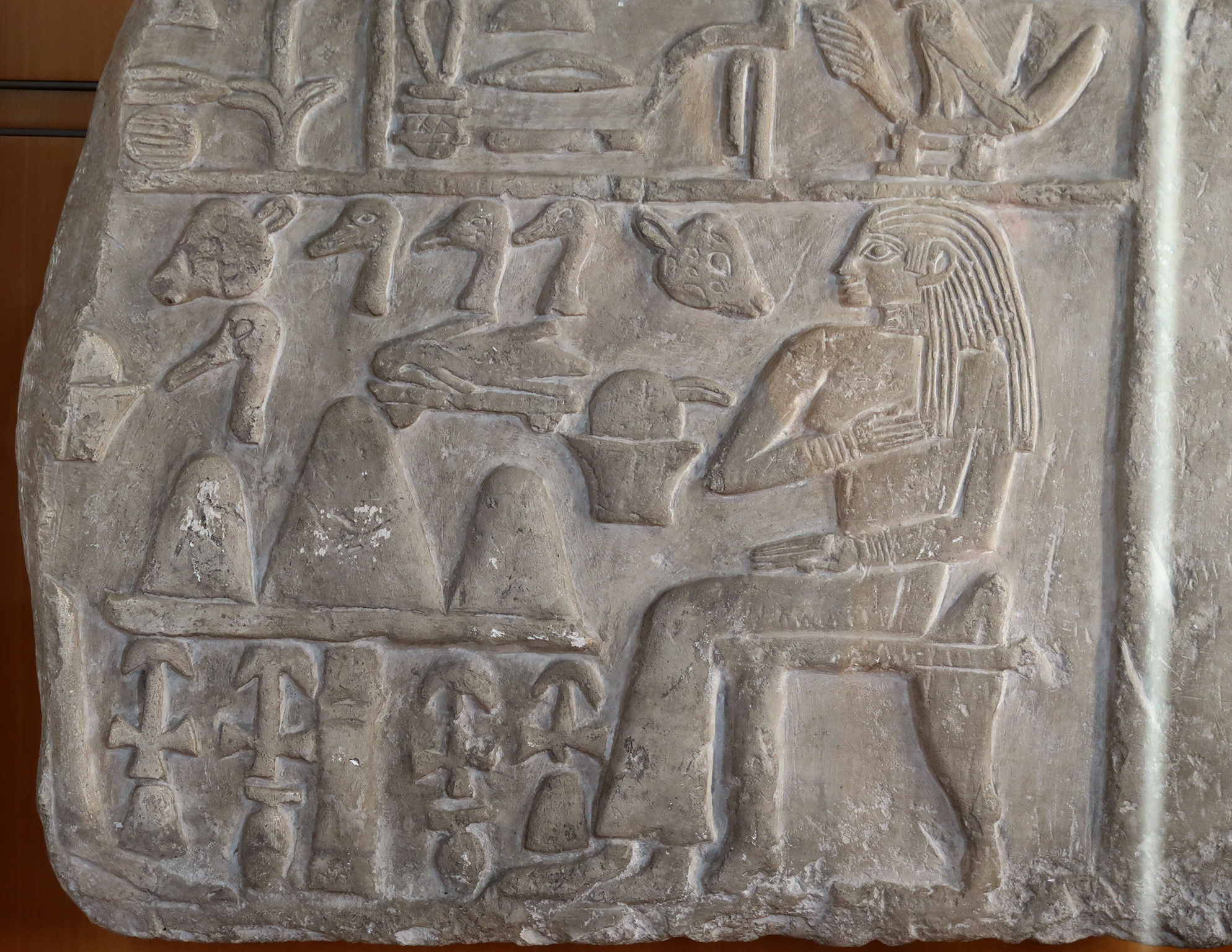
Fragment de stèle au nom de Nes-Henou (la défunte). Période thinite, IIe dynastie (v. 2900-2700 av. J.-C.). Calcaire, H. 34,4 cm
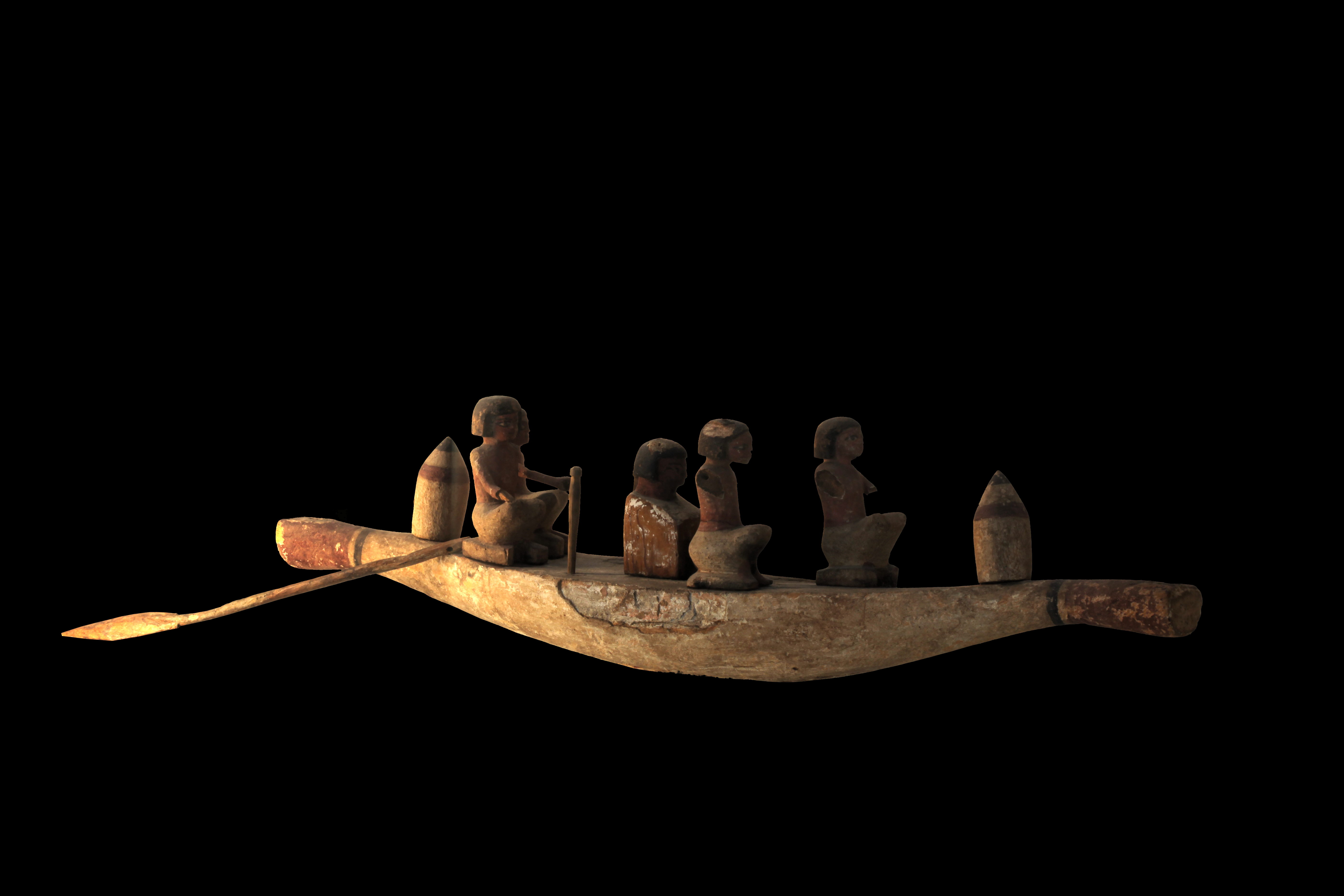
Modèle de barque en bois, Assiout, Moyen Empire XIIe dynastie (v. 1963-1786 av. J.-C.)
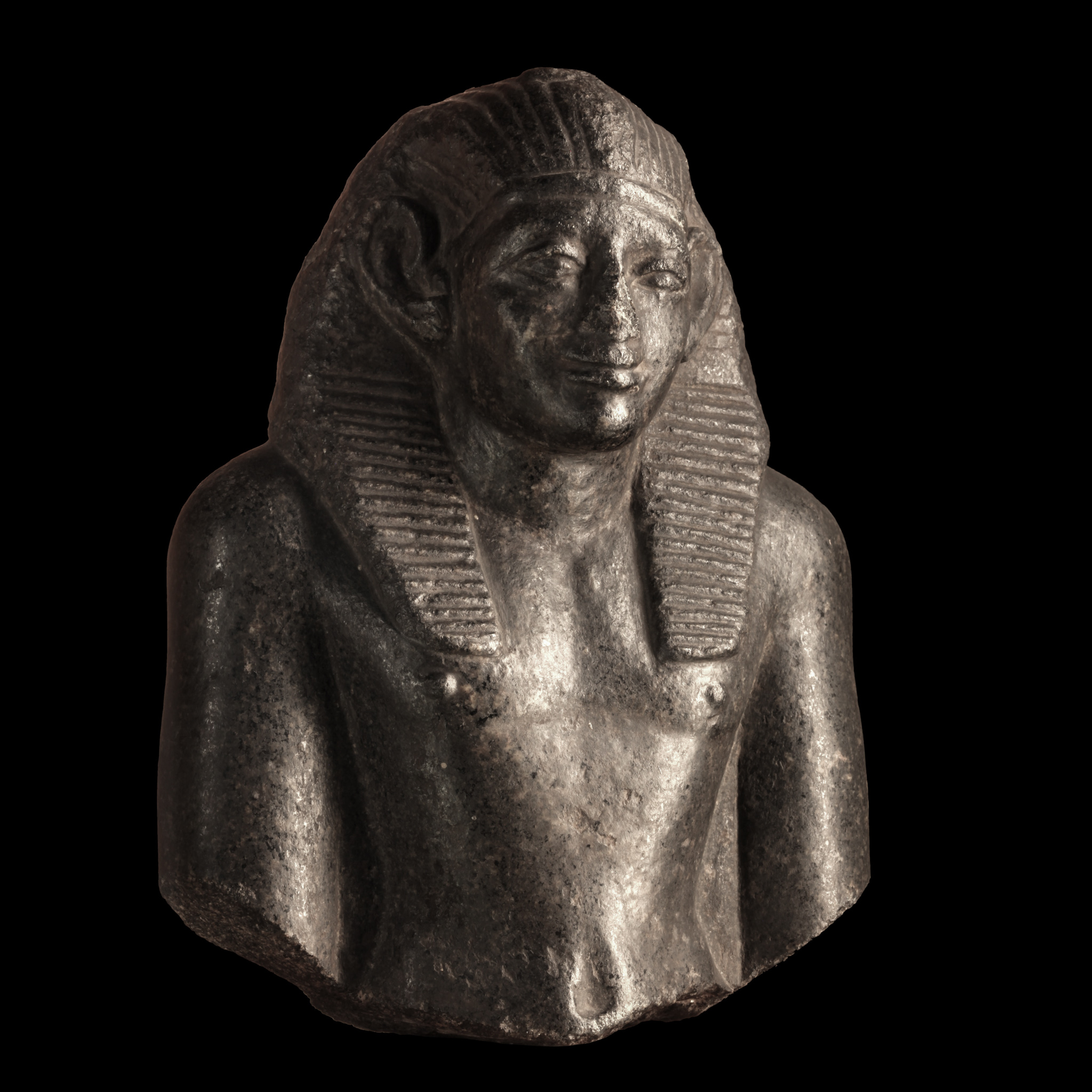
Buste de pharaon, Moyen Empire (v. 2033-1786 av. J.-C.)
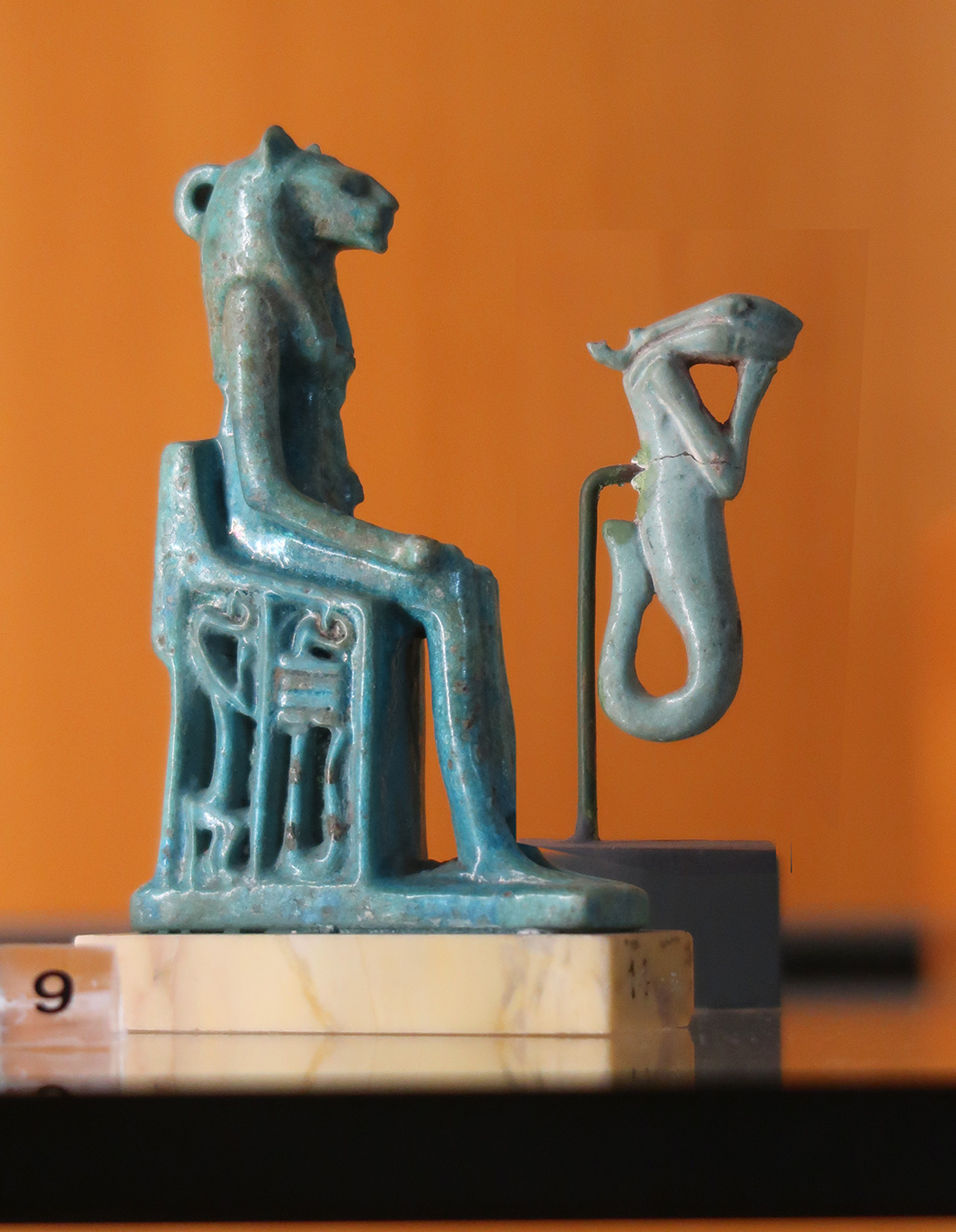
Amulettes. Faïence égyptienne verte. Sekhmet et décan (bon génie). XXe et XXVIe dynasties
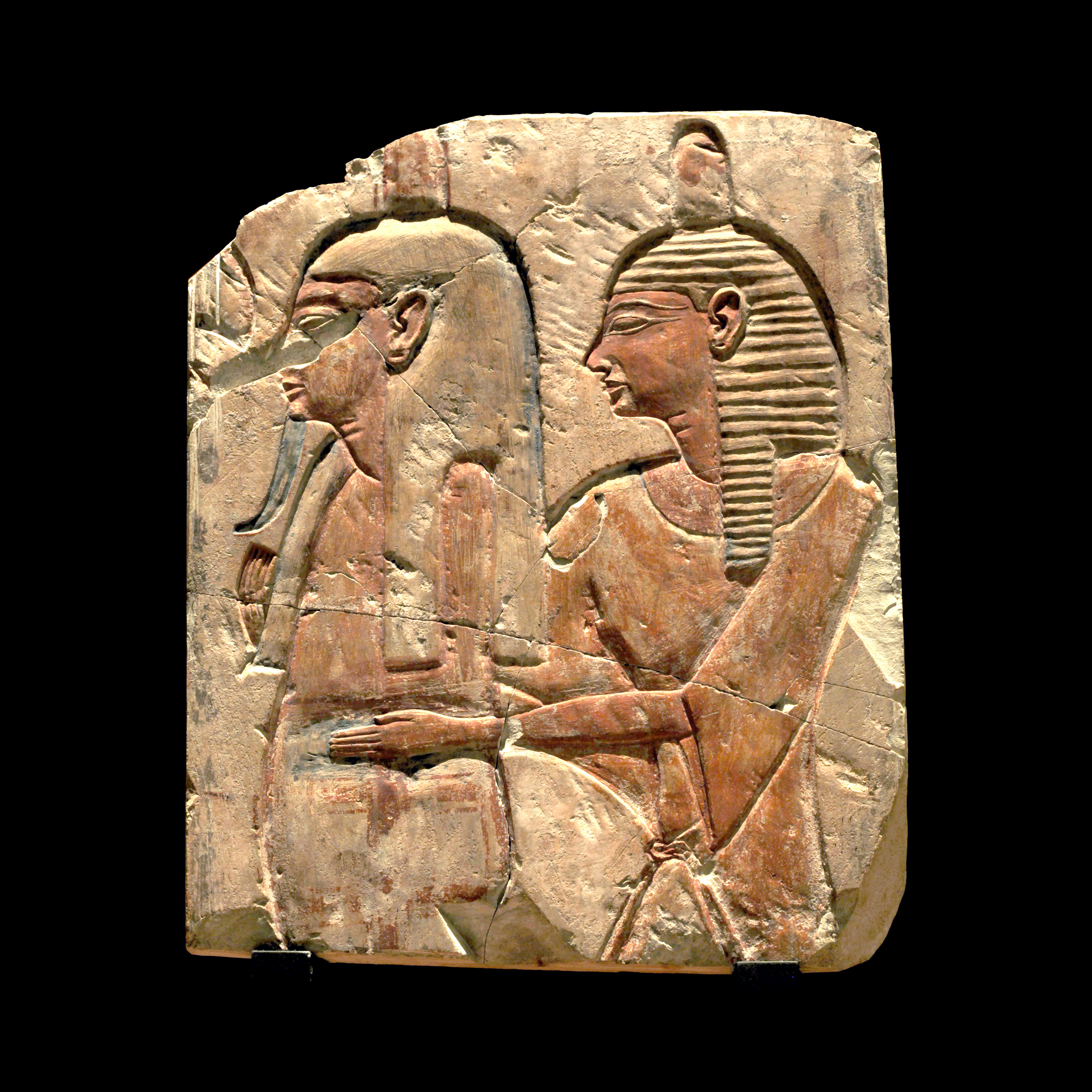
Fragment de bas-relief funéraire provenant probablement du site de Deir el-Bahari, Nouvel Empire XXe dynastie (v. 1186-1069 av. J.-C.)
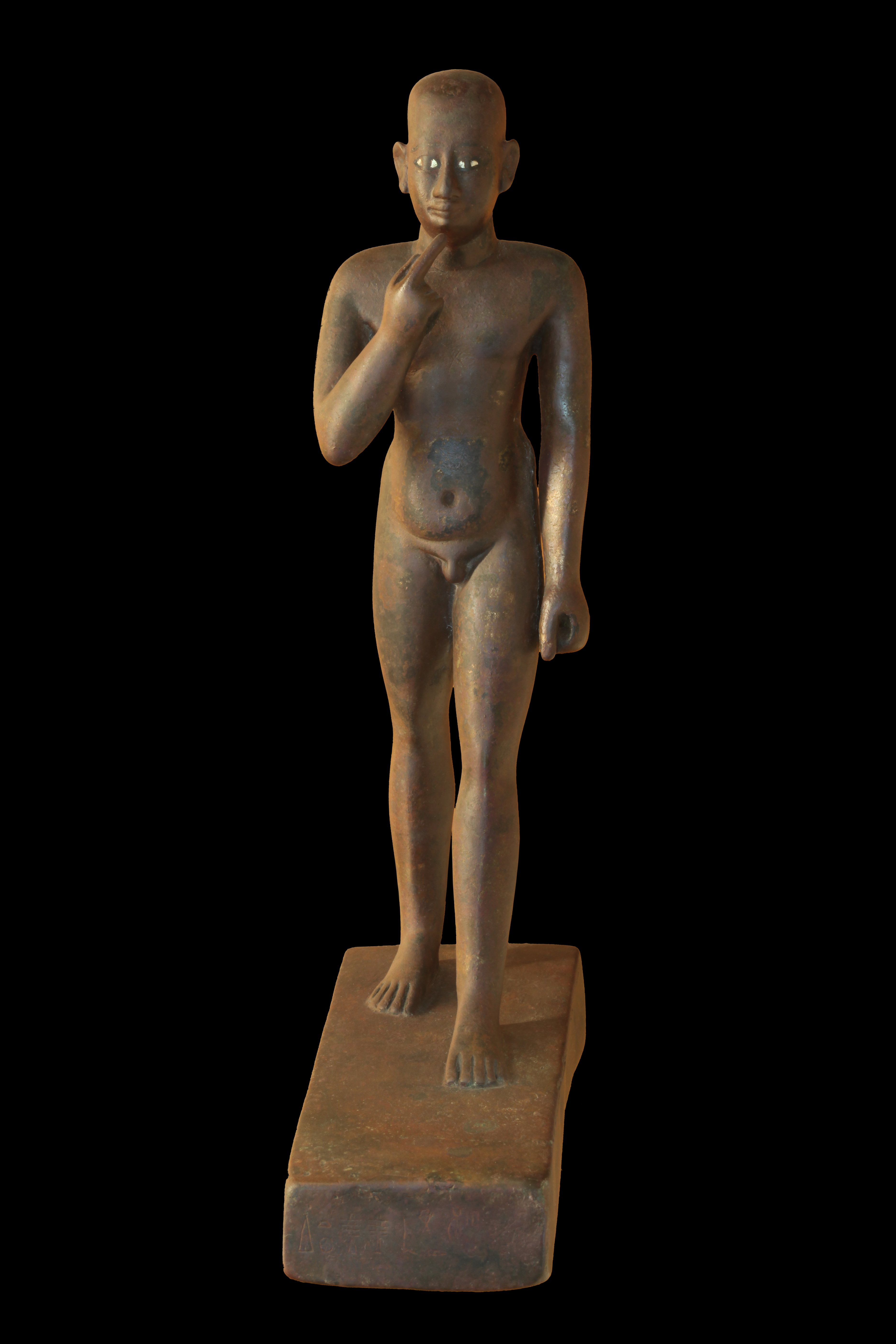
Statuette d'Horus enfant, Basse époque (680-332 av. J.-C.)
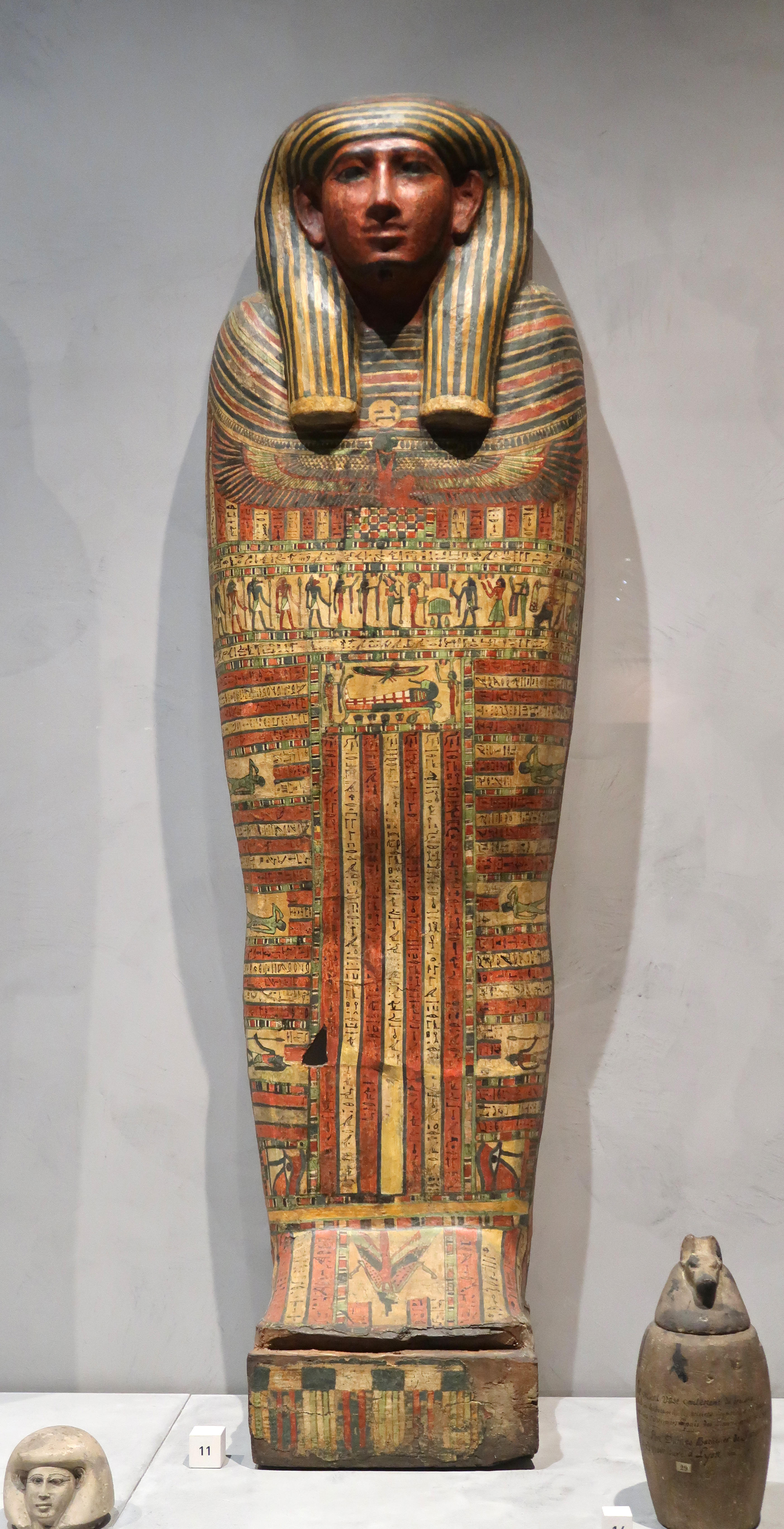
XXVIe dynastie : Cercueil. Bois stuqué et peint. Vase canope à tête de chien.
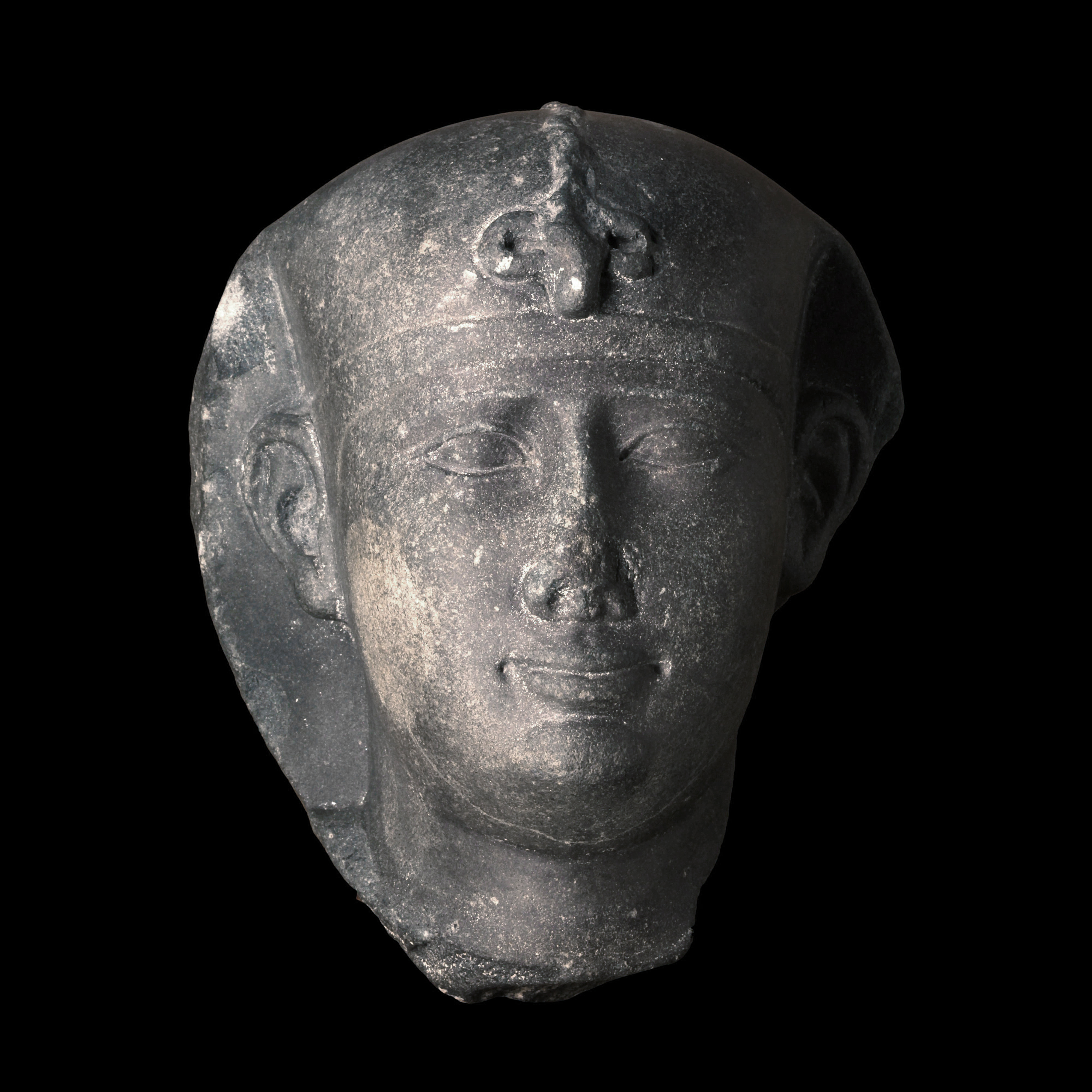
Tête d'un roi de la XXXe dynastie (378-341 av. J.-C.), Nectanébo II (?). portrait de la Basse époque, H. 18,6 cm. Dernière dynastie dirigée par des pharaons égyptiens.
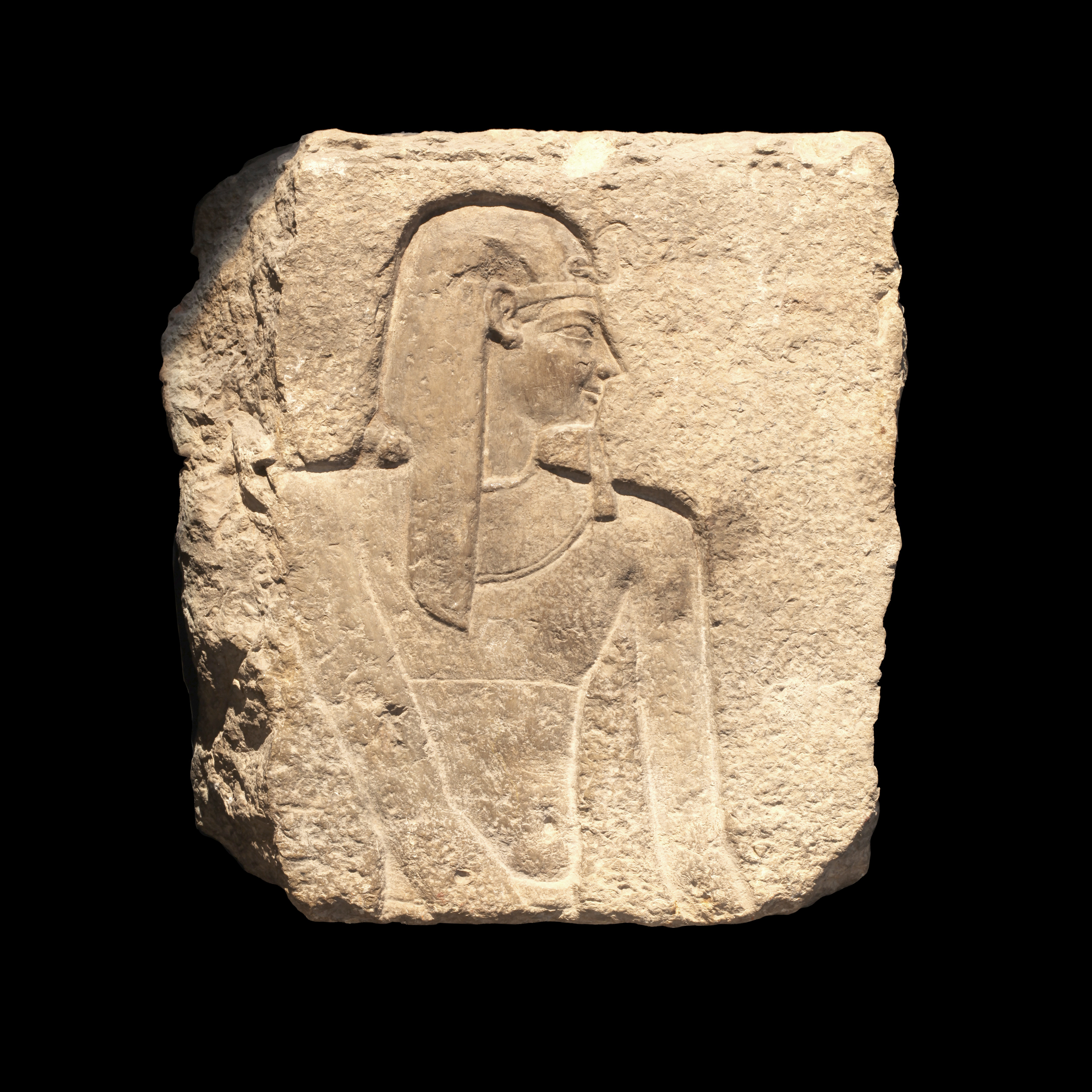
Césarion, fils de César et Cléopâtre. Bas-relief du temple de Cléopâtre et Césarion, Coptos, Ier siècle av. J.-C. Dynastie lagide

#### Proche-Orient
Réunies dans une unique salle, les collections évoquent tout d'abord trois grandes civilisations de Mésopotamie et du Moyen-Orient à travers des sceaux-cylindres, des tablettes d'argile et des bas-reliefs :
- les Sumériens ;
- les Assyriens ;
- les Perses.

On trouve ensuite des bronzes du Lorestan, des céramiques et statuettes chypriotes et un bel ensemble d'objets provenant de Syrie, comme un sarcophage anthropoïde en marbre et des bas-reliefs.

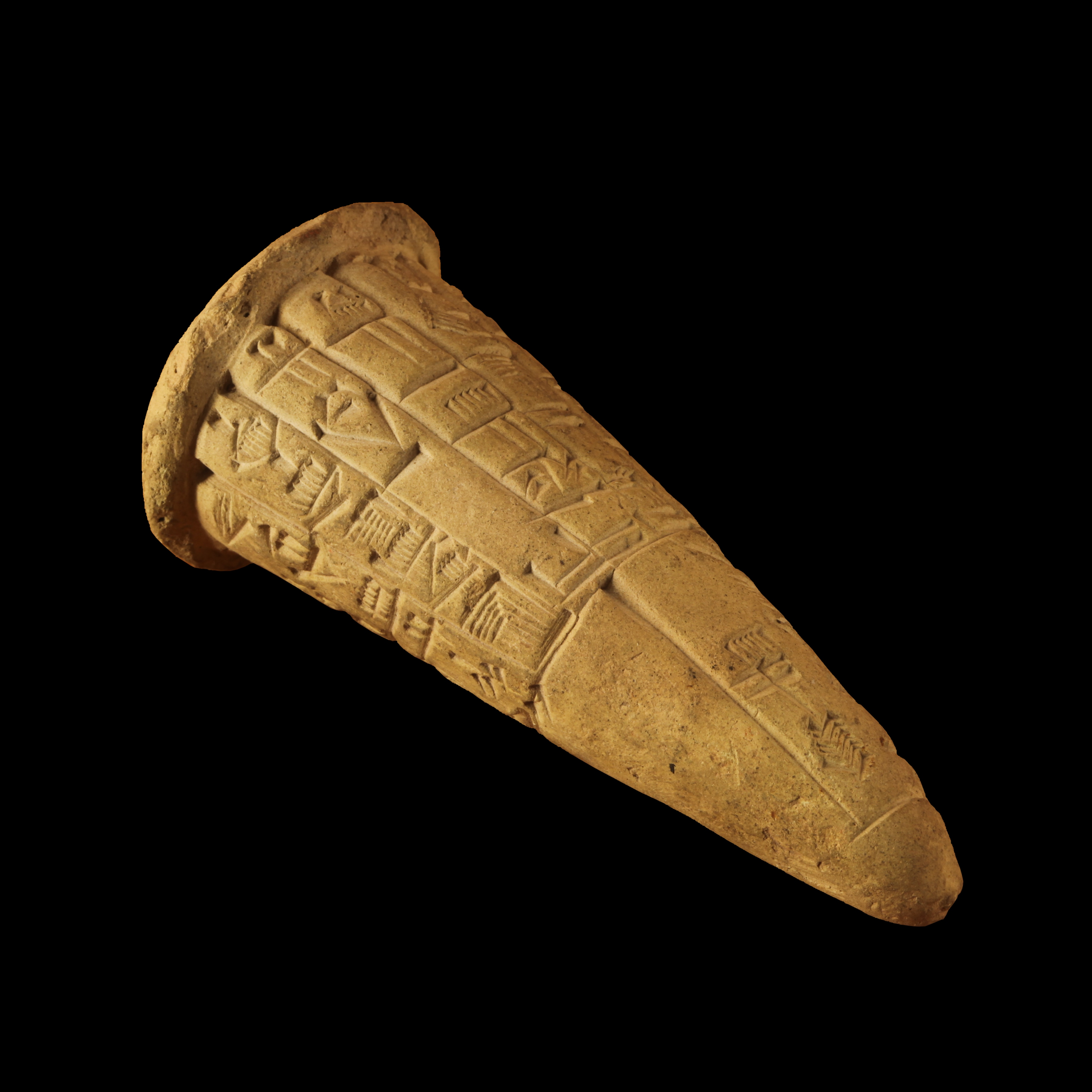
Clou de fondation, Lagash, vers 2120 av. J.-C.
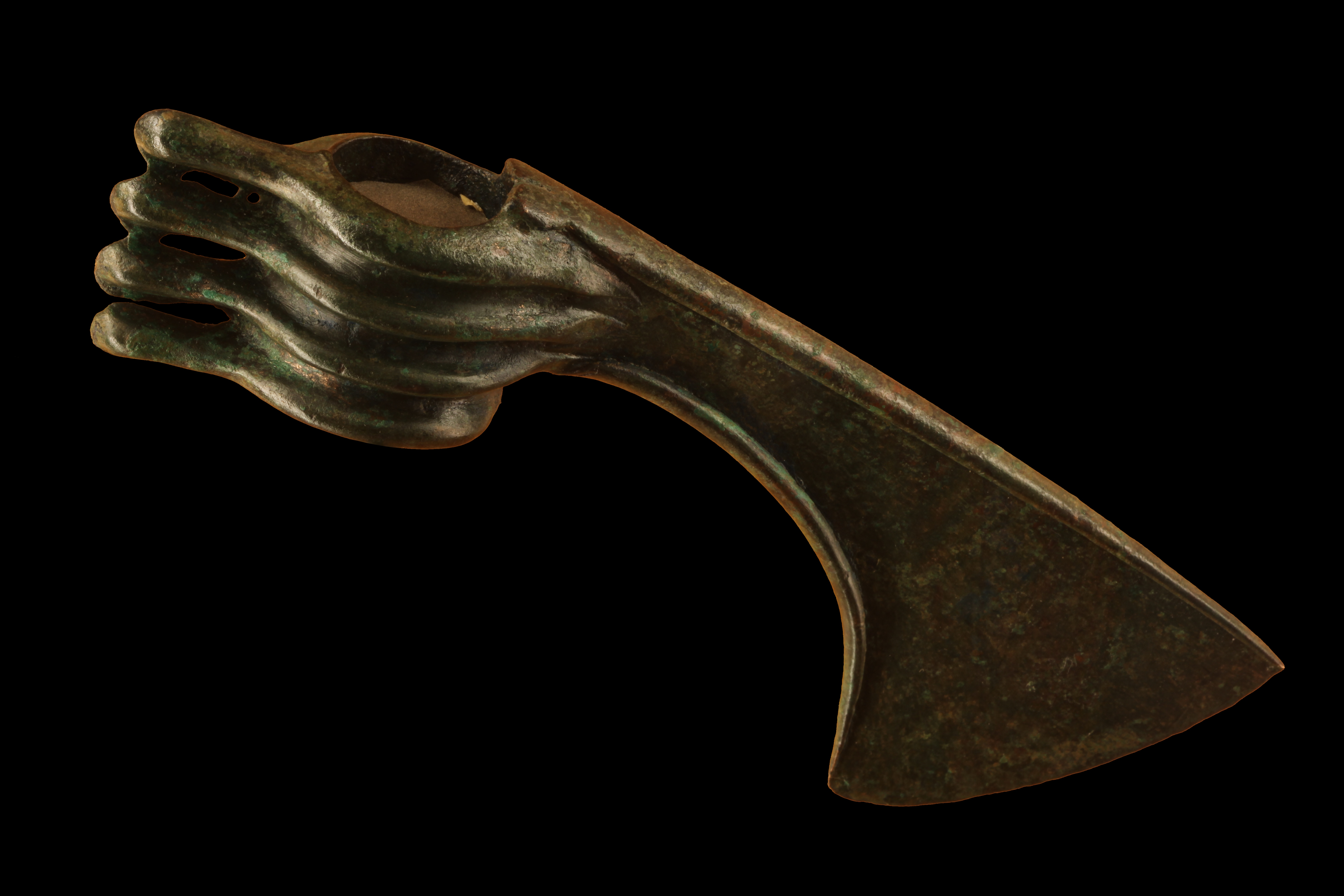
Tête de hache en bronze, Lorestan, IXe – VIIIe siècles av. J.-C.
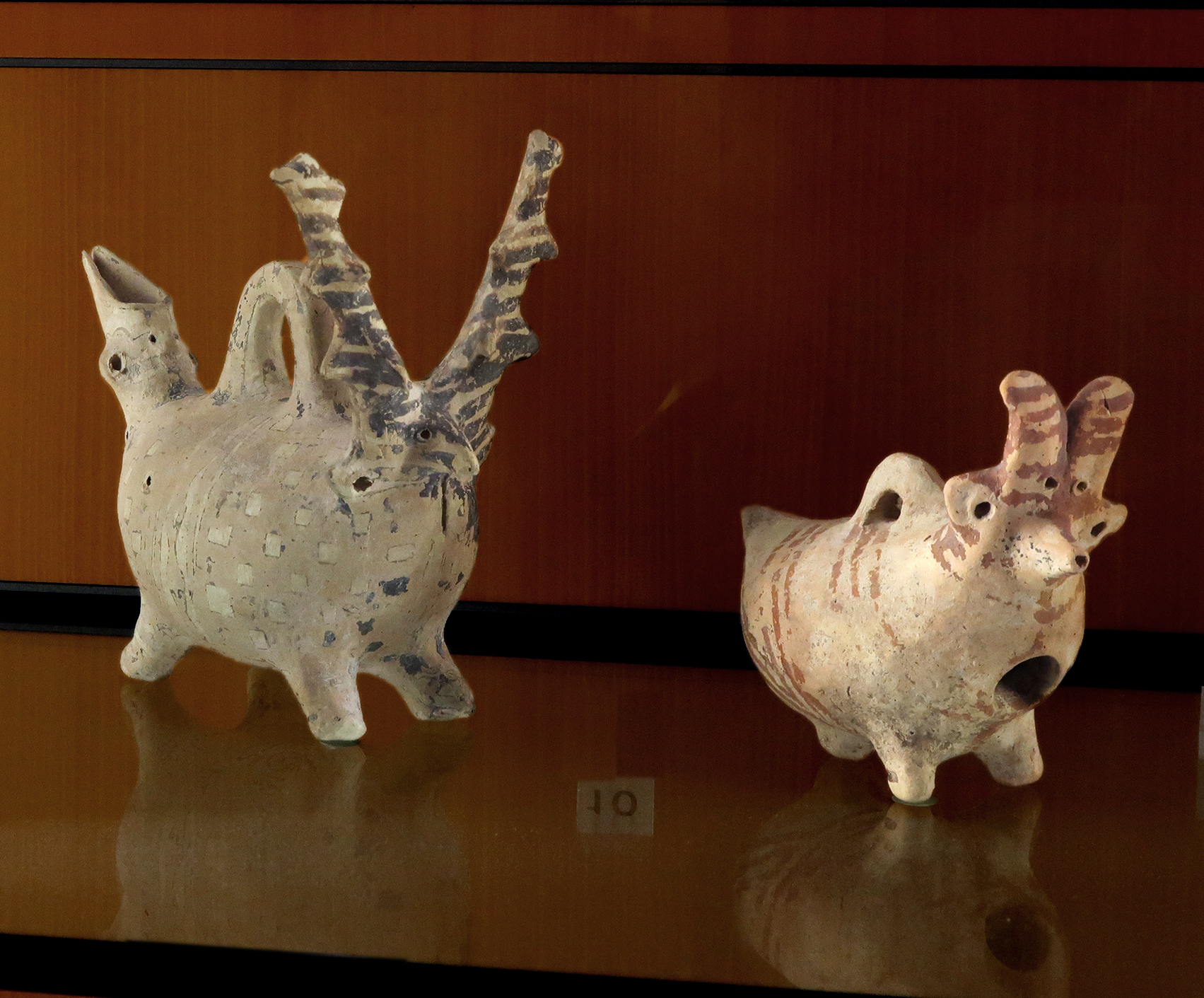
Askos: ouverture unique, petite anse, à suspendre. Ici en forme d'animaux, Chypre, début du IIe millénaire av. J.-C.
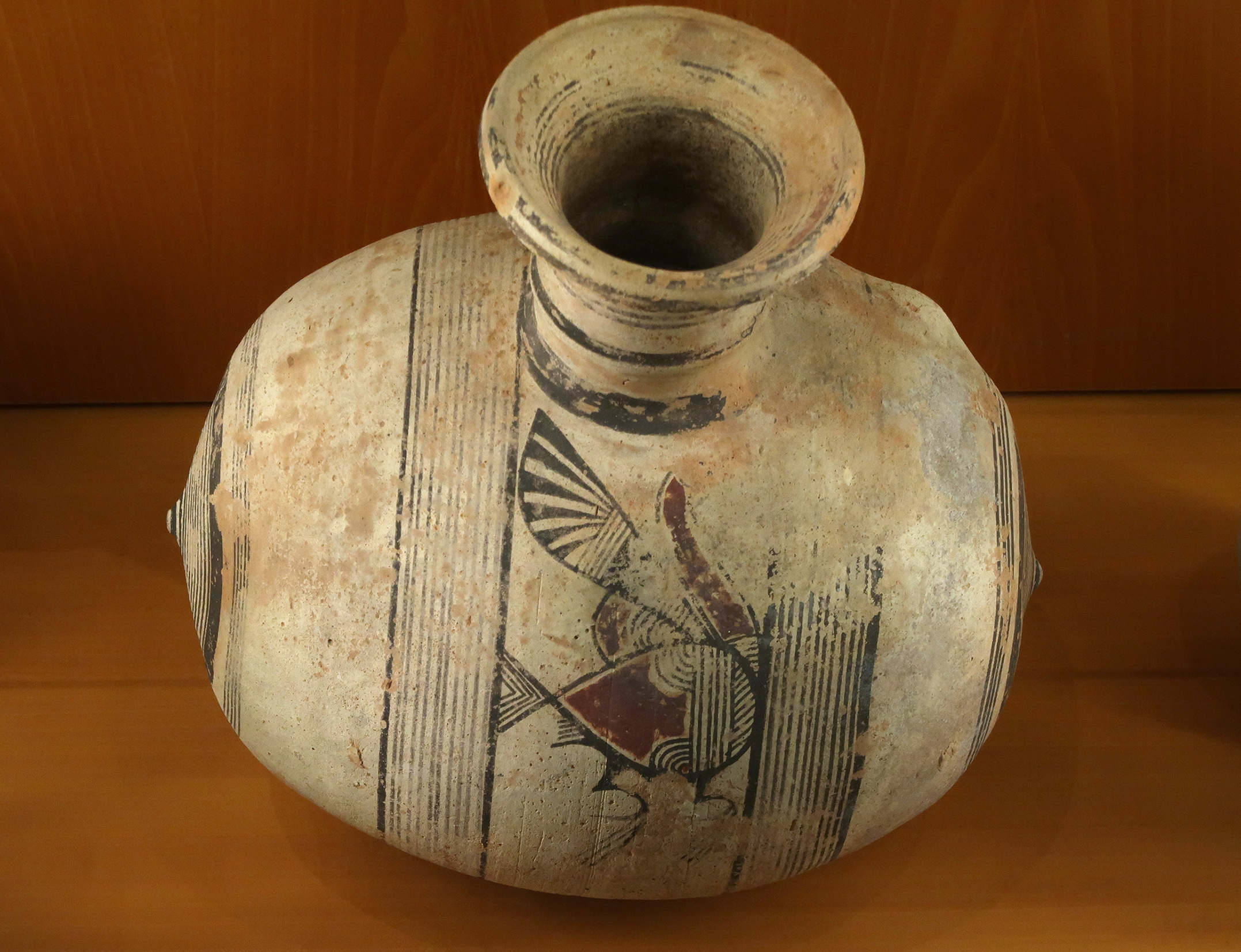
Cruche-tonneau peint : oiseau d'eau en vol. Chypre, fin VIIIe – VIIe siècle av. J.-C.

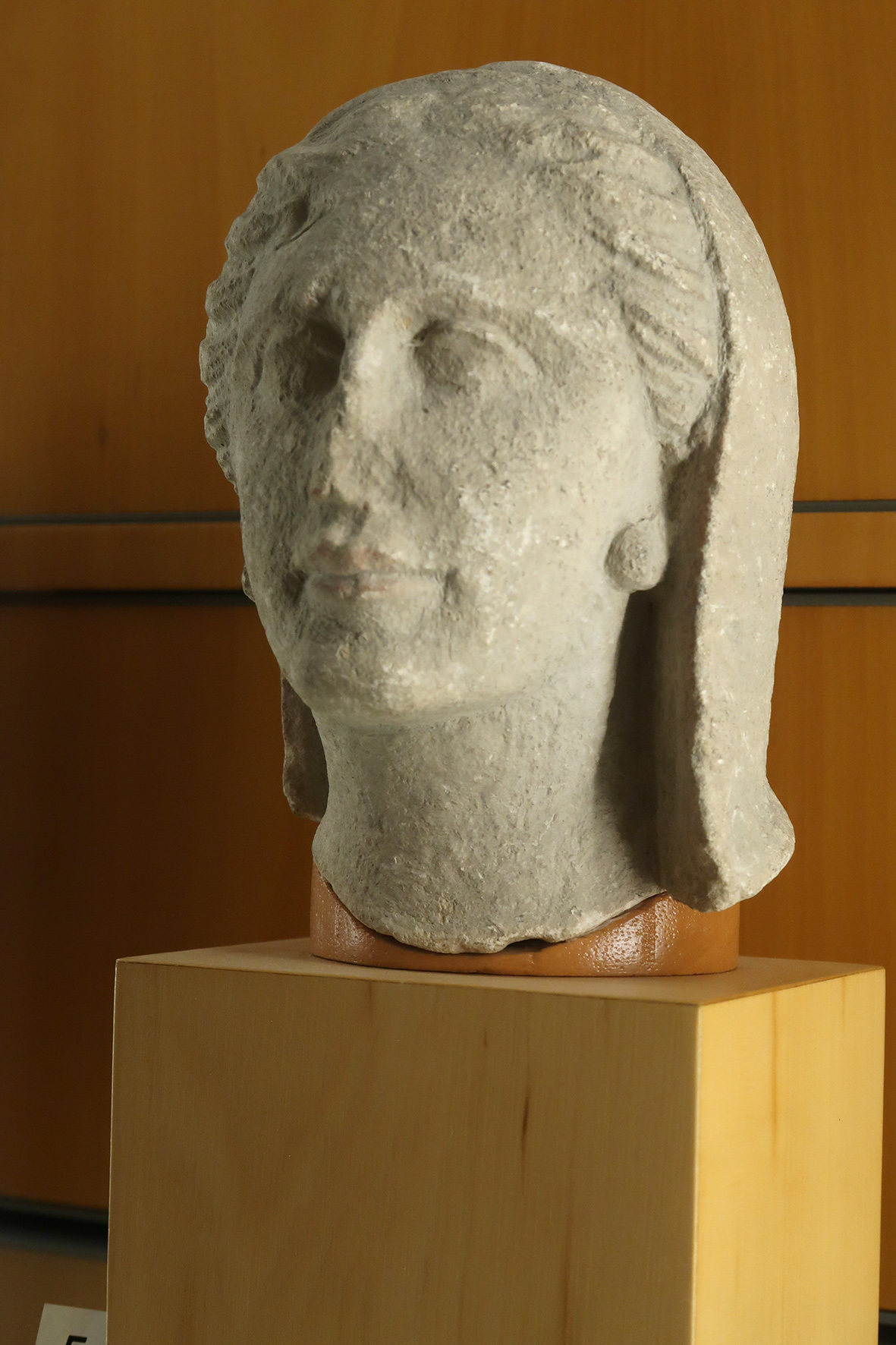
Femme coiffée d'un voile, proche de la sculpture grecque classique. Chypre, IIIe siècle av. J.-C.
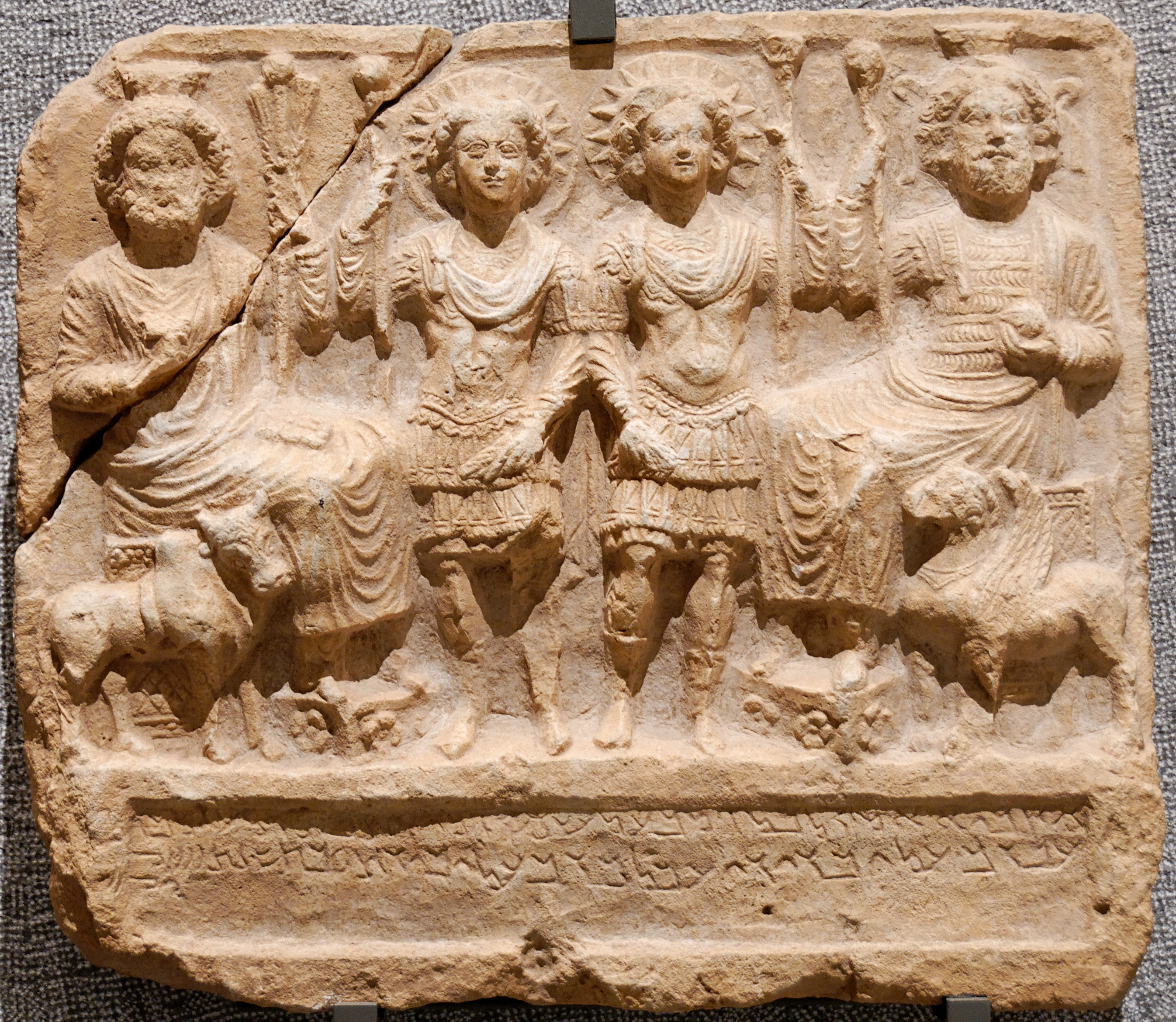
Bas-relief représentant les dieux de Palmyre, 121 de notre ère.
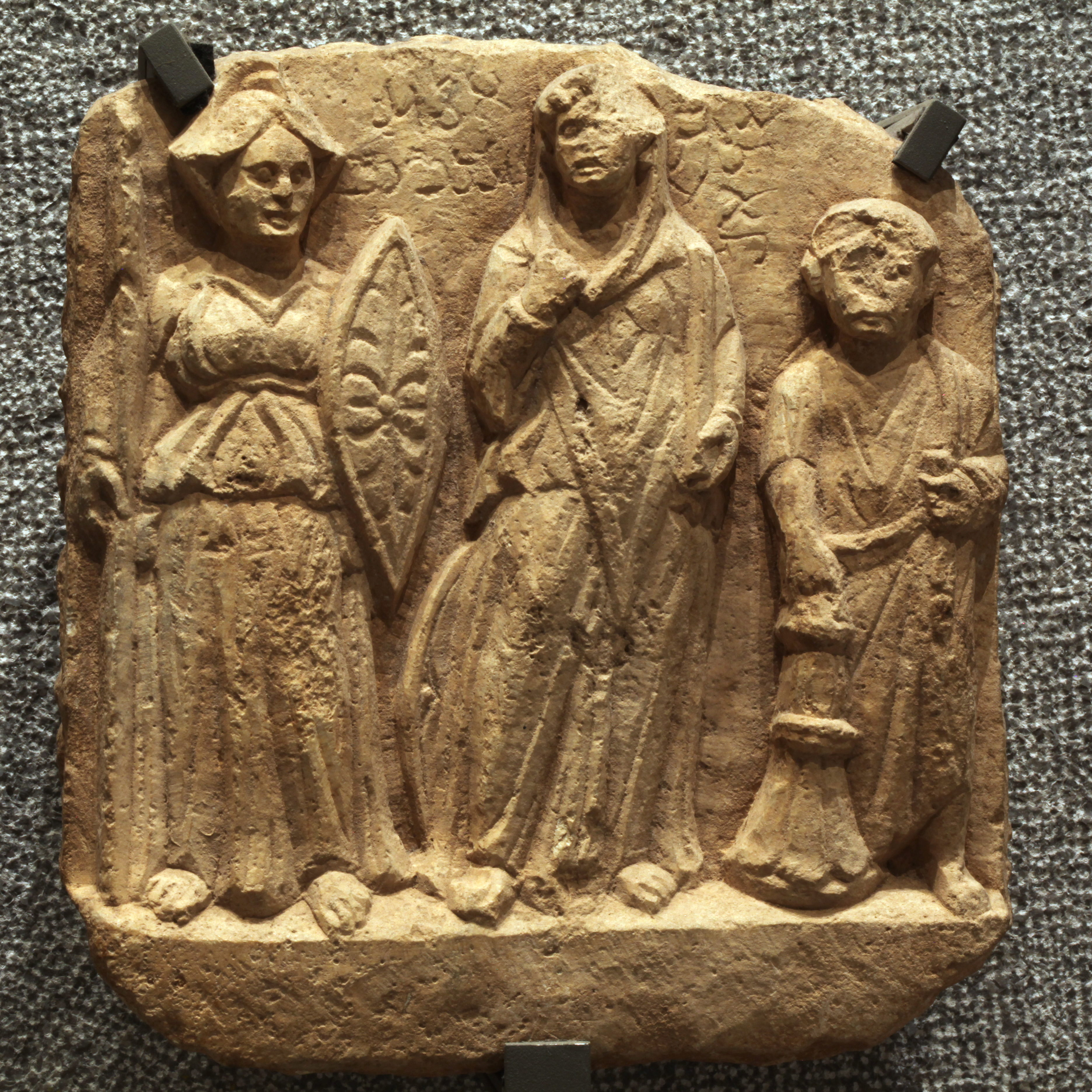
Déesse de la féminité, Al-lat entre Némésis et le dédicant, IIe – IIIe siècle. Arabie préislamique

#### Grèce et Italie antiques

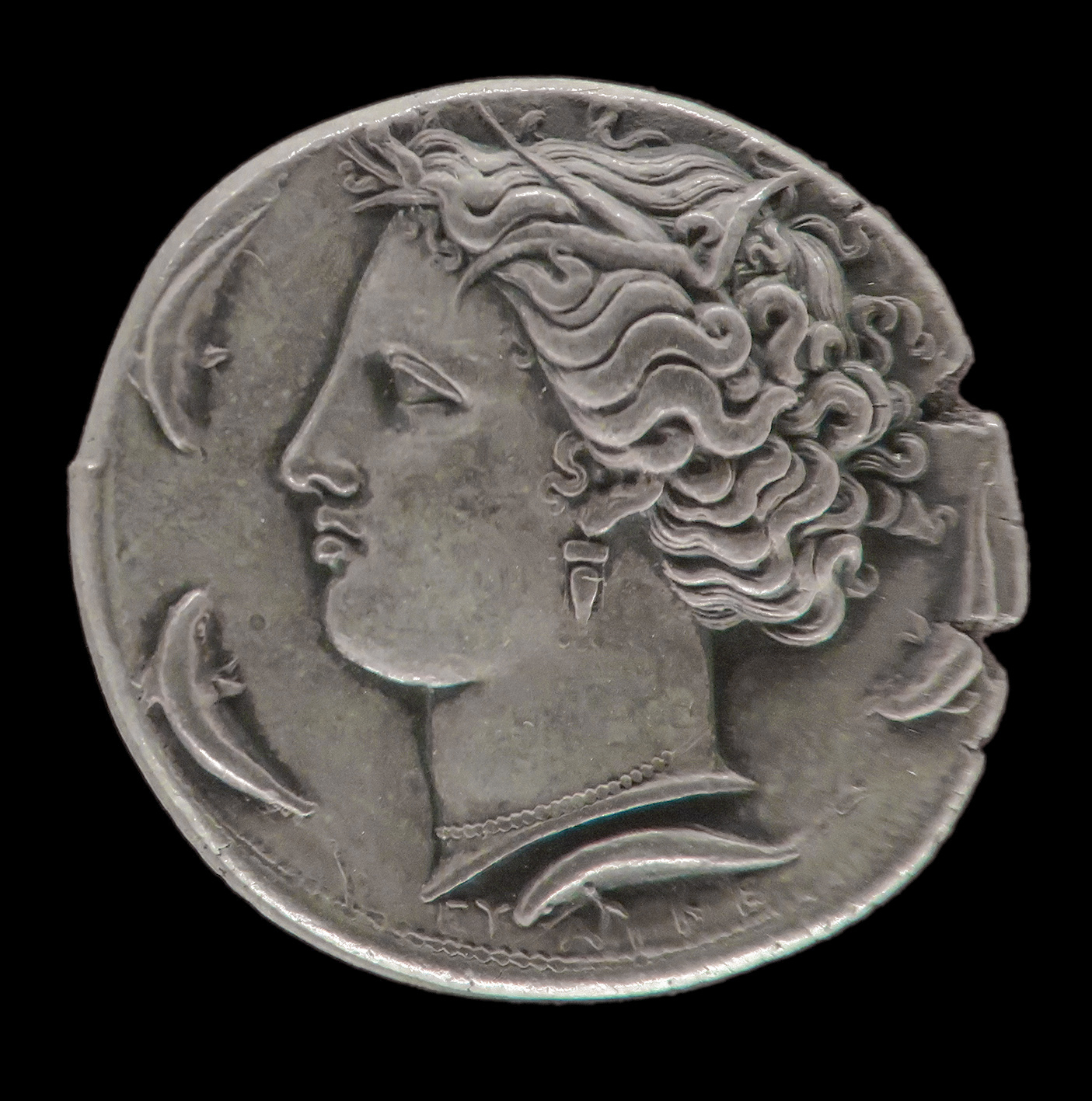
Tête d'Aréthuse. Décadrachme d'argent. Syracuse v. 400 av. J.-C.

Particulièrement connue des lyonnais, la statue en marbre de coré (« jeune femme » en grec) du VIe siècle av. J.-C. dite coré de Lyon, provenant de l’Acropole d'Athènes, est un chef-d’œuvre du département des antiquités. Une salle entière lui est consacrée.
Une seconde salle est consacrée à la civilisation grecque : elle rassemble une belle série de vases attiques à figures noires ou rouges, des bronzes et des figurines en terre cuite de Tanagra.
Enfin, une petite salle est consacrée à la Grande-Grèce, c'est-à-dire aux colonies grecques établies en Italie du Sud, avec là encore de nombreuses céramiques et des casques en bronze.
Dans la salle suivante, la civilisation étrusque, du VIIIe au IIe siècle av. J.-C. a produit une très grande diversité de styles, en partie en raison de contacts plus ou moins étroits avec les colons grecs et levantins et du commerce méditerranéen. Cette diversité est illustrée par des vases en bucchero (céramique à pâte noire), des vases attiques et des bronzes des VIe et Ve siècles, dont deux étonnantes statuettes, la statuette triple de Géryon, à trois têtes, et celle d'un guerrier au casque d'hoplite, extraordinairement filiforme mais dynamique et gracieux. Dans le même temps, au Ve siècle, un autre type de travail était possible en Étrurie. Sur un grand brûle parfum - une offrande au défunt - l'inspiration venue de la Grèce classique est évidente. On y découvre la figure énergique d'un jeune kouros, un athlète prêt à se lancer pour un saut en longueur sans élan, et avec des haltères dans chaque main pour augmenter le challenge. L'analyse de l'anatomie est rendue possible sur ce type de statuette, réalisée à la cire perdue, avec tout le travail de retouches que cela autorise, dans la cire d'abeilles. Ces belles variations sur le Nu dans la Grèce antique, indiquent le rayonnement de la culture grecque en Italie.
La sculpture romaine est également présente à travers plusieurs ensembles : des sculptures en marbre (un torse de Vénus, un enfant au coq, des statues de personnages drapés, etc.) et également de petites figurines en bronze de dieux et déesses (Mercure, Vénus, Mars, etc.) ou d’objets familiers. Les collections gallo-romaine locales ont été transférées en 1975 au musée gallo-romain de Fourvière renommé Lugdunum en 2017.
Par ailleurs, le médaillier conserve de très belles pièces antiques dont un décadrachme d'argent de Syracuse, frappé vers 400 av. J.-C., à l'image de la nymphe Aréthuse (et découvert dans les environs de Lyon avant 1911). Il conserve aussi un as d'Auguste qui représente, au revers, l'autel du sanctuaire fédéral des Trois Gaules et qui a été frappé à Lyon dans l'atelier monétaire de Lugdunum, second atelier monétaire romain après celui du Sénat à Rome.

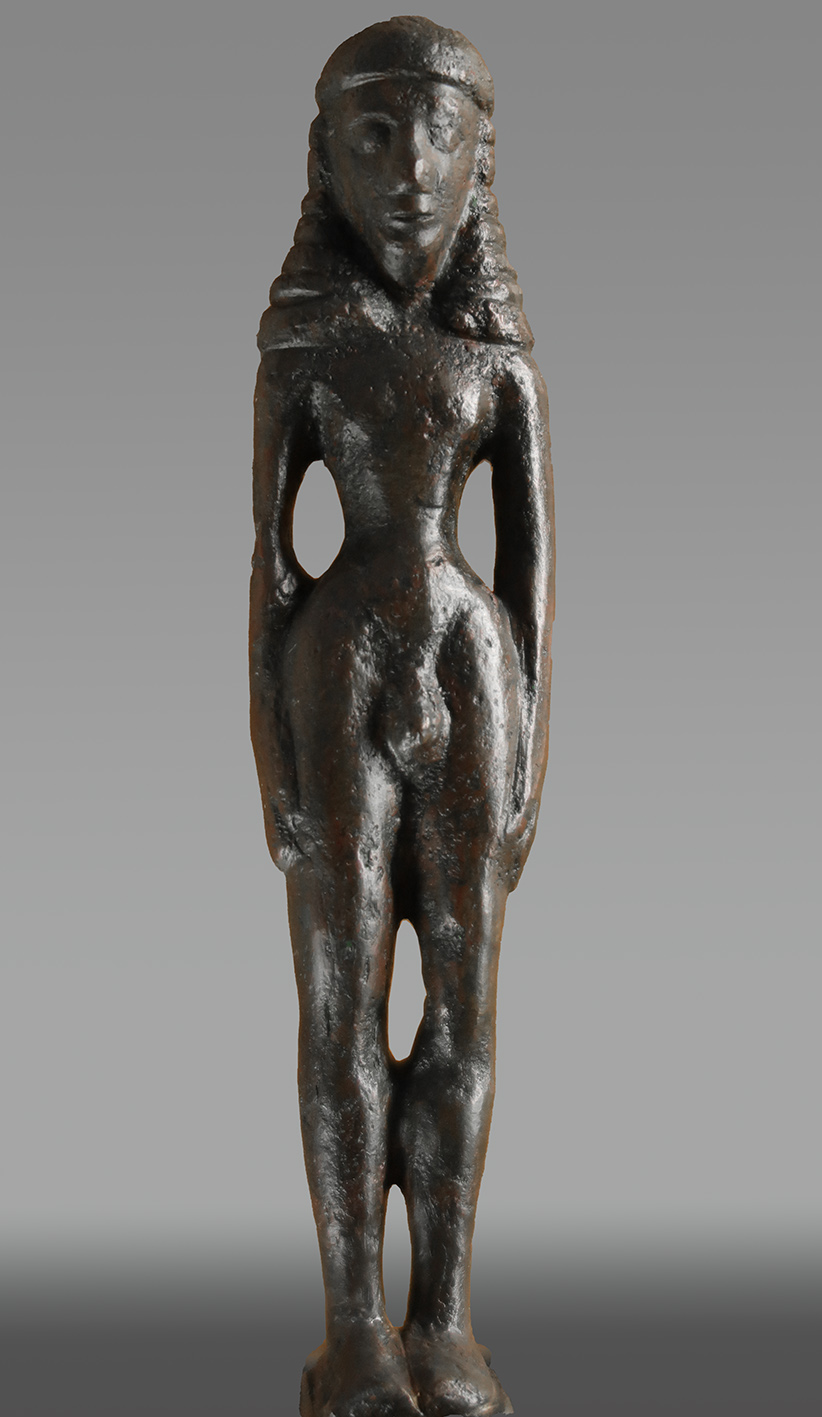
Apollon dédalique. Bronze. Italie méridionale (?) VIIe siècle av. J.-C.
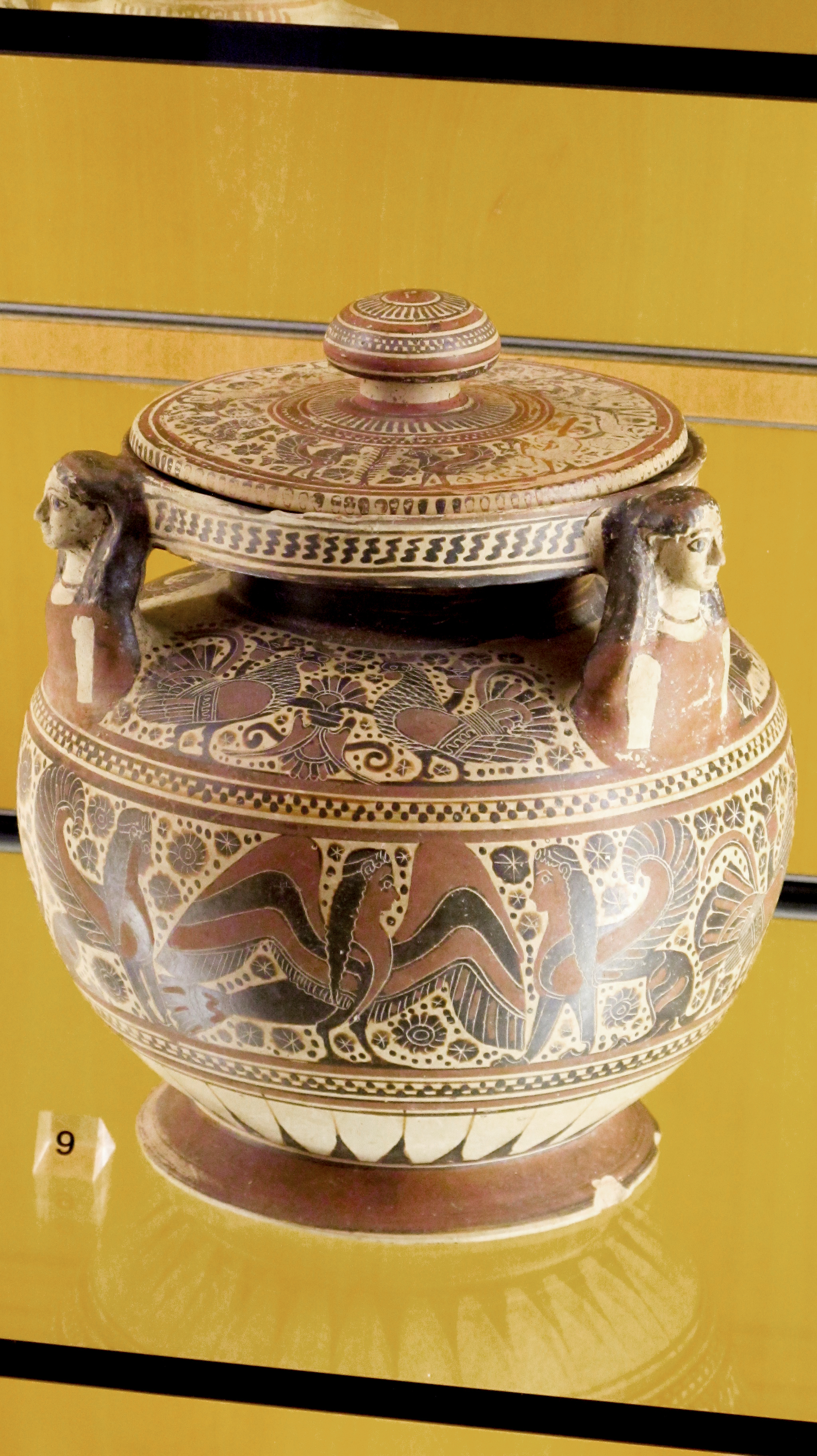
Pyxis à sphinges, sphinx et sirènes. Corinthe, v. 590-580 av. J.-C. H 22 cm
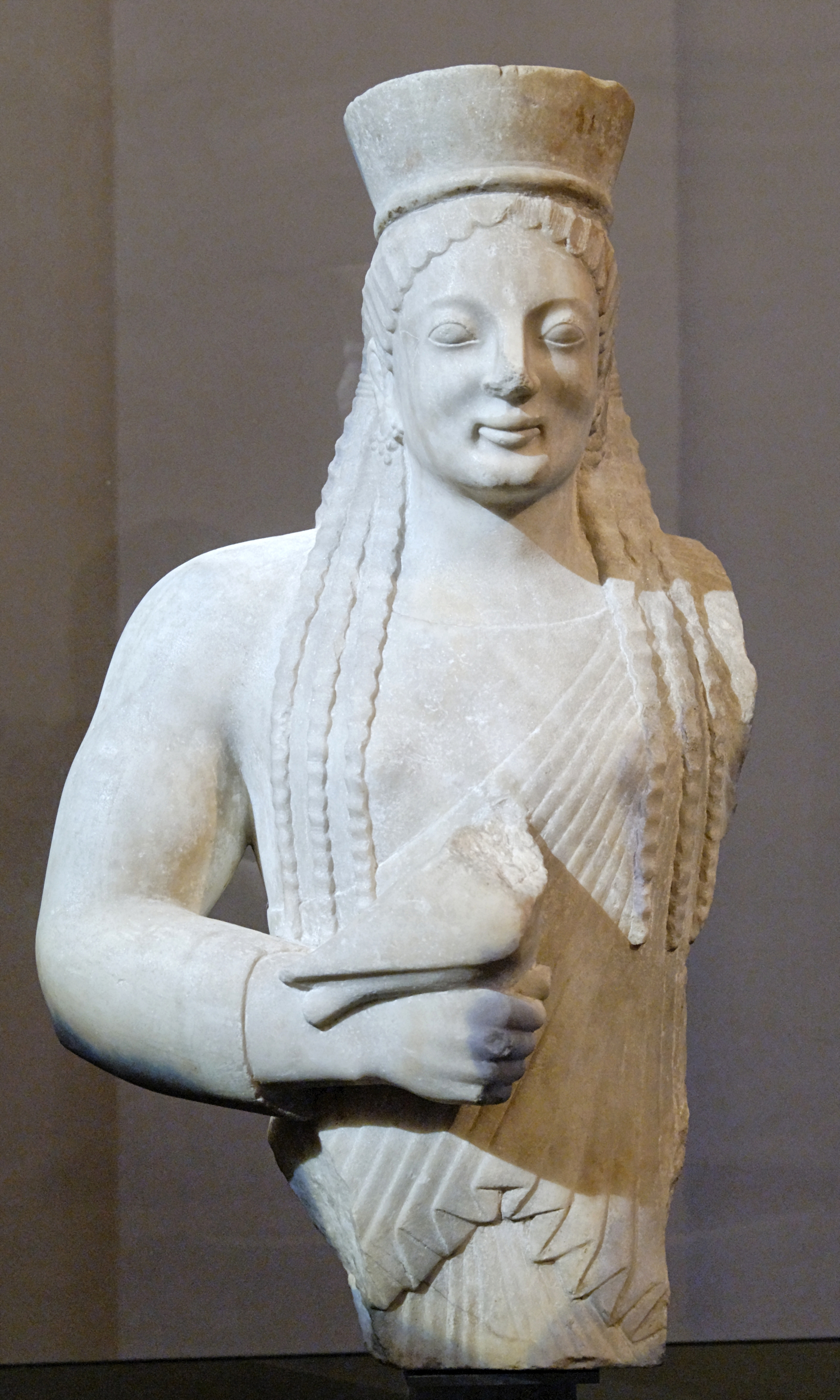
La coré de Lyon, époque archaïque, v. 540-530 av. J.-C.
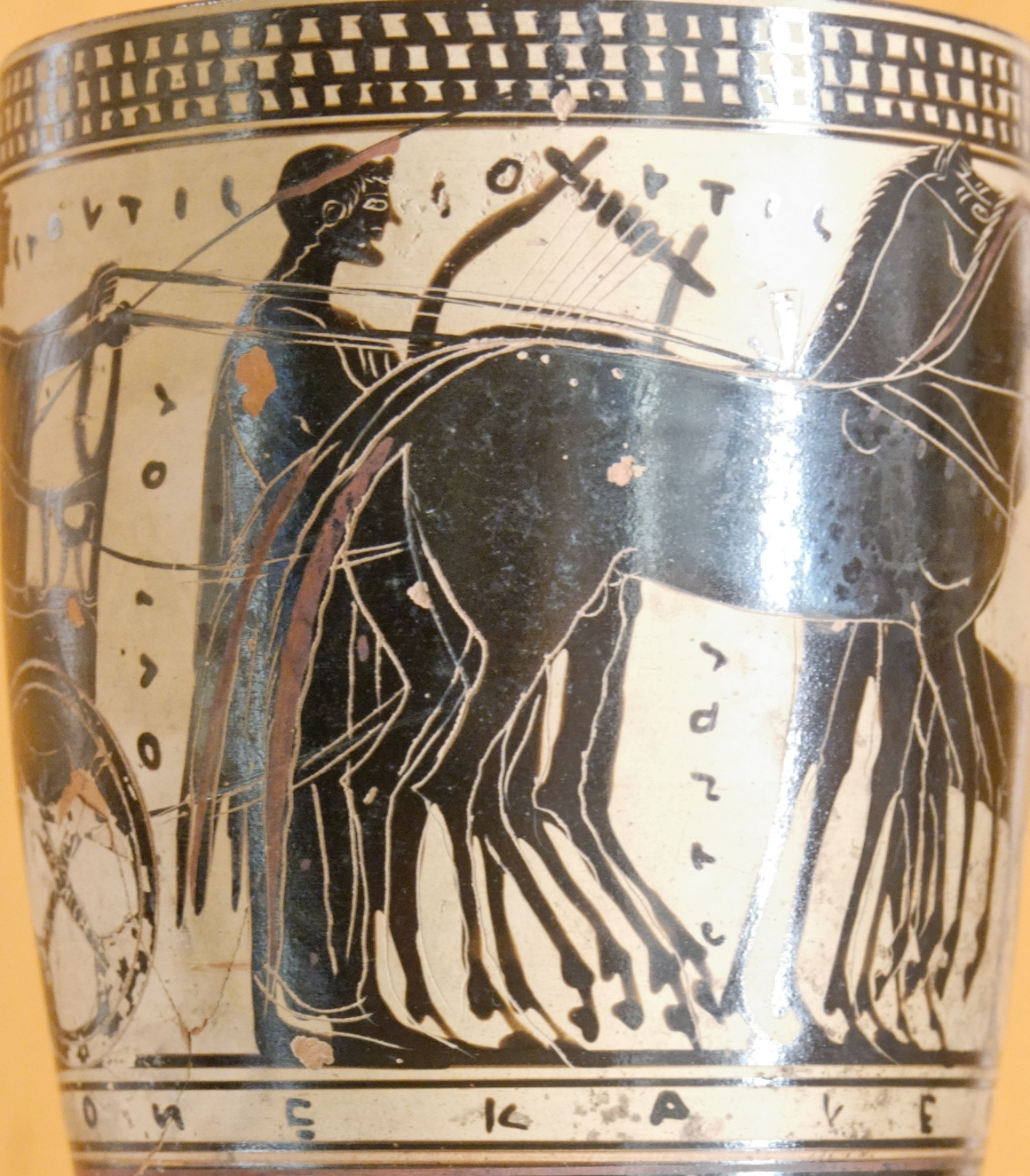
Artémis et Apollon, détail de lécythe à figures noires sur fond blanc, vers 500-450 av. J.-C.
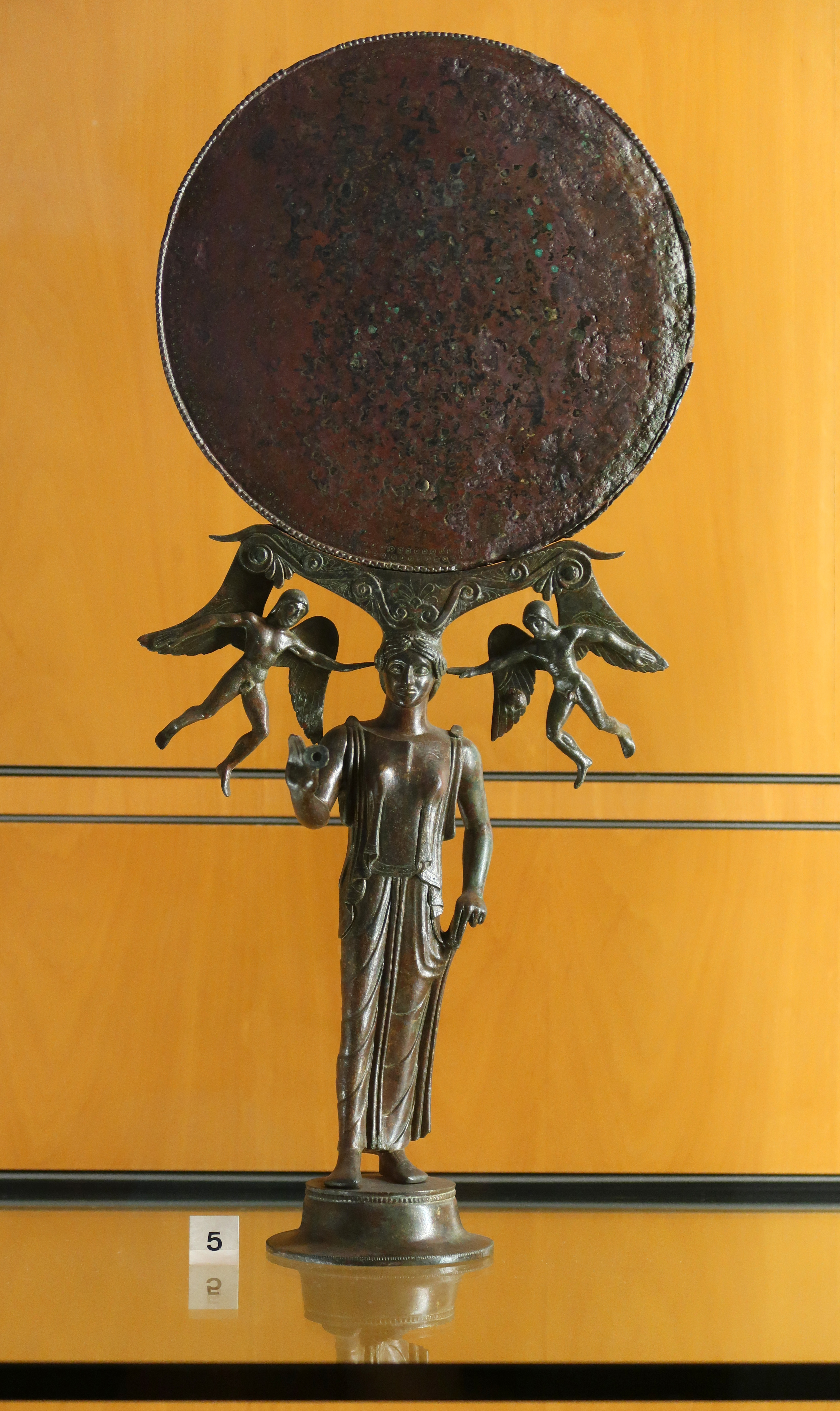
Miroir. Aphrodite. Bronze, H. 39,5 cm. première moitié du Ve siècle av. J.-C.
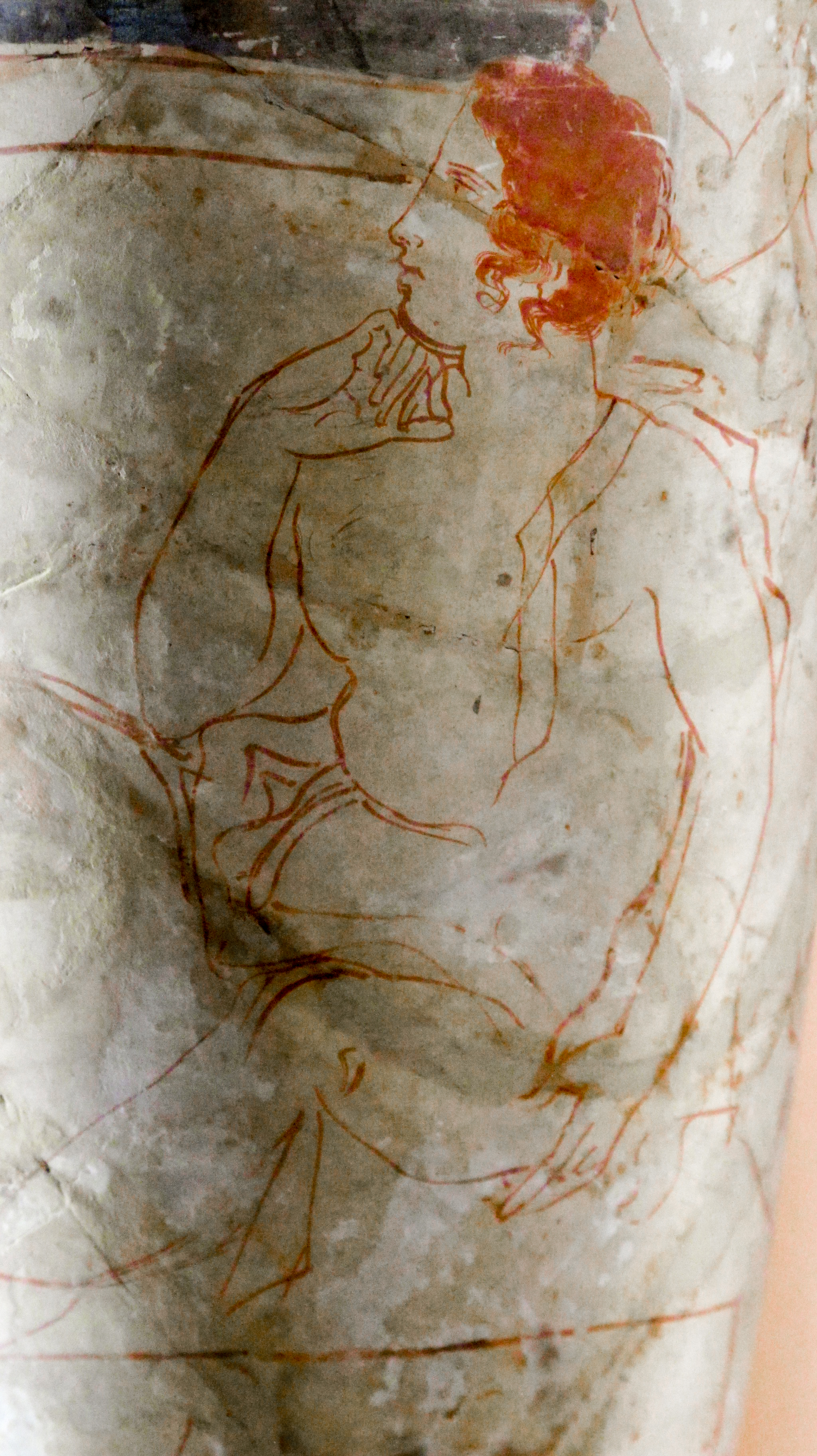
Visite à la tombe: le défunt Lécythe attique à fond blanc, vers 425-400 av. J.-C. / Grèce classique
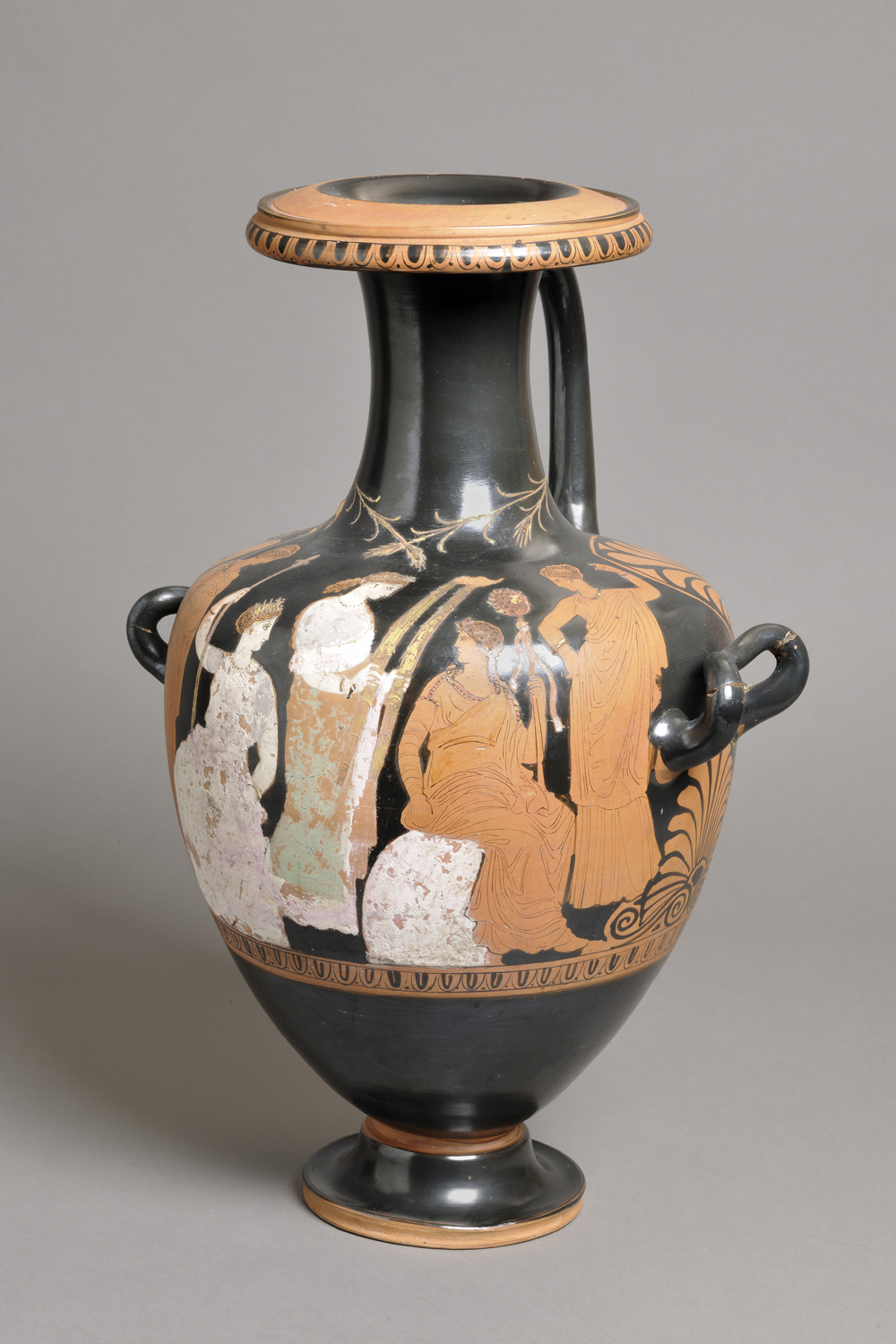
Hydrie des mystères d'Éleusis, céramique à figures rouges, IVe siècle av. J.-C.
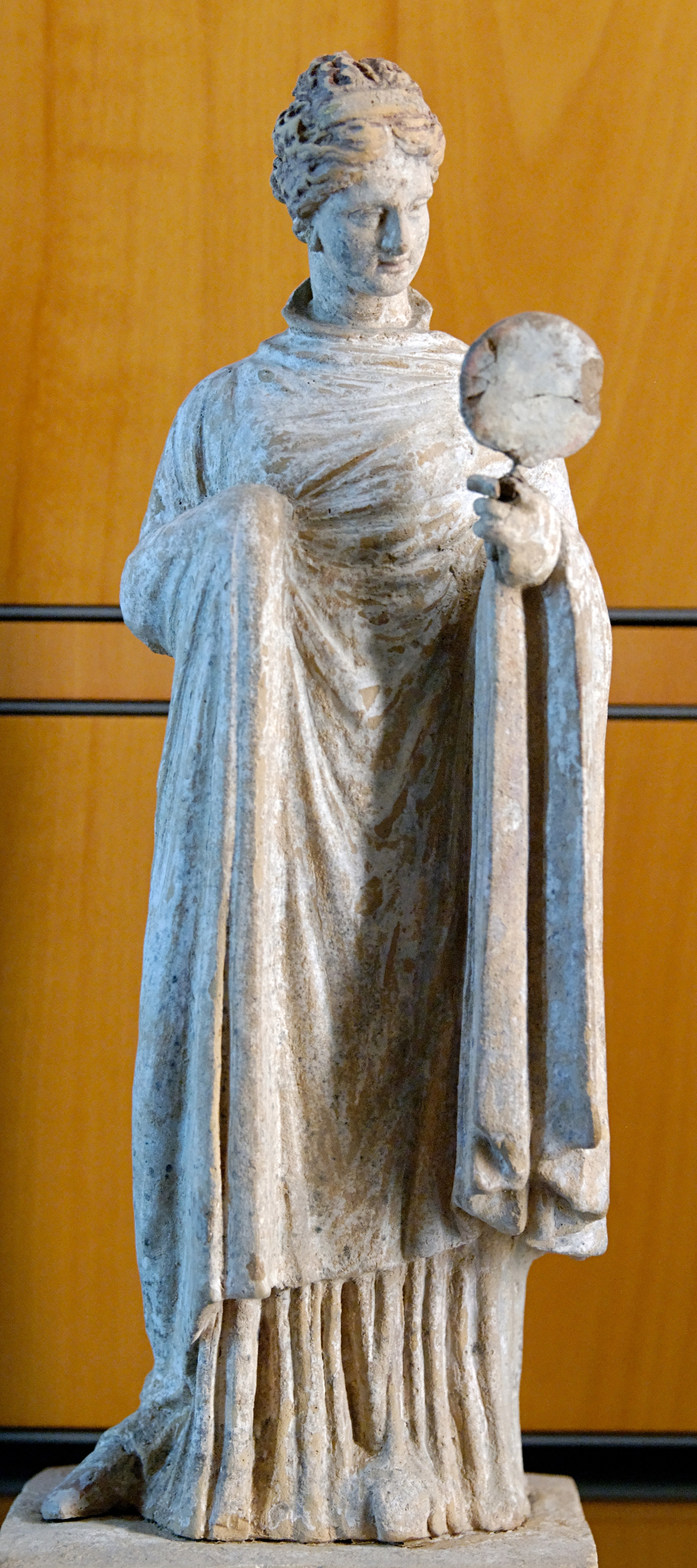
Femme au miroir, figurine de Tanagra
fin IVe – IIIe siècle av. J.-C.

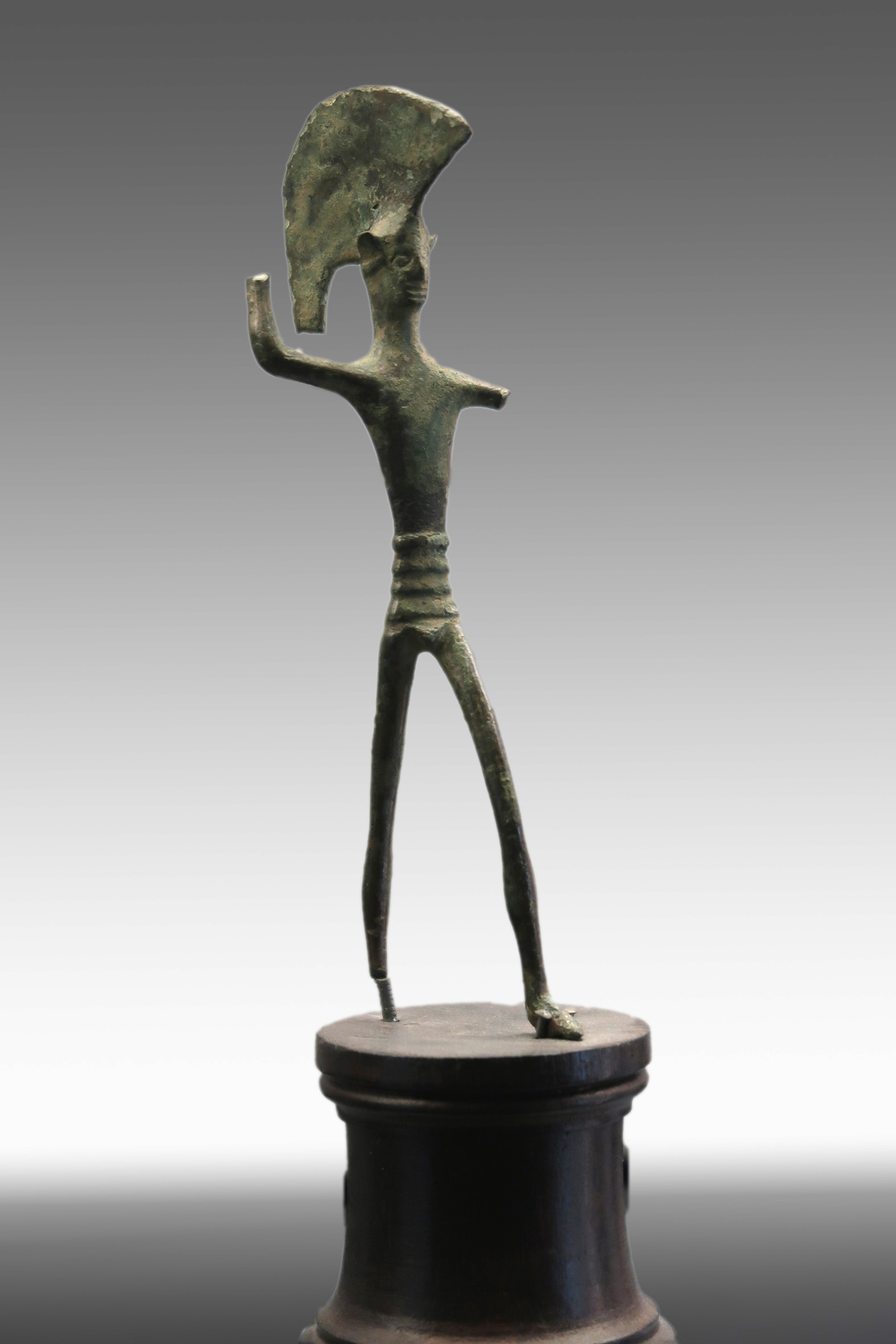
Guerrier étrusque. Bronze H. 13,8 cm. Étrurie. Ve siècle av. J.-C.
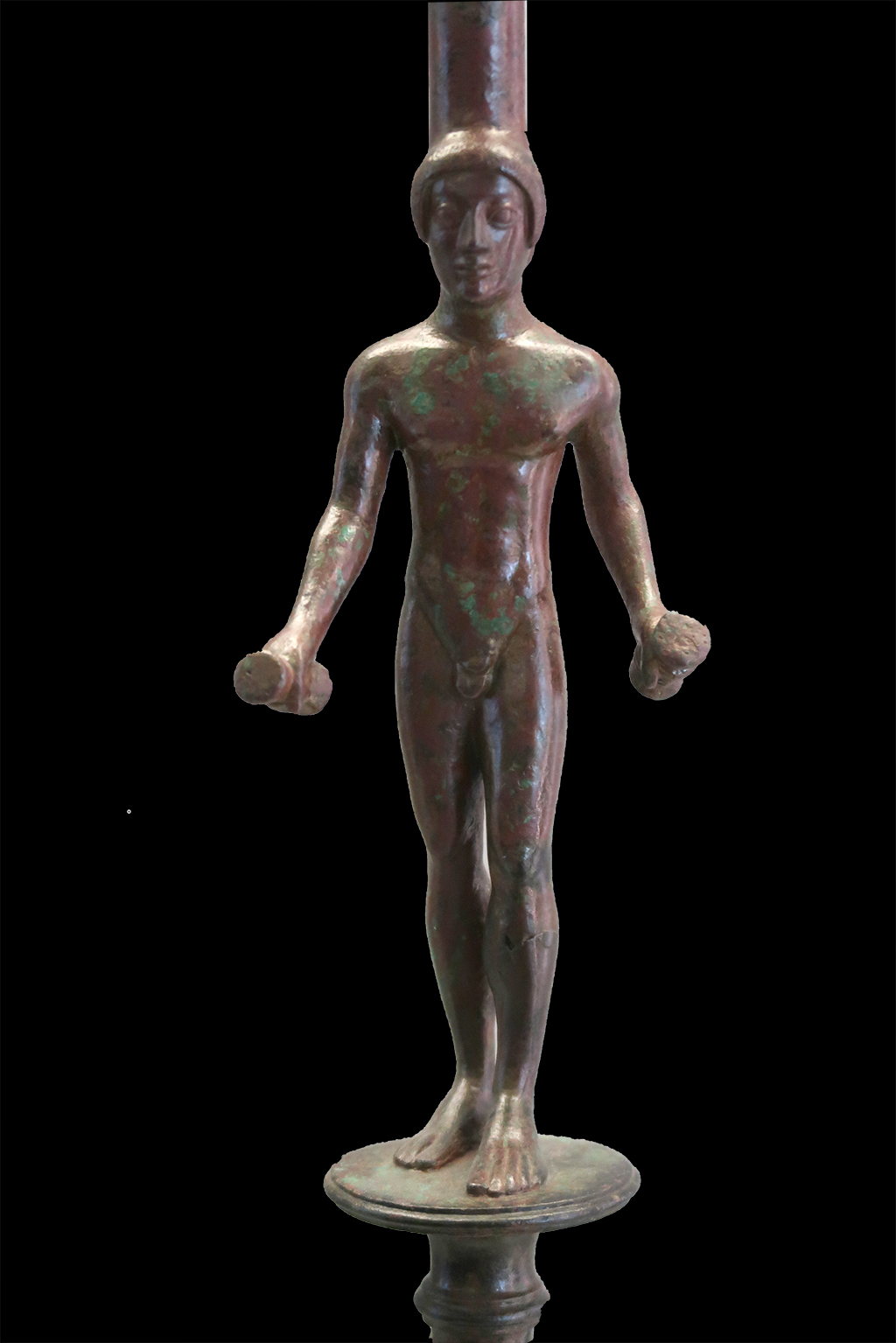
Kouros étrusque, partie centrale d'un brûle-parfum en bronze. Étrurie. Ve siècle av. J.-C.
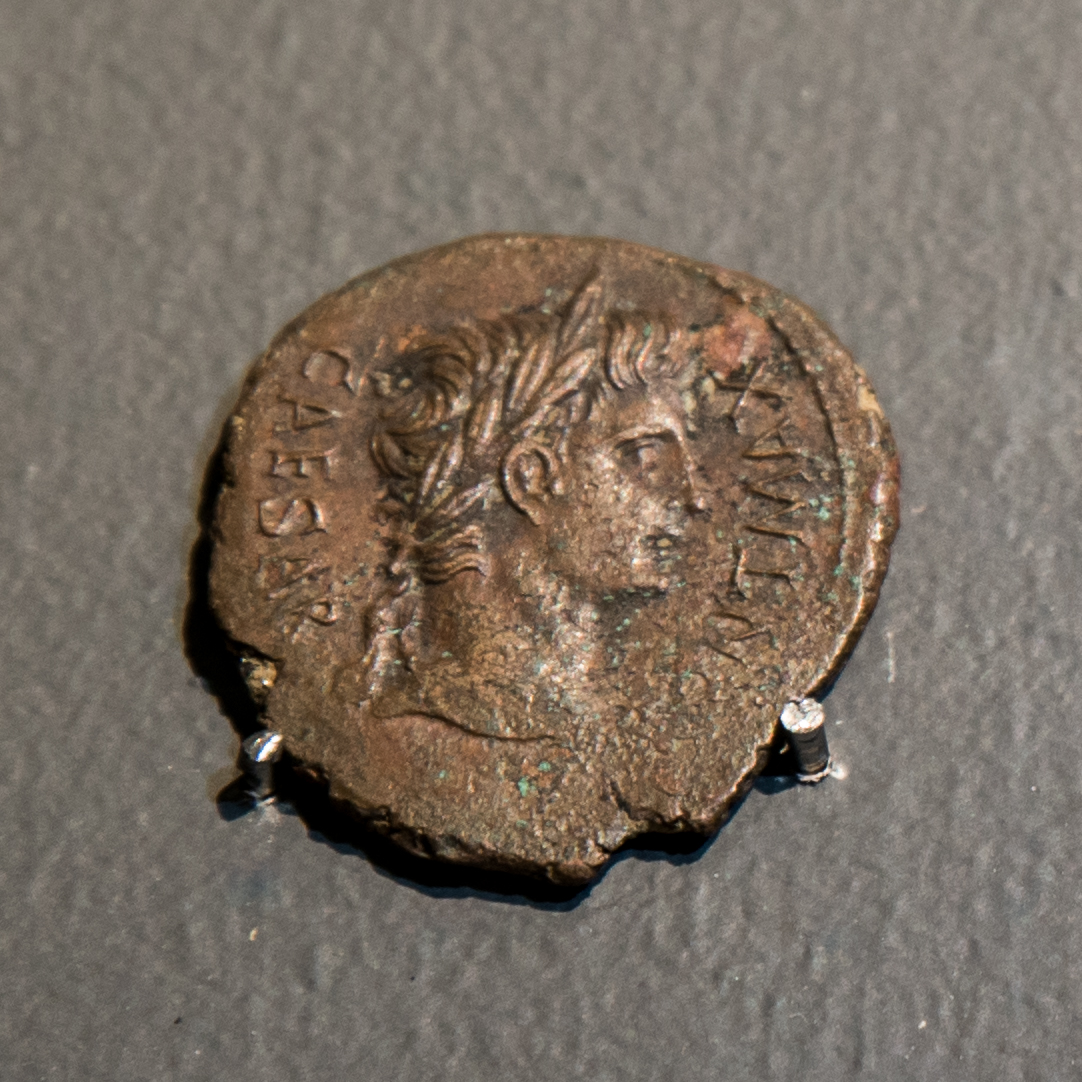
As d'Auguste à l'autel du sanctuaire fédéral des Trois Gaules (au revers) Lugdunum, 10-7 av. J.-C.
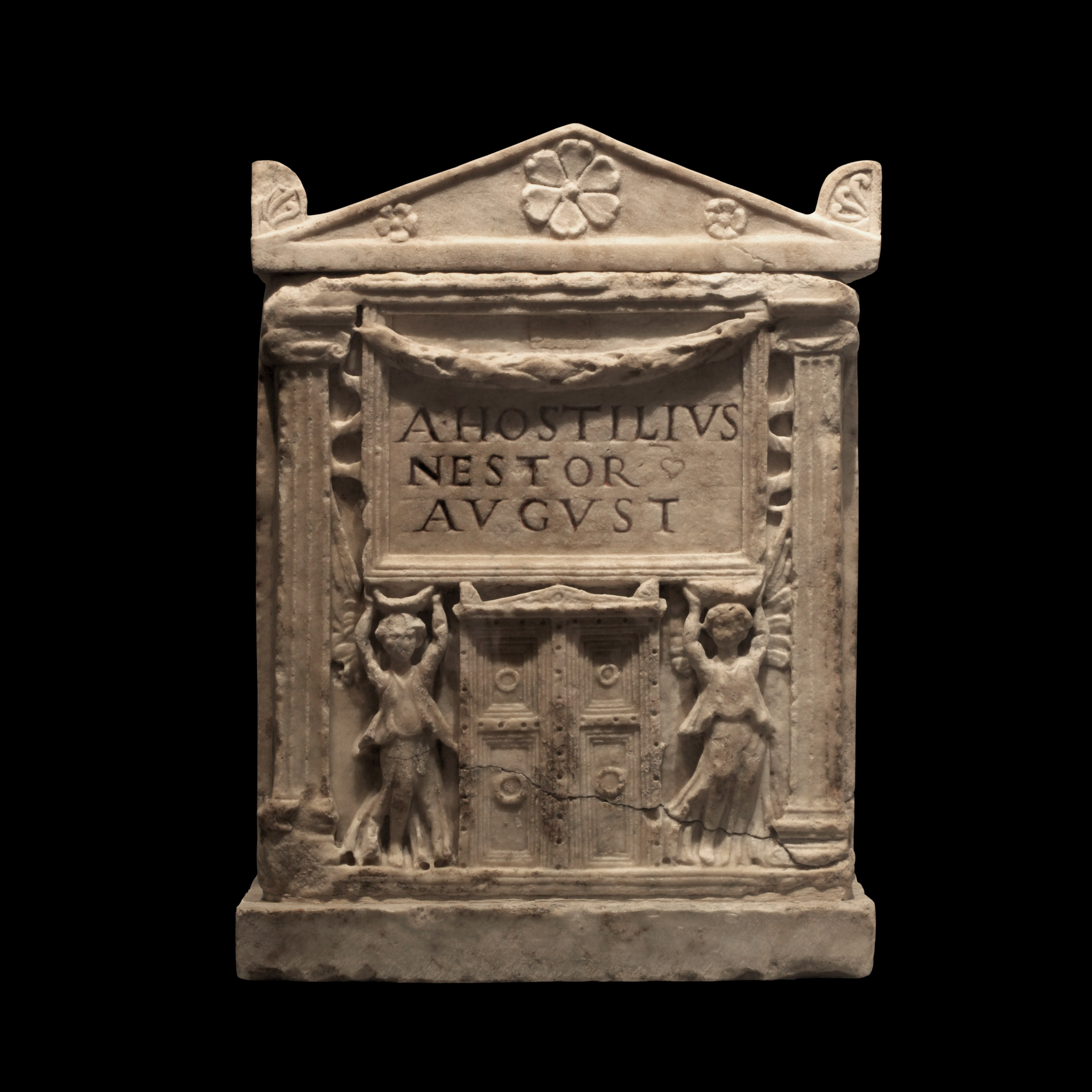
Urne cinéraire[65] romaine en forme de temple (et nymphes ?). Ier siècle
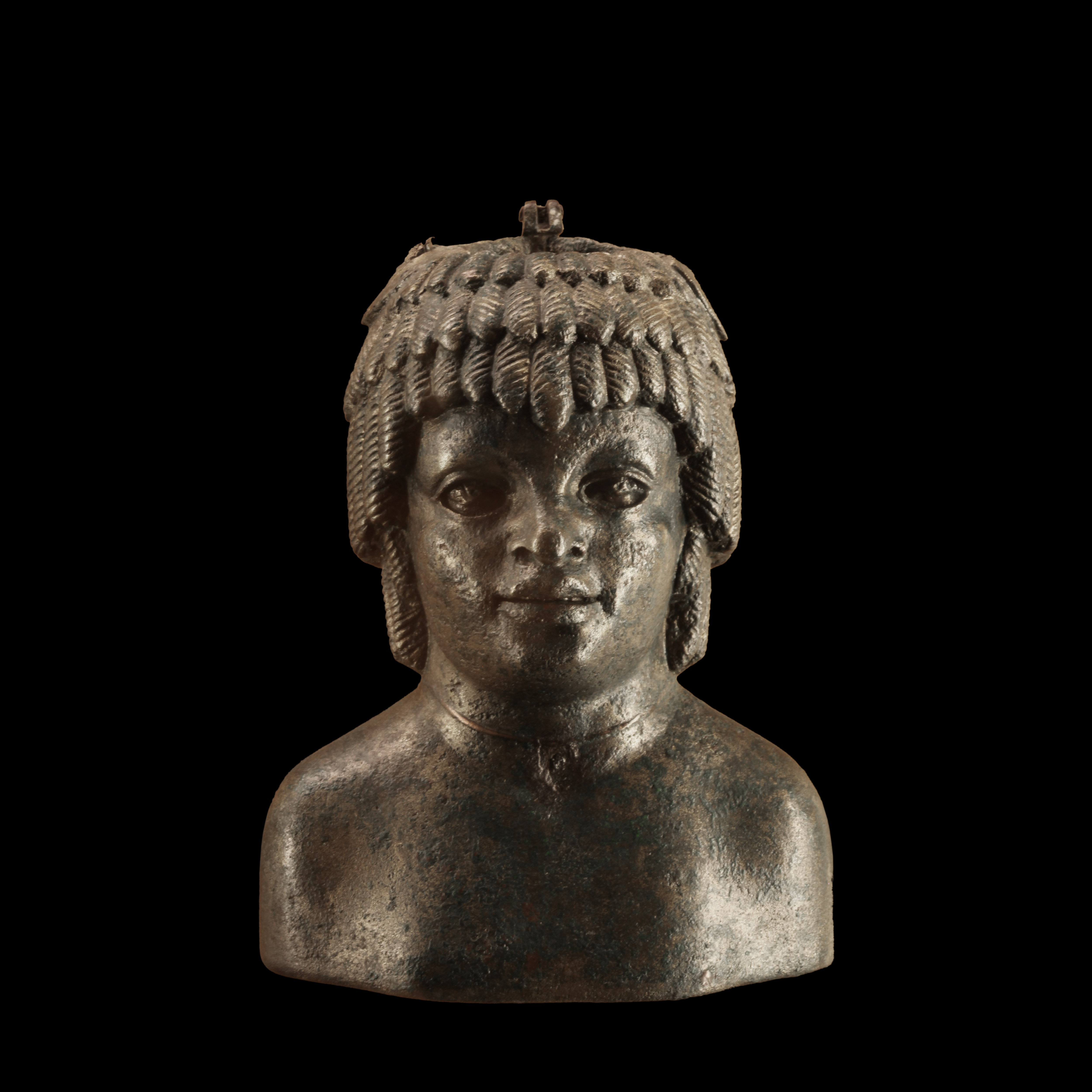
Jeune Africain. Vase, bronze romain, IIe siècle
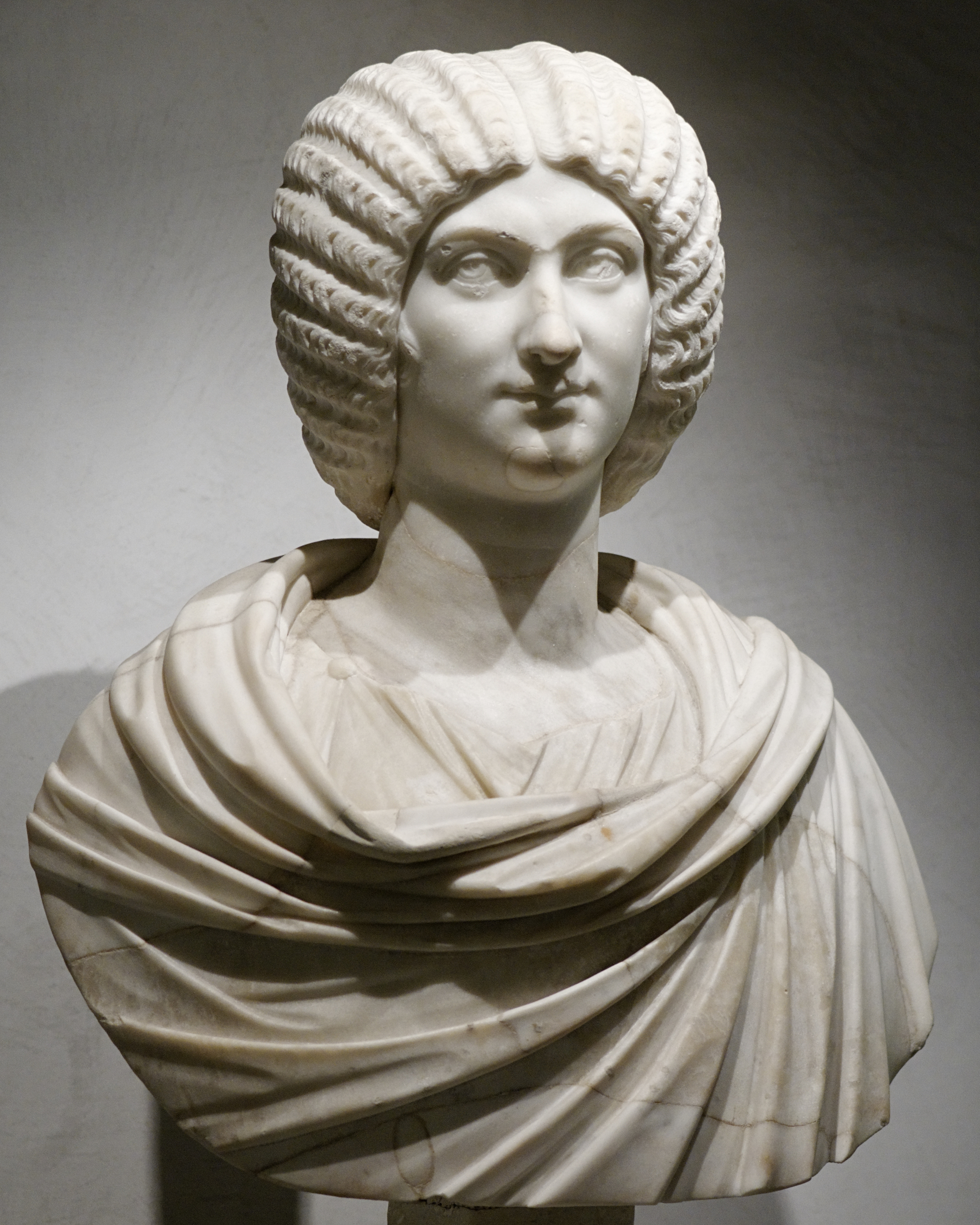
Buste de Julia Domna, marbre, œuvre romaine, fin IIe -début IIIe siècle
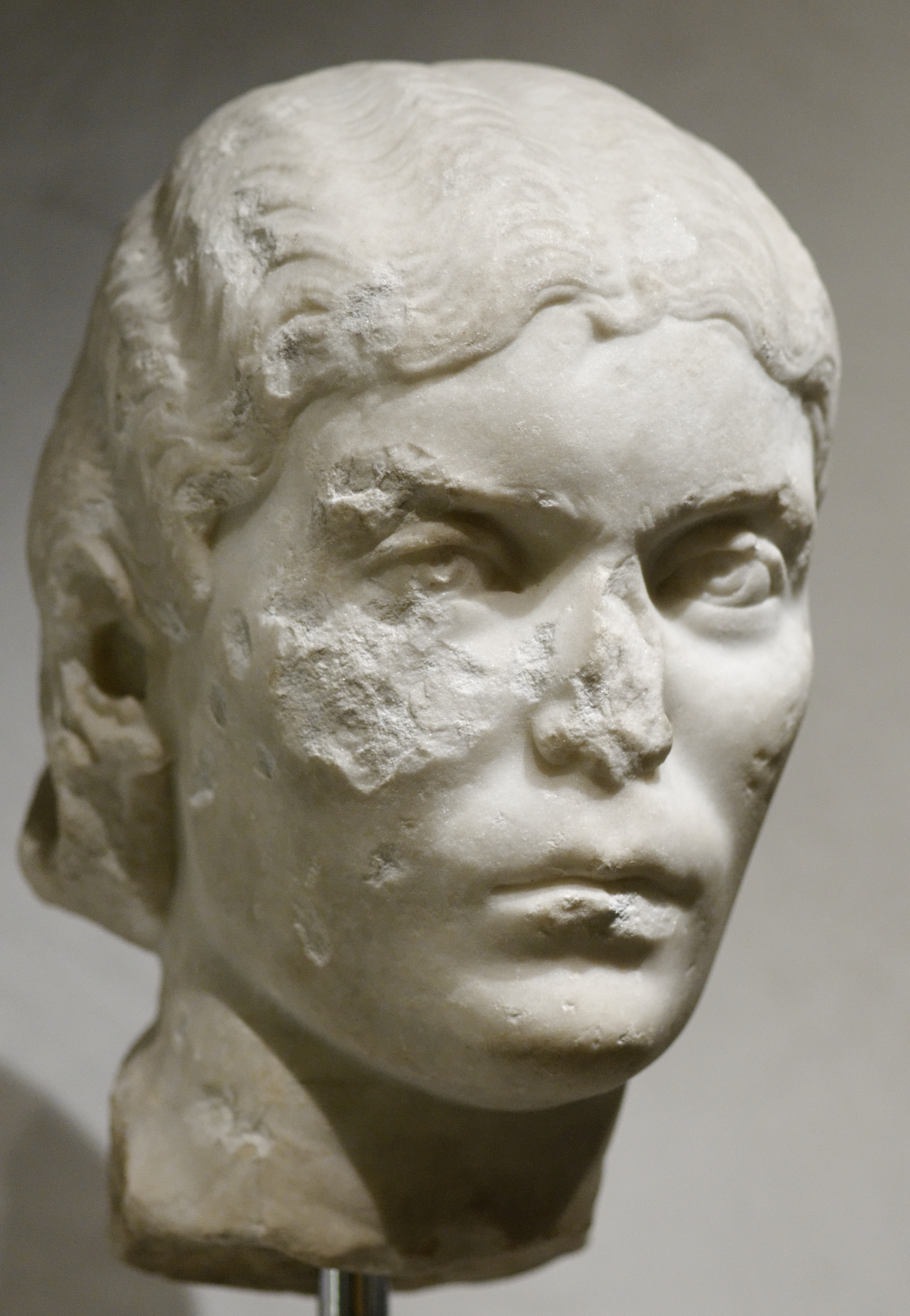
Tête de femme. Marbre, œuvre romaine, milieu du IIIe siècle
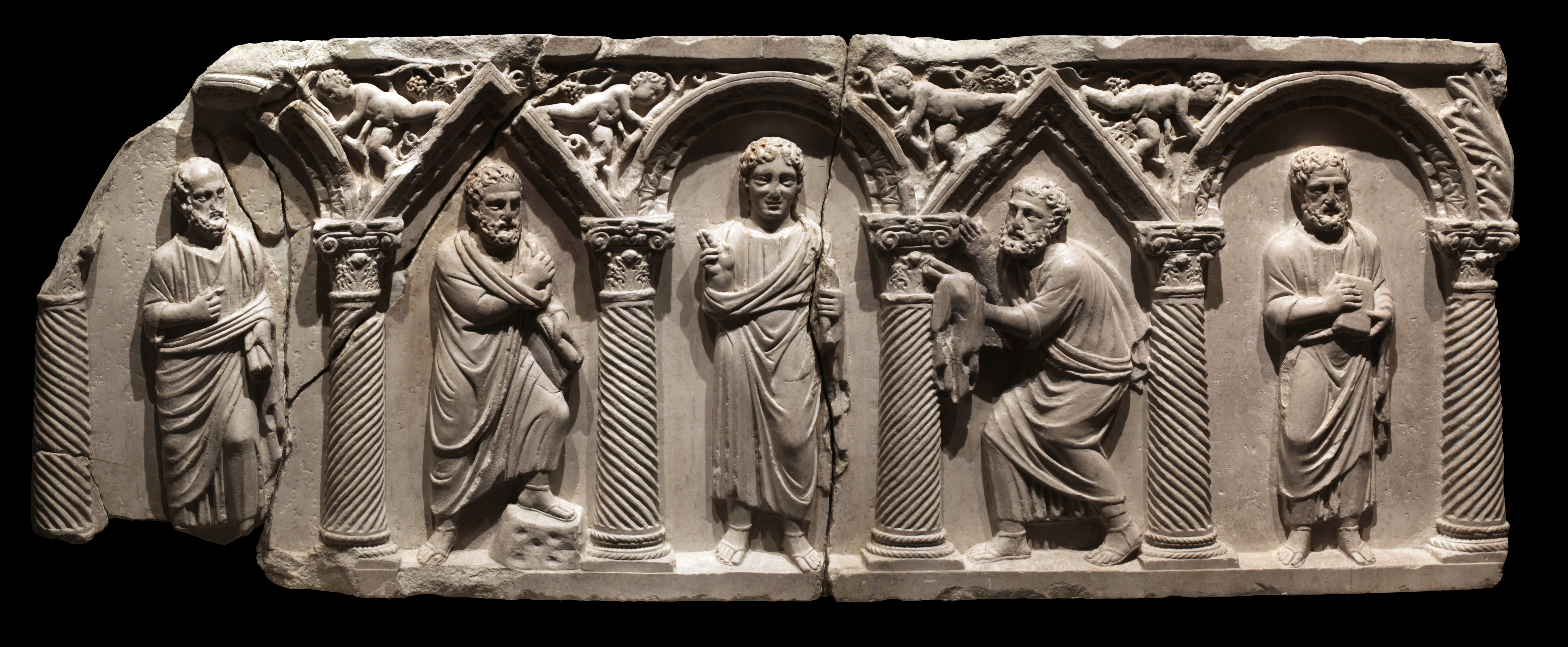
Devant de sarcophage. Art paléochrétien : le Christ et les Apôtres. Genzano, Ve siècle

### Objets d'art
Le département des objets d'art du Musée des Beaux-Arts de Lyon présente 550 objets datant du Moyen Âge au XXe siècle, provenant d'Europe comme d'ailleurs. Toutes les techniques sont représentées : ivoirerie, orfèvrerie, émaillerie, verrerie, menuiserie et ébénisterie.

#### Constitution de la collection d'objets d'art

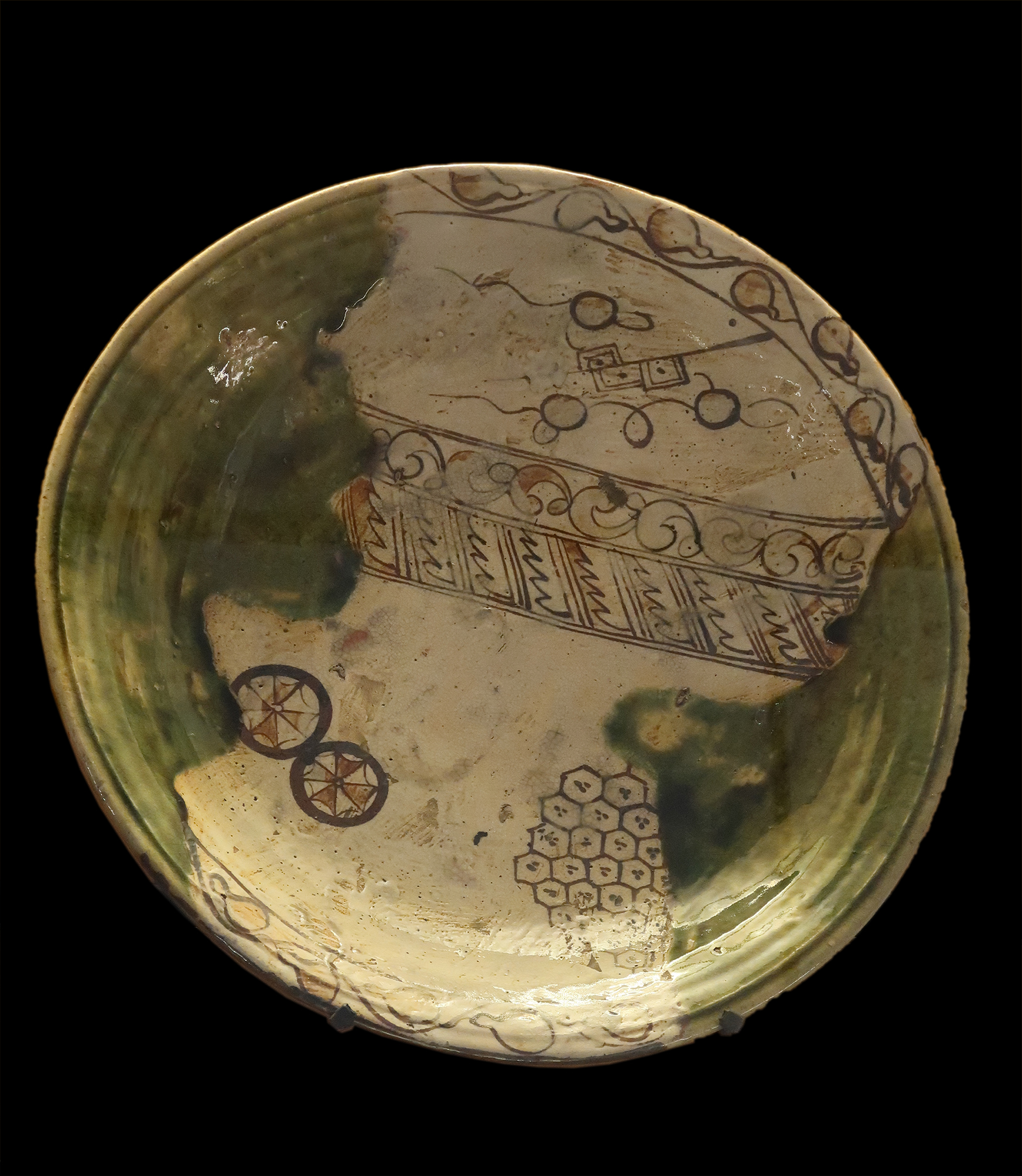
Plat de type Oribe. Époque d'Edo. Japon. Fours de Mino. Grès, glaçure verte, oxyde de fer. D. 43,5 cm

Si la collection d'objets d'art du musée ne devient un véritable département qu'en 1878, avec la désignation d'un conservateur, le fonds, lui, est bien plus ancien puisque son histoire commence dès 1810, lorsque sont acquis 1 100 objets de la collection du marquis de Migieu. En 1850, survient le legs de Jacques-Antoine Lambert, le plus important dont le musée ait jamais bénéficié, qui fait entrer dans les collections pas moins de 1 390 antiques et objets d'art. À partir de 1878, une véritable organisation se met en place : les salles des objets d'arts sont réaménagées et le département gagne de nouveaux espaces d'exposition ; les acquisitions ne sont pas en reste puisque c'est à cette époque que, grâce à des moyens financiers importants, la section d'art islamique du musée se constitue tout comme les collections d'émaux champlevés et de plaquettes de la Renaissance. Dans le même temps, des legs et des dépôts permettent d'étoffer les collections. En 1913, le département s'ouvre à la création moderne avec la constitution progressive d'une section consacrée aux arts décoratifs modernes, particulièrement autour des arts du feu : verrerie, céramique ou encore ferronnerie. De la même manière, le musée acquiert du mobilier Art déco comme des œuvres du ferronnier d'art lyonnais Charles Piguet. L'Art nouveau, lui, fait son entrée au musée après 1945, à travers le mobilier et la verrerie, avec la chambre à coucher d'Hector Guimard et des objets d'Émile Gallé. Dans un autre domaine, l'une des acquisitions majeures du XXe siècle survient en 1917, lorsque le musée achète la collection du peintre Raphaël Collin, ce qui donne naissance à une section consacrée aux grès chinois, coréens et japonais. Il s'agit d'une collection exceptionnelle de céramique extrême-orientale, l'une des plus importantes conservées en France.
Le département des objets d'art occupe aujourd'hui une partie du premier étage du musée, le parcours s'organisant de manière chronologique, parcourant quatorze siècles d'histoire des arts décoratifs du Moyen Âge au XXe siècle .

#### Art de l'islam et d'Orient

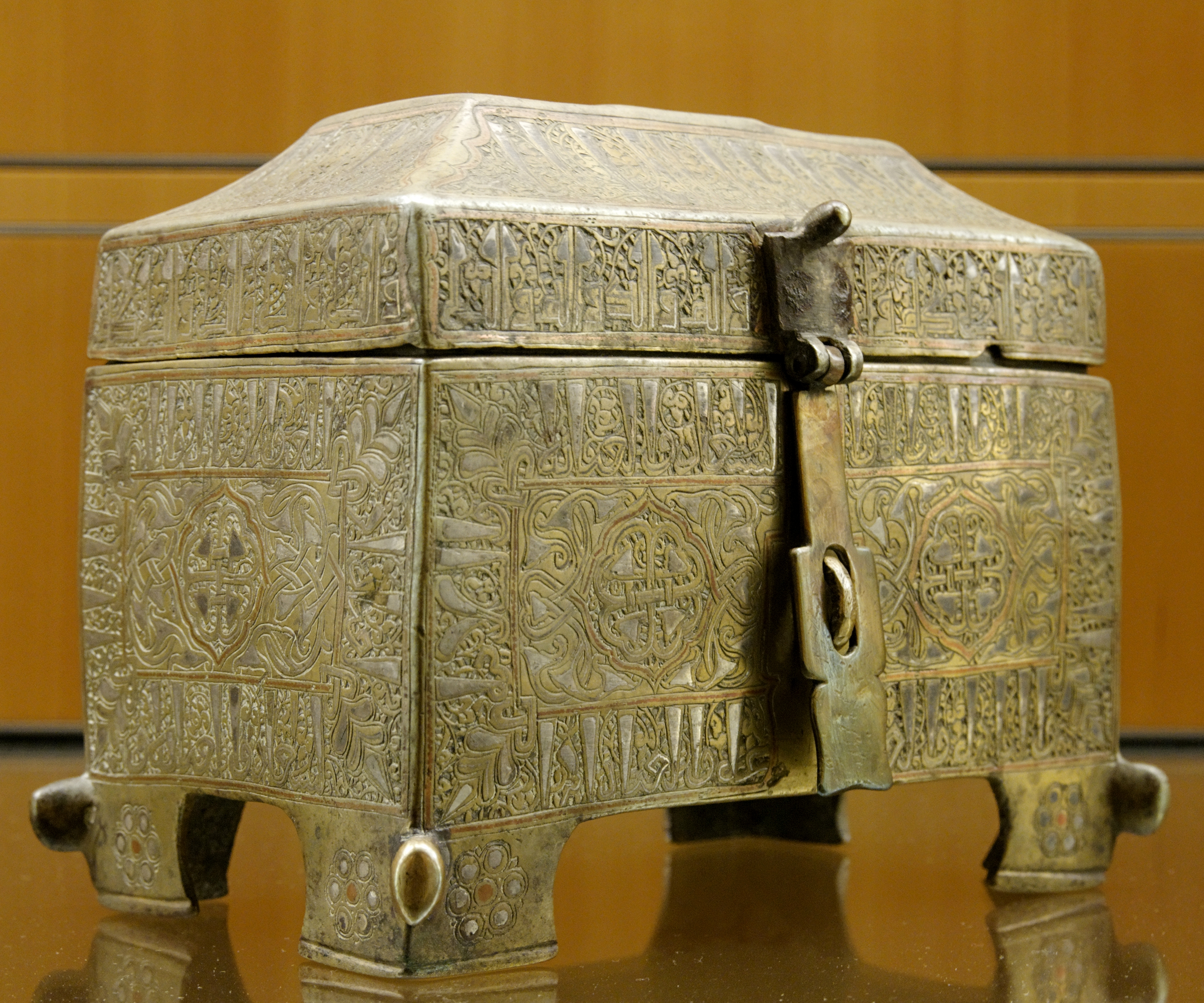
Coffret à décoration épigraphique, Khorassan (Iran), bronze damasquiné d'argent. Fin.

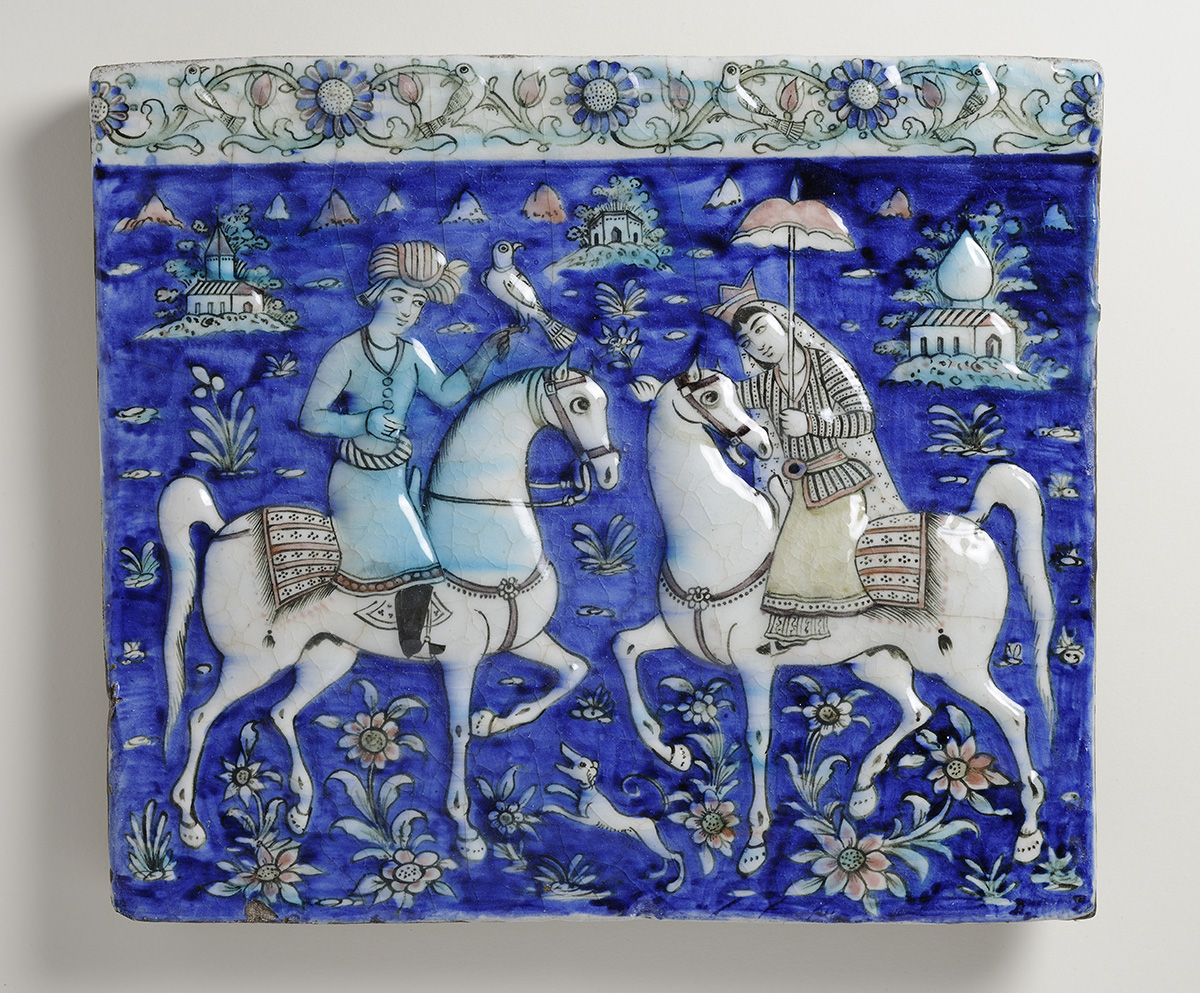
Cavaliers. Carreau de céramique siliceuse à glaçure transparente. Iran, période kadjare, 1779-1924.

La section consacrée aux arts de l’islam est l'une des plus importantes de France et présente de nombreux objets rares témoignant du degré de raffinement atteint par les artisans orientaux très tôt durant le Moyen Âge. Grâce au climat très sec, notamment en Égypte, les artisans vont utiliser le bois de façon précieuse dans leurs créations. Le commerce avec l'Occident, l'Afrique noire et l'Asie Mineure a permis le développement de plusieurs techniques de création tel que la technique originale d'assemblage de petits polygones sculptés permettant ainsi de récupérer les chutes de bois polychromes. Ces variations de bois et les incrustations d'ivoire permettaient de créer des pièces somptueuses comme l’élément d'un cénotaphe au nom de Baïbars Ier (1277) exposé au sein du musée. Les décors géométriques complexes étaient très aimés des artistes musulmans de l'époque.
La céramique est l'une des autres principales expressions artistiques de la civilisation islamique . Le décor haft-rang est l'une de ces particularités, voulant dire "sept couleurs" en persan, il s'est développé dans l'Iran seldjoukide du XIe au XIIIe siècle. Il s'agit d'une technique appelée technique du petit feu comptant sept couleurs de base : le rouge, le blanc, le noir, l'or, le vert, le brun et le bleu. Les couleurs étaient posées au pinceau sur une glaçure blanche ou bleue cuite puis subissait une seconde cuisson qui fixait ainsi l'or ainsi que les autres pigments. La coupe au cavalier (XIIIe siècle), exposée dans cette section, montre la préciosité de cette technique incorporée à la technique du lustre métallique, deux techniques aux cuissons variées et complexes au sein de cette même coupe. Elle est bordée d'un bandeau épigraphique, avec un fond orné d'un cavalier richement vêtu et entouré de quatre médaillons aux thèmes des musiciens et des musiciennes. La qualité d'exécution ainsi que la richesse du décor est non sans rappeler l'art prestigieux de la miniature.
Sous la domination des souverains mamelouks, la Syrie et l'Égypte vont exercer un artisanat dans le domaine du métal. Les productions vont s'orner de thèmes ostentatoires, aux dimensions imposantes, contrairement aux métaux iraniens plutôt miniaturistes. Une superbe pièce d'armure de tête de cheval en acier battu et forgé, montre le recours à l'incrustation métallique, à la pâte noire et à la dorure. Au sommet de l'armure se trouve une inscription en graphie thuluth, dédicace au détenteur de l'armure, un émir de Damas, ayant vécu sous le règne du sultan Sayf-al-Dîn-Shaykh.
À partir de la seconde moitié du XIVe siècle, la Transoxiane passe aux mains de Timur et de ses successeurs. Lors d'une expédition au XIXe siècle, des céramiques timurides sont collectées. Ces fragments appartenaient à l'origine à des frises, des chapiteaux, des colonnes, des stalactites, enlevés à leurs lieux d'origine pour être refaçonnés par un céramiste. Des décors végétaux complexes y sont représentés.

#### Du Moyen Âge à la Renaissance

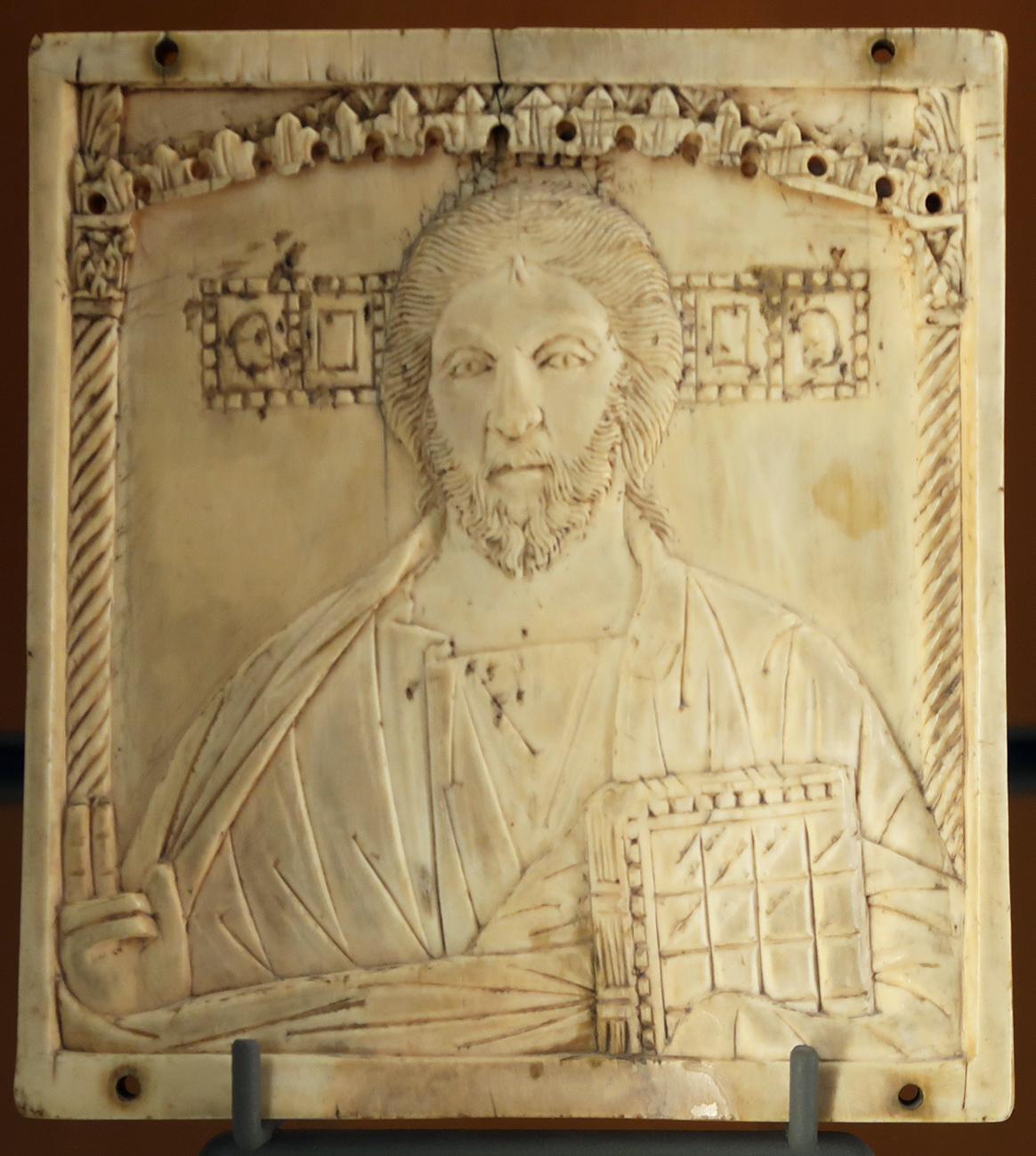
Christ pantocrator. Atelier byzantin, fin Xe - début XIe siècle. Ivoire, H. 13 cm
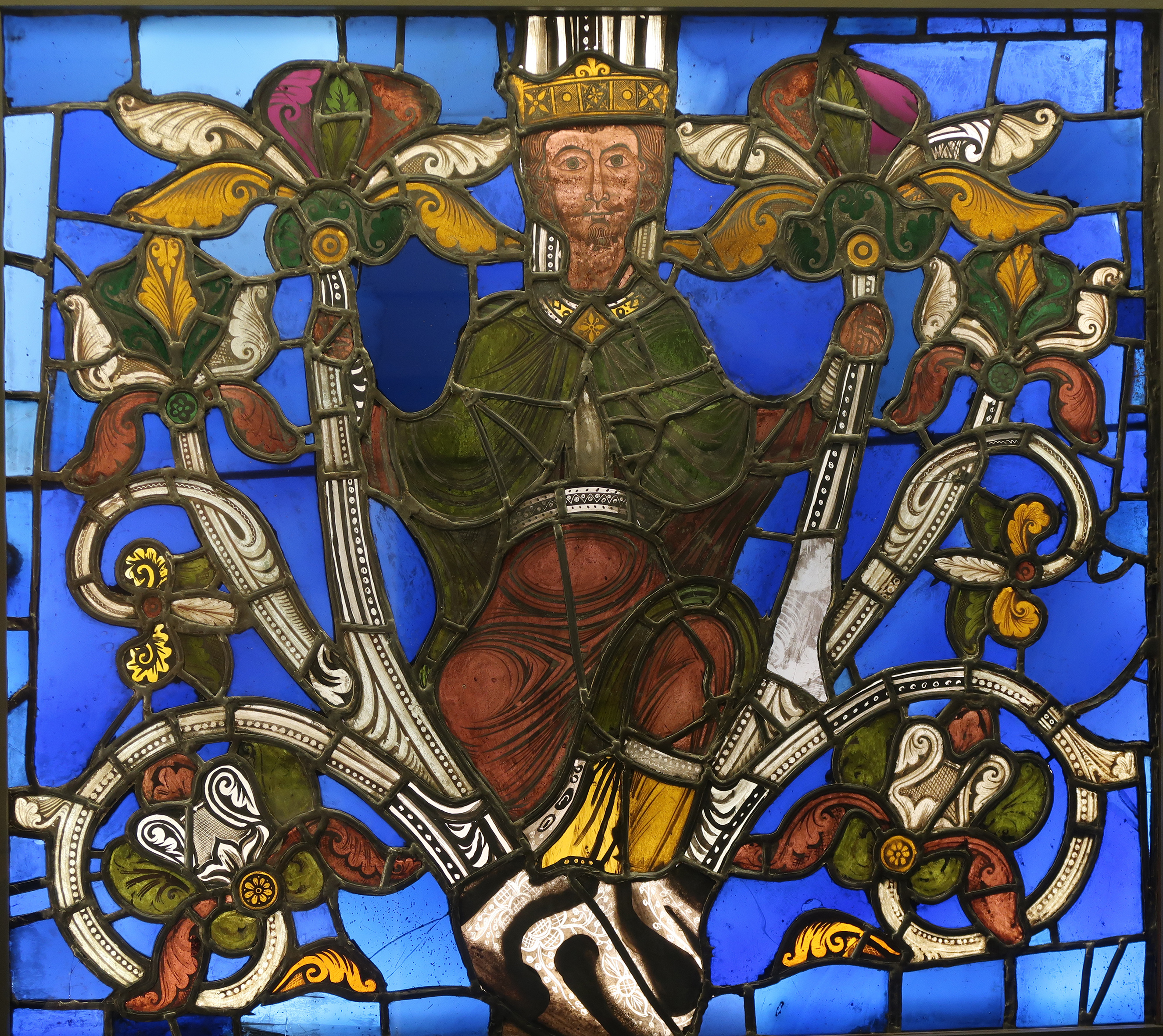
Vitrail, basilique Saint-Denis (1100-1150). Ile de France. Roi de l'Arbre de Jessé
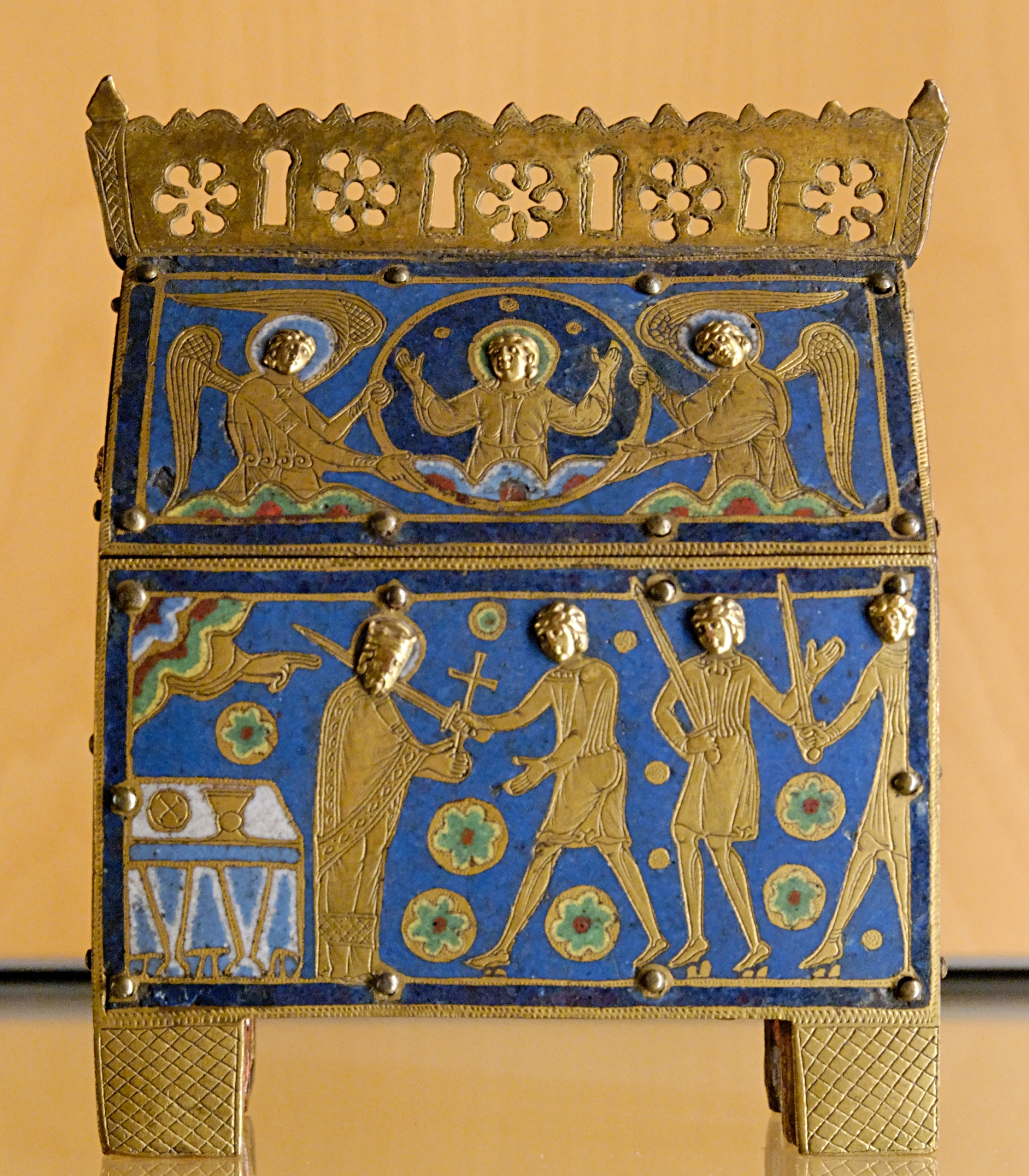
Châsse de saint Thomas Becket. Émail de Limoges, v. 1210
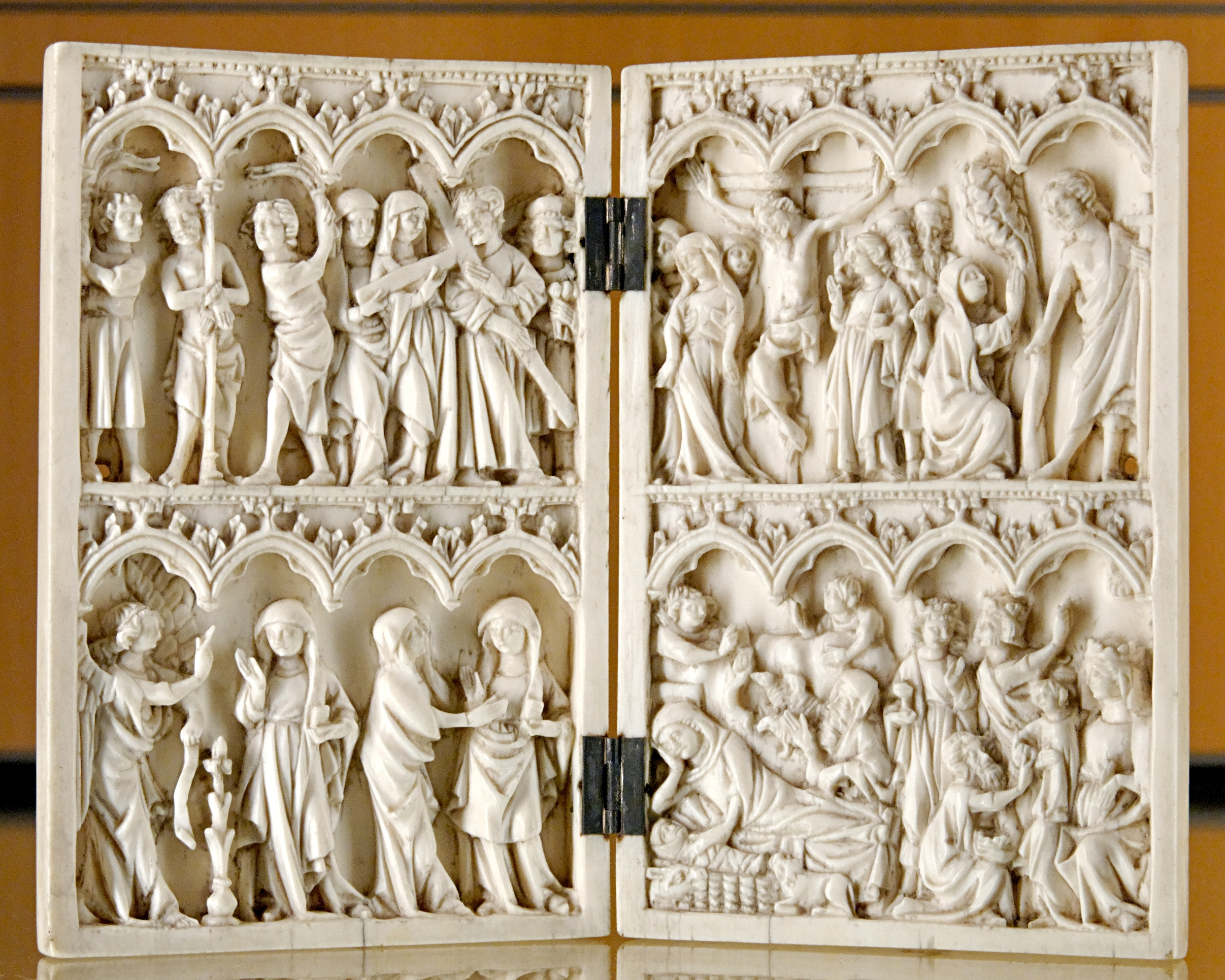
Scènes de la vie du Christ. Diptyque en ivoire. Paris, XIVe siècle.

Parmi les objets présentés dans les salles du Moyen Âge on peut remarquer d'importants ivoires byzantins, et une très belle collection d'émaux peints de Limoges. Un vitrail de la basilique Saint-Denis est un parfait exemple de l'usage novateur de la lumière colorée dans le nouvel espace - la première architecture gothique - de la basilique, par l'abbé Suger de Saint-Denis.
 
Le travail de l'ivoire connaît un bel essor au courant du XIIIe siècle sous le règne de Saint Louis. Les ivoires gothiques sont souvent créés pour la dévotion privée notamment pour les diptyques ou les triptyques. Quand ils n'étaient pas utilisés, ils étaient alors fermés, ce qui explique souvent la bonne conservation des œuvres intérieures.
La collection d'objets d'art de la Renaissance conserve des faïences et des majoliques, dont deux des célèbres « bassins rustiques » de Bernard Palissy.
Au XVIe siècle, l'Occident redécouvre l'Antiquité gréco-romaine qui ouvre la création à des univers jusqu'alors inconnus et invente une forme d'imprimerie par typographie qui permet la diffusion d'un savoir nouveau. Les céramistes italiens vont alors être influencés par les faïences hispano-mauresques produites à Manises par des artisans arabes près de Valence (Espagne). Celles-ci étaient exportées vers l'Italie depuis l'île de Majorque d'où le nom majolique. Ce terme est notamment réservé aux faïences stannifères de la Renaissance italienne. Le musée présente ainsi des pièces de faïences stannifères : Apollon et Daphné mais également un Amour et Psyché appartenant à l'un des membres non identifié de la famille Della Rovere à la tête du duché d'Urbino depuis 1520, ces œuvres reprennent une gravure de Gian Giacomo Caraglio de Vérone, adaptée à la faïence. En effet, dès 1530, les décors historiés reproduisant les gravures ou les illustrations vont devenir la spécialité des céramistes d'Urbino.
De 1400 à 1600, Limoges va être au centre de la production de plaques de cuivre émaillées et de vaisselles décoratives en émail peint, notamment la grisaille. L'une des pièces les plus importantes de la collection d'émaux au sein du musée est un retable incomplet acquis par la ville en 1843. Il avait pour thème le triomphe du Christ dans le ciel et sur terre. Le nom de Jean 1er Limosin a été cité comme l'auteur des plaques mais l’œuvre n'est pas signée. Il est donc difficile de proposer une attribution puisque l'on n'a ni la date de création, ni le nom de l'atelier.

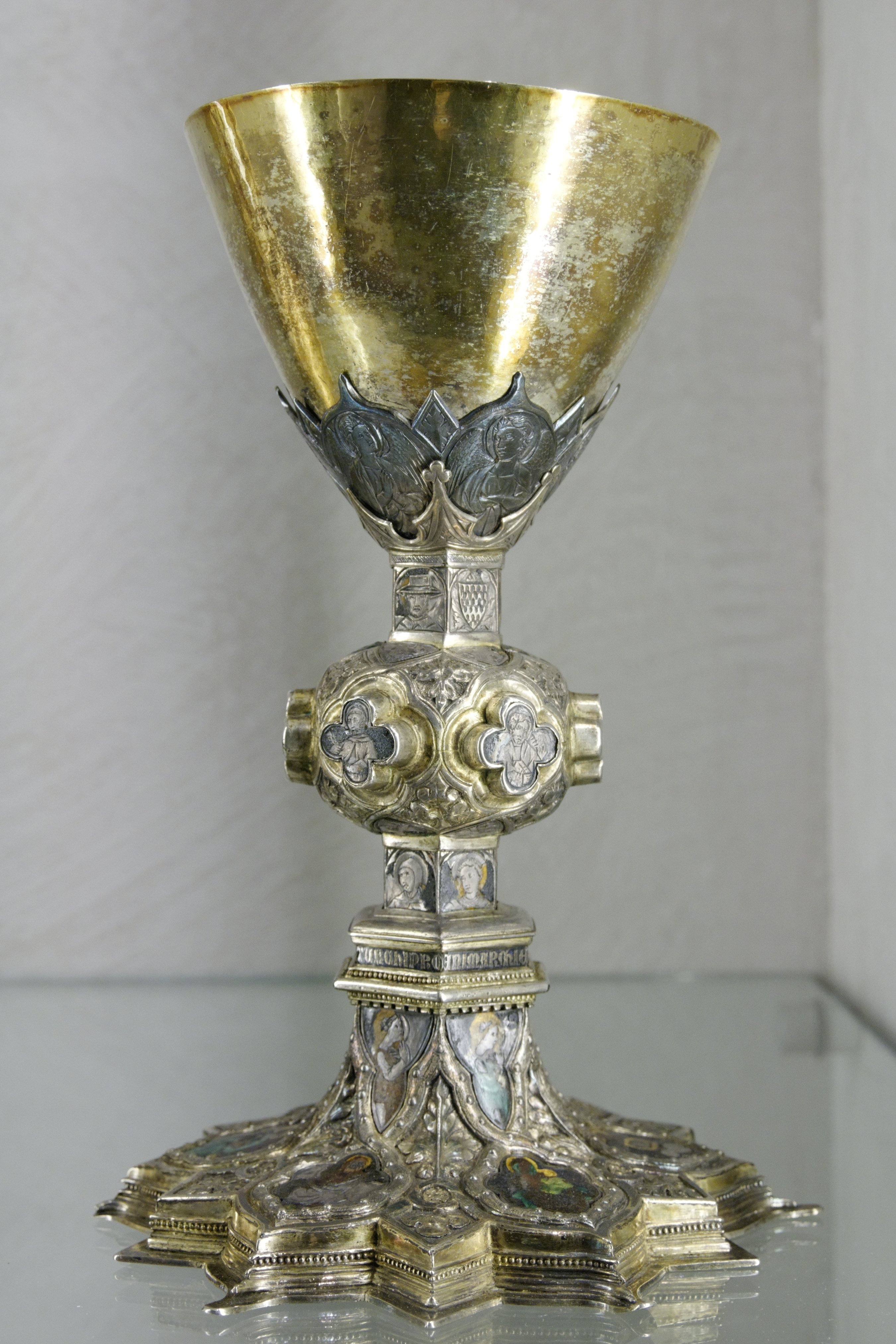
Bartolomeo di Tomme. Calice, argent ciselé et doré, émaux transparents. Vers 1390.
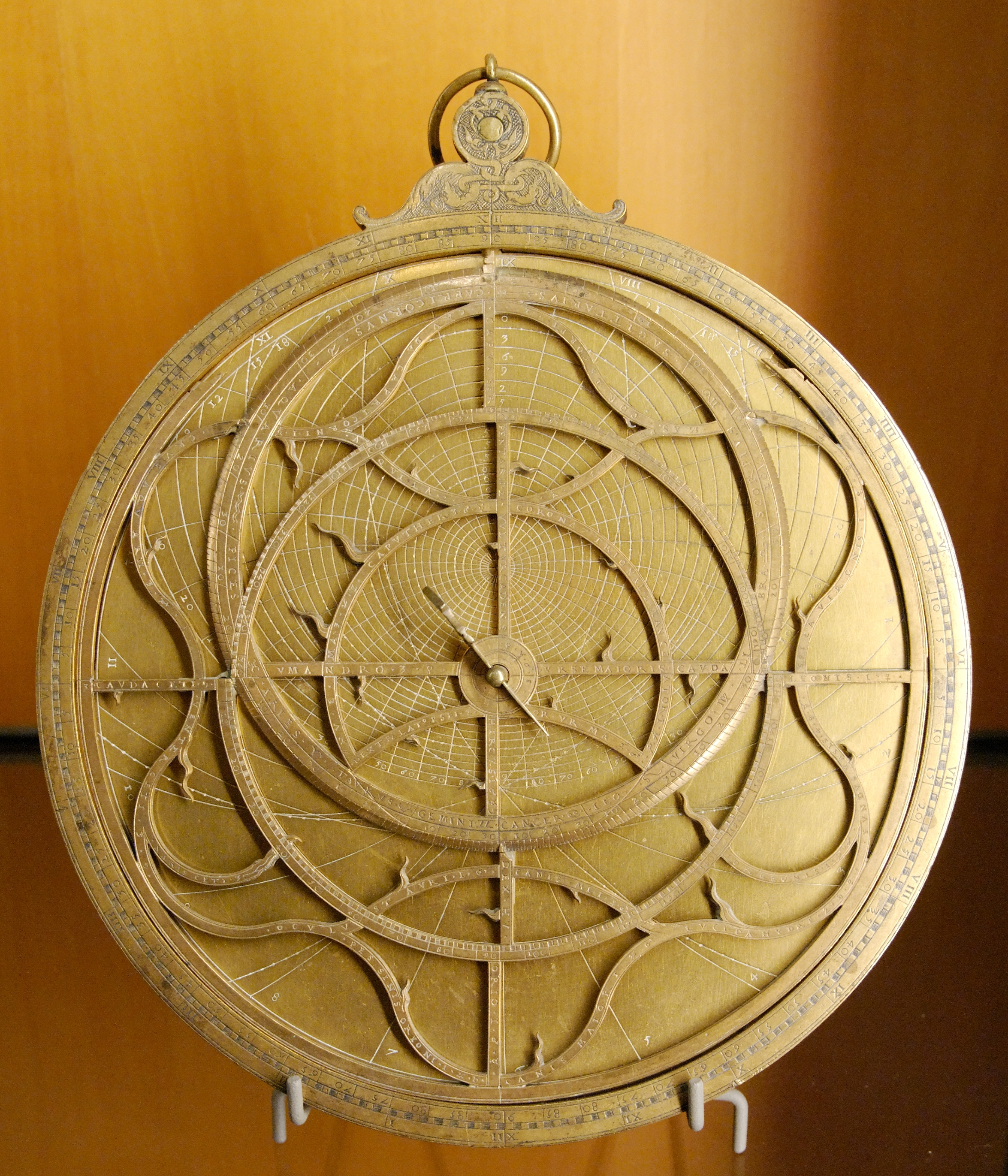
Jean Naze, astrolabe planisphérique, laiton doré. 1553.
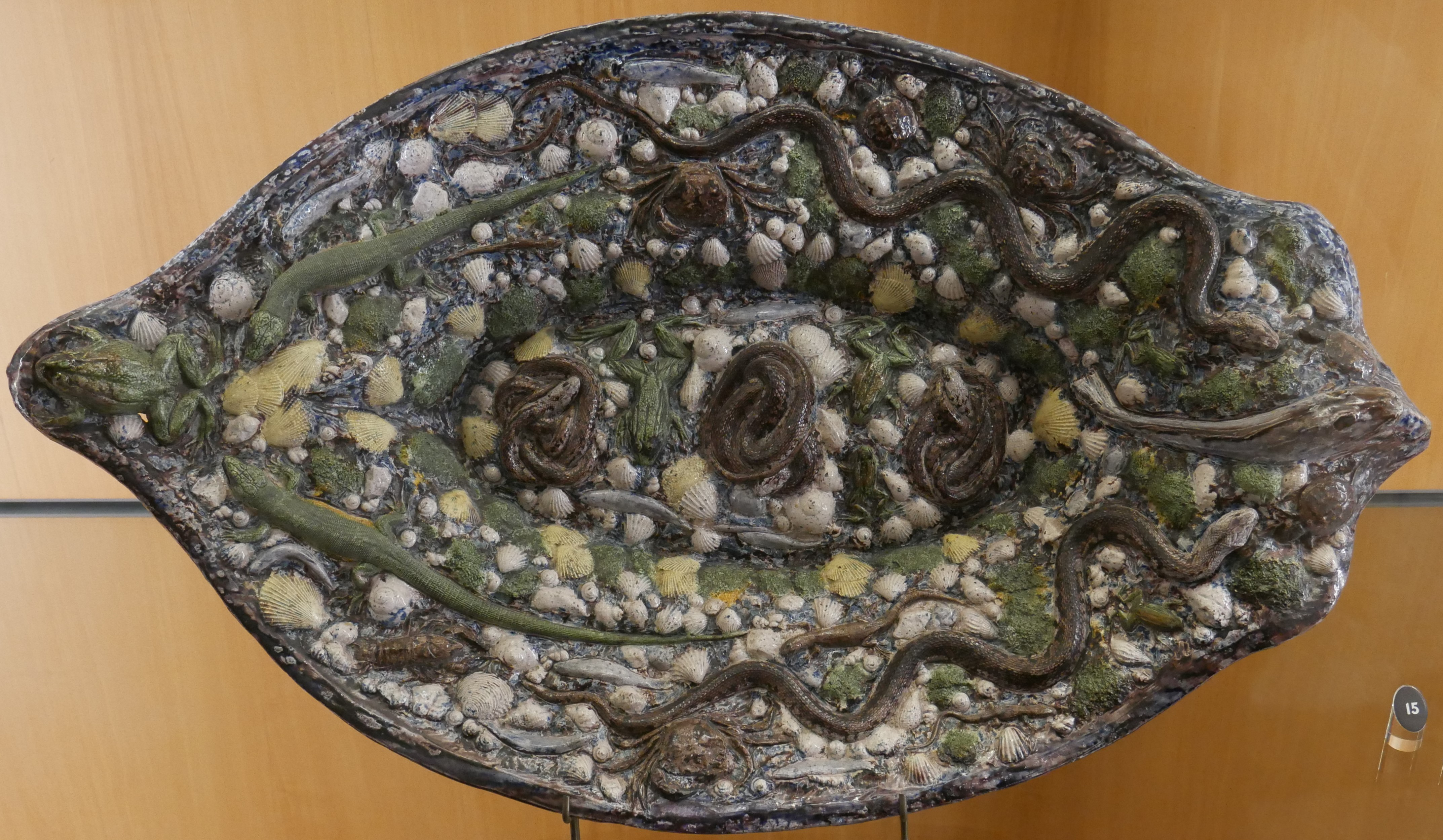
Plat à décor de rustiques figulines, Bernard Palissy (vers 1510-1590), 2nde motié du XVIe siècle
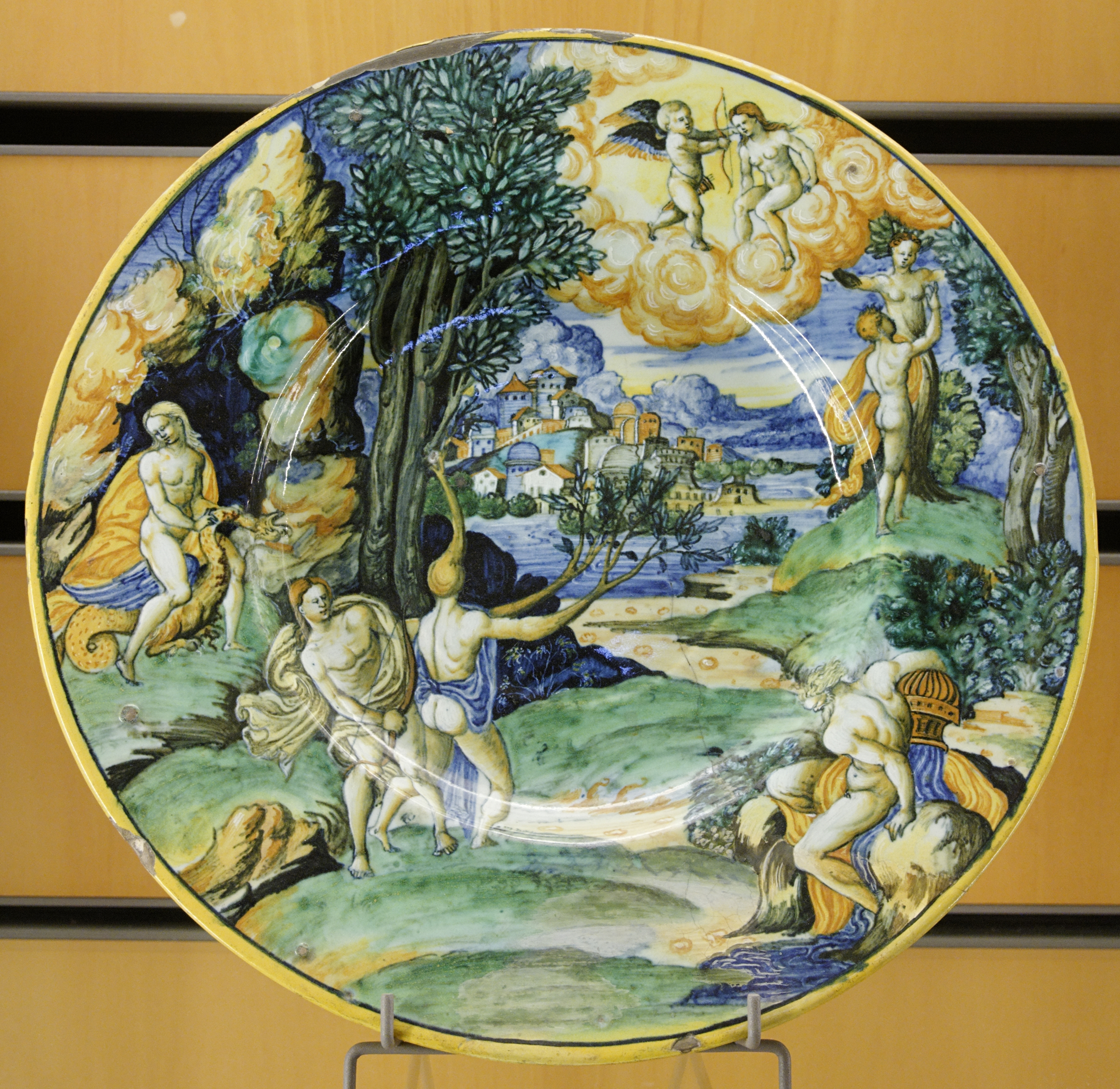
Apollon et Daphné, majolique d'Urbino à décor polychrome historié XVIe siècle.
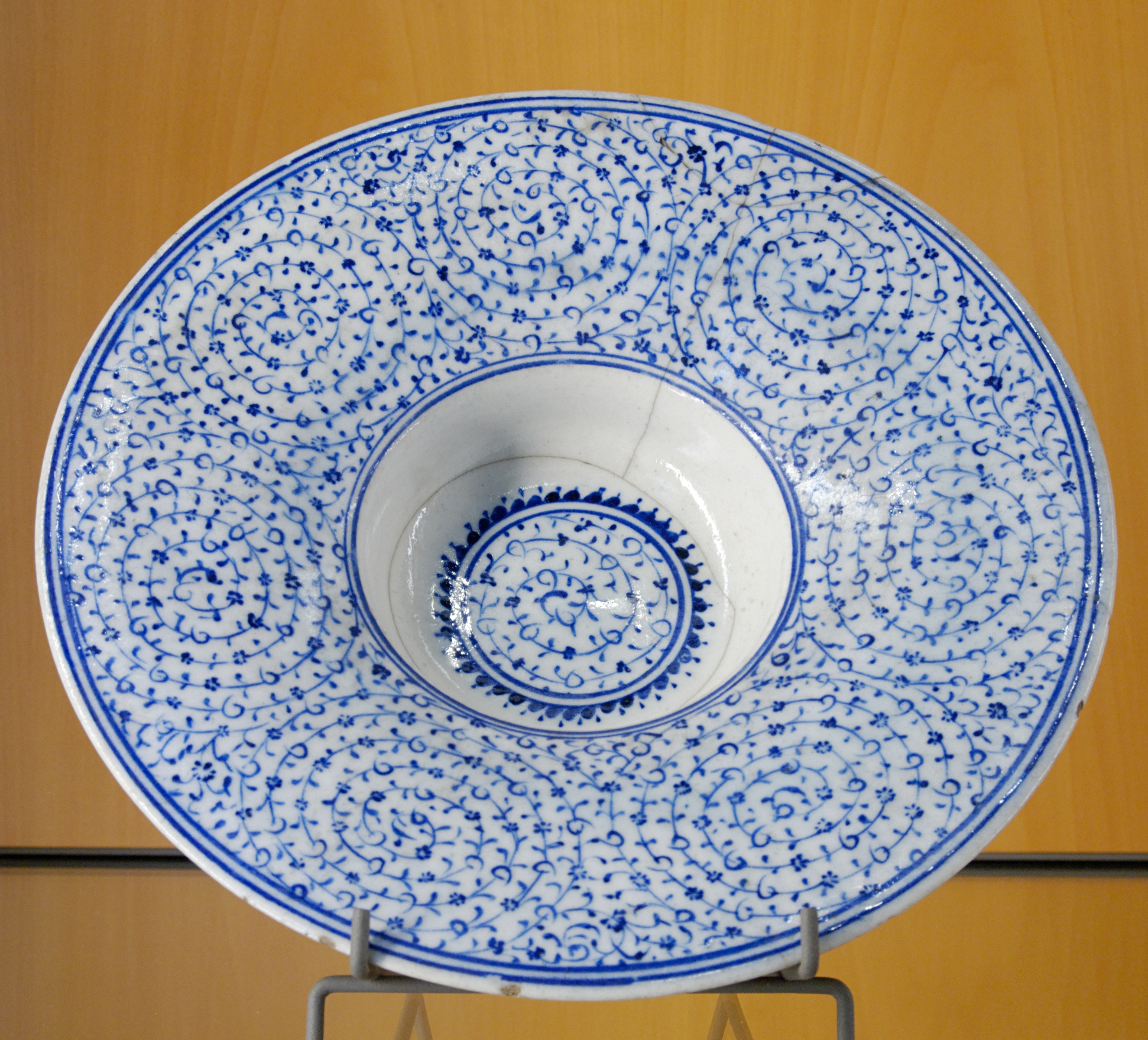
Tondino en céramique d'Iznik, vers 1530-1540.
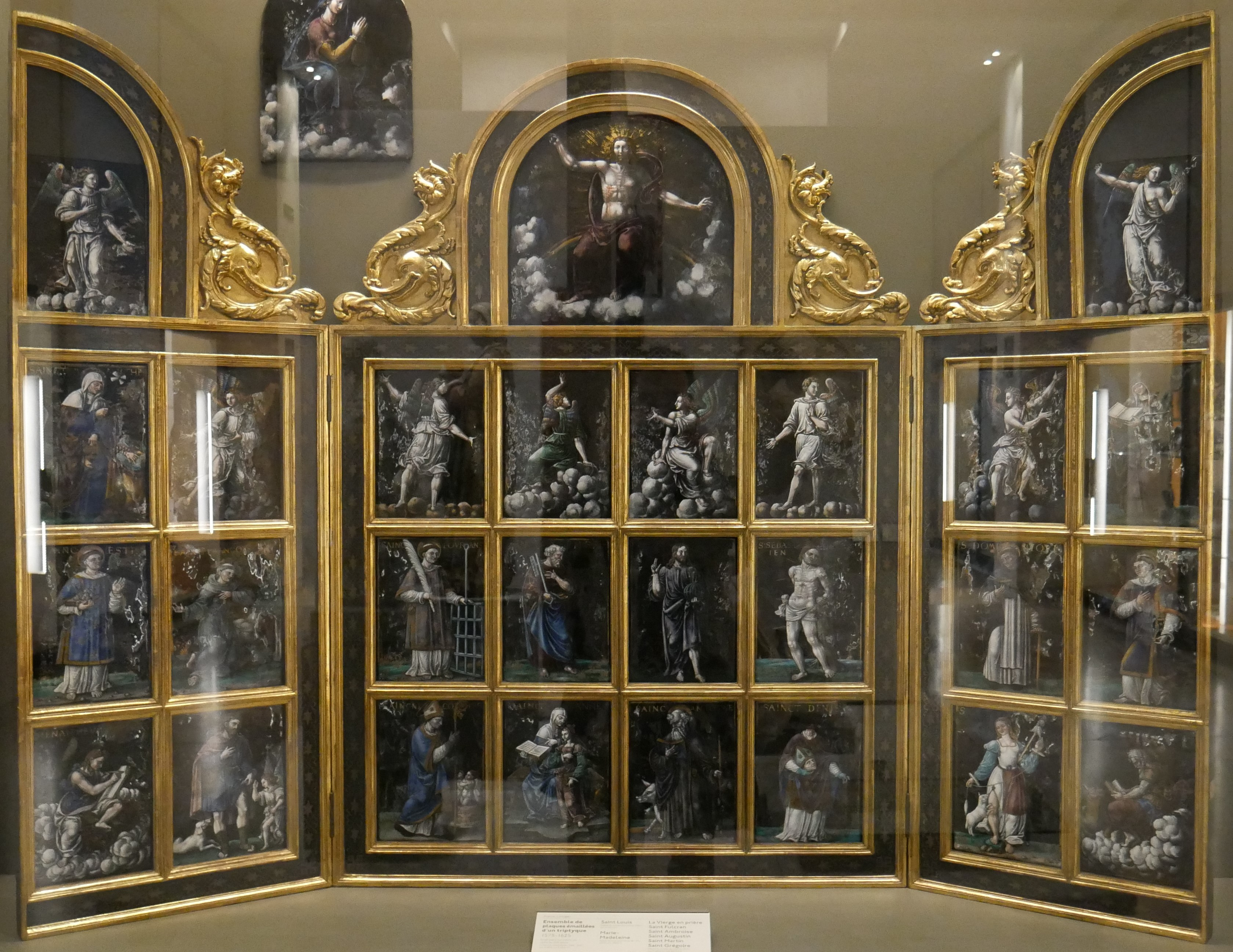
Ensemble de plaques émaillées d'un triptyque, Limoges, 1575-1625

#### Art moderne duXVIIeauXVIIIesiècle

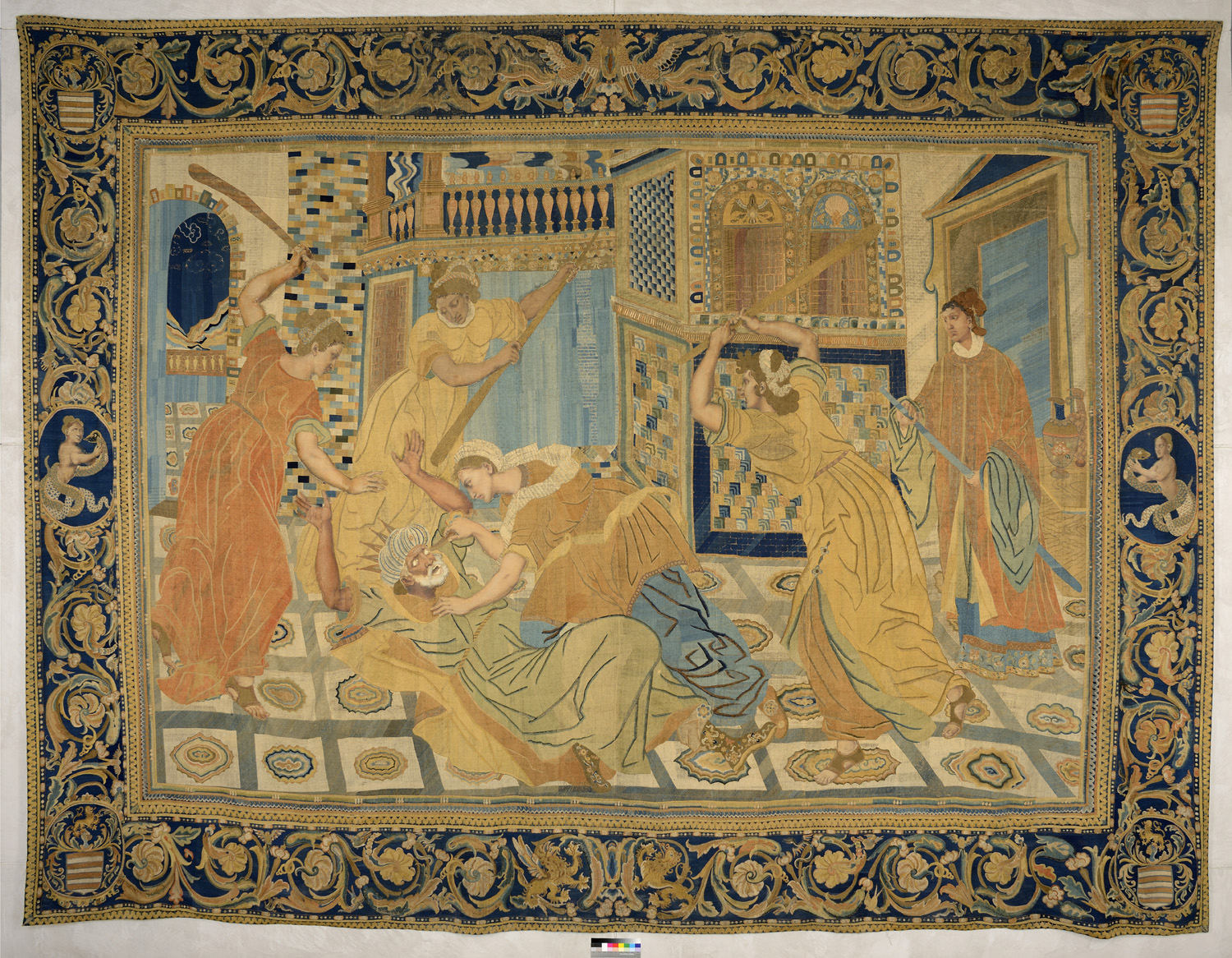
La Vengeance d'Hécube, fils de coton, fils métalliques et satin de soie, 355x475cm

Dès le Moyen Âge, les ateliers de tapisseries vont décliner les sujets de l'histoire des héros de Troie au sein de leurs compositions.

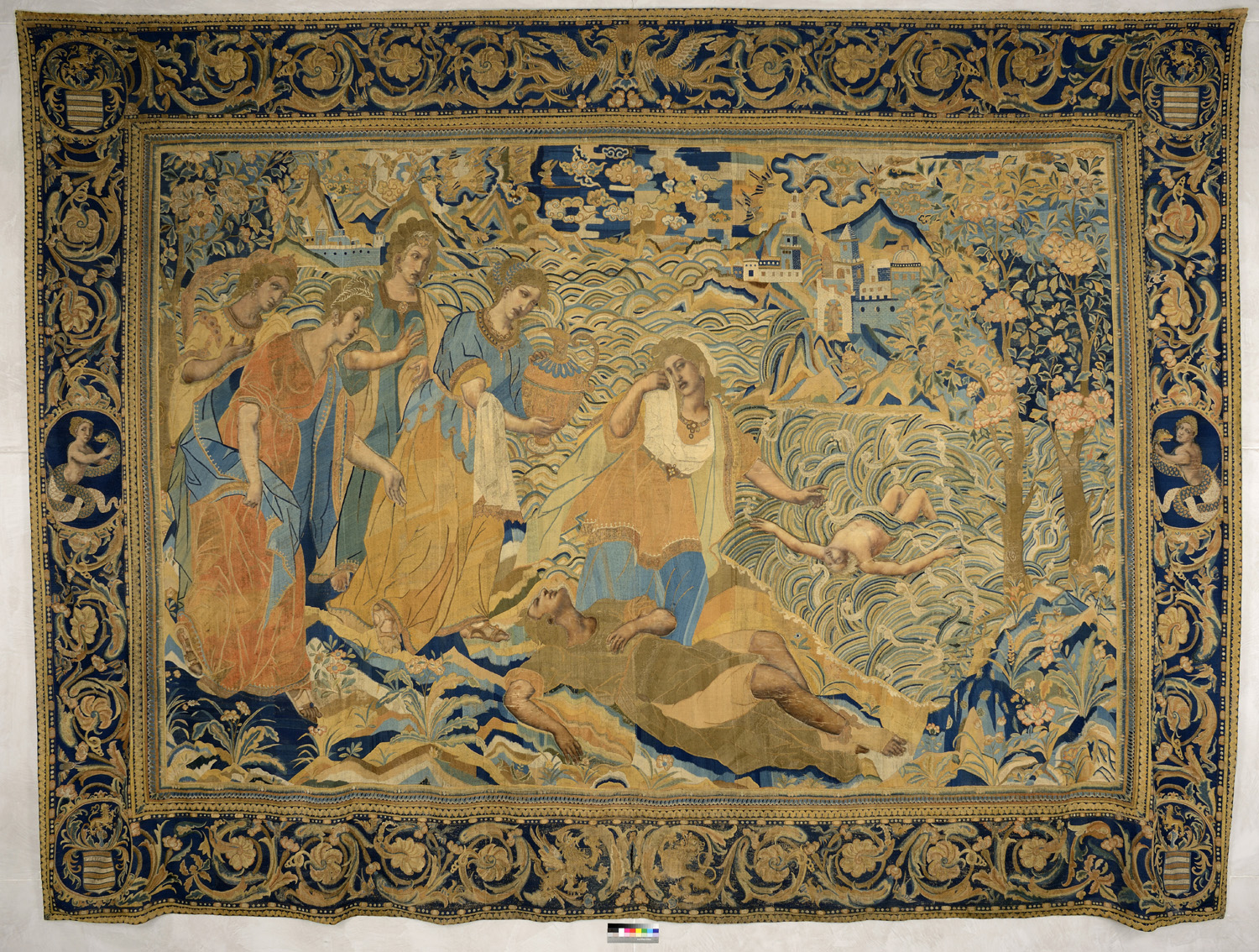
La mort de Polydore, fils de coton, fils métalliques et satin de soie, 355x475cm

Ces tentures inspirées de l’Iliade appartiennent à une suite de sept pièces qui formaient un long décor continu. L'épisode représenté est celui de la douleur d'Hécube découvrant sur le rivage le corps de son fils Polydore tué par son oncle le roi de Thrace : La mort de Polydore. Dans la deuxième tapisserie, La Vengeance d'Hécube, on voit dans le décor raffiné du palais qu'Hécube crève les yeux de l’assassin de son fils pour le venger. Ces tapisseries sont originales dans leurs exécutions. En effet, l'artiste a utilisé des broderies de plusieurs pièces de satin de soie peintes pour les visages et les chaires. Les fonds sont donc très décoratifs et stylisés. Une inscription chinoise a été révélée lors d'une restauration ce qui a permis de faire une hypothèse sur le fait que la broderie ait été faite dans un atelier extrême oriental. L'interprétation des armoiries a affirmé cette hypothèse puisqu'elles appartenaient à un gouverneur de Macao, enclave portugaise du sud de la Chine au début du XVIIe siècle.
Au même moment, les marchands portugais et hollandais importent de la porcelaine chinoise très recherchée. Pour tenter de concurrencer la porcelaine, la faïence va être créée. Une fabrique va être créée à Marseille, appelée la Veuve Perrin et commence à diffuser à partir des années 1750 une large production de faïence au décor "au petit feu". Cette technique permet de retoucher le dessin et d'intégrer le pourpre de Cassius qui ne supporte pas la cuisson à haute température. La Veuve Perrin est connue pour la richesse de sa palette, comme de sa variété de formes et de décors qui seront très imités par la suite.
Au musée, le XVIIIe siècle français est surtout représenté par un salon provenant de La Norenchal, une maison se situant à Lyon appartenant à Pierre Monlong, notable, aujourd'hui détruite. Les fresques sont de styles néoclassiques inspirées des ruines d'Herculanum et de Pompéi. Une cheminée centrale organise la pièce qui est rythmée par une succession de bandeaux de style dit à la grecques et de guirlandes de lauriers. L'usage du trompe-l’œil unifie l'ensemble. Selon une pièce d'archive, l'auteur de ce décor serait Juste-Nathan Boucher fils et collaborateur de François Boucher le célèbre peintre. L'artiste aurait fourni le dessin général au notable, qu'il aurait ensuite fait exécuter par des artisans locaux.

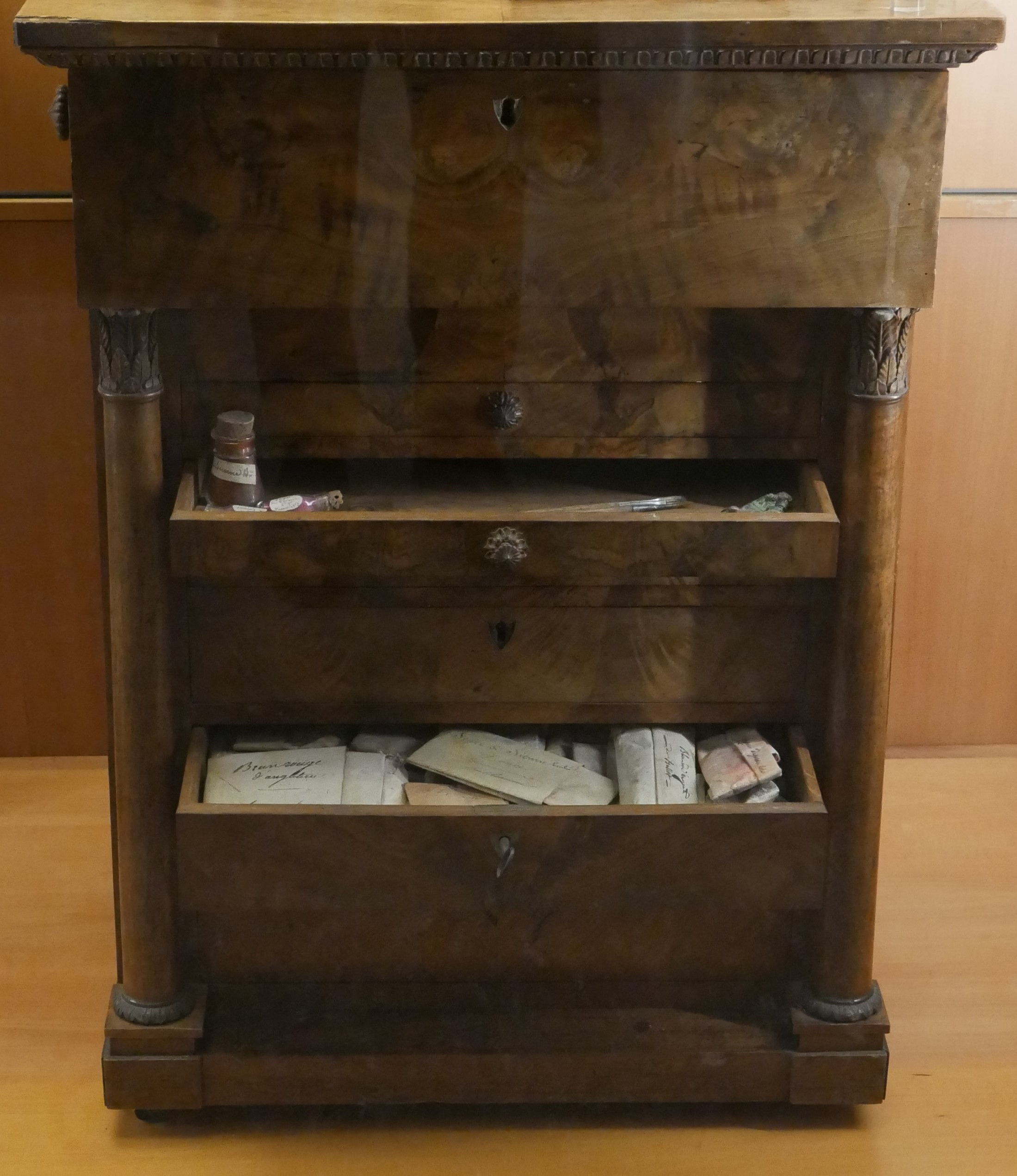
Meuble à couleurs du peintre Fleury Richard, 1810-1820

#### XIXesiècle
Le département des Objets d'art présente aussi quelques pièces du XIXe siècle, en particulier de l'époque Empire. Un guéridon du 1er quart du XIXe siècle (utilisant les techniques mixtes de la peinture sous verre avec feuilles métalliques et de fixé sous verre, peinture sur toile marouflée), prend place au côté du meuble à couleurs du peintre Fleury François Richard (1777-1852), peintre de l'École de Lyon, élève de Jacques-Louis David et précurseur du style troubadour. De nombreuses œuvres de cet artiste sont exposées au Musée des Beaux-arts de Lyon.

#### Art Nouveau Art Déco
L'exposition universelle de 1900 et l'Exposition des arts décoratifs et industriels de 1925 sont deux événements majeurs de l'Art Nouveau, puis de l'Art Déco. À travers la collection du musée des Beaux-arts de Lyon, l'Art Nouveau s'exprime dans la verrerie avec Emile Gallé et Albert Dammouse, l'Art Déco avec René Lalique, Paul Beyer, Gabriel Argy-Rousseau et Maurice Marinot. La période Art Nouveau Art Déco constitue l'âge d'or de l'art du verre et de la pâte de verre dont les artistes précédant sont les dignes représentants.

##### Art Nouveau

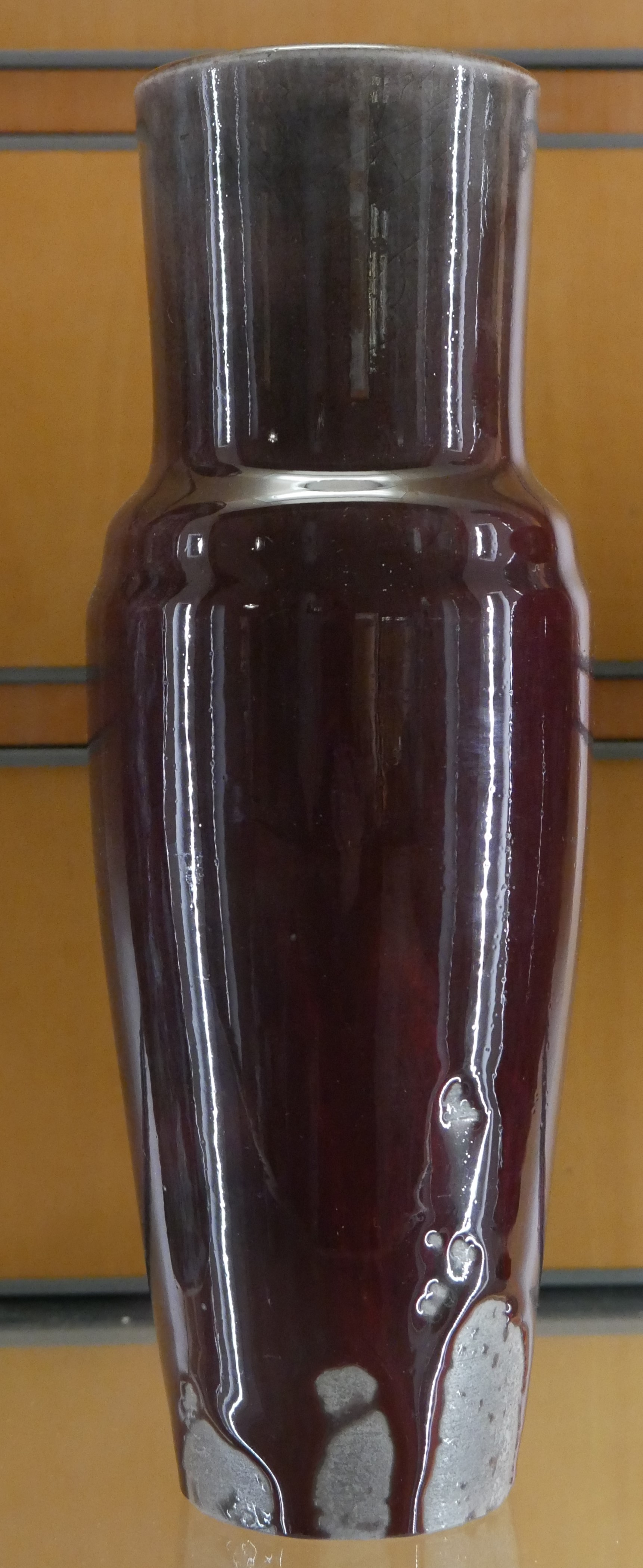
Vase, Ernest Chaplet

La céramique, la verrerie et l'ébénisterie sont à l'honneur dans cette partie du musée consacrée à l'Art Nouveau.
Dès la fin du XIXe siècle, dans le mouvement général de la renaissance des arts appliqués, la céramique fait son renouveau. Cette réaction contre l'alliance des beaux arts et de l'industrie qui avait marqué les créations d'objets d'art du second empire permet de laisser place à une nouvelle génération d'artistes voulant renouer avec l'artisanat. Les artistes tels que Ernest Chaplet, Jean Carriès ou encore Auguste Delaherche sont les défenseurs de cet artisanat d'art. De plus, l'art du Japon va jouer un rôle déterminant dans l'évolution de leurs créations. Les grès japonais vont faire forte impression lors de l'exposition universelle de 1878 et seront une réelle source d'inspiration.
La verrerie est représentée par Lucien Bégule, Auguste Morisot, deux maîtres lyonnais, ainsi qu'Emile Gallé, artiste pluridisciplinaire. En effet, Emile Gallé est l'un des acteurs majeurs du mouvement Art Nouveau en France. Il est d'abord ébéniste, fondateur de l'école de Nancy. Quelques œuvres d'ébénisterie sont exposées au sein des collections telles que le Bahut-étagère, La Berce des près (1902). Par la suite, il va peu à peu s'orienter vers la verrerie et la céramique, créant des œuvres tout à fait étonnantes tel que le Vase à motifs de chardons, vers 1900. Il met à profit sa science de la botanique pour reproduire fidèlement les espèces végétales et florales sur les verreries. Il passe ainsi énormément de temps dans ses ateliers pour perfectionner sa technique. Ce vase est ainsi constitué de couches de verre superposées de tonalités différentes, gravées ensuite afin de révéler les couleurs sous les différentes couches de verre. Il applique ensuite de la matière à chaud pour créer le motif de chardons en relief. Emile Gallé a rarement recours à la monture pour ses verreries, mais il va petit à petit se tourner vers cet ajout qui fera partie intégrante de ses compositions.
Auguste Morisot est l'un des artistes les plus complets du début du XXe siècle. Son œuvre couvre le champ des beaux-arts et des arts appliqués. Après sa formation à l'école des Beaux-Arts de Lyon, il va parfaire son apprentissage auprès du maître verrier Paul Nicod. Il va alors exécuter des vitraux pour son appartement dont Jour et Nuit et La cuisine sont exposés au musée des Beaux-Arts. Dans ses vitraux il met en scène son épouse Pauline et sa fille Marcelle d'abord enfant puis adolescente. Il varie les techniques et les verres utilisés pour obtenir des effets d'accentuation et de contrastes. Petit à petit il va se libérer des influences de l'art Nouveau pour aller vers un style plus épuré typique de l'esthétisme l'art déco.
Œuvre majeure de la période Art Nouveau et de l'ébénisterie, la chambre Art nouveau d'Hector Guimard est le seul ensemble mobilier du parcours. Ce mobilier fut dessiné par Hector Guimard, architecte né à Lyon, qui fut à l'origine des célèbres entrées du métro parisien. L'ensemble vient de l’hôtel conçut par Guimard à Paris peu après son mariage en 1909.

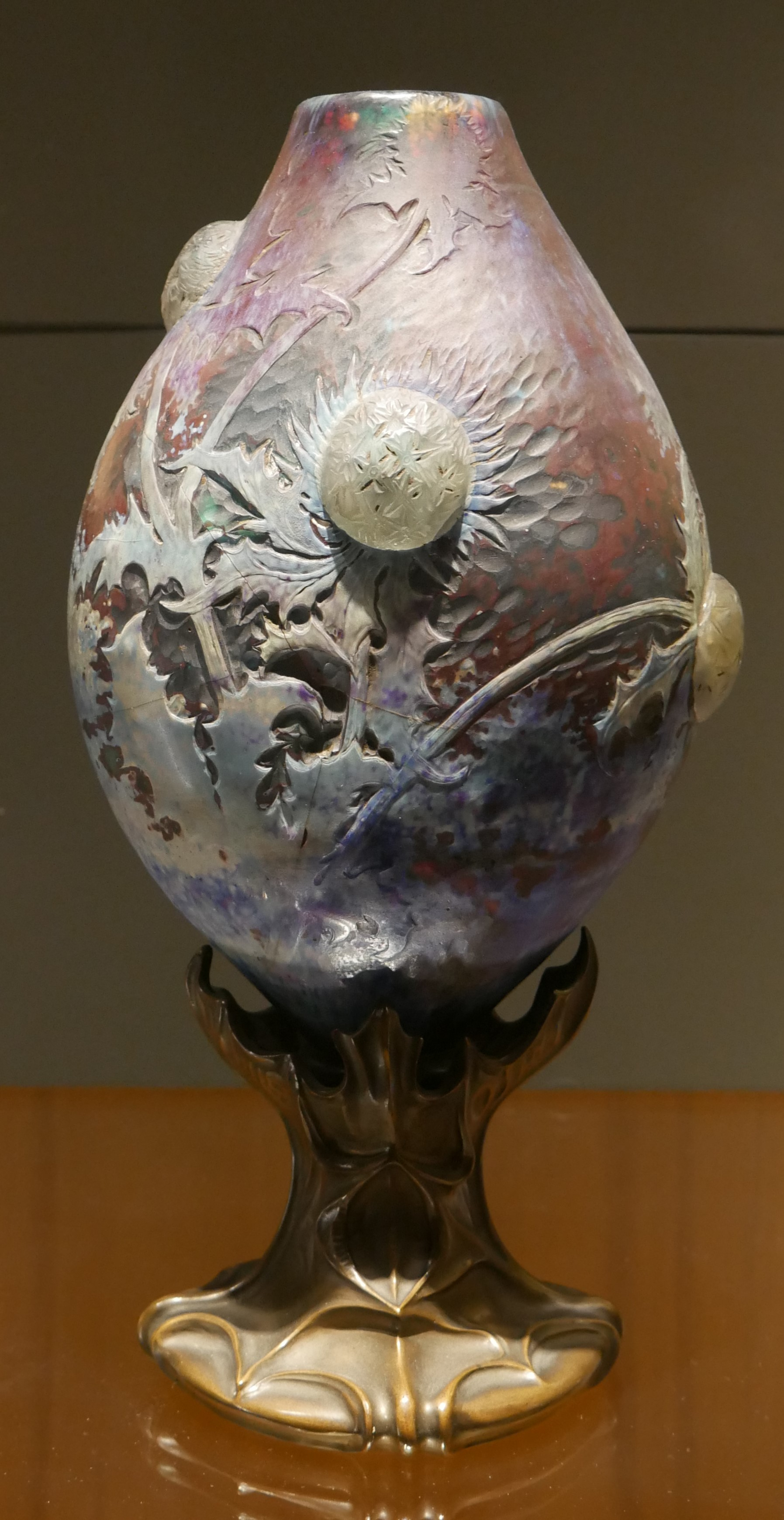
Vase à motifs de chardons, vers 1900, Émile Gallé (1846-1904)
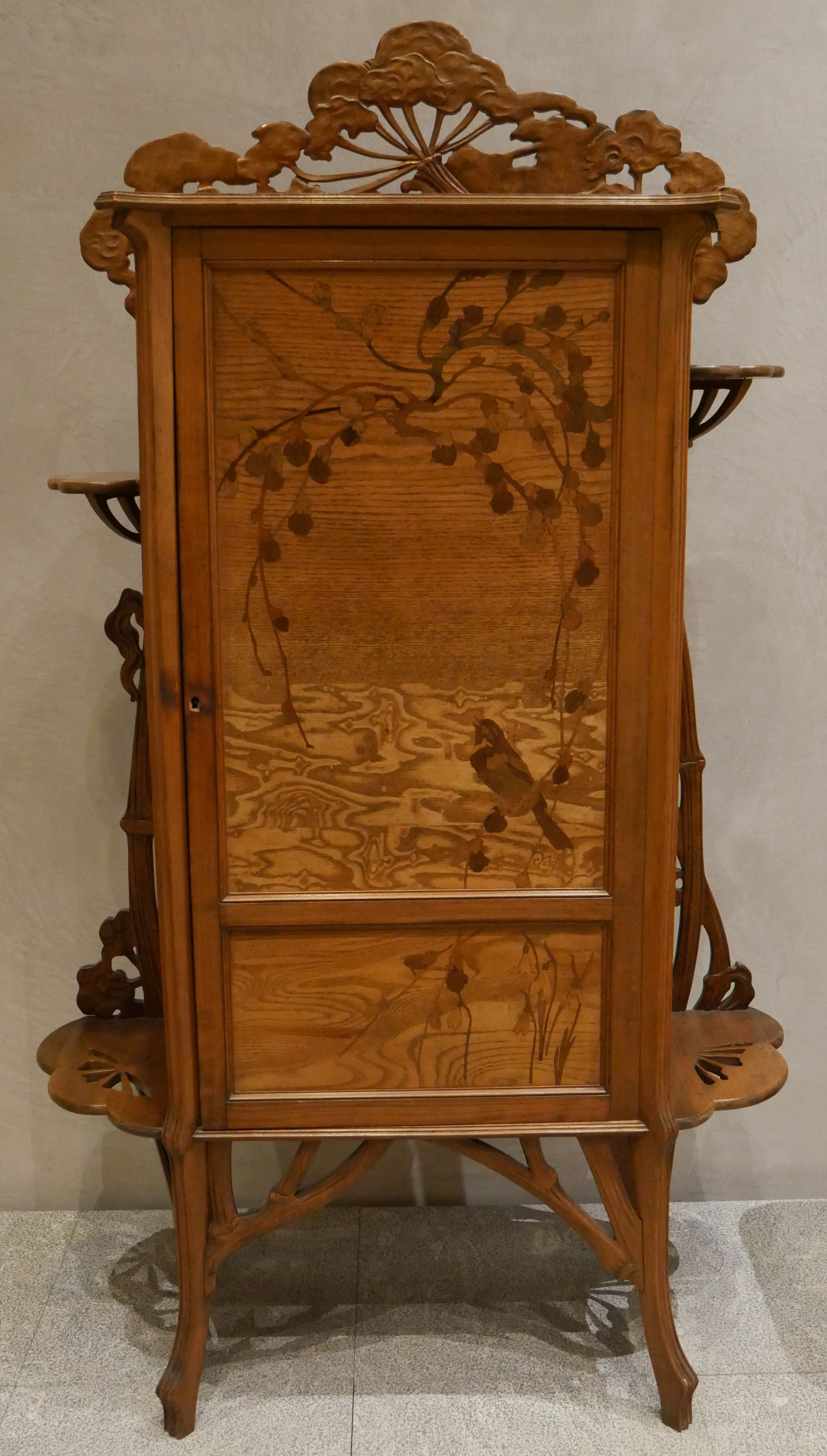
Bahut - étagère, La Berce des prés, vers 1902, Emile Gallé (1846-1904)
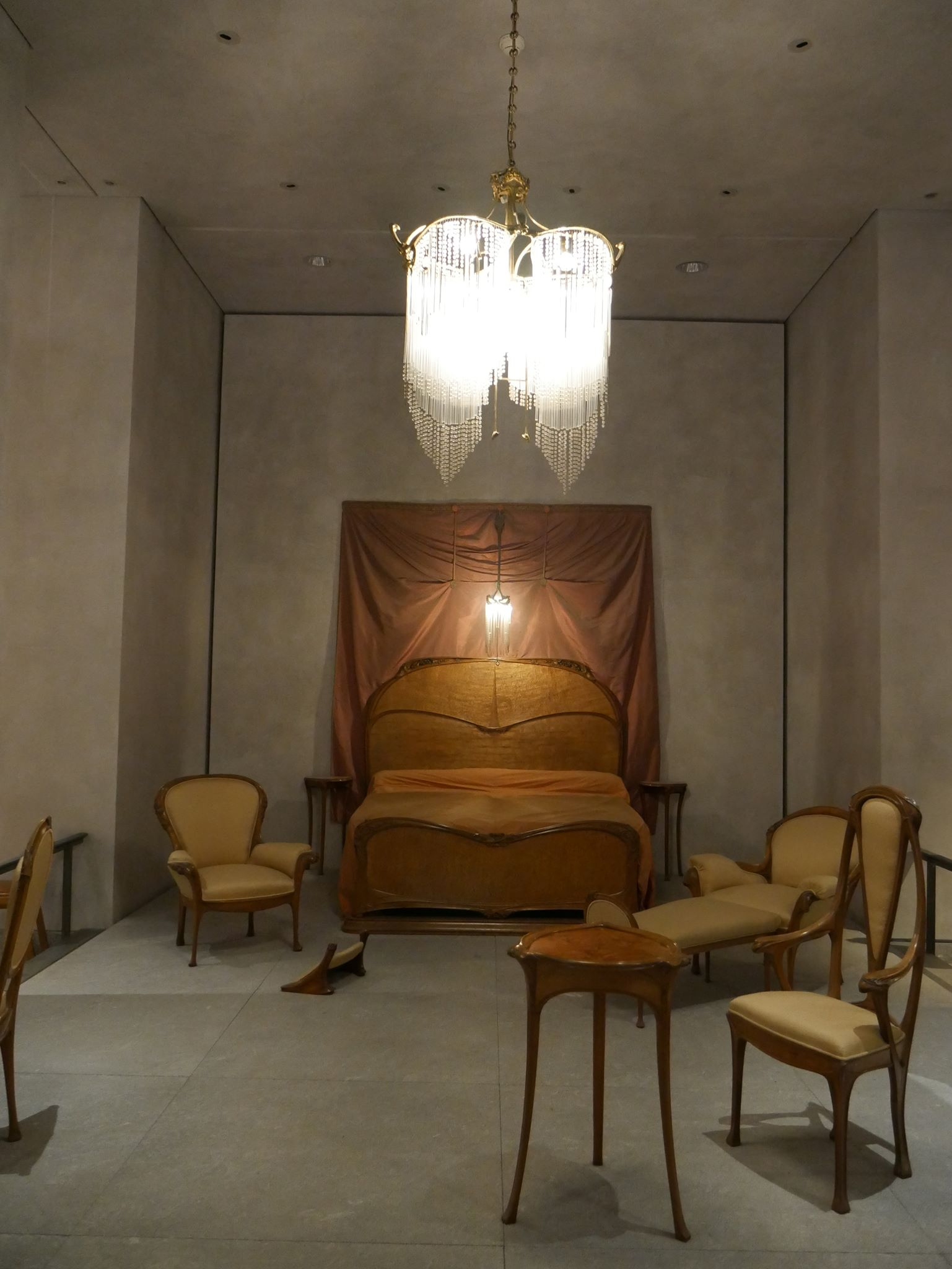
La chambre de Madame Guimard, 1909-1912

##### Art déco

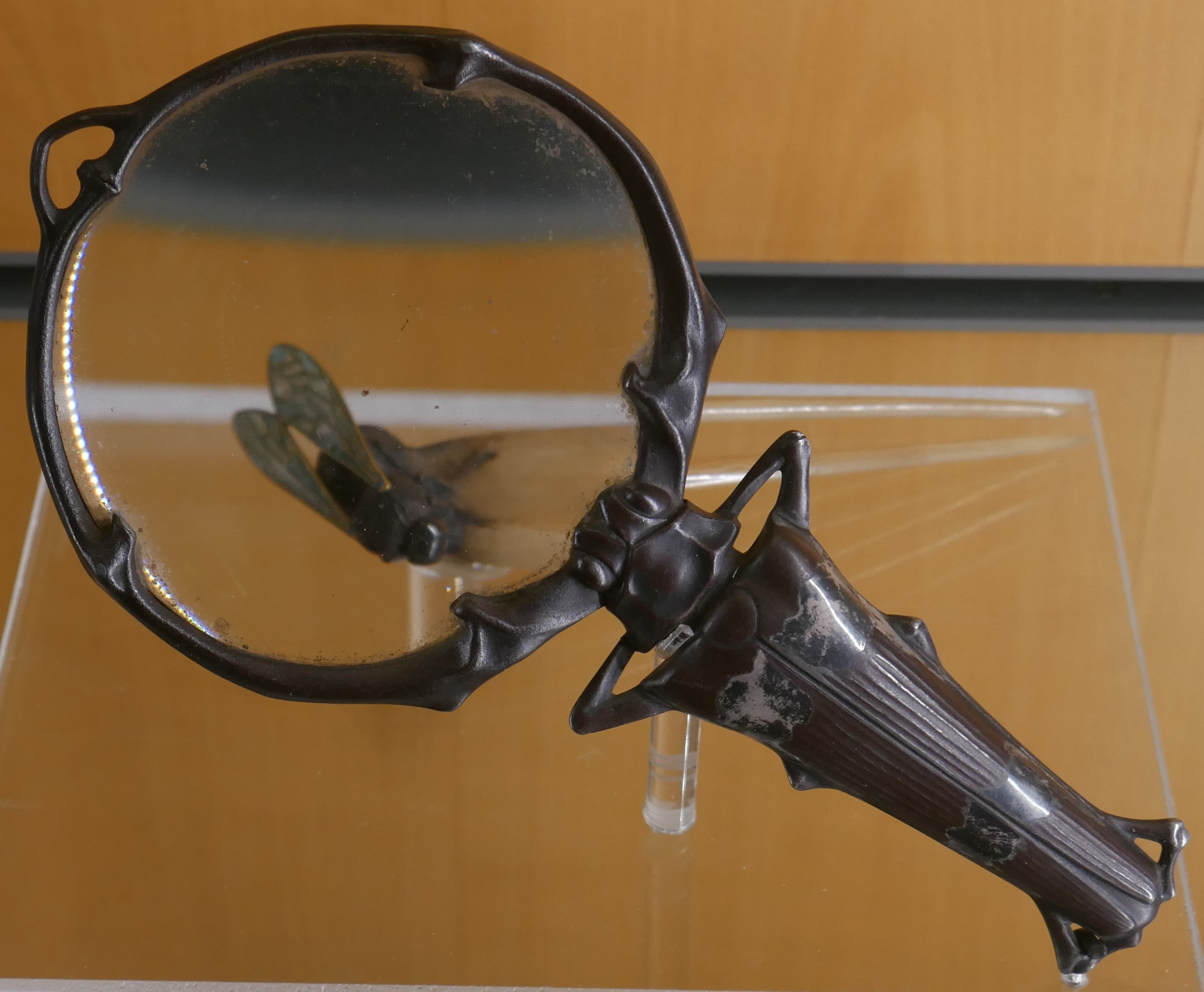
Loupe, Lucien Gaillard (1861-1943)

La section des objets d'arts décoratifs succède à la salle exposant le mobilier de la Chambre de Mme Guimard. Cette section présente les objets produits par des sculpteurs, vitraillistes, céramistes, maître verriers, ébénistes, à partir des années 1920.
On retrouve des œuvres de Louis Bouquet, Marcel Gimond, Léon Albert Jallot, André Metthey, René Lalique, Maurice Marinot, Jean Nicolas Gerard, Albert Gleizes, Robert Wlérick, Michel Zadounaïsky, Charles Piguet, Jacques-Emile Ruhlmann, Claudius Linossier, Francisque Chaleyssin, Anne Dangar, Christian Krass, Émile Malespine , Michel Zadounaïsky , Marius et Lucien Magnin , Claude Dalbanne , Jean Aslanidès.
Ces différents artistes sont répartis dans trois vitrines exposant l'art du XXe siècle : Arts décoratifs, Céramique du XXe siècle et Céramique et Verre du XXe siècle.

En 1924, Léon Rosenthal (1870 -1932) prend la tête du musée des Beaux-Arts de Lyon. C'est lui qui sera à l'origine de la section des arts décoratifs au sein du musée. Ancien critique des Salons, il appréciait particulièrement les objets d’art et créa aussitôt une salle « des arts décoratifs modernes ». En 1925 se tient justement à Paris l’Exposition internationale des Arts décoratifs et industriels modernes. Il va alors acquérir une table Sue et Mare, la vitrine bibliothèque de Léon Albert Jallot (1874-1967) présentée dans le grand salon de l’ambassade française, un flacon en verre de couleur de Maurice Marinot (1882-1960) ainsi qu’un ensemble de verreries de René Lalique (1860-1945). 

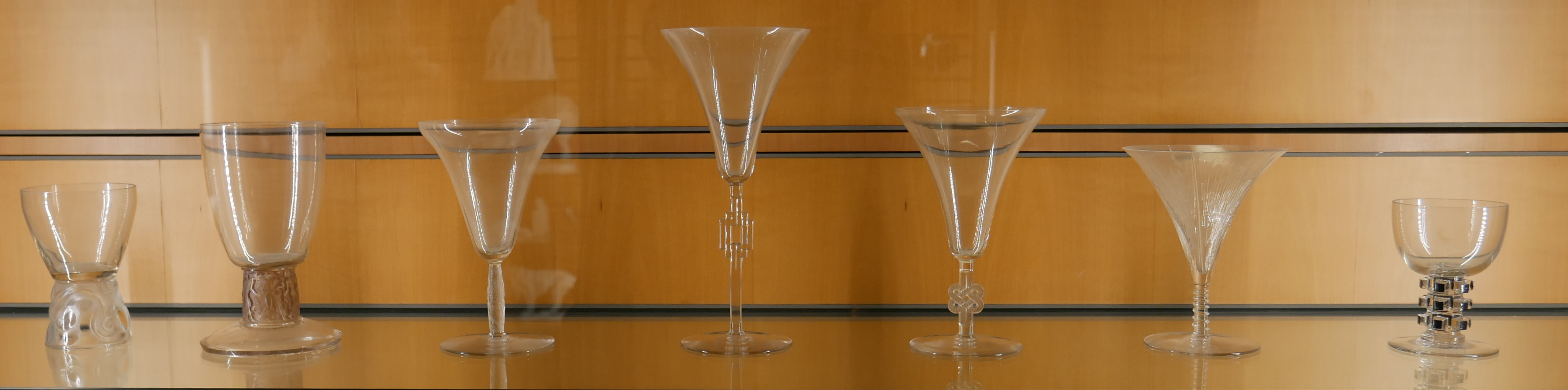
Verres à pied, 1912-1926, René Lalique (1860-1945)

Après cette exposition internationale, le musée acheta directement à Jacques-Émile Ruhlmann un meuble vide poche à la structure très simple. Il s'agit d'un coffre rectangulaire à deux portes et trois tiroirs en façade, monté sur quatre pieds en fuseaux caractéristiques de son œuvre. Comme la plupart des ébénistes du XVIIIe siècle, il accorde un soin tout particulier au placage et à la marqueterie ayant la volonté de renouer avec l'artisanat de prestige. Le placage du meuble reçoit donc des incrustations d'ivoire sous la forme de joints et de denticules qui recouvrent les tiroirs et les portes. Pour rajouter une touche de raffinement au meuble, il rajoute des boutons de tirages en ivoire avec des effilés de soie.
Pour accéder à la salle « des arts décoratifs modernes » en 1928 au sein du musée des Beaux-Arts, le visiteur devait franchir une porte en fer forgé dans le pur style Art Déco. Cette œuvre emblématique de Charles Piguet est une grille ornée d'un tableau modelée en fer dont le sujet s'inspire de l'antique :  la porte « à l'oiseleur » créée en 1919. Il représente un joueur de flûte charmant des oiseaux dans une auréole de gui. Il va être médaillé lors de l'Exposition de 1925 pour la création des portes du Pavillon Lyon-Saint-Etienne. C'est un véritable ferronnier d'art. Les lignes sobres de ce nouveau style s'adaptent très bien à ce matériau : le fer forgé. Il va acquérir une grande notoriété ce qui lui permettra de répondre à de nombreuses commandes.

###### Arts décoratifs
- Louis Bouquet
- Marcel Gimond
- Leon Albert Jallot
- André Methey
- René Lalique

###### Céramiques duXXesiècle
- Jean Nicolas Gerard
- Albert Gleizes
- Robert Wlérick
- Anne Dangar

###### Céramiques et verres duXXesiècle
- Michel Zadounaïsky
- Charles Piguet

Dans une des vitrines du musée se trouvent des œuvres de l'artiste François Pompon.

Quelques œuvres de la section arts décoratifs
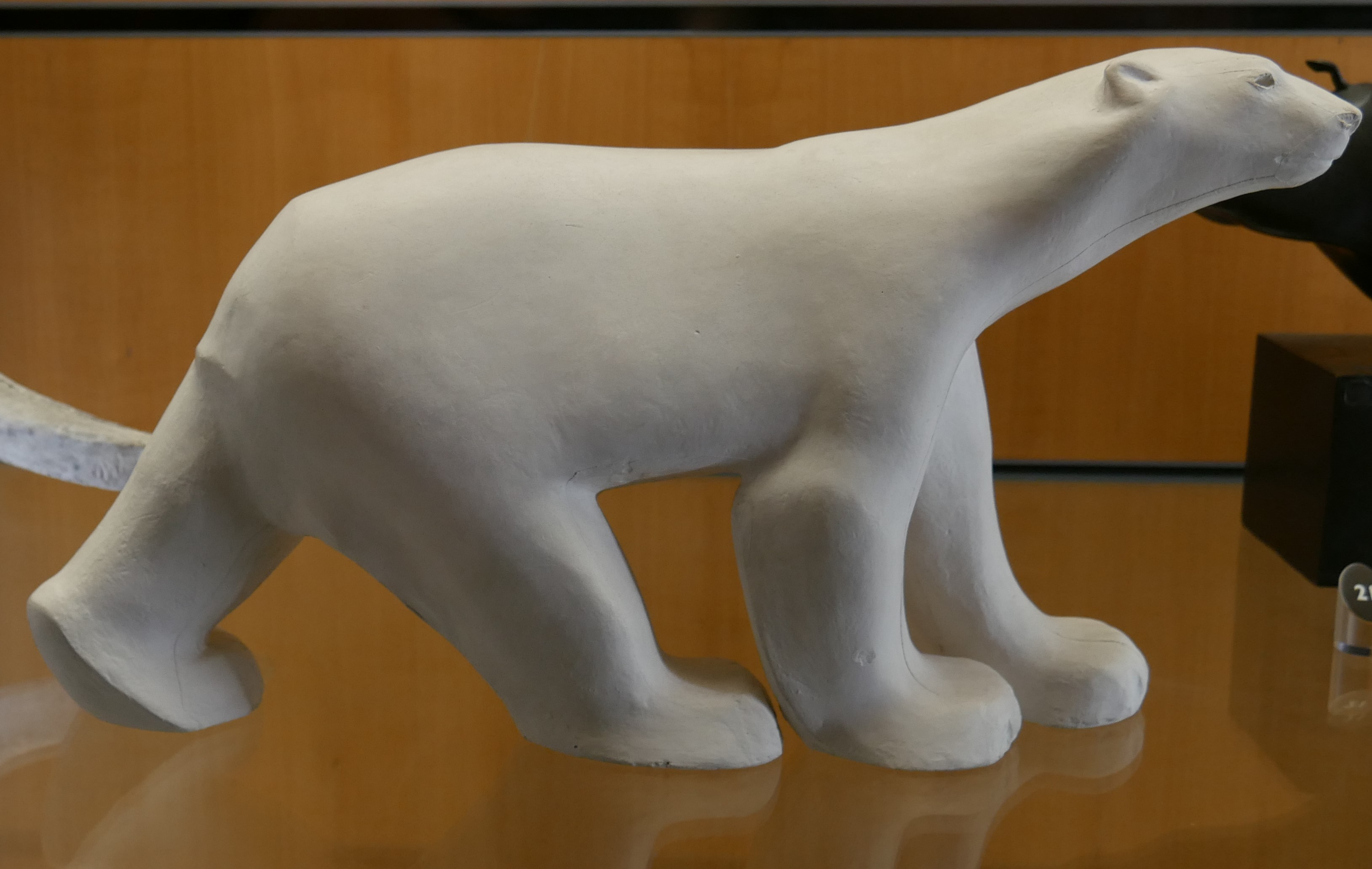
Ours blanc, épreuve du 4e état, 1923-1933, François Pompon (1855-1933)
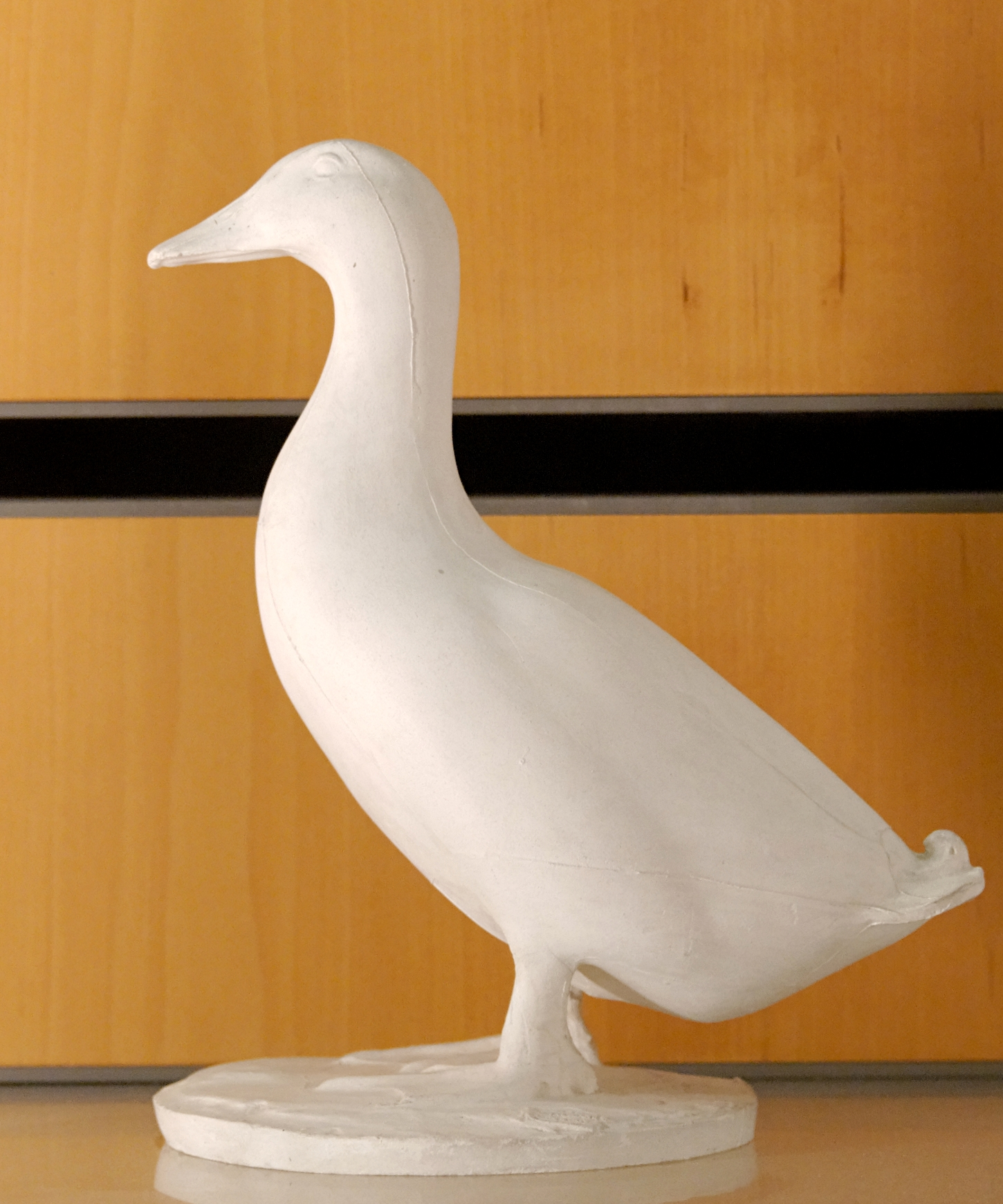
Canard, 1934, de François Pompon (Saulieu 1855- Paris 1933)
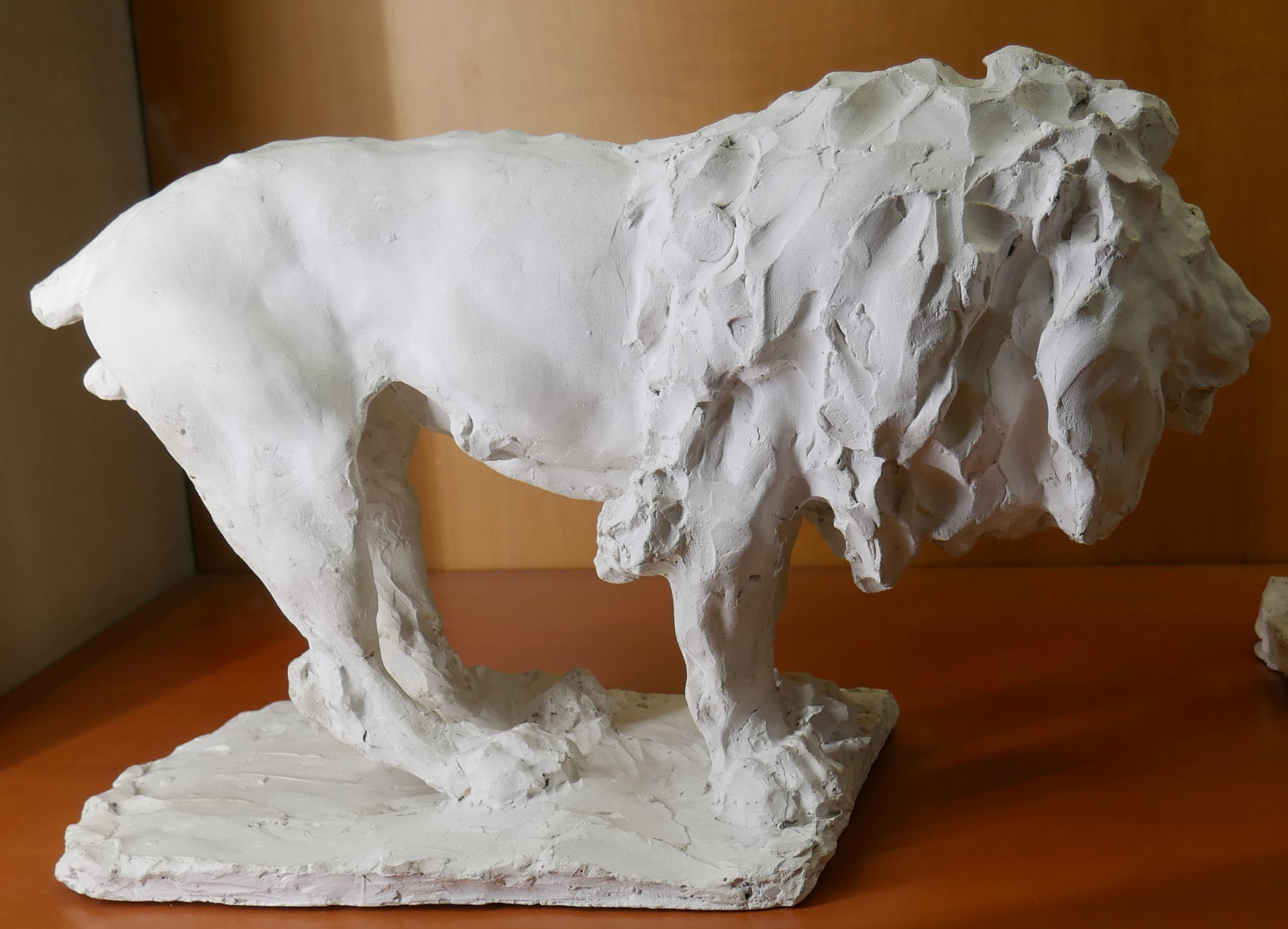
Lion debout, vers 1903, Rembrandt Bugatti (1884-1916)
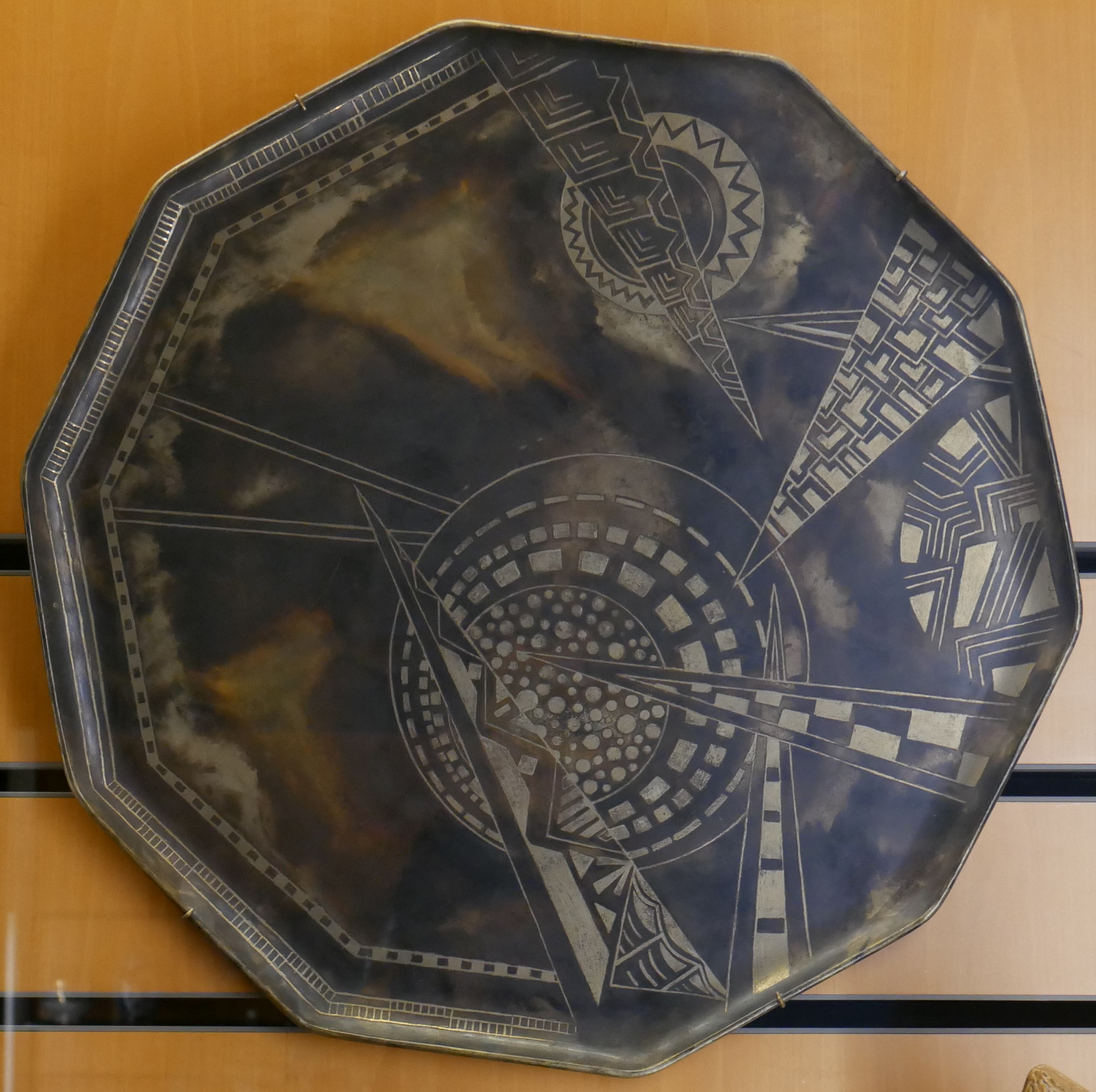
Plat, 1925, Jean Dunand (1897-1922)
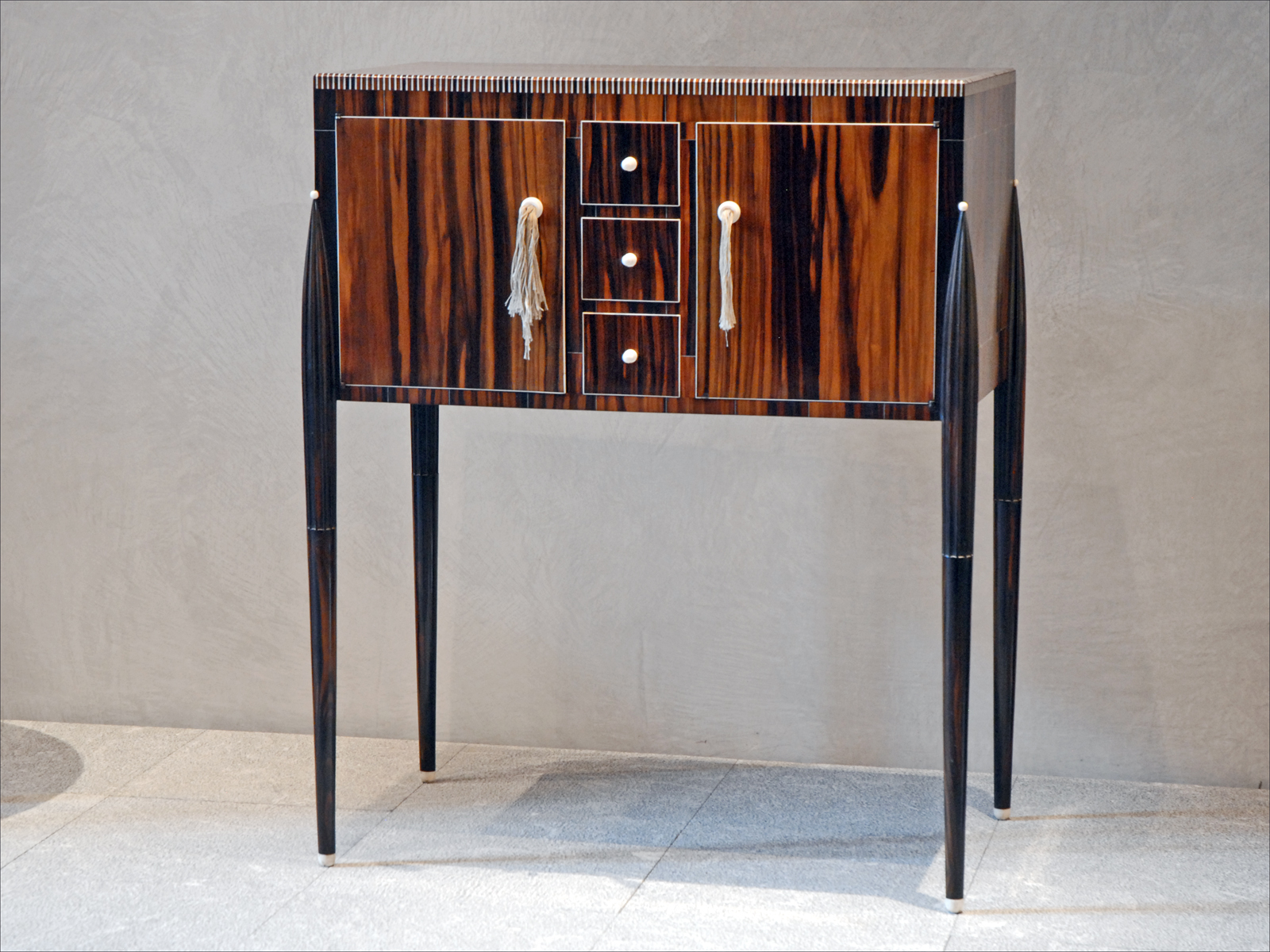
Meuble vide poche de Jacques-Emile Ruhlmann (Paris 1879-Paris 1933)
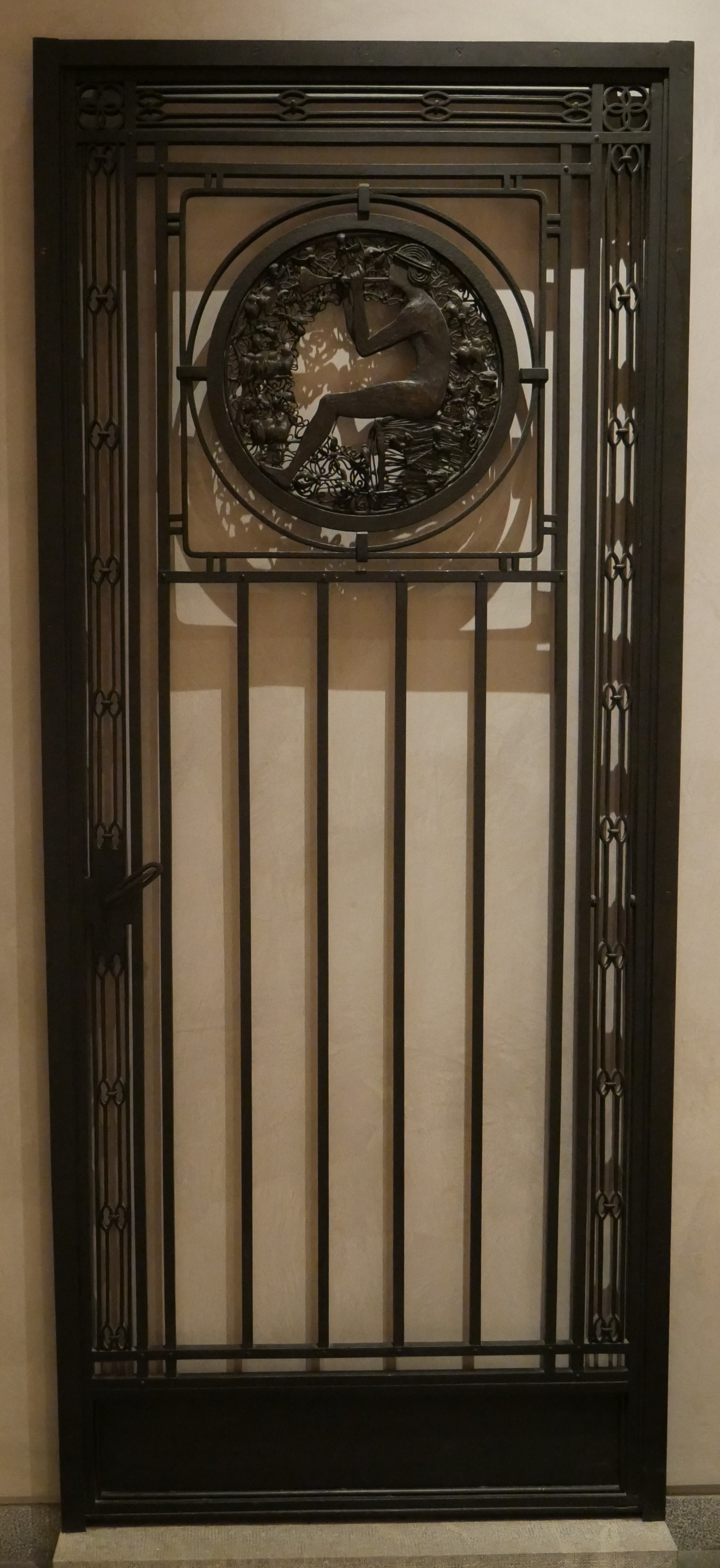
La Porte "à l'oiseleur", 1919, de Charles Piguet (Bière, 1887- Lyon 1942)
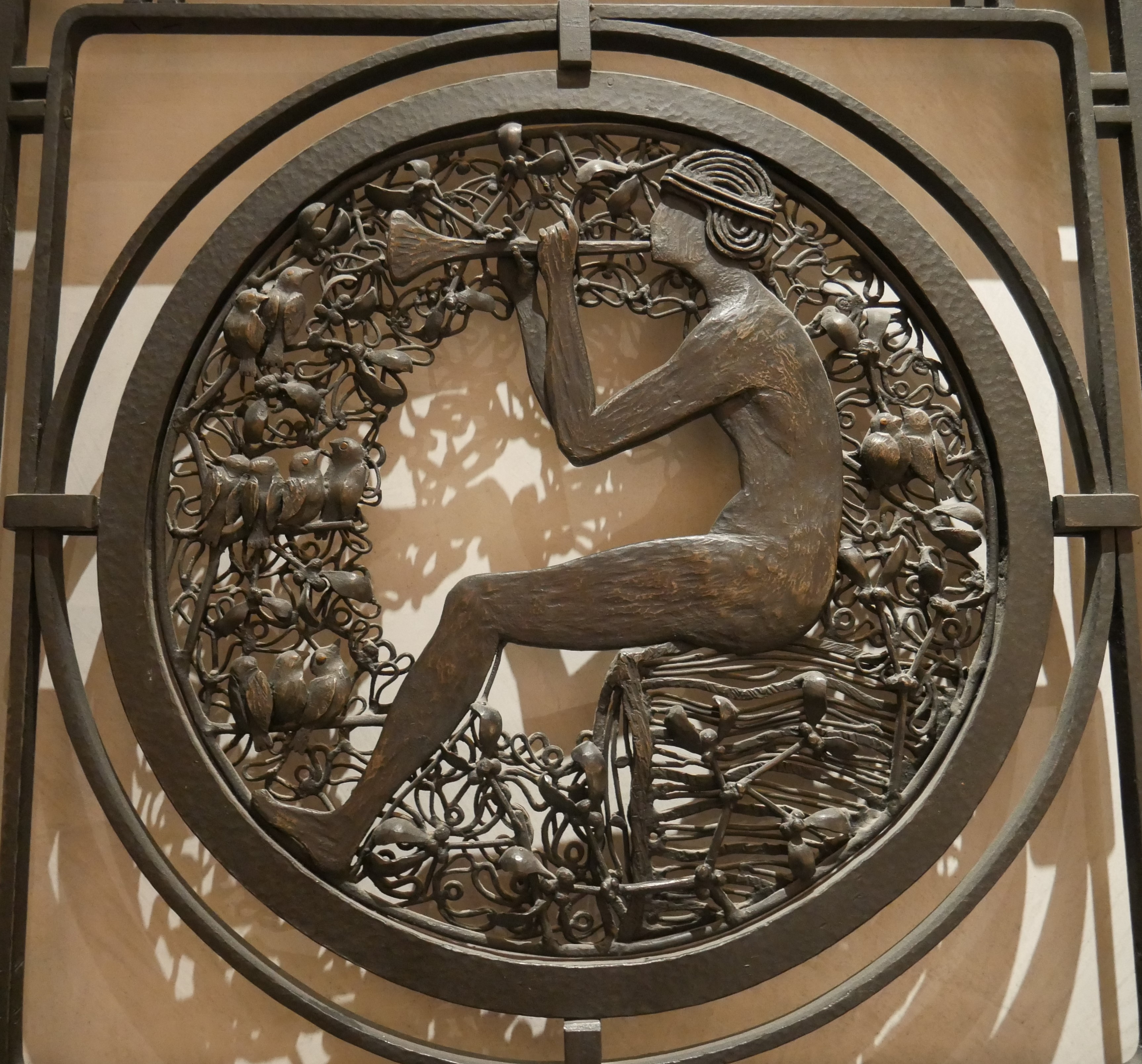
La Porte "à l'oiseleur" (détail), 1919, de Charles Piguet (Bière, 1887- Lyon 1942)

#### Art contemporain
La collection de céramique moderne et contemporaine a été acquise en 1917 par l'historien de l'art Henri Focillon alors directeur du musée des Beaux-Arts. Cette collection de céramiques extrêmes orientales, ayant appartenu au peintre Raphaël Collin, se compose de près de quatre cents pièces. Elle est le témoin de l'engouement pour les grès japonais à la suite de leurs découvertes lors de l'Exposition universelle de Paris en 1878. Elles sont caractéristiques par leurs formes accidentées, leurs décors de coulures. Ces formes d'expressions vont fortement influencer les artistes céramistes de la fin du XIXe siècle. Jean Carriès va être l'un de ces artistes à s'intéresser aux grès japonais, dans l'emploi des coulures d'or et des traînées blanches. Ces types de décors de coulures vont ensuite ouvrir la voie aux artistes modernes tels qu'Emile Decoeur, Georges Serré ainsi que Paul Beyer. L'influence de ces potiers japonais va se retrouver dans les productions des céramistes d'après-guerre. L'artiste Daniel de Montmollin va dominer la technique en créant un véritable mode d'expression : il reproduit un émail japonais du XVIe siècle dit Shinô de couleur orange marron et les glaçures à effet gouttes d'huile. La technique Shinô fût créée par Shinô Munenobu l'un des fondateurs de la cérémonie du thé. Le céramiste est également l'un des plus grands spécialistes des émaux à base de cendres végétales. En 1972 l'art de Camille Virot interpelle par sa pratique du raku, une technique japonaise d'émaillages successifs. Elle a ainsi réalisé une série de bols à thé, un écho contemporain aux anciens bols de la collection de Raphaël Collin.
Depuis octobre 2019, un nouvel espace temporaire situé dans la salle du décor du salon de Norenchal est consacré aux céramiques de la production contemporaine.

### Médaillier

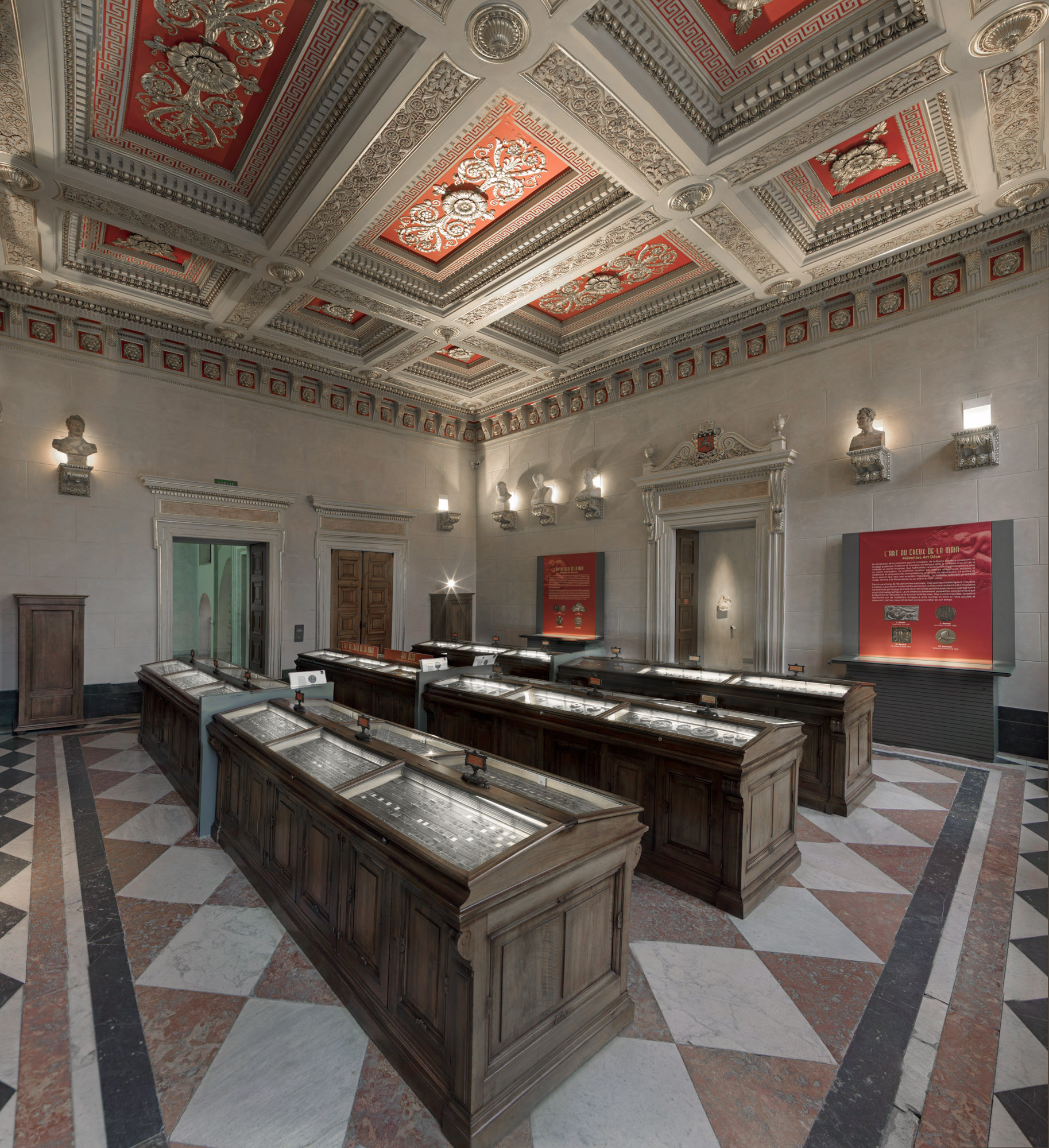
Vue d'ensemble de la salle du médaillier.

Le médaillier de Lyon est le deuxième médaillier de France après le Cabinet des médailles de la Bibliothèque nationale de France à Paris. Il conserve près de 50 000 objets : monnaies, médailles, sceaux, etc. Il est connu au niveau européen et tient une place prépondérante dans la numismatique mondiale depuis sa création au début du XIXe siècle.

#### Histoire
Les premières collections de numismatique du musée des Beaux-Arts sont constituées au début du XIXe siècle, lorsqu'en 1810, le musée, alors dirigé par François Artaud, reçoit 8 585 monnaies provenant des deux plus importantes collections lyonnaises d'avant la Révolution, celles du collège de la Trinité et celle du cabinet de la ville. Durant la première moitié du siècle, des monnaies locales et des trésors gallo-romains rejoignent les collections. La richesse des séries celtiques et médiévales est due aux grandes collections lyonnaises qui entrent au musée dans la seconde moitié du siècle, comme les collections Saussaye et Morin-Pons en 1863.

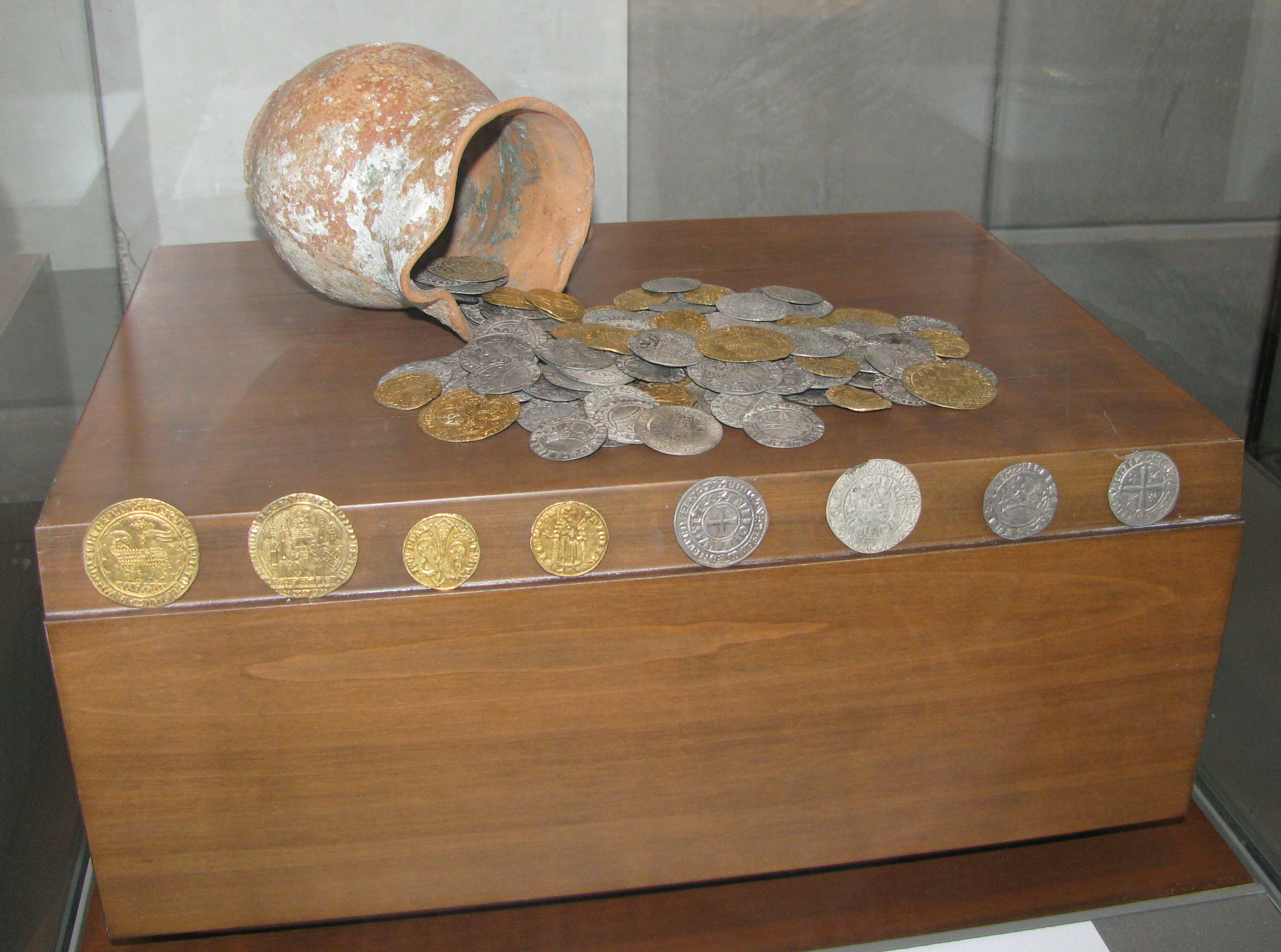
Le trésor des Terreaux.

À partir de 1878, le nouvel élan donné aux acquisitions par la direction du musée concerne également le médaillier : celui-ci gagne de nombreuses pièces et diversifie ses collections grâce à l'action de ses deux conservateurs, Jean-Baptiste Giraud et Paul Dissard, qui achètent aussi bien auprès de particuliers que d'experts. Après une période d'abandon durant les années 1910-1930, le XXe siècle est marqué par les grands travaux de recherche scientifique entrepris pour inventorier le vaste fonds qui constitue désormais les collections : ils sont menés par Jean Tricou et Louis Chaurand à partir de 1936 et s'étendent sur plusieurs années.
À la fin du XXe et au début du XXIe siècle, le musée a pu s'enrichir de pièces importantes grâce à la découverte de trésors monétaires comme les trésors des Terreaux en 1993 et des Célestins en 2004. Lors de la rénovation du musée des années 1990, le médaillier est déplacé dans sa salle actuelle et son approche muséographique est revue pour faire honneur à l'ampleur des collections.

#### Collections
Le médaillier du musée des Beaux-Arts de Lyon possède des collections couvrant un très vaste espace numismatique. Si ses séries les plus nombreuses viennent de la Rome antique, il possède également de belles collections grècques, celtiques et médiévales. Le médaillier conserve également de nombreuses médailles témoins de la richesse de l'histoire de cet art à Lyon, et des bijoux.
Sa collection la plus riche concerne l'antiquité, et surtout l'Empire Romain, sa série de pièces impériales est presque complète. Il conserve ainsi près de 15 000 pièces romaines dont quelques œuvres rares tel un sesterce d'Auguste à l'autel des trois Gaules frappé à Lyon ou les objets du trésor de Ruffieu. Le médaillier possède également plus de 2 000 monnaies grecques, presque 2 000 monnaies gauloises dont un décadrachme de Syracuse d'Évainète ou un statère de Vercingétorix. Concernant les monnaies médiévales, il possède notamment environ 2 500 monnaies royales et 2 500 monnaies féodales, mais aussi des monnaies mérovingiennes, carolingiennes, des jetons, méraux et poids. Il est riche de nombreuses médailles dont certaines datant de la naissance de cet art à la Renaissance, dont l'une des premières au monde, celle de Jean VIII paléologue de 1438-1439 ou celle de Louis XII et d'Anne de Bretagne réalisée à Lyon en 1499.

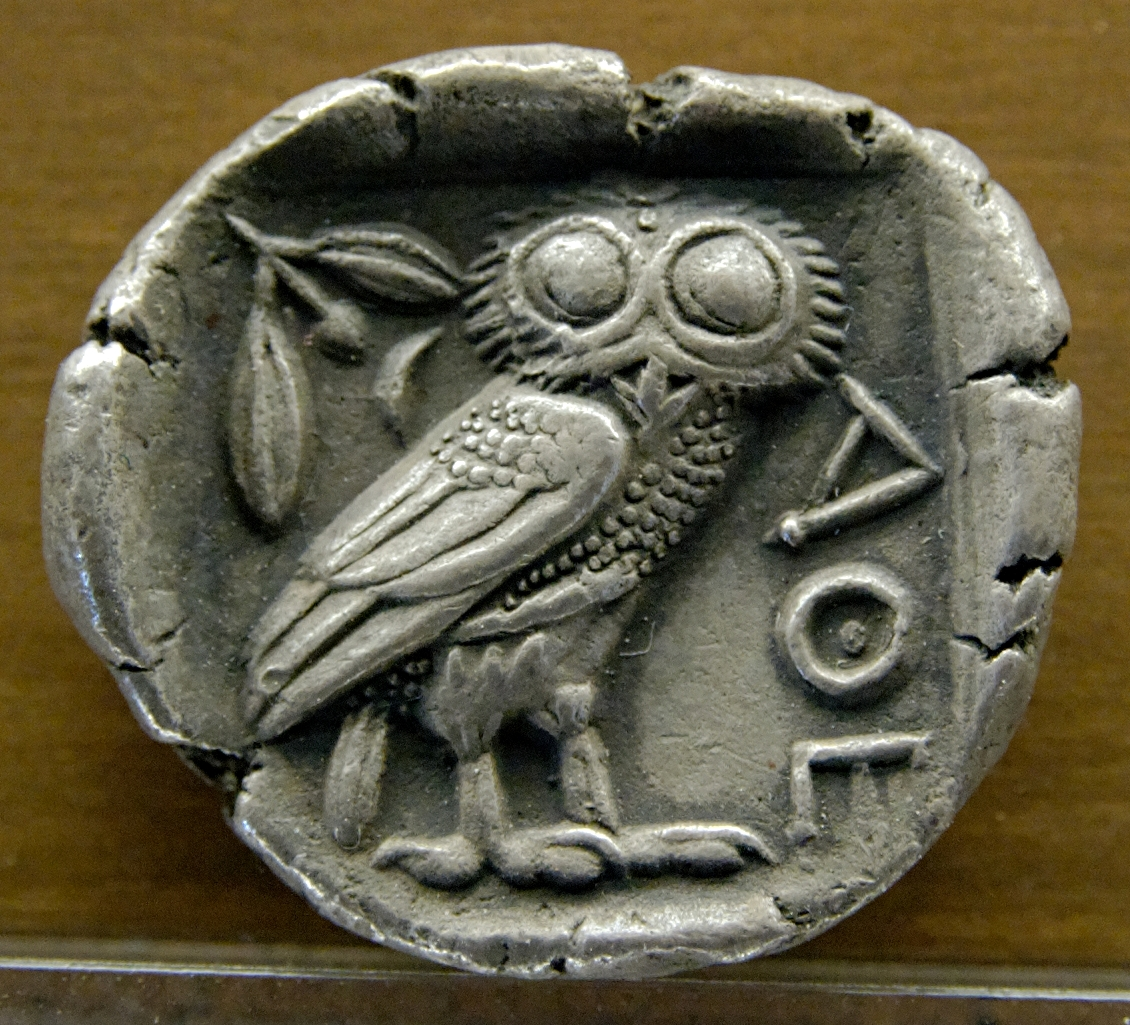
Tétradrachme d'Athènes, vers -480/-420.
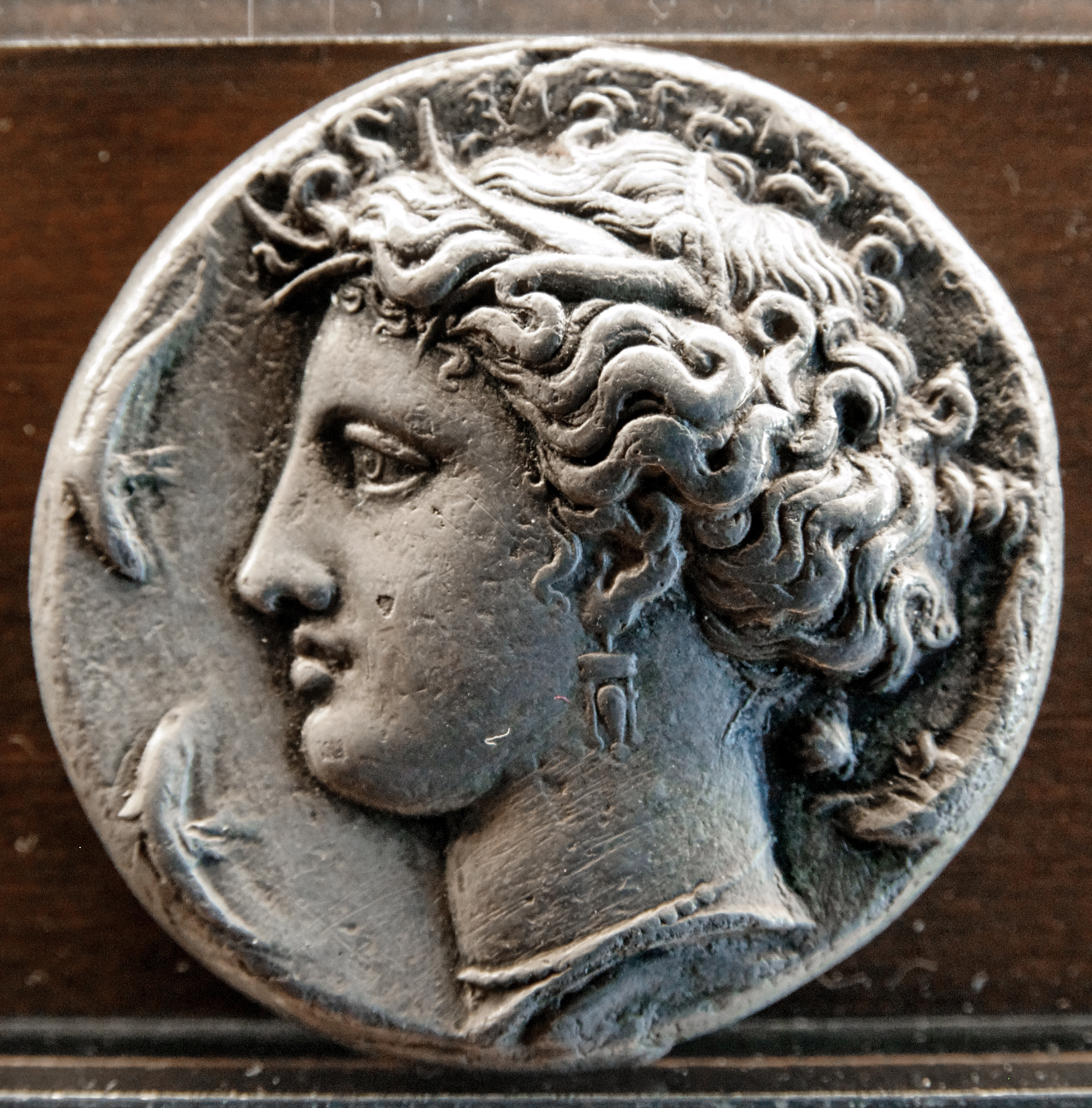
Tête d'Aréthuse, décadrachme de Syracuse, vers -400.
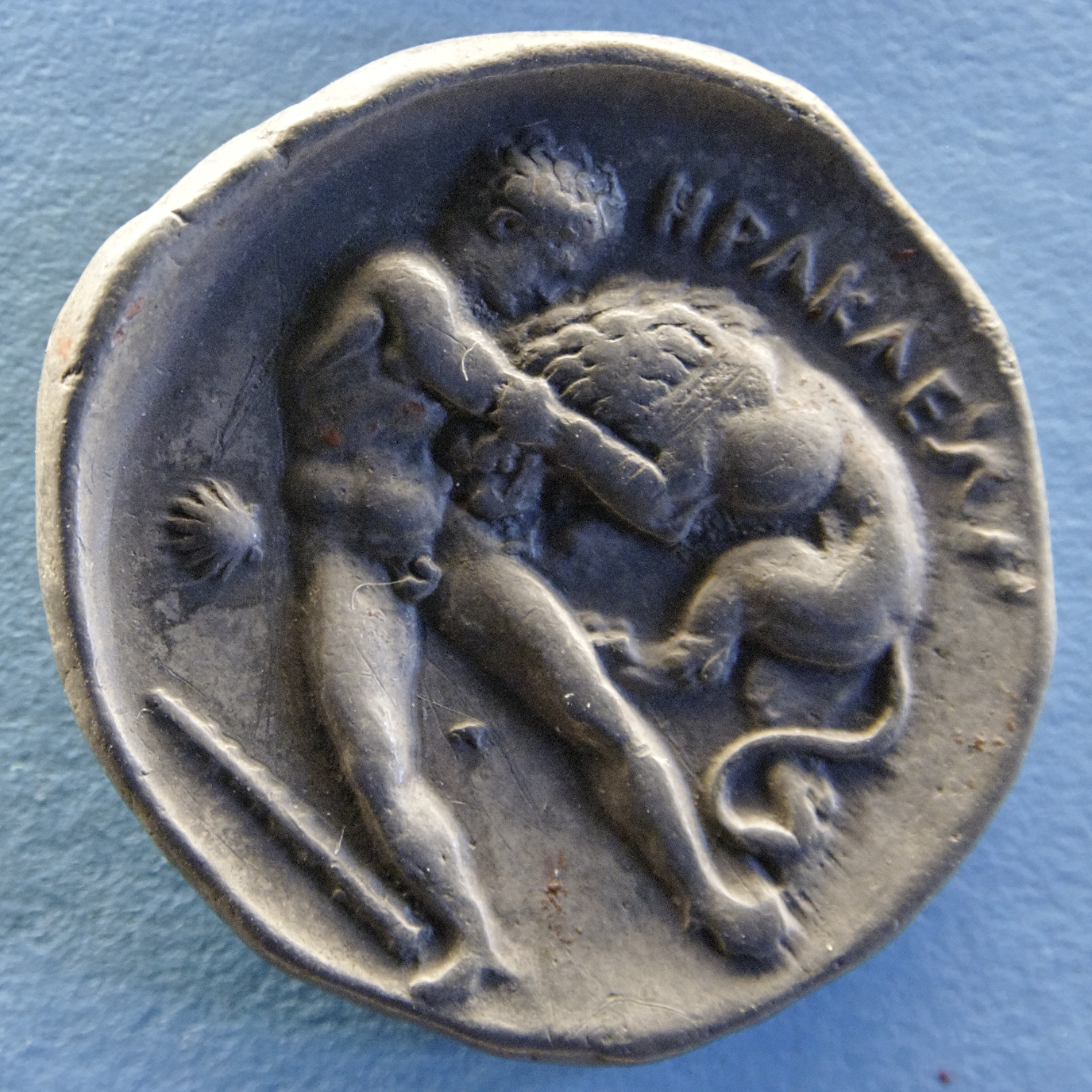
Héraclès combattant le lion de Némée. Pièce d'argent d'Heraclea Lucania.
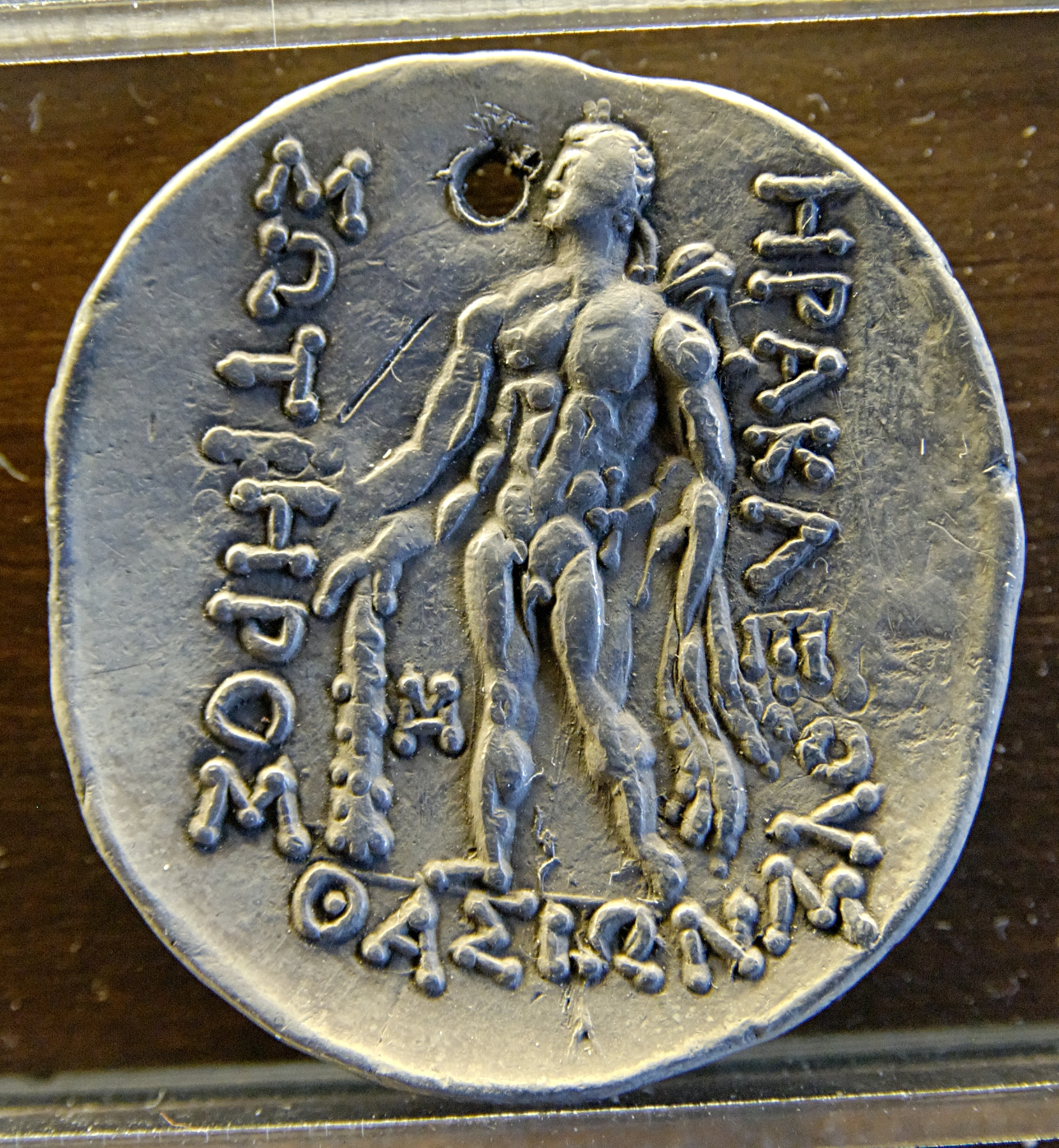
Héraclès, tétradrachme de Thasos.
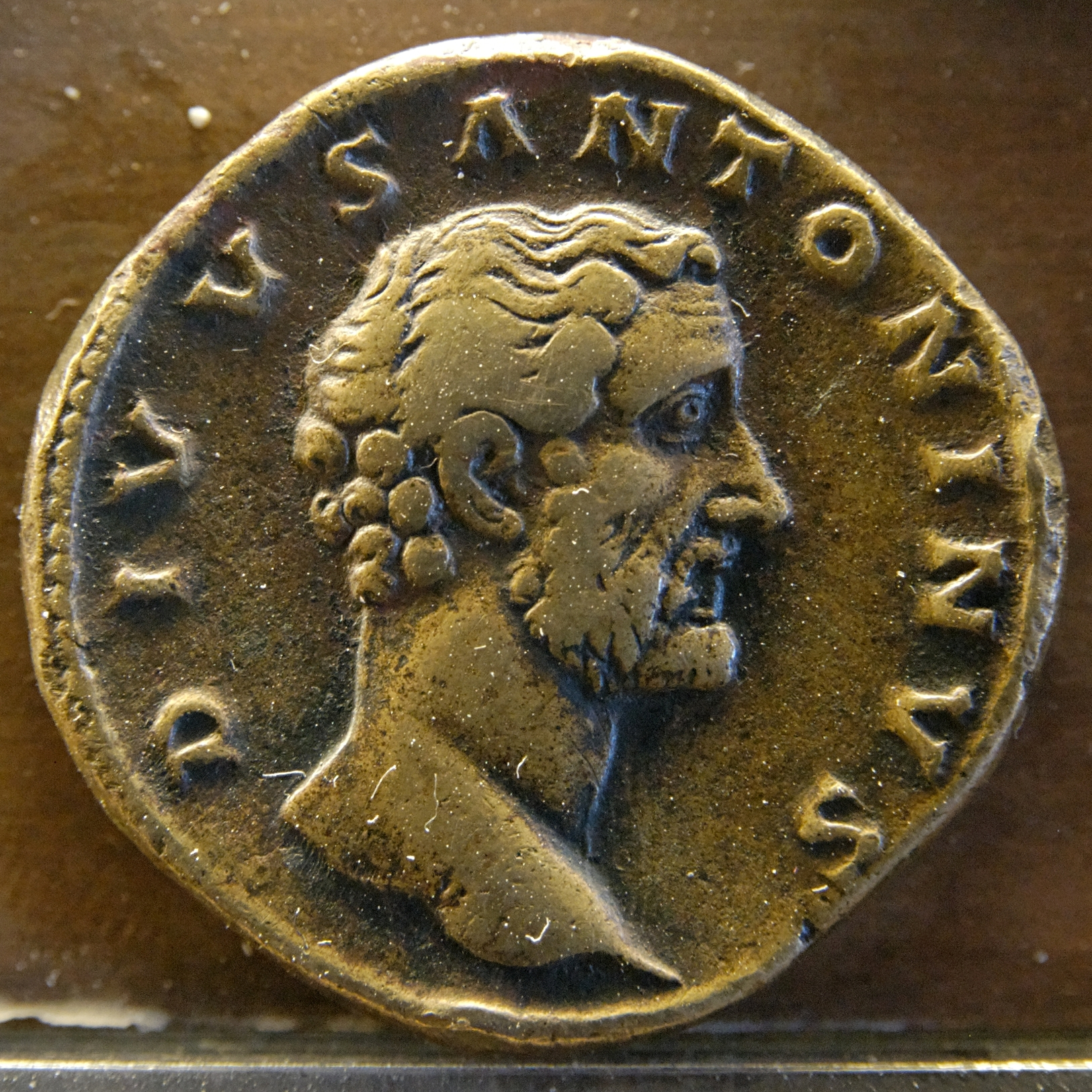
Sesterce en bronze d'Antonin le Pieux.
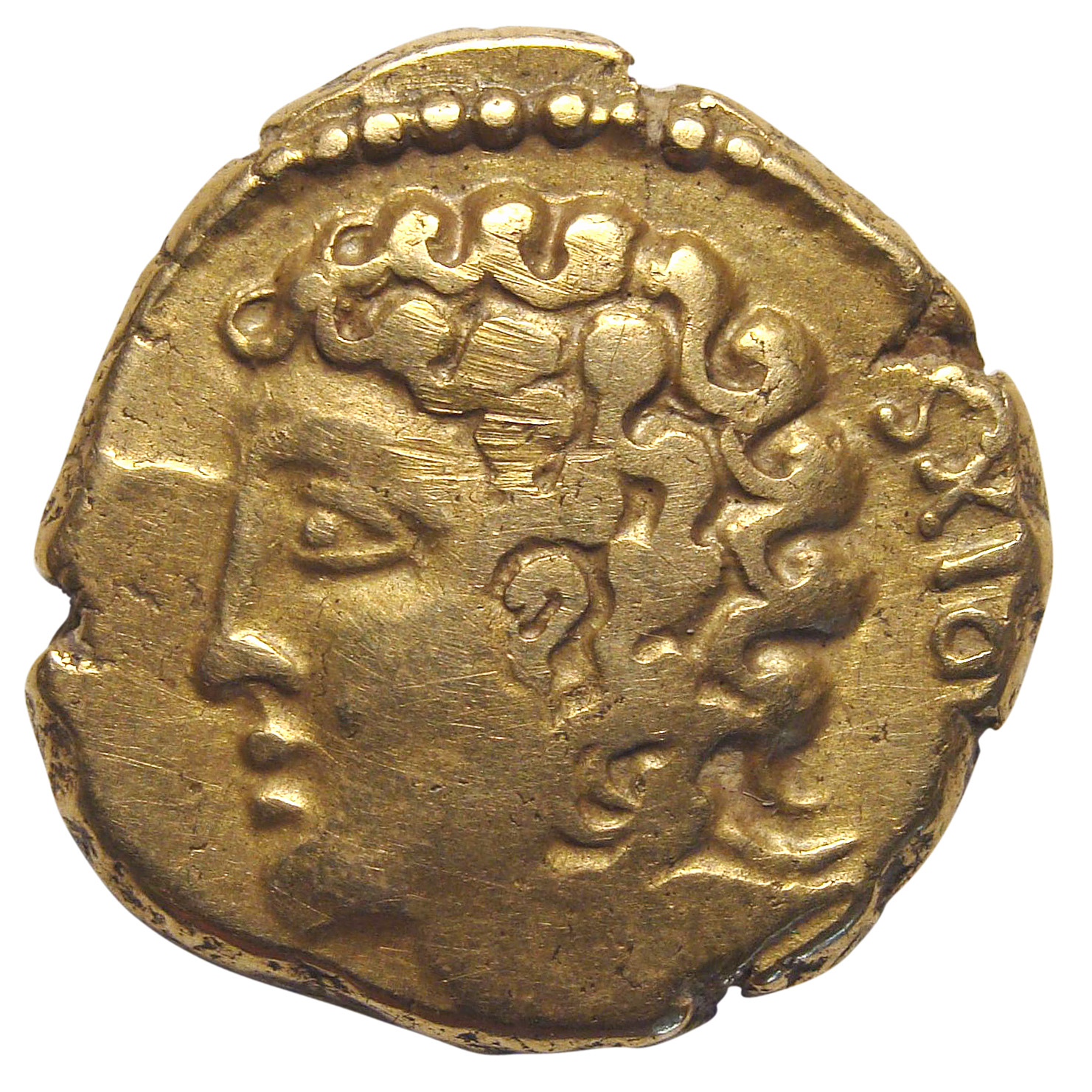
Avers d'un statère arverne en or de Vercingétorix.
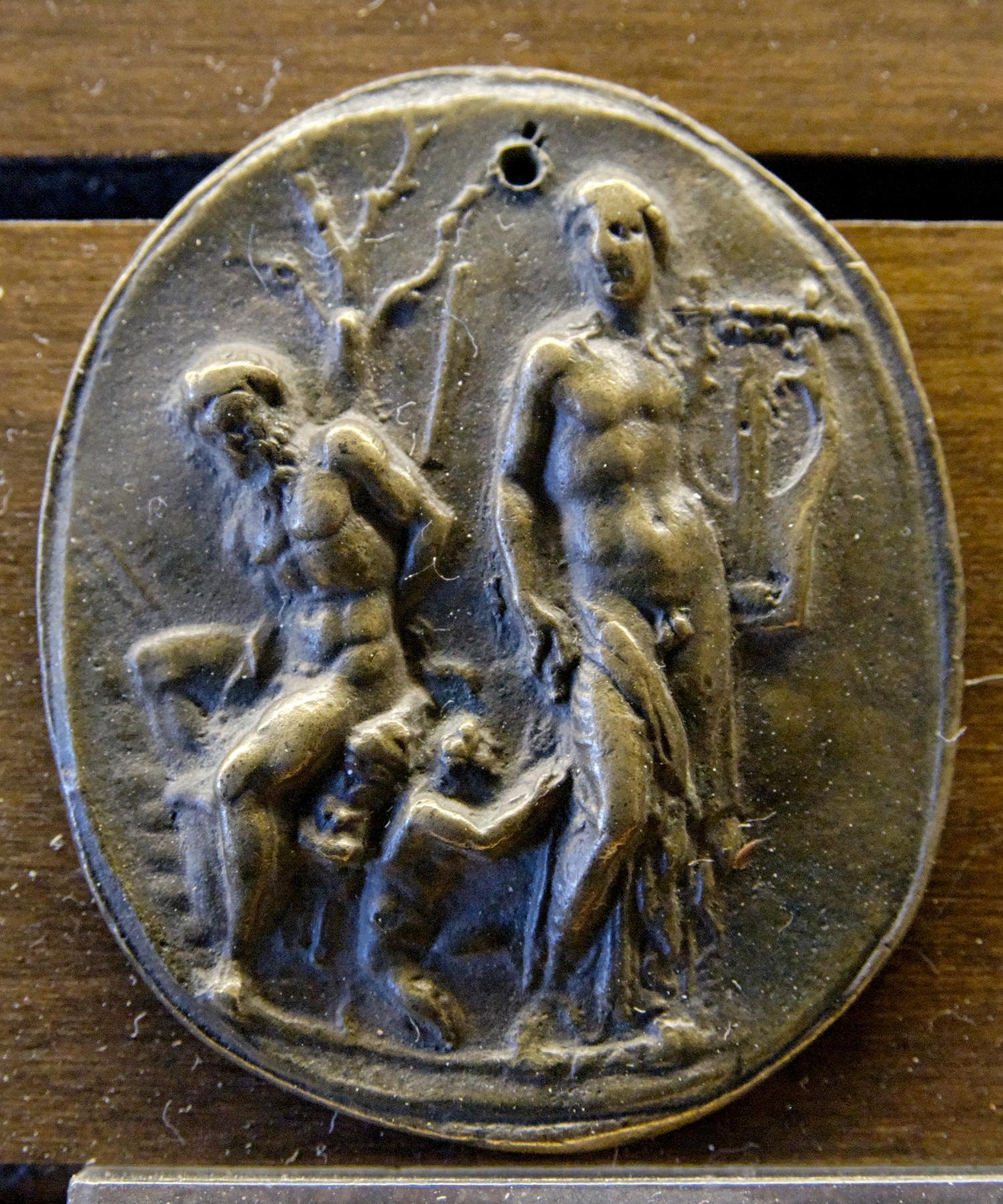
Apollon et Marsyas. Médaille de Laurent de Médicis, plaquette en bronze coulé.

### Arts graphiques

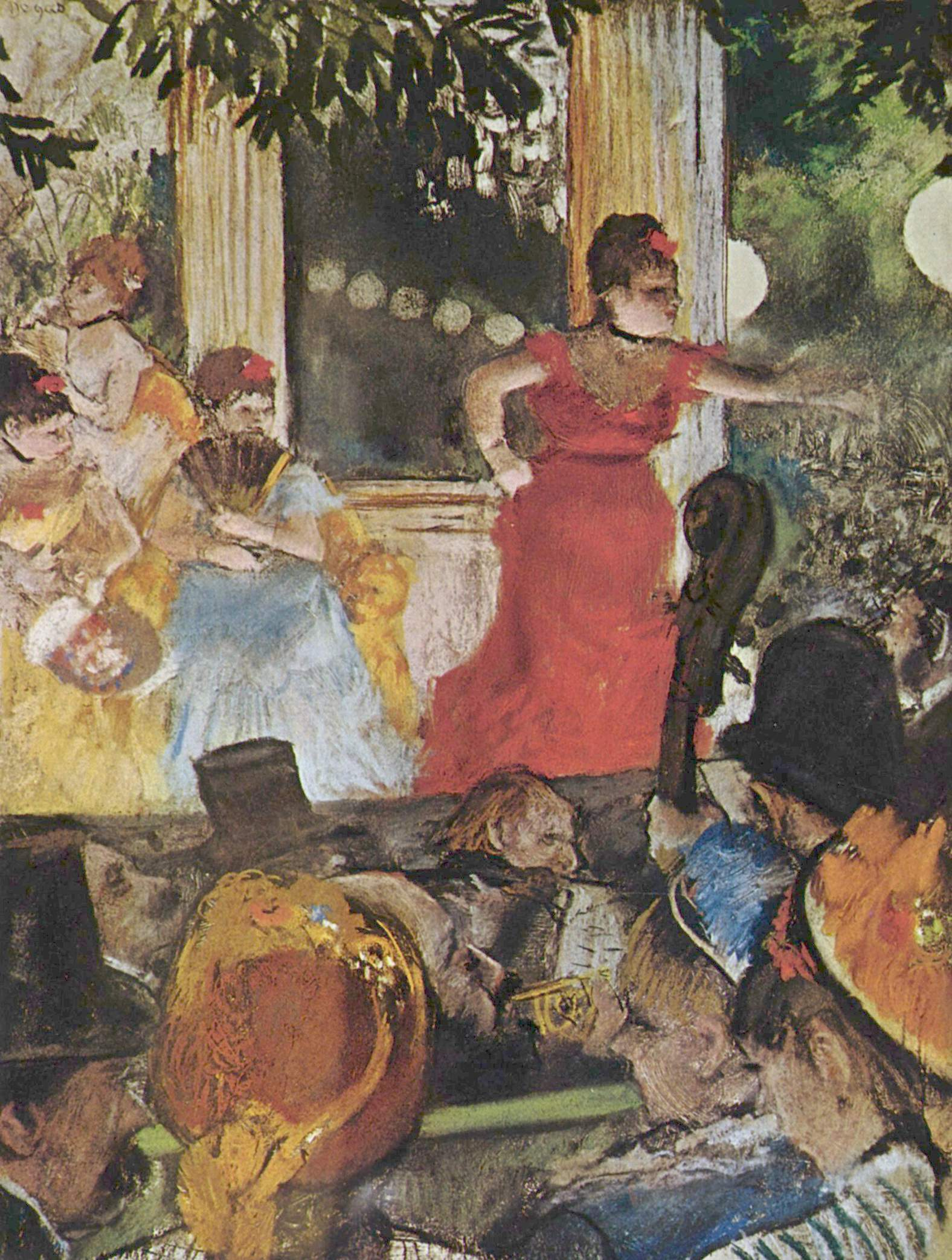
Edgar Degas, Le Café-concert aux ambassadeurs (1876-1877), pastel.

Le cabinet des arts graphiques regroupe des dessins, estampes, aquarelles, pastels, etc. Ces œuvres ont pour point commun d’être exécutées sur papier.
Près de 7 500 œuvres sont conservées dans ce département : 5 800 dessins et un fonds de 1 700 estampes. Sa création date du début du XIXe siècle. La collection de dessins comprend notamment des œuvres de Filippino Lippi, Parmigianino, Fra Bartolomeo, Leonetto Cappiello, Nicolas Poussin, Claude Lorrain, Charles Le Brun, François Boucher, Ingres, Théodore Géricault, Eugène Delacroix, Camille Corot, Honoré Daumier, Gustave Courbet, Odilon Redon, Puvis de Chavannes, Auguste Rodin, Edgar Degas, Henri Matisse, Raoul Dufy, Fernand Léger ainsi qu’une remarquable étude d'Albrecht Dürer.

## Fréquentation
Le musée des Beaux-Arts était le musée le plus fréquenté non seulement de Lyon mais également de toute la région Rhône-Alpes selon les statistiques fournies par le ministère de la Culture, jusqu'à l'ouverture du musée des Confluences en 2015. Au niveau national, selon ces mêmes statistiques, le musée se situe à la 22e place en termes de fréquentation annuelle pour l'année 2009. Globalement, depuis le début des années 2000, la fréquentation annuelle du musée oscille autour des 250 000 visiteurs et approche les 300 000 visiteurs à la fin de la décennie.
| 2001    | 2002    | 2003    | 2004    | 2005    | 2006    | 2007    | 2008    | 2009    | 2010    | 2011    | 2012    | 2013    | 2014    | 2015    | 2016    | 2017    | 2018    | 2019    |
| ------- | ------- | ------- | ------- | ------- | ------- | ------- | ------- | ------- | ------- | ------- | ------- | ------- | ------- | ------- | ------- | ------- | ------- | ------- |
| 255 497 | 332 546 | 359 774 | 250 432 | 244 275 | 253 290 | 241 916 | 250 138 | 294 610 | 291 150 | 267 566 | 327 688 | 331 447 | 351 361 | 301 258 | 285 000 | 334 459 | 356 000 | 300 230 |

## Gestion et politique culturelle
Un des buts de la politique d'acquisition du musée est de compléter sa collection d'œuvres lyonnaises du XIXe siècle, un fonds augmenté par des achats, mais aussi par des dons. En 2017, plusieurs acquisitions et dons concernent Pierre Révoil, Claudius Lavergne ou Jean-Baptiste Frénet ; un lavis de Claude Bonnefond est offert par Olivier Scherberich, le Saint François d'Alexandre Séon par Michel et Anne Bosse-Platière ; des anonymes ont aussi donné un lavis de Michel Dumas et une étude à la pierre noire de Louis Janmot.

### Personnel du musée
Le musée emploie plus d'une centaine de personnes dans des domaines très variés. La direction est tenue par Sylvie Ramond, conservateur en chef du patrimoine, assistée d'une assistante de direction et d'une secrétaire générale.
Les collections sont gérées par cinq conservateurs et un chargé du médaillier. L'équipe actuelle comprend : Geneviève Galliano, conservateur en chef des Antiquités, Salima Hellal, conservateur des Objets d'art, Stéphane Paccoud, conservateur en chef des Peintures et des Sculptures XIXe siècle, François Planet, chargé du médaillier, Ludmila Virassamynaïken, conservateur des Peintures et Sculptures anciennes.
Les services de documentation sont composés d'un bibliothécaire et d'un documentaliste. Le service diffusion comprend une responsable d'édition et un assistant, chargé du service Images. Au sein de l'équipe technique, le musée dispose d'un atelier avec un électricien, plusieurs menuisiers, dirigé par un responsable d'atelier. Outre les travaux courants, cette équipe est chargée de concevoir la scénographie des expositions. Les œuvres sont surveillées et contrôlées, que ce soit dans le musée ou lors d'un déplacement par la régisseuse d'œuvre, aidé d'une assistante.
Le public est accueilli par le groupe du service accueil, les chargés de réservation et les agents de surveillance. Pour initier et guider les visiteurs, le musée dispose d'une équipe de médiateurs, encadré par un responsable du service culturel.
Plusieurs professions aident les personnes qui font vivre le musée en étant en arrière-cour. Le secrétariat, l'assistant de gestion assurent le suivi administratif et financier de l'institution. De même, les problématiques de sécurité et de gestion du bâtiment sont suivies par une équipe dédiée dirigée par le responsable du service sécurité du bâtiment et d'une assistante.
Plusieurs personnes travaillent pour le développement du musée au travers de la recherche de mécénat, la location d'espaces du musée et l'organisation d'évènements le mettant en avant. Dans la même optique, l'équipe chargée de la communication est divisée entre une personne responsable des relations avec la presse, un chargé du site internet et de l'image du musée au sein des canaux de communication numériques, d'une graphiste et assistante chargée des documents de communication visuels, le tout sous la direction d'une responsable qui coordonne l'équipe.
Le musée a régulièrement besoin de compétences qu'il ne possède pas en interne et sollicite des prestataires notamment pour la restauration, la scénographie des expositions ou le transport des œuvres. Par des partenariats avec d'autres institutions publiques ou associations, il met en place des actions culturelles ponctuelles ou régulières auprès des différents publics.

### Liste des directeurs
| Fonction                                                      | Fonction          | Identité                        | Naissance | Décès | Titre                                                                          |
| ------------------------------------------------------------- | ----------------- | ------------------------------- | --------- | ----- | ------------------------------------------------------------------------------ |
| 20 juillet 1802                                               | 3 octobre 1806    | Louis Antoine Moutonnat         | 1754      | 1834  | Conservateur du musée                                                          |
| 3 octobre 1806                                                | 14 décembre 1812  | Antoine-Marie-François Artaud   | 1767      | 1838  | Inspecteur général du conservatoire des arts et antiquaire de la ville de Lyon |
| 14 décembre 1812                                              | 1er décembre 1824 | Antoine-Marie-François Artaud   | 1767      | 1838  | Directeur du conservatoire des arts                                            |
| 1er décembre 1824                                             | septembre 1830    | Antoine-Marie-François Artaud   | 1767      | 1838  | Directeur du musée et de l'école royale des arts de Lyon                       |
| 1er juin 1831                                                 | 1841              | Augustin Alexandre              | 1789      | 1870  | Conservateur des musées                                                        |
| Musée de peinture et de sculpture                             |                   |                                 |           |       |                                                                                |
| 1841                                                          | 14 avril 1870     | Augustin Alexandre              | 1789      | 1870  | Conservateur des musées de peinture et de sculpture                            |
| Musées archéologiques                                         |                   |                                 |           |       |                                                                                |
| 11 mai 1841                                                   | 1857              | Ambroise Comarmond              | 1786      | 1857  | Conservateur des musées archéologiques                                         |
| 10 décembre 1857                                              | 19 avril 1870     | Edmé-Camille Martin-Daussigny   | 1805      | 1878  | Conservateur des musées archéologiques                                         |
| 19 avril 1870                                                 | 27 juin 1878      | Edmé-Camille Martin-Daussigny   | 1805      | 1878  | Directeur des musées de la ville de Lyon                                       |
| 27 juin 1878                                                  | 2 décembre 1878   | Claude Guigue                   | 1832      | 1889  | Archiviste du département, directeur par intérim des musées de Lyon            |
| Musées de peinture et de sculpture                            |                   |                                 |           |       |                                                                                |
| novembre 1878                                                 | 31 mai 1880       | Benoît Joseph Guichard          | 1806      | 1880  | Conservateur des musées de peinture et de sculpture                            |
| 31 mai 1880                                                   | 16 juillet 1880   | Jean-Baptiste Giraud            | 1844      | 1910  | Conservateur par intérim des musées de peinture et de sculpture                |
| 16 juillet 1880                                               | 29 janvier 1884   | Nicolas Achille Chaine          | 1814      | 1884  | Conservateur des musées de peinture et de sculpture                            |
| 29 janvier 1884                                               | 25 juin 1885      | Paul Dissard                    | 1852      | 1926  | Conservateur par intérim des musées de peinture et de sculpture                |
| 25 juin 1885                                                  | 14 janvier 1886   | Jean-Marie Reignier             | 1815      | 1886  | Conservateur des musées de peinture et de sculpture                            |
| 6 juin 1886                                                   | octobre 1913      | Paul Dissard                    | 1852      | 1926  | Conservateur des musées de peinture et de sculpture                            |
| Musées d'épigraphie, sigillographie, numismatique et antiques |                   |                                 |           |       |                                                                                |
| 27 novembre 1878                                              | 24 février 1880   | Louis Christophe Auguste Allmer | 1815      | 1899  | Conservateur des musées d'épigraphie                                           |
| 27 novembre 1878                                              | 24 février 1880   | Paul Dissard                    | 1852      | 1926  | Conservateur-adjoint des musées d'épigraphie                                   |
| 24 juin 1880                                                  | octobre 1913      | Paul Dissard                    | 1852      | 1926  | Conservateur des musées d'épigraphie                                           |
| 24 juin 1880                                                  | 27 novembre 1899  | Louis Christophe Auguste Allmer | 1815      | 1899  | Conservateur honoraire des musées d'épigraphie                                 |
| Musées archéologiques                                         |                   |                                 |           |       |                                                                                |
| 21 novembre 1878                                              | 20 octobre 1910   | Jean-Baptiste Giraud            | 1844      | 1910  | Conservateur des musées archéologiques                                         |
| 7 novembre 1910                                               | octobre 1910      | Paul Dissard                    | 1852      | 1926  | Conservateur des musées                                                        |
| novembre 1913                                                 | avril 1924        | Henri Focillon                  | 1881      | 1943  | Directeur des musées                                                           |
| mai 1924                                                      | 1932              | Léon Rosenthal                  | 1870      | 1932  | Directeur des musées                                                           |
| 1933                                                          | 1962              | René Jullian                    | 1903      | 1992  | Conservateur du musée, puis du musée des beaux-arts de Lyon                    |
| Musée des Beaux-Arts                                          |                   |                                 |           |       |                                                                                |
| 1963                                                          | 1986              | Madeleine Rocher-Jauneau        | 1921      | 2013  | Conservateur du musée des Beaux-Arts                                           |
| 1986                                                          | 2000              | Philippe Durey                  | 1953      | -     | Conservateur du musée des Beaux-Arts                                           |
| 2000                                                          | 2003              | Vincent Pomarède                | 1959      | -     | Conservateur du musée des Beaux-Arts                                           |
| 2003                                                          | 2004              | Christian Briend                | 1960      | -     | Conservateur du musée des Beaux-Arts                                           |
| 2004                                                          | En cours          | Sylvie Ramond                   | 1959      | -     | Conservateur du musée des Beaux-Arts                                           |

## Expositions
L'une des premières expositions organisées au musée a lieu en 1889 pour le centenaire de la Révolution française. Elle présente des pièces qui, pour la plupart, appartiennent à présent au Musée Gadagne d'Histoire de Lyon.
Au XXe siècle, le musée commence à organiser de manière régulière des expositions temporaires, la plupart du temps accompagnées de l'édition d'un catalogue. Après une première en 1925, une régularité s'instaure à partir de la fin des années 1930 avec une alternance entre des rétrospectives et des promotions de la peinture régionale.
Après le départ de René Jullian en 1963, la politique d'exposition du musée est moins assurée et procède davantage d'occasions saisies au vol que d'un choix réfléchi sur le long terme. Les différents directeurs conservent toutefois la volonté de présenter la scène lyonnaise, mais l'art international contemporain devient le grand absent de la politique d'exposition de l'institution.

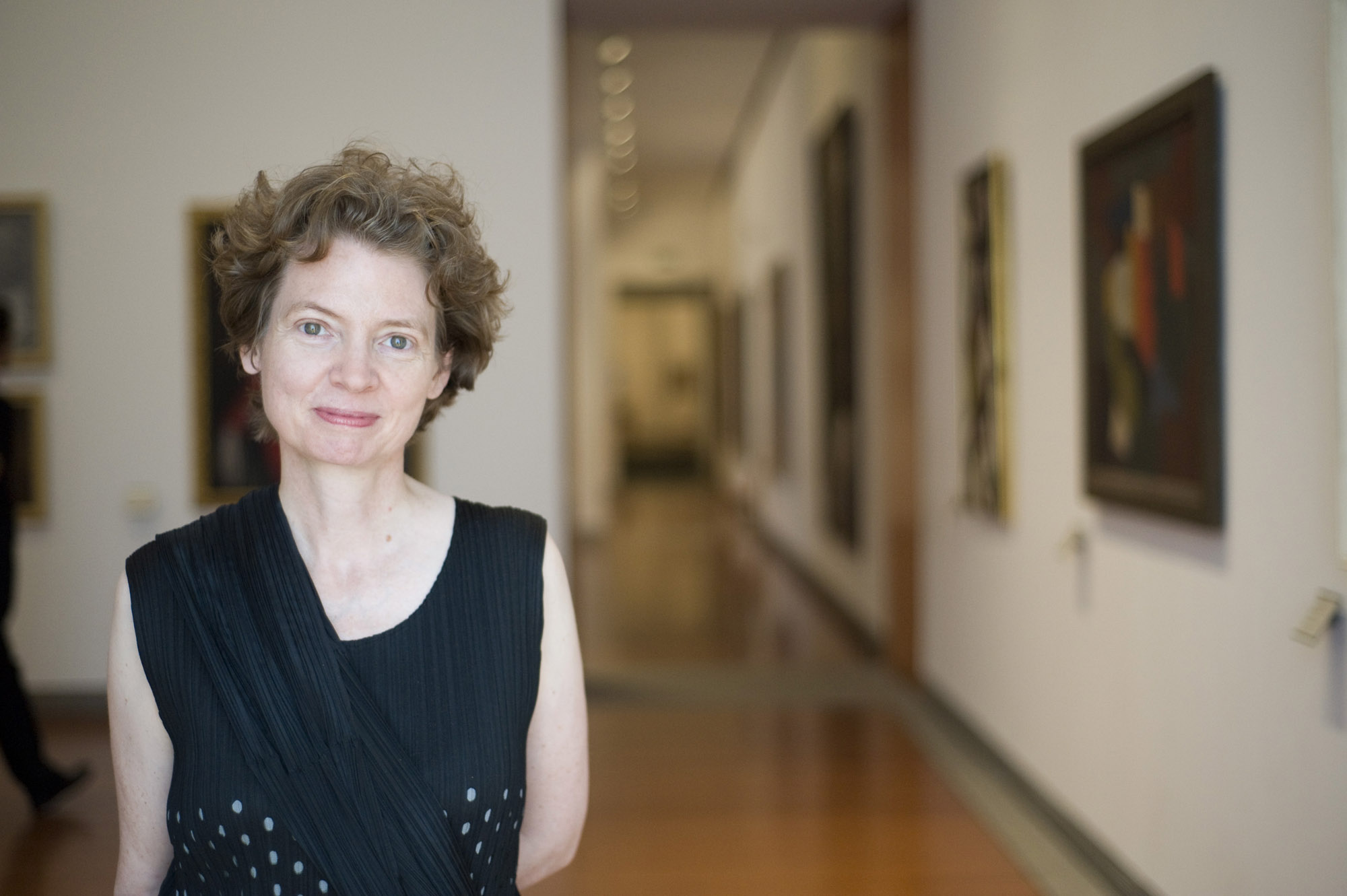
Sylvie Ramond, directrice du Musée des Beaux-Arts de Lyon depuis 2004.

À partir de 2004, la directrice Sylvie Ramond entame une réorientation de la politique du musée pour redévelopper les collections et les expositions, alliant souvent la recherche la plus actuelle avec des thèmes ouverts au grand public. Elle parvient avec son équipe à faire progresser la fréquentation malgré des sujets quelquefois pointus. L'une des expositions la plus représentative de cette volonté est Joseph Cornell et les surréalistes à New York, de 2013, où il est également possible de sentir la marque de Sylvie Ramond : « « Cornell est sans nul doute sa plus belle exposition, la plus personnelle aussi », estime Pierre Wat, professeur d'histoire de l'art contemporain à l'université de Paris I et commissaire avec Sylvie Ramond de l'exposition « L'Atelier d'Étienne-Martin » au Musée des Beaux-Arts de Lyon en 2011 ».
Ces expositions ont été conçues pour faire découvrir de grands ensembles d'œuvres (La collection Grenville L. Winthrop, Le Royaume d'Ougarit ou Le Génie de l'Orient), d'autres pour présenter au public des domaines faiblement explorés (Le temps de la peinture ou Repartir à zéro) et deux d'entre elles ont permis au musée de présenter des sélections de ces richesses lors d'évènements lointains (Exposition universelle de Shanghai en 2010 et les Saisons France-Afrique du Sud).

## Publication
En 1952, à l'initiative de René Jullian, est créé le Bulletin des musées lyonnais. En 1960, cette publication change de titre et devient le Bulletin des musées et monuments lyonnais. En 2003, il change de périodicité en devenant annuel et prend alors le nom de Cahiers du Musée des Beaux-Arts de Lyon.

## Accès
Le musée est accessible par :
- La station de métro Hôtel de Ville - Louis Pradel des lignes   et
- Divers arrêts de bus à proximité desservis par les lignes      ,   59,   ,  A32 A71

En 1995, un parking souterrain nommé « Terreaux » est construit sous le musée. Étant donné sa localisation, on peut y trouver des objets anciens dans le tunnel d'accès du parking.